# Архітектура Києва

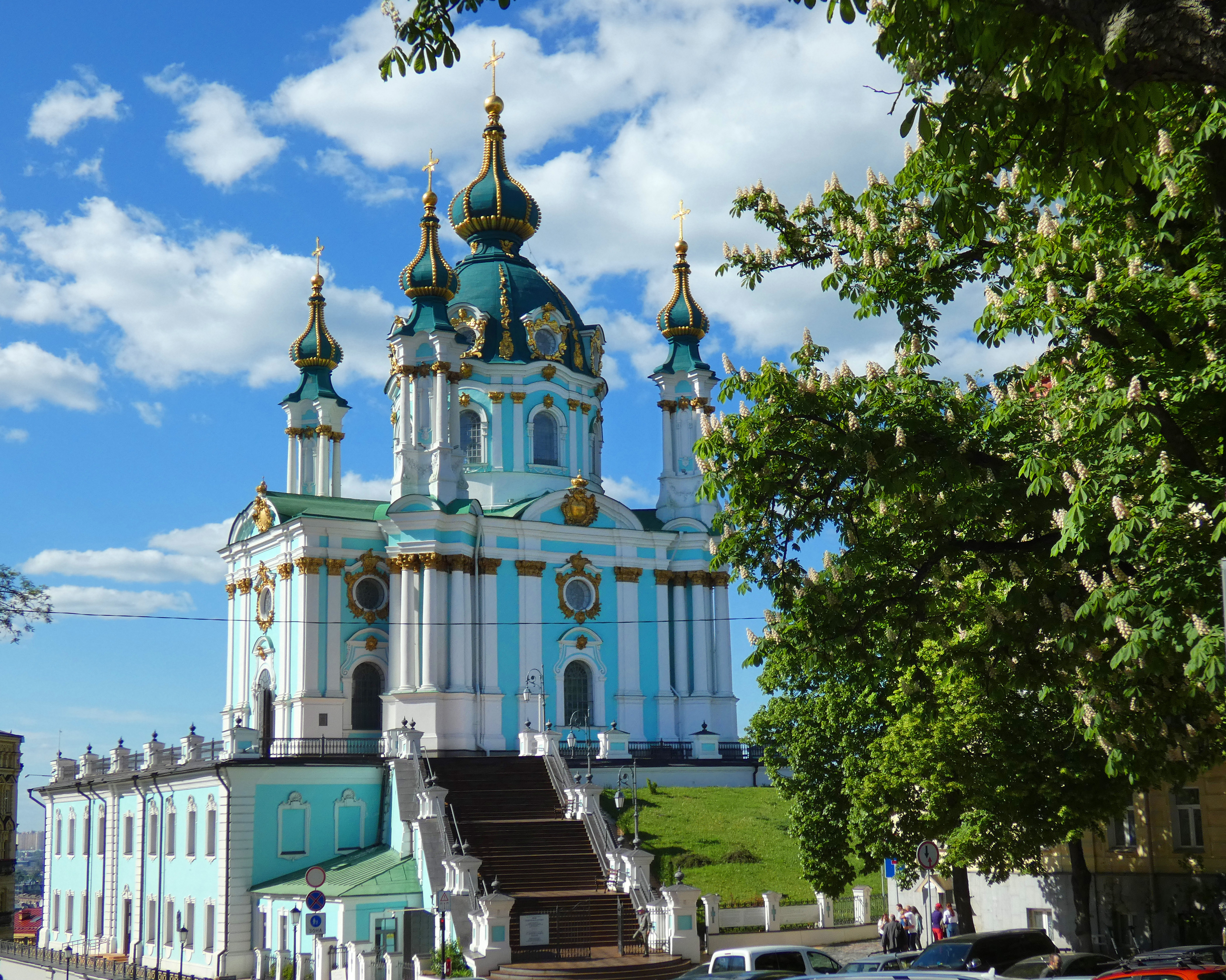
Андріївська церква (1762), перлина київської архітектури й один із найкращих творів Бартоломео Растреллі

Архітектура Києва сформувалась упродовж тисячоліття шляхом поступового нашарування різноманітних архітектурних стилів, де вишуканість українського бароко XVII—XVIII століть, строкатість історичних стилів зламу XIX—XX століть, простота стилю конструктивізму, пафосність радянського монументального неокласицизму і функціональність неомодернізму XX століття сплавлені у поетапному розвитку міста.
Найцінніші шедеври Києва (Софійський собор, Києво-Печерська лавра, церква Спаса на Берестові) віднесені до об'єктів всесвітньої культурної спадщини.

## Давня історія

### Протокиївські поселення

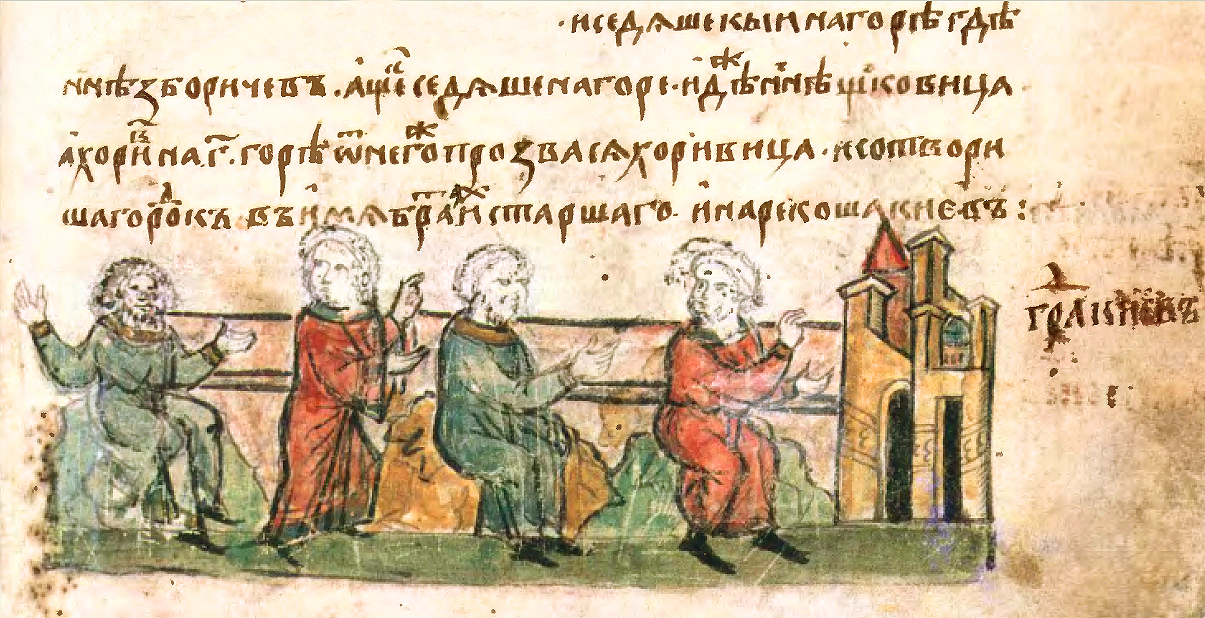
Заснування Києва братами Києм, Щеком і Хоривом

Протокиївські поселення виникли на Київських горах — пагорбах заввишки 80 — 105 м — між великою рікою Дніпро і долинами річок Либідь, Хрещатик, Клов, Глибочиця і Сирець. Археологи відносять їх до зарубинецької (ІІ ст. до н. е. — ІІ ст. н. е.) і черняхівської культури (ІІ — ІІІ ст. н. е.).

### «Град Кия»

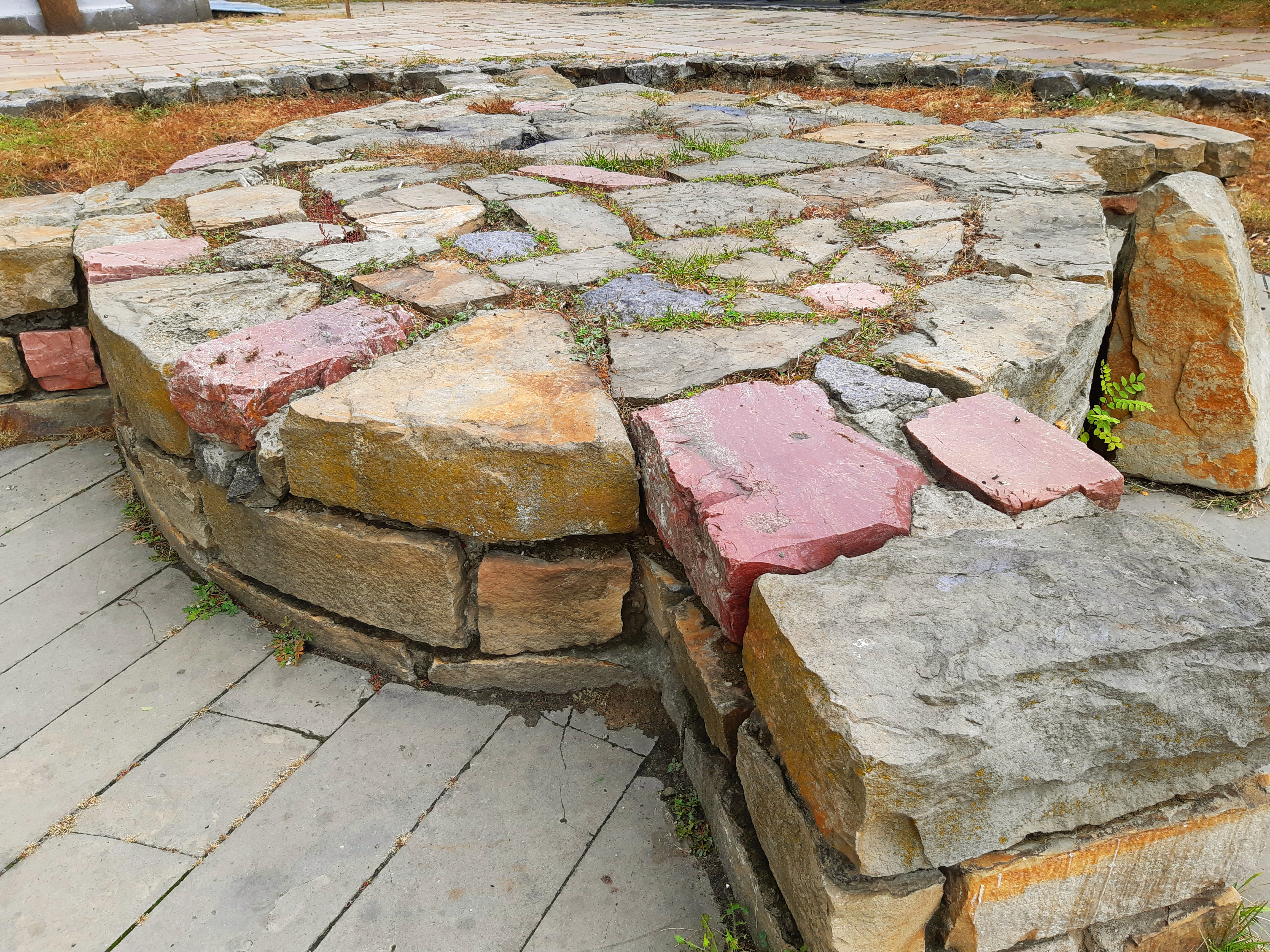
Язичницьке капище на Старокиївській горі (реконструкція)

У VI—VIII сторіччях, за іншими відомостями, після значної перерви у розвитку поселення, наприкінці VIII — у середині IX, і навіть у Х сторіччі на Старокиївській, Замковій або Лисій горі (Юрковиці) постало первісне київське укріплення. Поселення виросли також на сусідніх горах, про що писав літописець:

| «Сидів Кий на горі, де нині узвіз Боричів, а Щек сидів на горі, що й нині зветься Щекавиця, а Хорив — на третій горі, від нього ж прозвалася Хоревиця»[8] |.
«Град Кия», обнесений земляним валом і ровом, займав територію в 2 га на Старокиївській горі. У центрі городка в VI—VII столітті розташовувалось язичницьке капище, пов'язане з культом Перуна та інших слов'янських богів. Це була споруда еліпсоподібної форми, змурована з пісковика. Її залишки були знайдені археологами на вулиці Володимирській, 3.
У цілому до складу старої заселеної частини входили також гори Замкова, Щекавиця та Юрковиця, Поділ, район Львівської площі й Кудрявця, Копирів кінець, Гончарі й Кожум'яки. Навколо цих поселень утворилося ядро Києва.
Поштовхом до перетворення Києва на значне торговельне місто став розвиток торгівлі з хозарами й арабами.

## Містобудівна еволюція за доби Русі

### Ідеологія сакрального міста

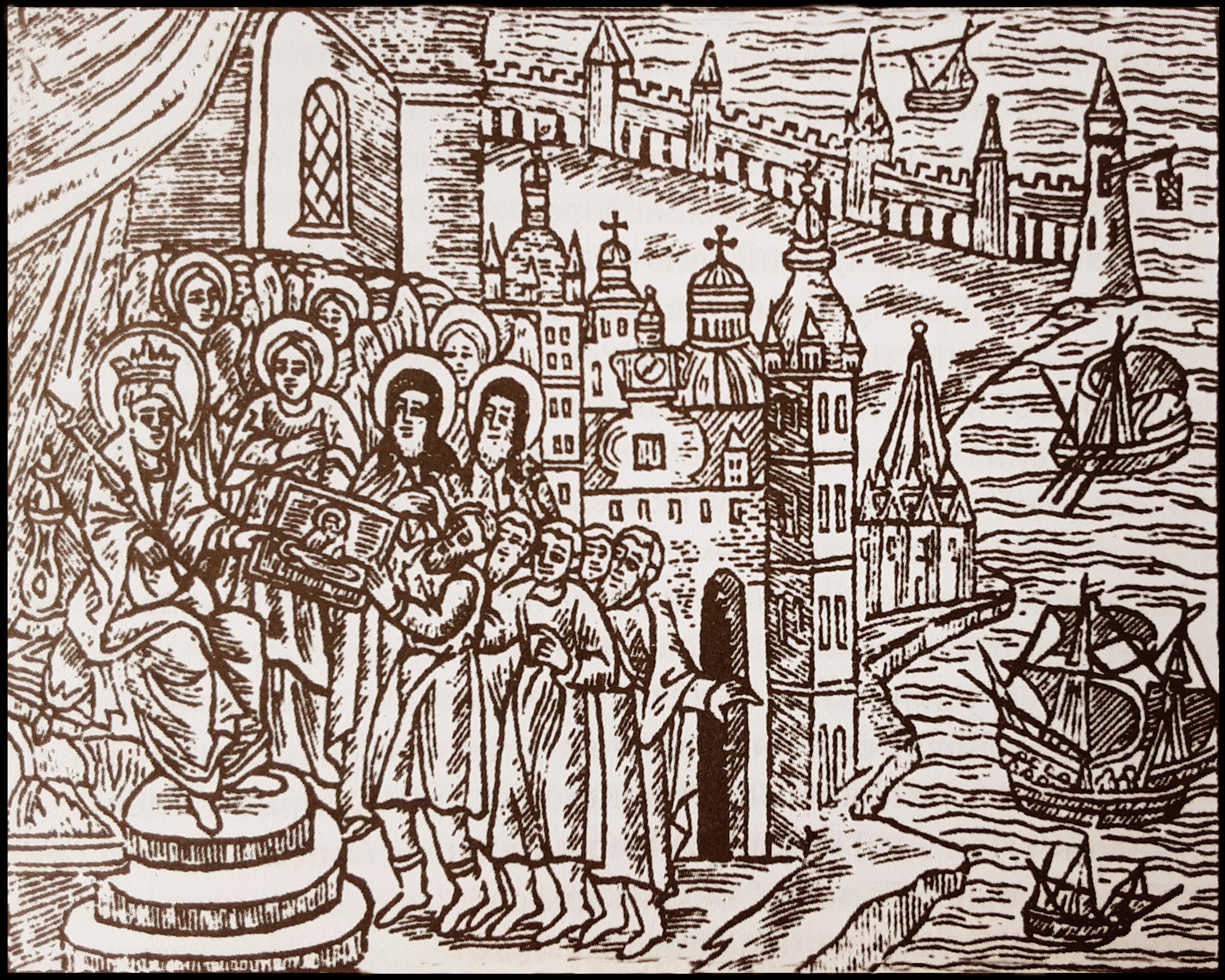
«Богородиця відправляє влахернських мулярів до Києва». Гравюра Майстра Іллі. Києво-Печерський патерик (1661)

За ветхозавітною традицією, містом перебування Бога був Єрусалим, а богообраною землею — Ізраїль. Однак, на думку православних греків, коли юдеї не прийняли Христа, Бог залишив Єрусалим і юдейський народ. Натомість богохранимим містом, Новим Єрусалимом, став Константинополь, столиця Візантії. Тут будують Золоті ворота, відтворюючи єрусалимські Золоті ворота, в які в'їжджав Цар світу Христос. А за взірець візантійського храму Святої Софії Премудрості Божої взяли старозавітний юдейський храм.
Міф про «трансляцію столиць» сприйняли й інші християнські народи: болгари, німці, чехи. Претензії Києва на статус «богоспасенного граду» висловив митрополит Іларіон. Власне, і визначення у «Повісті временних літ» Києва як «матері міст» (з грец. μητροπολίτης — метрополія; дослівно «материнське місто», «місто-мати») вказує на грецько-візантійське запозичення і відсилає до фрази з Нового Заповіту: «вишній Єрусалим (—) Матір всім нам» (Послання апостола Павла до галатів, 4: 26).
Важливу роль в утвердженні Києва як священного міста і мало не апостольської столиці відіграла легенда про Андрія  Первозванного, яка з'явилася за великого князя Всеволода Ярославича (1030—1093) або його сина — Володимира Мономаха (1053—1125). За літописним переказом, апостол під час своєї мандрівки благословив київські пагорби словами: «На цих горах возсіяє благодать Божа, і буде город великий, і багато церков Бог воздвигне тут». Ще одна легенда, подана в Києво-Печерському патерику ХІІІ сторіччя, оповідає, що Богородиця обрала Київ для будівництва храму, в якому, за її словами, вона хоче жити. Для цього Діва Марія у Влахерні наказала чотирьом візантійським будівничим вирушити до Києва і збудувати там церкву.
Відтоді Русь мислилась як богообрана, свята земля. Ця ідея послідовно реалізовується в київській архітектурі. За великого князя Ярослава в Києві за зразком Константинополя будують Золоті ворота і Софію Київську.

### Столиця Київської Русі (Х—ХІІІ)

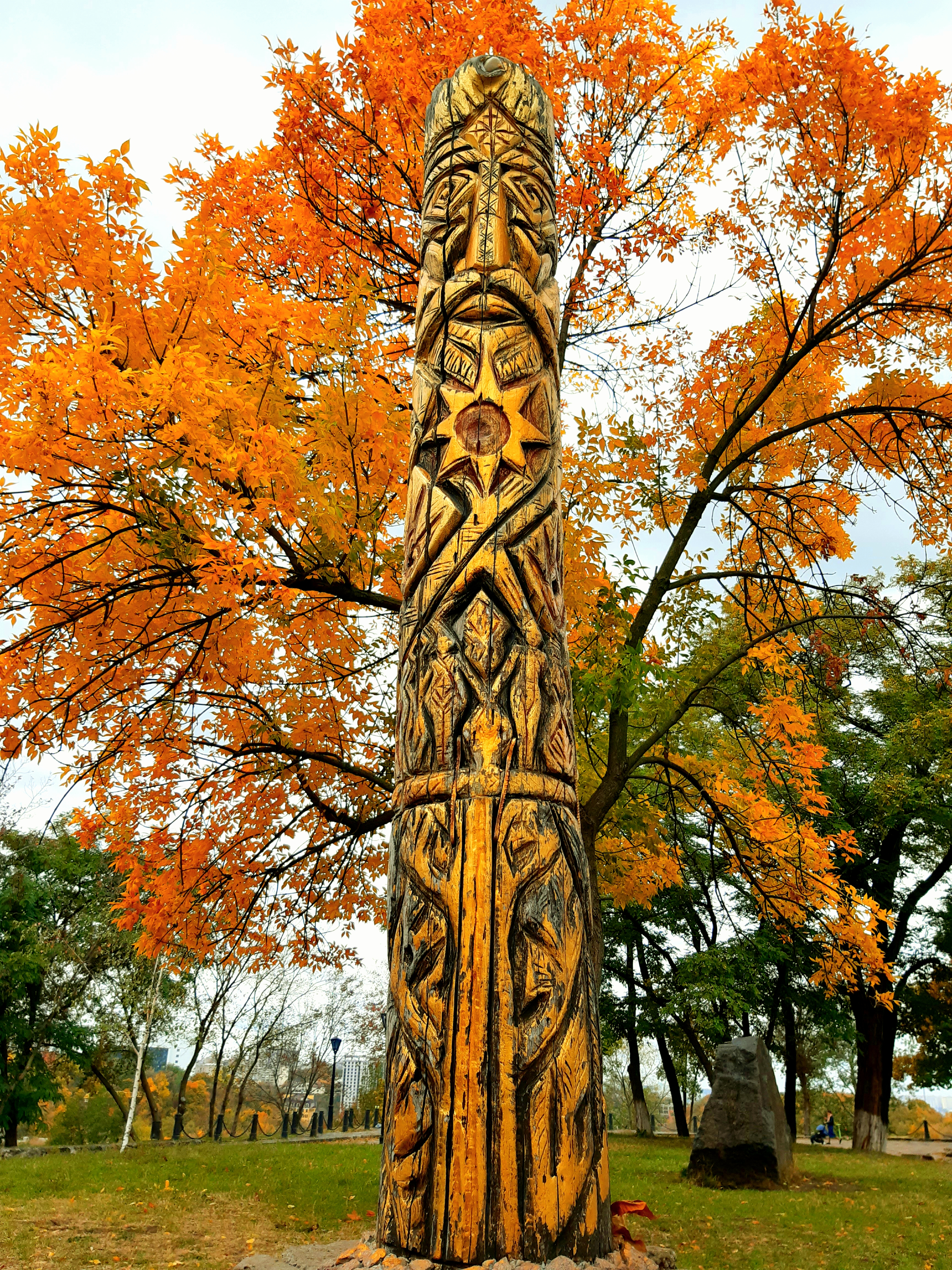
Ідол Перуна на Старокиївській горі (сучасна інтерпретація)

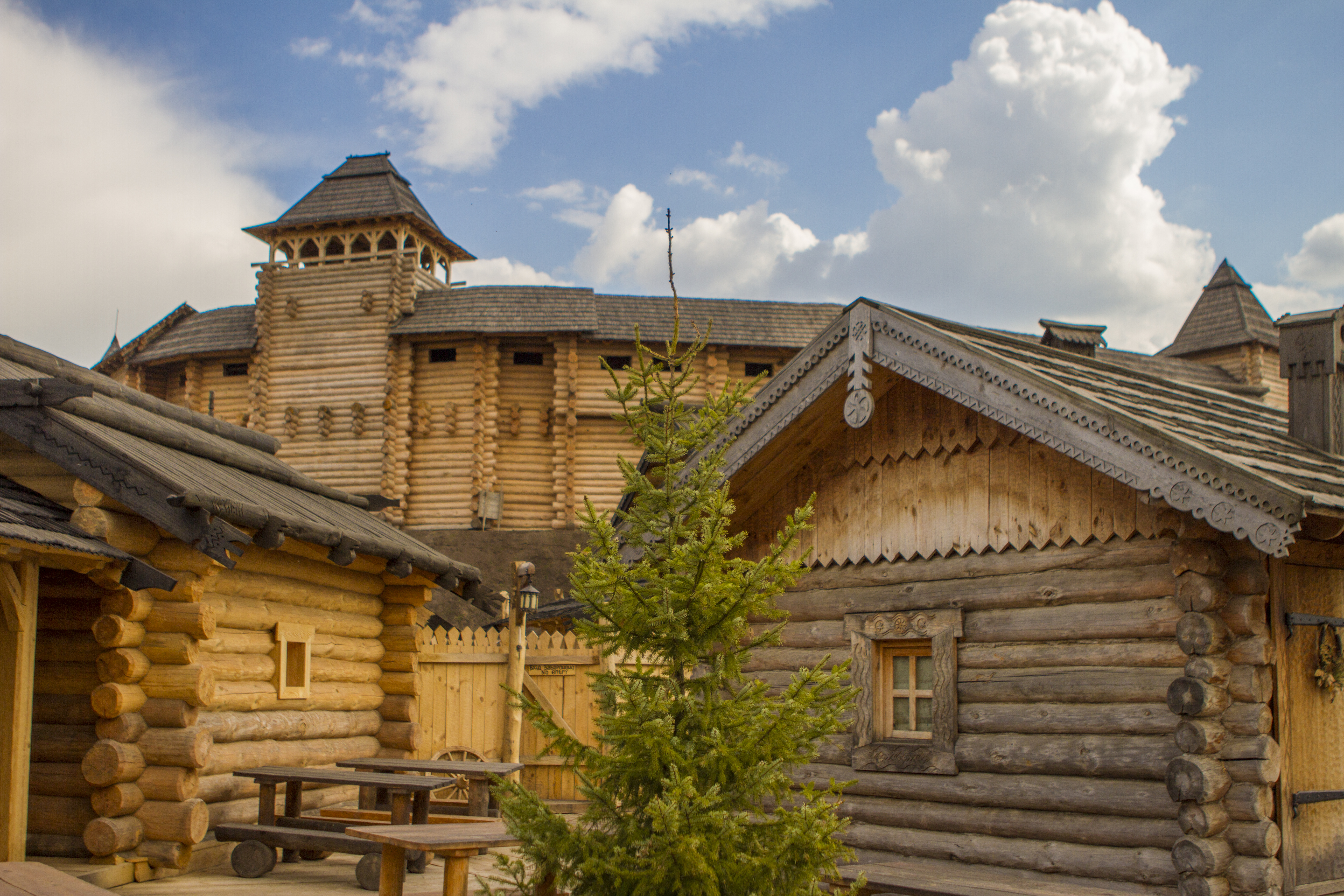
Реконструкція стародавнього Києва (парк Київська Русь)

Південний палац (гіпотетичний вигляд)

У X столітті окремі селища злилися в єдине поселення міського характеру.
Про тодішній вигляд Києва можна судити з опису, який наведено у «Повісті временних літ»:
| «І пристали [посли деревлян] під Боричевим [узвозом] у човні, бо текла тоді вода біля гори Київської і на Подолі не сиділи люди, але на горі. Город же був Київ там, де нині двір Гордятин й Никифорів, а двір княжий був у городі, де нині двір Воротиславлів і Чудинів, а перевісище було поза городом, і був поза городом двір теремний і другий, де є двір демесника — за святою Богородицею над горою, був там терем кам'яний"[25]. |
Після прийняття християнства в 988 році розпочалося храмове будівництво. Ранні церкви були переважно зроблені з дерева. Згодом з'явилися великі кам'яні храми, які стали прикладами монументальної архітектури в східнослов'янських землях. Архітектурний стиль давньоруської держави утвердився під впливом візантійського. До Києва запросили візантійських архітекторів, які передали давньоруським майстрам досвід будівельної культури Візантії. Зокрема константинопольські зодчі за участю київських майстрів збудували Софійський собор.
На Русі міста забудовували «городники», майстри, які зводили «городню», тобто укріплення. З-поміж київських архітекторів у літописі згадується ім'я Петра Милонега, якому 1199 року князь Рюрик Ростиславич доручає збудувати великі підпірні мури для Михайлівського собору Видубецького монастиря.
Відомості про тодішню організацію будівництва і форми оплати зодчих у Києві надають давні літописи. Наприклад, печерські ченці перед тим, як звернутися до будівельників із проханням звести мури навколо монастиря, спочатку збирали кошти, заготовляли дрова для випалення цегли (плінфи) та вапна і випалювали цеглу. «Печерський патерик» повідомляє, що будівництвом Успенського собору Києво-Печерського монастиря керували чотири грецькі майстри. Гроші на виконання робіт вони отримали «на три літа».
У місті також працювали мостники, які стелили гатки, дерев'яні мостові. За «Руською Правдою», майстри за виконану роботу мали отримувати винагороду.
У часи князів Володимира, Ярослава, Ізяслава, Святополка відбувається формування кількох центрів міста:
- «град Володимира» з монастирським ансамблем розміщувався на Старокиївській горі,
- «град Ярослава» з ансамблем Софійської митрополії — в Софійській частині,
- «град Ізяслава-Святополка» з ансамблем Михайлівського монастиря — на Михайлівській горі,
- Києво-Печерська лавра — на півдні[29].

### «Град Володимира»

Десятинна церква (гіпотетичний вигляд)

«Град Володимира» займав площу в 10-12 га. Він був оточений оборонними спорудами, земляним оборонним валом і ровом. Після хрещення Русі у 988 році розпочинається будівництво храмів. Володимир Великий «повелів будувати церкви і ставити їх на місцях, де стояли ідоли». На горі, на якій приносили жертви Перуну й іншим богам, князь збудував першу церкву, дерев'яний храм святого Василія.
У 989—996 роках звели соборну Десятинну церкву, навколо якої постав новий сакральний центр міста.
Від неї після монгольського спустошення Києва у 1240 році залишився тільки фундамент.
Навколо храму стояли кам'яні палаци. З них археологами досліджено залишки чотирьох: «Палац княгині Ольги» — найдавніший князівський палац і перша цивільна кам'яниця в Києві; «Терем кам'яний поза містом» Х сторіччя, імовірна резиденція князя Володимира Великого, «Південний палац» і «Західний палац» кінця Х століття.
Перед позаміським палацом розпланували міський майдан, згаданий у «Повісті врем'яних літ» під назвою «Бабин торжок».
У часи Володимира Святославича заснували монетарню, на якому карбували златники та срібники, а також виготовляли гривню. Найімовірніше, монетарня розташовувалась на Старокиївській горі. Пізніше, як припустили дослідники на підставі аналізу монетного матеріалу Давньої Русі, у місті функціонували три монетарні.

### «Град Ярослава»

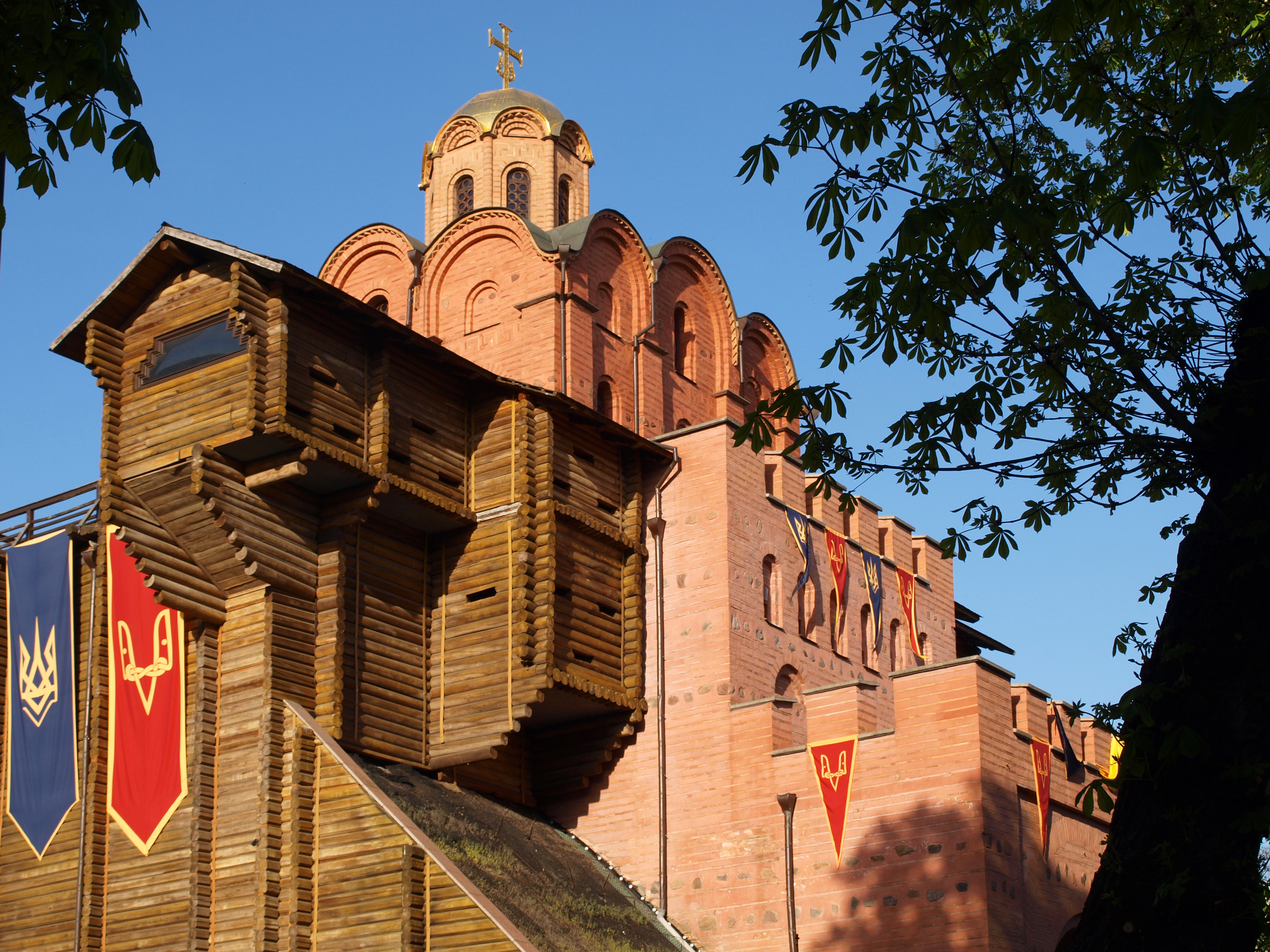
Золоті ворота (гіпотетичний вигляд)

Територія «града Ярослава» становила 60 га. Князь Ярослав Мудрий (1019—1054) розбудував місто далі на південь від «града Володимира».
Центральну частину міста оточували земляні вали і дерев'яні стіни із сторожовими вежами. До міста вели фортечні ворота: Лядські (Печерські), Жидівські і Золоті. Від усіх брам через фортечний рів були перекинуті мости. Головним в'їздом до Києва були Золоті ворота, від яких відходили три міські вулиці. Перша з них, уздовж сучасної вулиці Ярославів Вал, названа на мапі Миколи Закревського Жидівською, вела до однойменних воріт. Друга проходила по лінії сучасної Малопідвальної вулиці і вела до Лядських воріт. І третя, основна, вулиця вела по лінії сучасної Золотоворітської вулиці до головного майдану «града Ярослава». Тут на перехресті осей—вулиць Софіїської та Стрітенської (схід-захід) і Володимирської (північ-південь) розкинувся найвеличніший архітектурний ансамбль стародавнього Києва — Софійський собор. Софія Київська перетворюється на нове містобудівне і сакральне ядро.
Водночас збудували Ірининський і Георгіївський монастирі. Поруч стояв князівський палац.
До складу міста Ярослава також увійшов Копирів кінець.

### «Град Ізяслава-Святополка»
«Град Ізяслава-Святополка» охопив територію у 80 га. На зламі ХІ—ХІІ сторіч на північно-східному відрозі Старокиївського плато — Михайлівській горі (нині верхня тераса Володимирської гірки) спорудили новий архітектурний ансамбль. 1060 року Ізяслав (1024—1078) збудував тут Дмитрівський монастир, між 1085—1087 роками син Ізяслава Ярополк (?—1087) споруджує церкву святого Петра, а в 1108 році другий син Ізяслава Святополк (1050—1113) — Михайлівський Золотоверхий монастир. Михайлівську гору оточили земляними валами.
На зламі XII—XIII сторіч у Києві нараховувалось близько 40 кам'яниць. Окрім князівських палаців, соборів і монастирів місто забудовувалось дворами бояр, воєвод, заможних дружинників, князівської адміністрації і купців, а також кварталами простих містян. Хороми бояр і воєвод, як правило, мали два поверхи й кілька кімнат. Торгово-ремісничі райони були одноповерховими. Будинки зводили переважно з дерева і глини.

Мініатюри з Радзивіллівського літопису
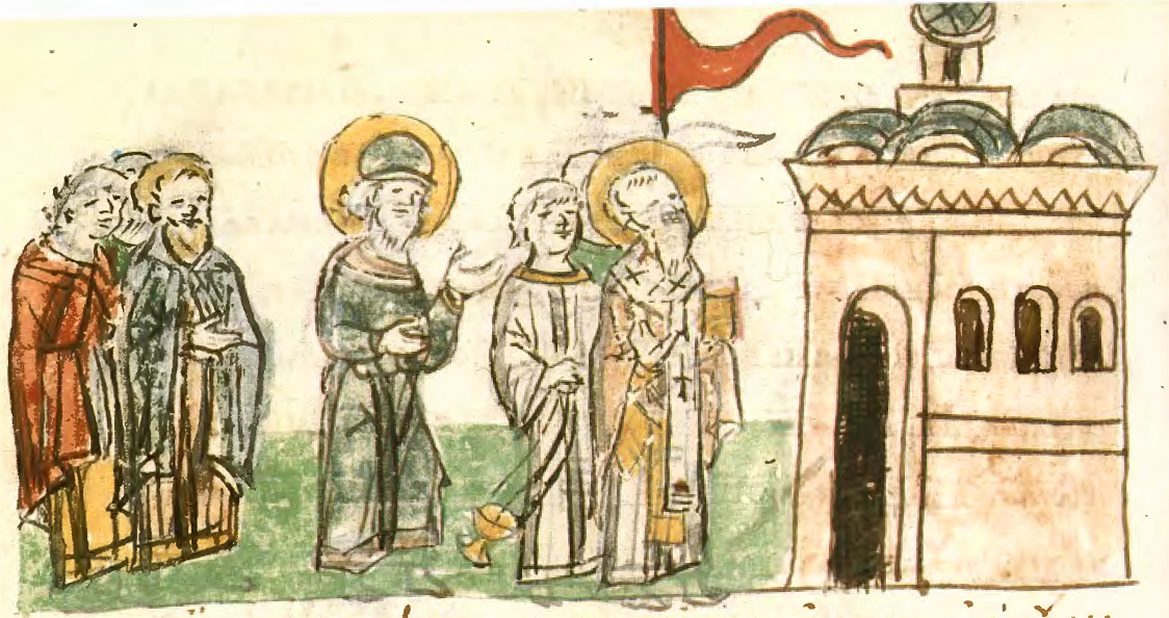
Освячення Десятинної церкви (991)
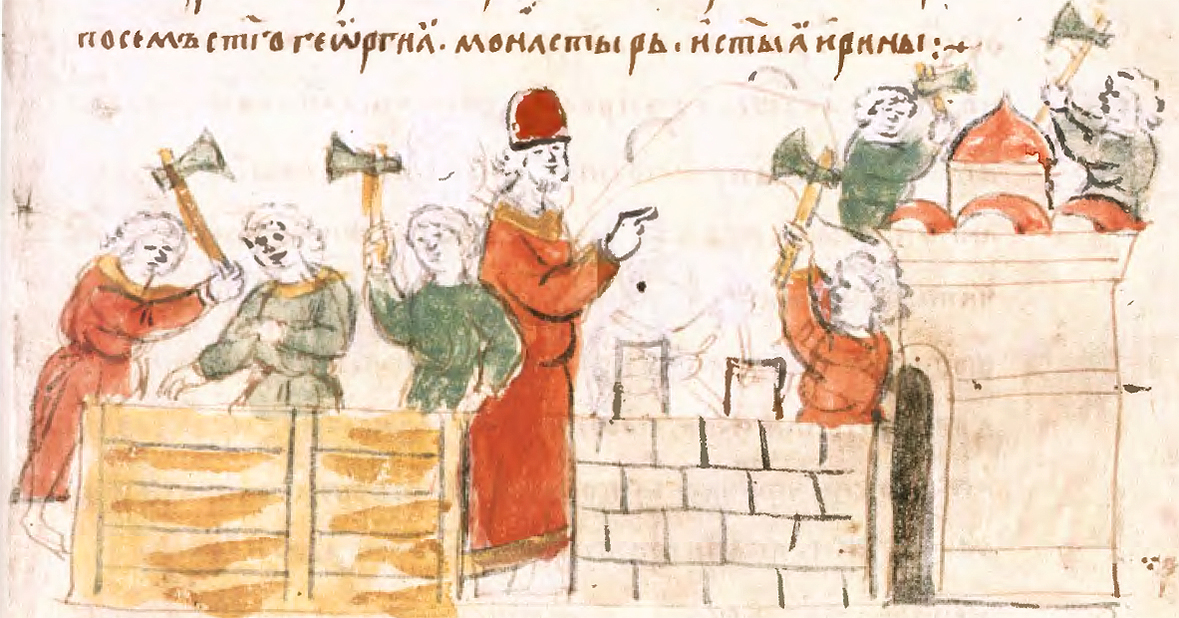
Розбудова Києва Ярославом Мудрим (1037)
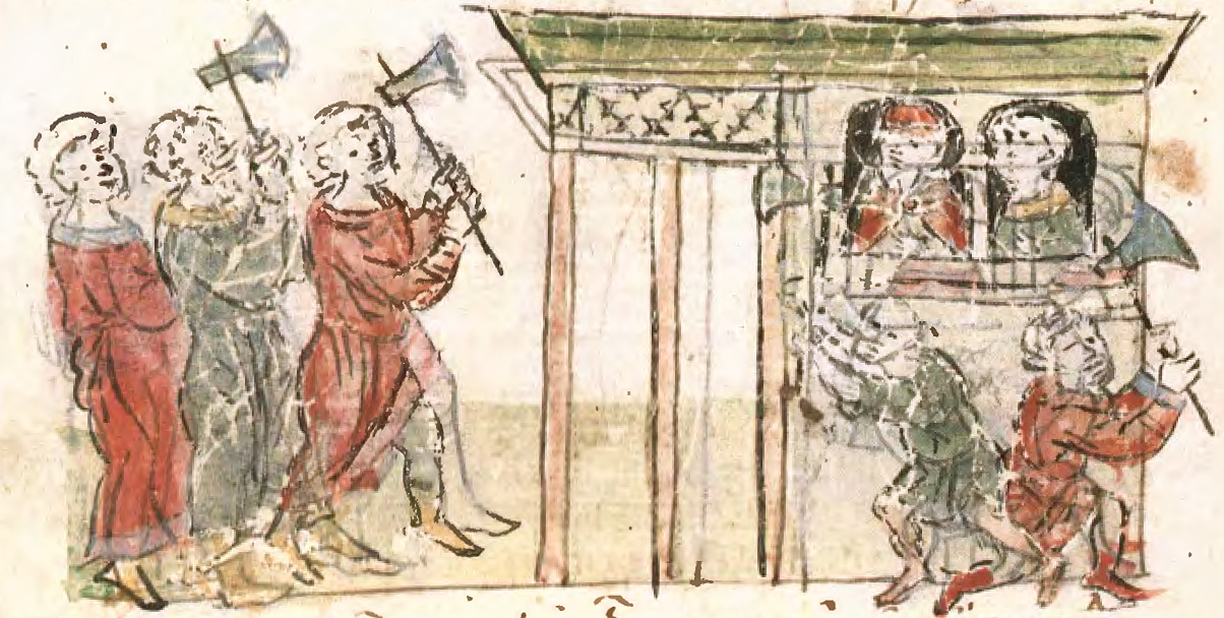
Будинок варяга-християнина у Києві (983)
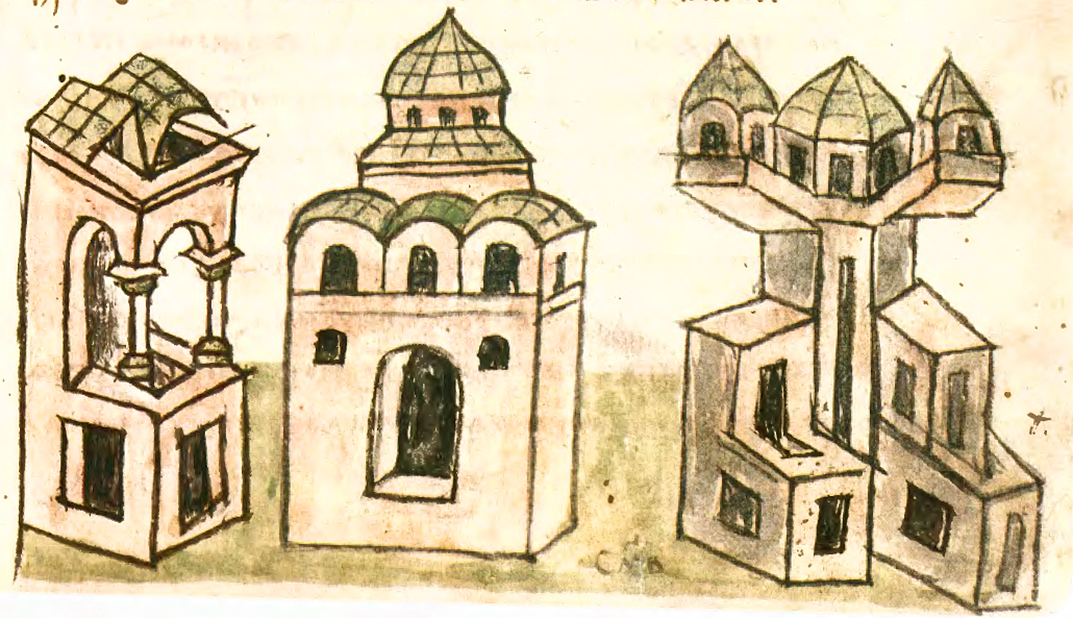
Давньоруські кам'яниці в інтерпретації літописця

### Поділ
Поділ — найзначніший торгово-ремісничий посад і порт стародавнього Києва. Розташовувався на березі Почайни. Навколо був обнесений валом. У ХІІ сторіччі його площа становила 180 га. Почайна мала зручну гавань, до якої заходили каравани купецьких кораблів. У центрі Подолу розміщувалося літописне «торговище» — найбільший і найдавніший ринковий і водночас вічевий майдан.

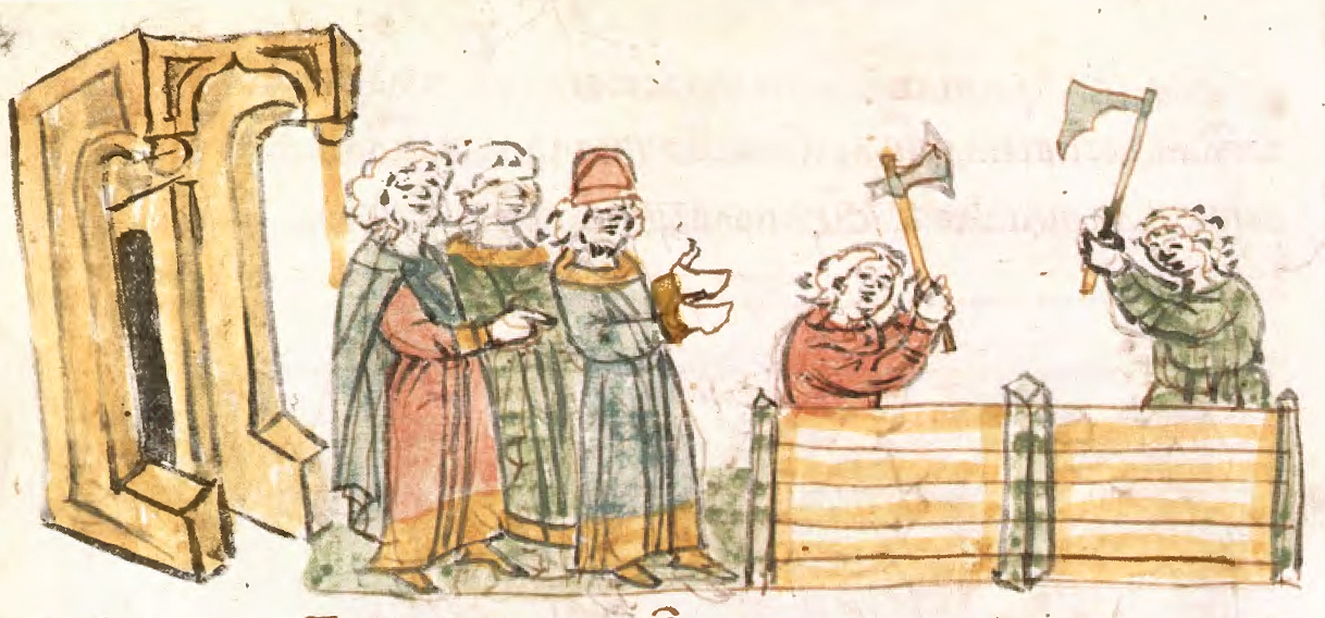
Закладення Мстиславом церкви Богородиці Пирогощі

До хрещення Русі на Подолі існувала збудована «над ручаем» (можливо Почайною) церква святого Іллі — перша відома церква на Русі. Нестор згадує її під 945 роком у зв'язку з договором Ігоря з візантійськими послами. Храм розташовувався, імовірно, на місці або поблизу пізнішої Іллінської церкви. Упродовж XI—XIII століть на території Подолу збудували церкви Бориса і Гліба, Михаїла, Миколи Набережного.
У 1131 року, за правління Мстислава Володимировича, була закладена Церква Богородиці Пирогощої. Уперше в Києві будівлю спорудили повністю із цегли, без використання каменю. Храм — проста базиліка із трьома навами і трьома апсидами. Стіни склепіння було прикрашено фресками, а підлогу — мозаїчними плитами. На архітектурі пам'ятки позначився вплив романського стилю. У її фундаменті виявлені матеріали, що належали давнішій мурованій споруді.

### Передмістя

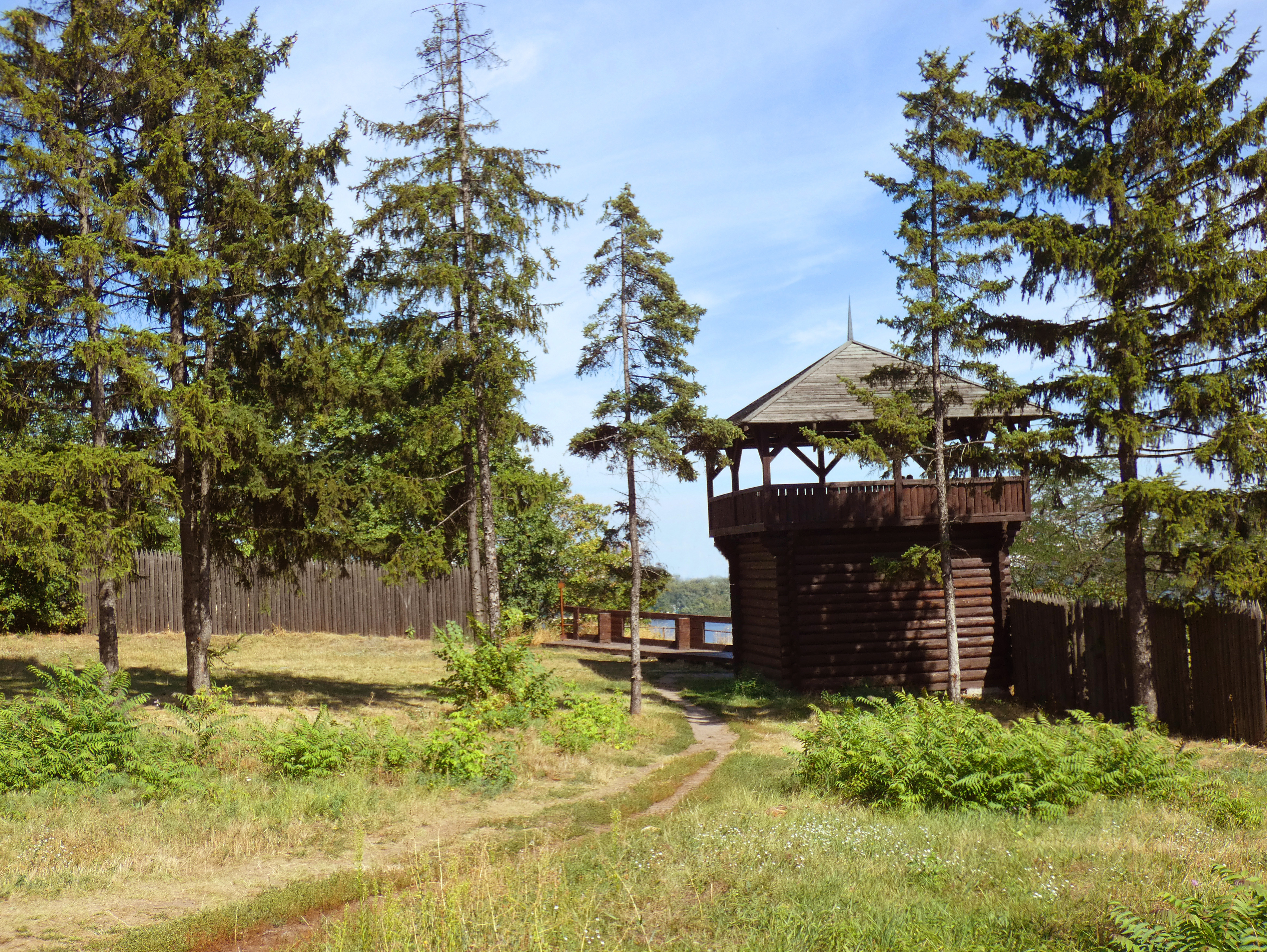
Красний двір (реконструкція)

На початку ХІ сторіччя спостерігається інтенсивний розвиток приміських слобід, сіл, князівських і боярських дворів, монастирських садиб, безпосередньо пов'язаних із Києвом. Як і в столиці велося монументальне будівництво у заміській резиденції київських князів у Берестовому, Красному дворі на мисі Чайка, Видубичах, Предславиному, Угорському урочищі, Кловському, на Дорогожичах і Кирилівських висотах. Розвиваються Києво-Печерський, Кирилівський і Видубицький монастирі.
У Берестовому був заміський князівський замок для жінок, в який язичницькі князі їздили для втіхи й усамітнення. У цю резиденцію Володимир Мономах скликав князів і тисяцьких, щоб розробити статут Володимира, який вніс суттєві зміни у надзвичайно важливий на той час юридичний звід — «Правду Ярославичів». У другій половині XI сторіччя в Берестові збудовано церкву Спаса, яка частково збереглась.

### Печерська лавра
1051 року за князя Ярослава Мудрого поблизу Берестова на південному краю Печерської гори виник печерний монастир, який згодом став найбільшим православним монастирем на Русі. Заснував його чернець Антоній. Співзасновником монастиря вважається один із перших учнів Антонія — Феодосій. 1073 року Варлаам побудував над печерою дерев'яну церкву Успіння Богородиці.
У XII сторіччя навколо Печерського монастиря зводять кам'яні мури і Троїцьку надбрамну церкву над головною брамою, що вела до монастиря.
Обитель перетворилася на духовно-культурний центр у Києві і на Русі. При монастирі була бібліотека, якою користувались літописці Никон і Нестор, створюючи першу історію стародавньої Русі.
Архітектура Ближніх (Антонієвих) і Дальніх печер — складна система підземних коридорів заввишки від 2 до 2,5 м. Розміри печер пристосовані для проходу по них людей. Глибина залягання Ближніх печер — 10-15 м, Дальніх — 15-20 м. Печери викопували монахи впродовж декількох століть. Довжина Ближніх печер, доступних для паломництва — 383 м, Дальніх — 293 м. Міцність конструкції додає склад геологічних шарів із сіро-зелених пісків і білої глини, яка цементує піщинки в міцний каоліновий пісковик. Пізніше стіни печер частково були облицьовані цеглою.

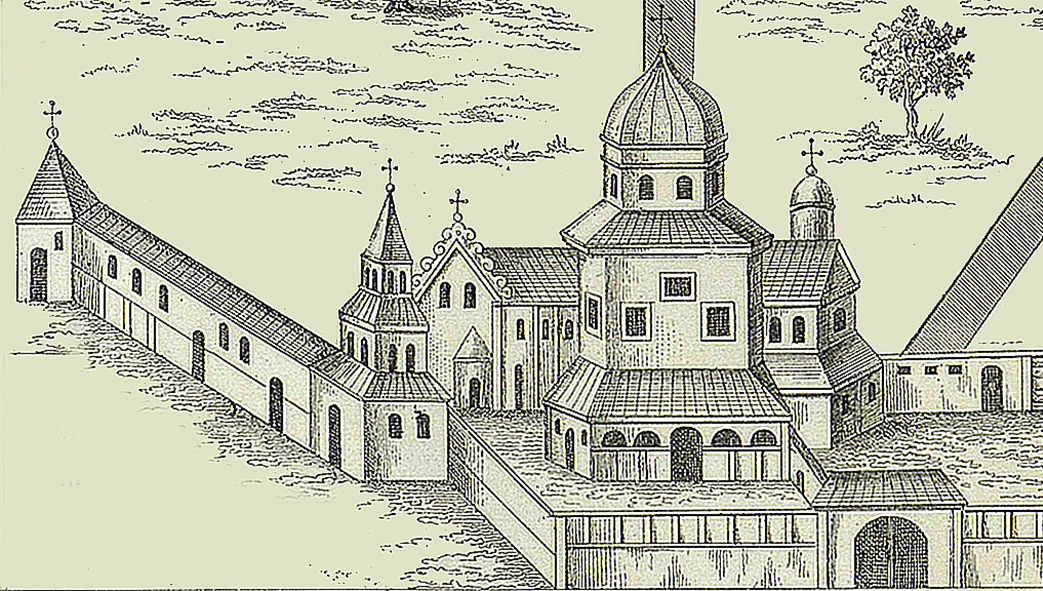
Інокентій Ґізель. Хрестовоздвиженська церква (1674)
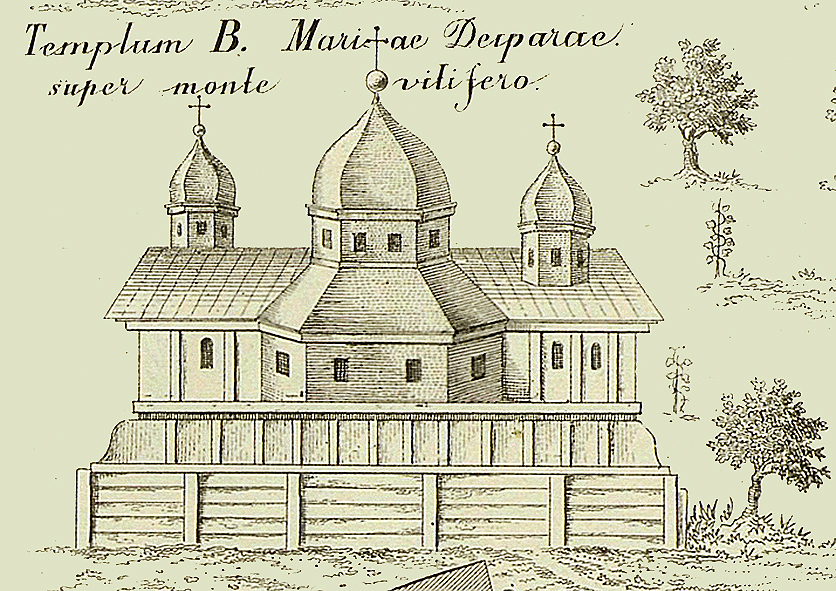
Інокентій Ґізель. «Храм Різдва Богородиці Марії на горі виноградній»
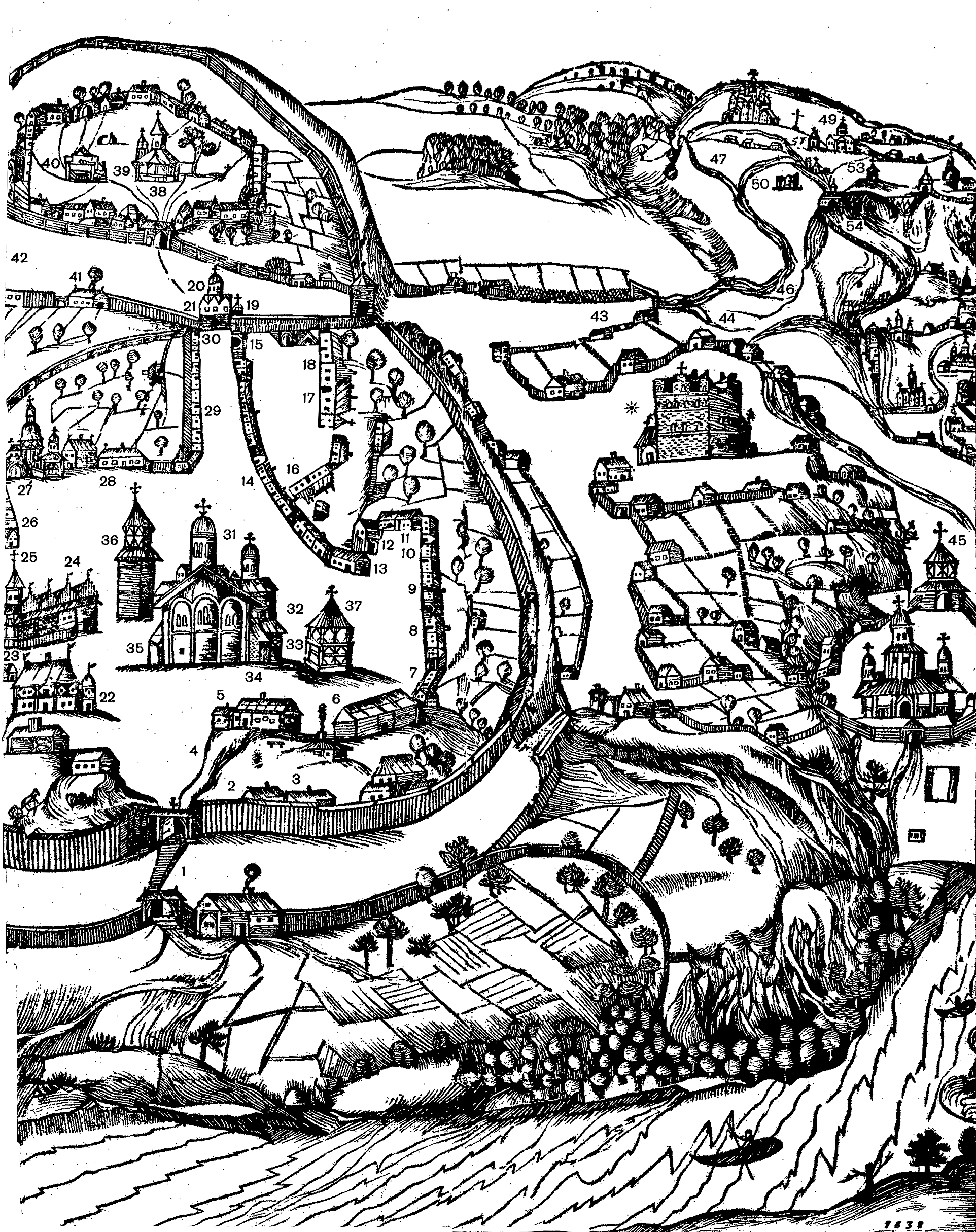
Гравюра А.Кальнофойського (1638)
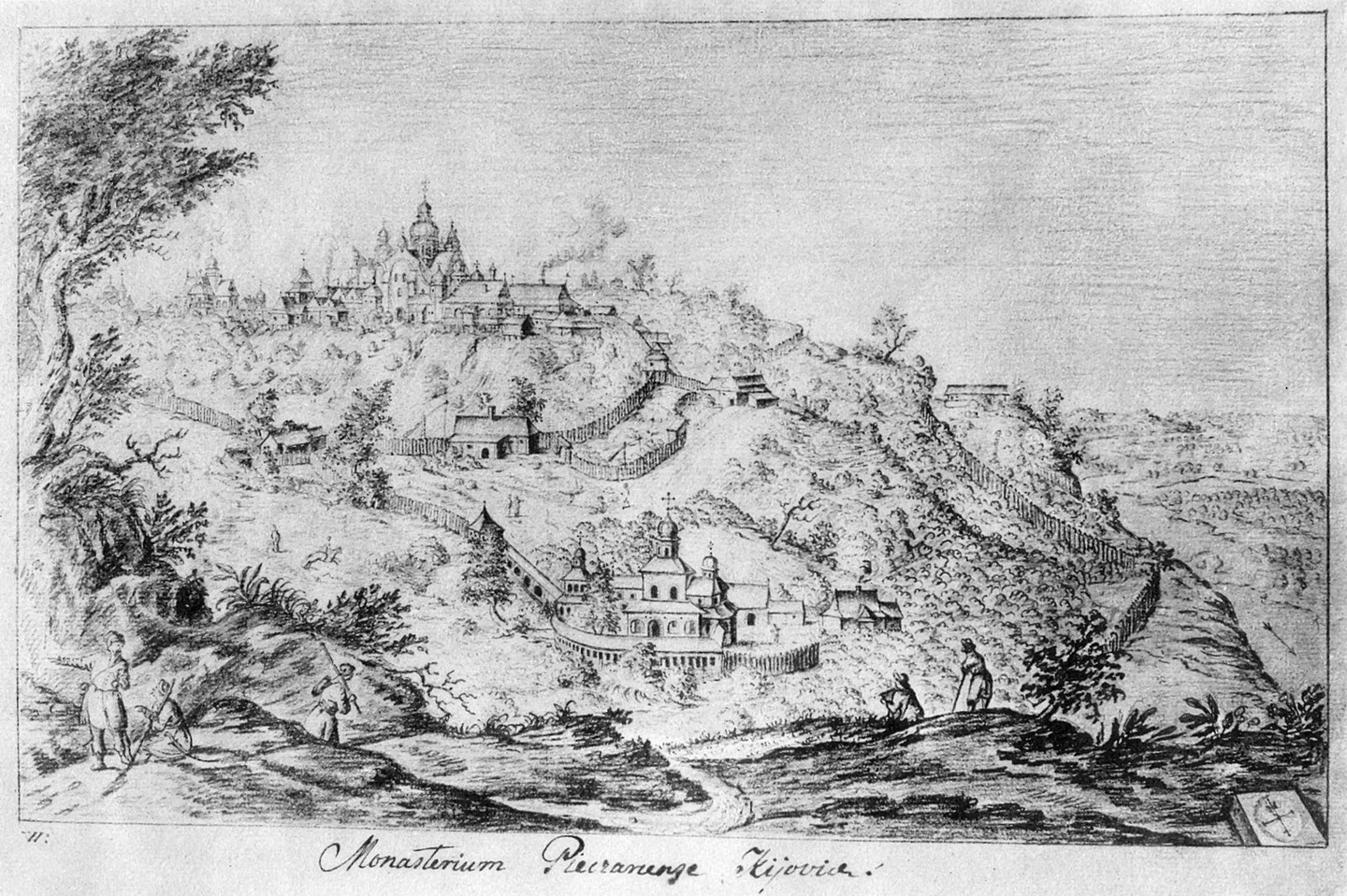
Малюнок А. ван Вестерфельда (1651)

## Архітектурно-містобудівна спадщина XIII—XVII сторіч

### Верхнє місто
Після Батиєвої навали 1240 року розвиток Києва уповільнився. Життя Верхнього міста майже завмерло. Його оборонна система була деградованою. У межах колишньої Софійської митрополичої садиби існував невеликий монастир. Михайлівський монастир опинився поза валами Верхнього міста. Лише у другій половині XVI сторіччі поблизу Софійського монастиря київський воєвода князь Костянтин Острозький заснував слободу й активізував заселення цієї ділянки.

Малюнки Абрагама ван Вестерфельда (1651)
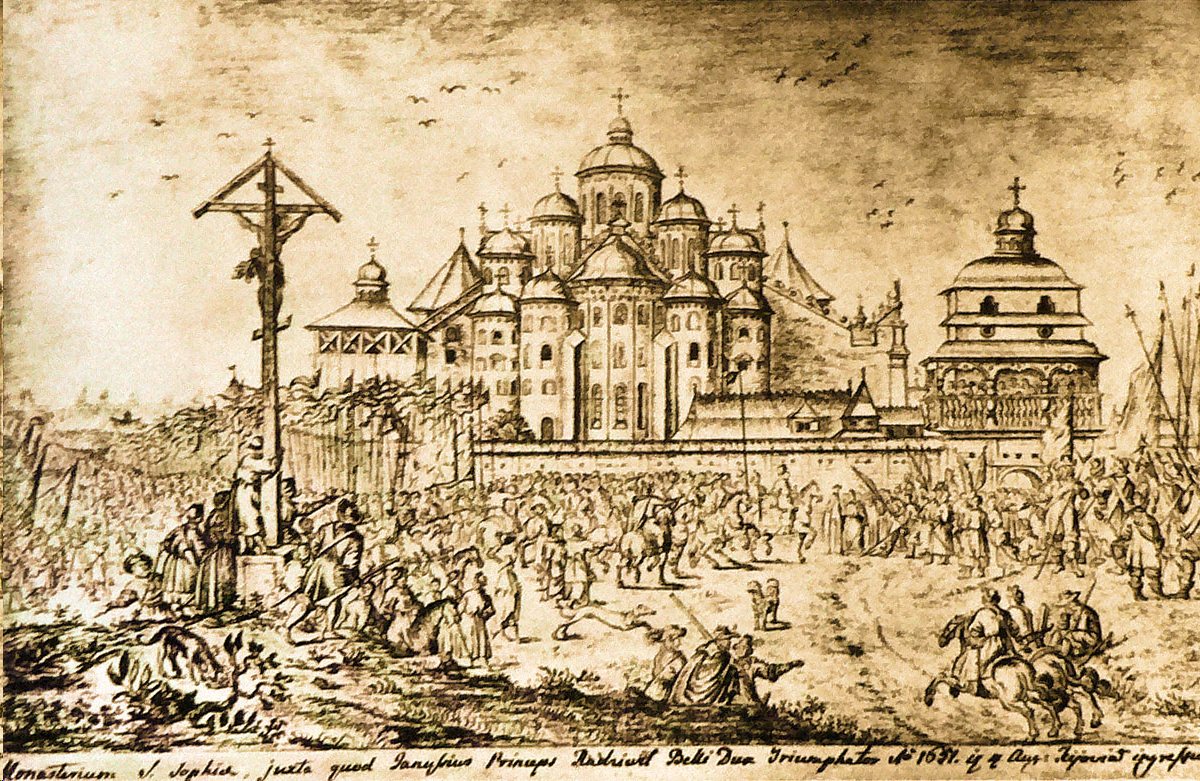
Софійський собор
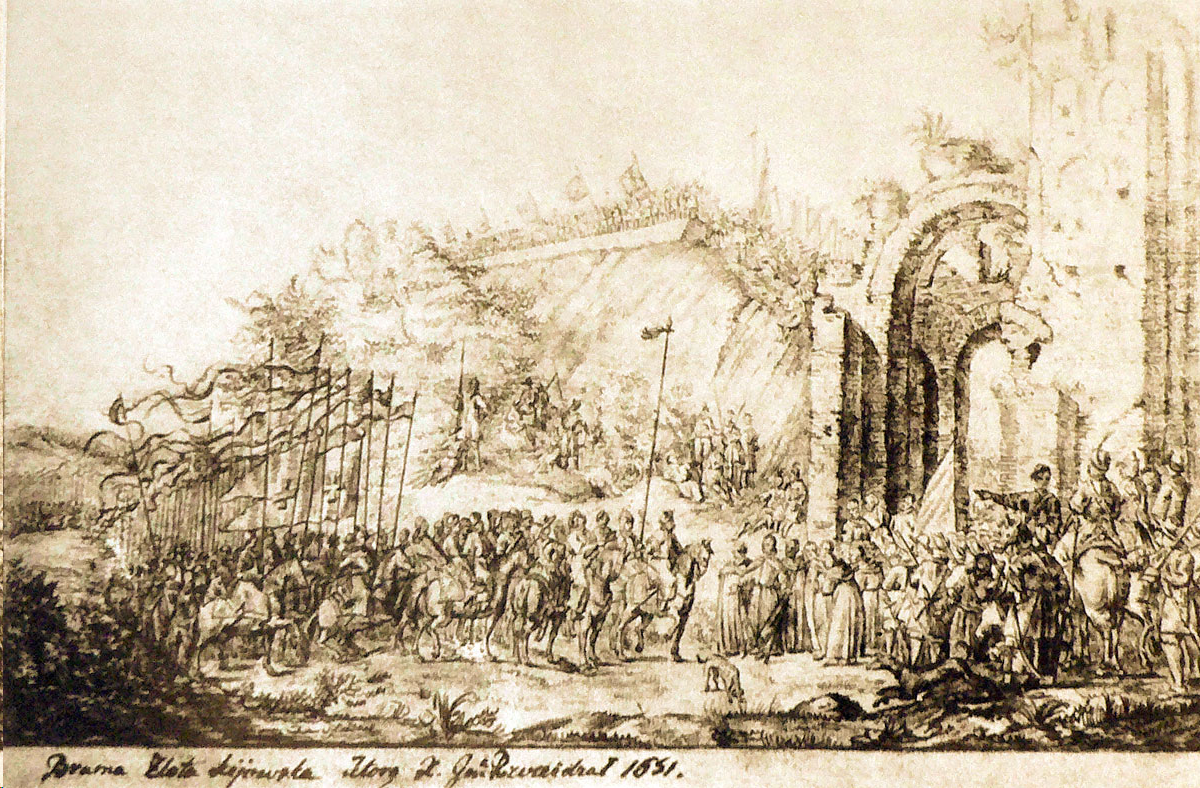
Руїни Золотих воріт
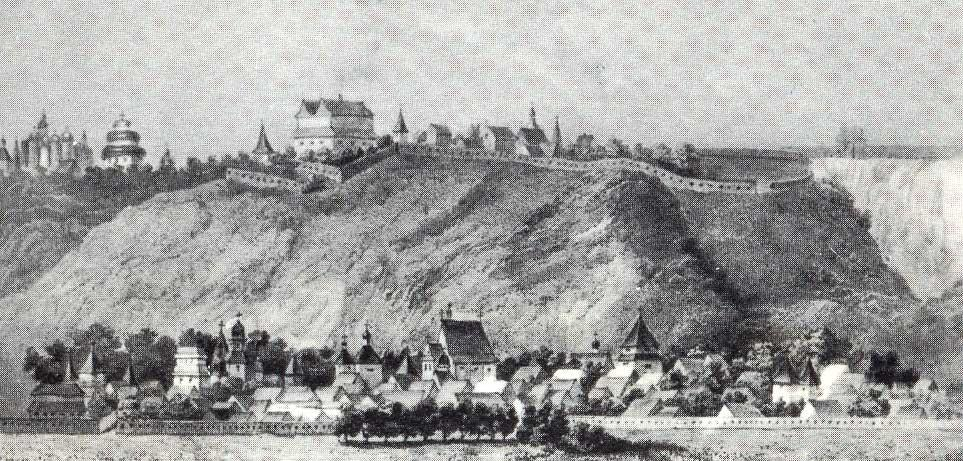
Поділ і Київський замок

### Київський замок
У XIV сторіччі військово-адміністративний центр Києва переносять на Замкову гору. На ній спорудили дерев'яний Київський замок з будівлями для воєводи і залоги і військовими складами. У XV—XVI сторіччях замок кілька разів відбудовували. По краю схилів його оточувала висока дерев'яна стіна з окремими дільницями — «городнями», тобто помостами для оборони; п'ятнадцятьма дерев'яними триповерховими шести- і чотирьохгранними вежами, високими дахами та бійницями — «стрельбами».
Вежі поставили і над кожною брамою. Головна, Воєводська, брама розташовувалися на північному краю гори над сучасною Житньоторзькою площею. За неї відповідав воєвода. На цій вежі встановили дзиґар, механічний годинник з боєм, за яким доглядав «дзиґармістр». На протилежному, південному кінці гори була Драбська брама. Ці ворота з'єднувалися із сусідньої горою Уздихальниця дерев'яним Кривим мостом, що виходив на середину сучасного Андріївського узвозу. Звідти дорога вела до Старого Києва. Браму охороняли 10 драбів (з нім. drabanten — гвардійці під командуванням ротмістра). У разі небезпеки міст піднімали. У бік Подолу вела «Фортка», тобто хвіртка.

Київський замок
Драбська брама і Кривий міст (реконструкція)
Воєводська брама (реконструкція)
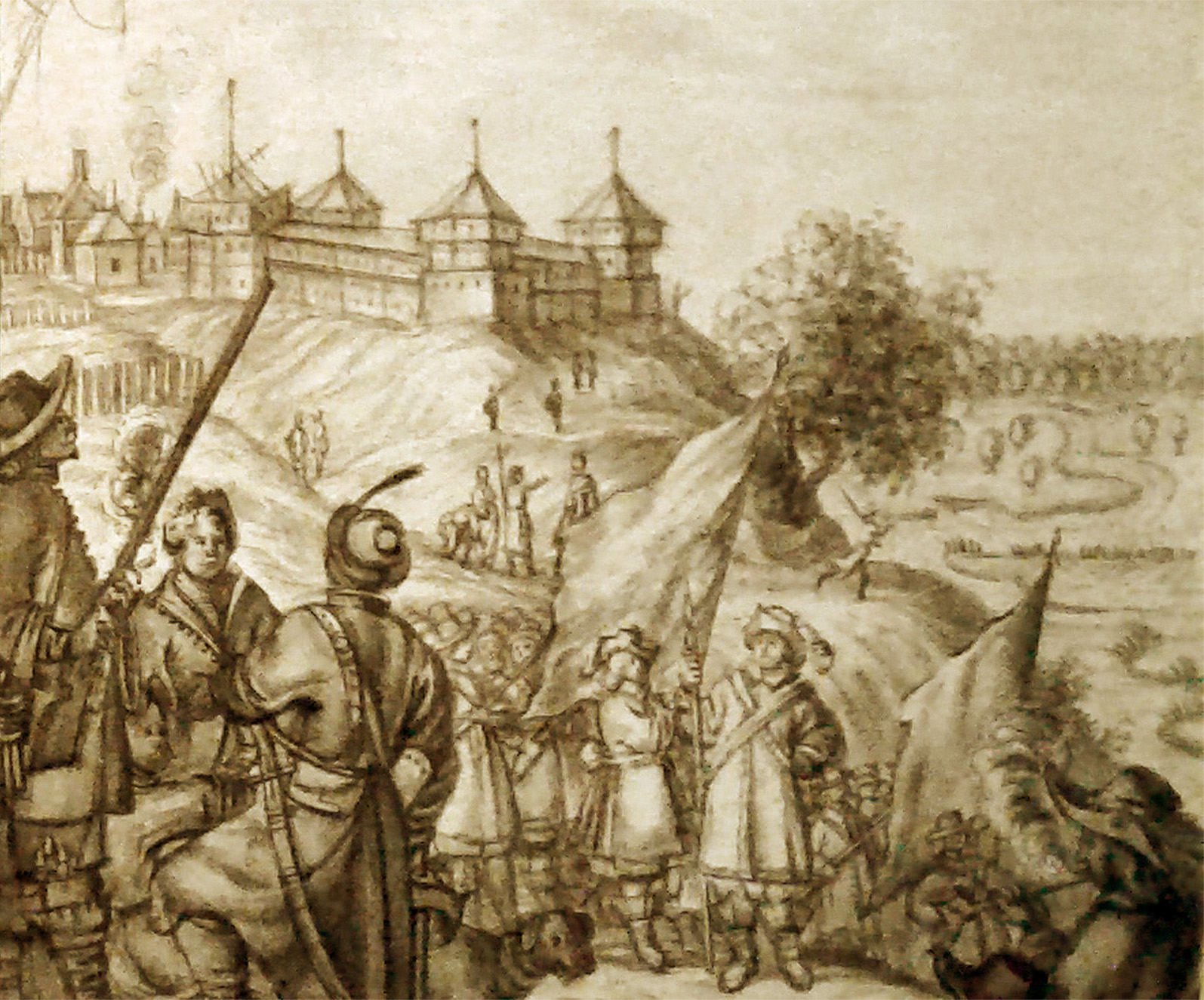
Київський замок на малюнку Абрагама ван Вестерфельда (фрагмент).

### Поділ

Успенський храм — головний собор Нижнього міста у литовсько-польську добу

У литовсько-польську добу Києву надали магдебурзьке право. У межах міста сформувались окремі самоврядні території, так звані юридики: замкова територія юрисдикції київського воєводи і його уряду, численні церковні землі: Біскупщина — землі київського католицького єпископа (біскупа), землі Печерського, Софійського, Михайлівського Золотоверхого, Михайло-Видубицького та інших монастирів. Адміністративний і сакральний центр Києва переміщається на Поділ, який проіснував там упродовж кількох століть.
На Подолі проживала більшість населення міста. У центрі розташовувалася площа Ринок. Тут стояла двоповерхова дерев'яна будівля київської ратуші. Головним соборним храмом Києва в литовсько-польську добу була Успенська церква Богородиці Пирогощої. Її збудували 1135 року й реконструювали коштом міщан у XV столітті. 1613 року італійський архітектор Себастьян Брачі надав їй ренесансних форм.
1615 року Київське братство заснувало Братський монастир на ділянці, яку подарувала йому меценатка Галшка Гулевичівна.
У Нижньому місті розташовувались також гавань, притика (пристань), численні купецькі склади, торгові колонії з інших міст і земель.
Після ординських спустошень Київ відновлювався на основі закладеного в давньоруські часи нерегулярного планування. Військовий інженер і картограф французького походження Гійом Левассер де Боплан (близько 1600—1673/1685) повідомляв про існування лише трьох «гарних» вулиць. Вони пролягали уздовж сучасних вулиць Петра Сагайдачного, Волоської і вздовж Глибочиці. «Інші, — продовжував француз, — не будучи ні прямими, ні правильно дугоподібними, звивисті на зразок лабіринту». Давня структура Подолу частково відбита на плані Києва 1695 року Івана Ушакова. Така хаотична забудова збереглась до великої пожежі 1811 року.

Подільська архітектура
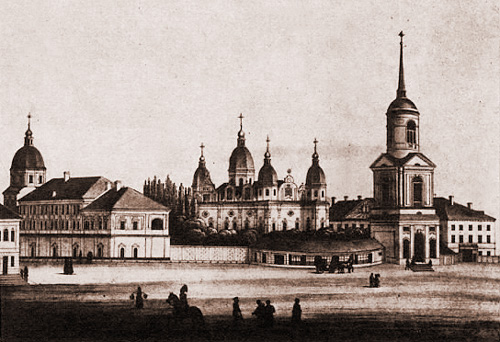
Києво-Братський монастир
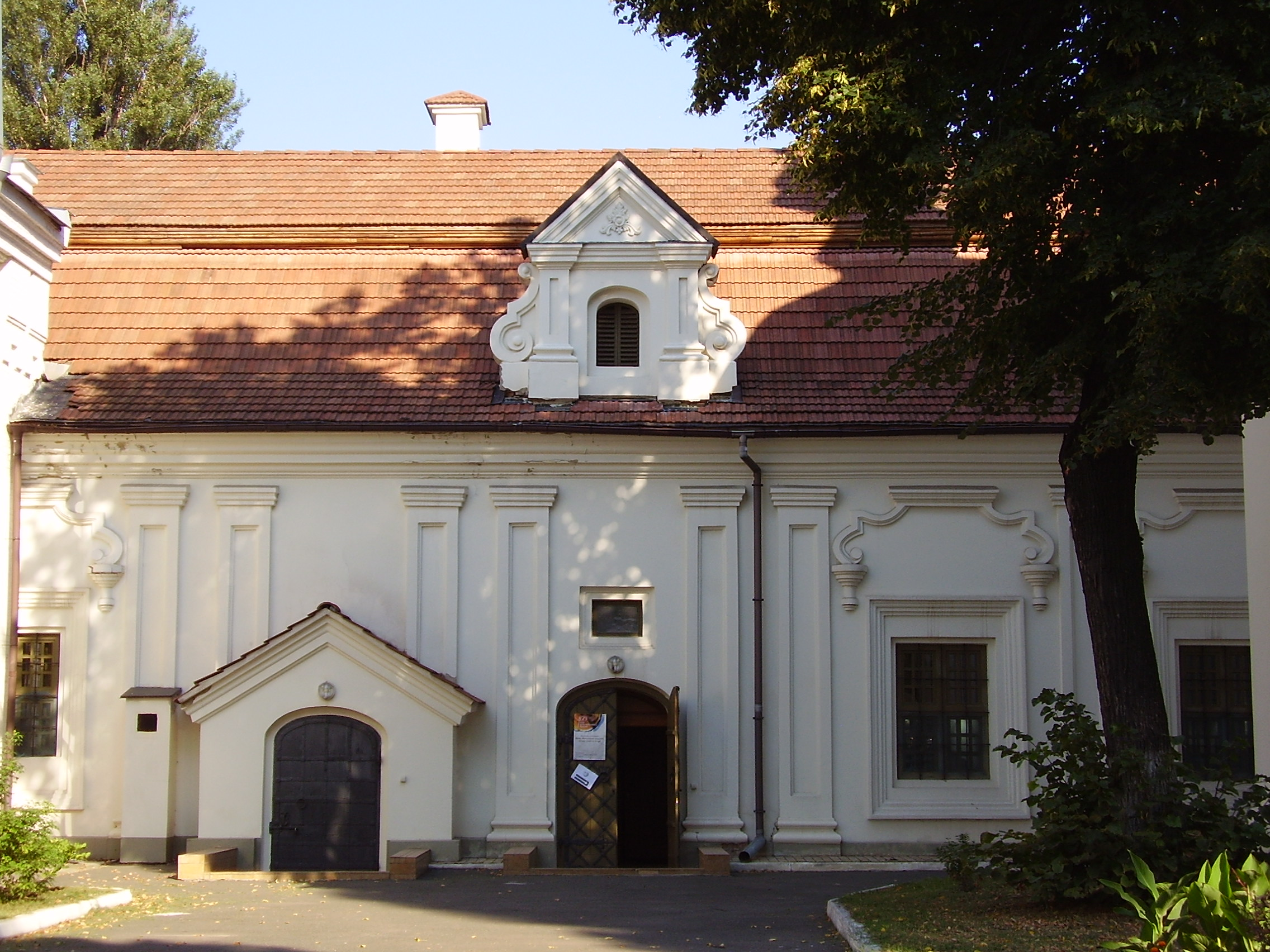
Будинок Галшки Гулевичівни, найдавніша збережена цивільна будівля у Києві.

## Доба українського бароко XVII—XVIII століть

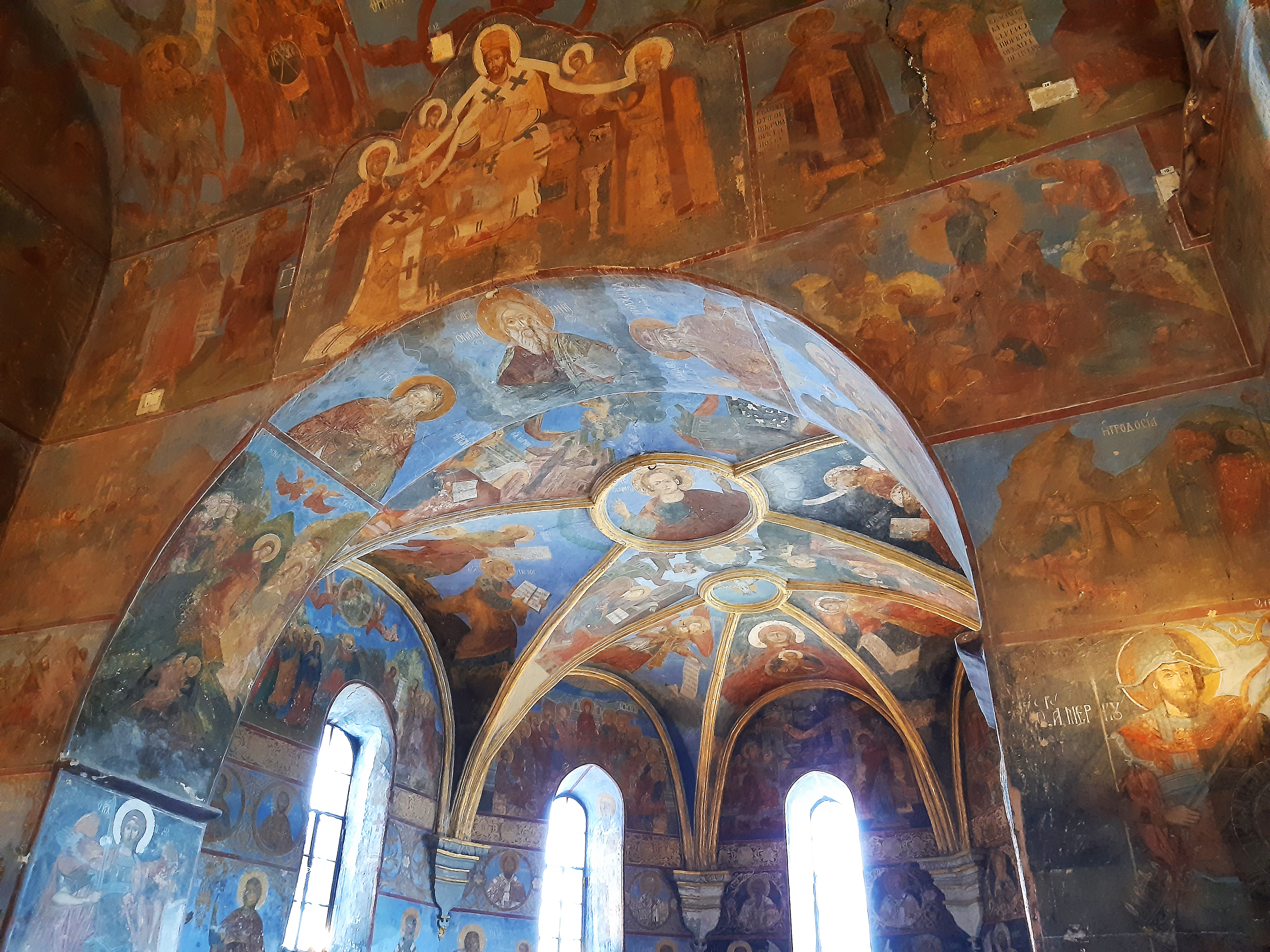
Фрески XVII сторіччя. Церква Спаса на Берестові

### Містобудівна ідеологія Києва як «Другого Єрусалима»
У XVI сторіччі мандрівники, як наприклад, Мартін Ґруневеґ, у своїх подорожніх щоденниках стверджували, що серед киян поширювалась легенда про те, що Київ виник на місці зруйнованої Трої.
Михайло Литвин зазначає, що хоча місто і його фортеця занедбані, мешканці добре пам'ятають про втрачену велич Києва і наводить поширене тоді прислів'я: «З київських пагорбів далеко видно».
На межі XVI—XVII сторіч відроджується ідея «богохранимого граду» і «другого Єрусалиму», яка зародилась у давньоруську добу («славні для Києва» часи). Про «богоспасенний град» йдеться в літописних замітках уставника Успенської церкви Кирила Івановича близько 1616 року. 1621 року про сакральність Києва, який на той час мав лише статус «пограничного міста», заговорив митрополит Йов Борецький. А 1674 року це повторює «Синопсис», імовірно, Інокентія Ґізеля.
Послідовно реалізовувати ідею «священної топографії» в містобудівних пам'ятках почав митрополит Петро Могила (1596—1647). У добу «Могилянського ренесансу» у Києві проводиться широкомасштабна реставрація зруйнованих храмів і монастирів.

Українське бароко
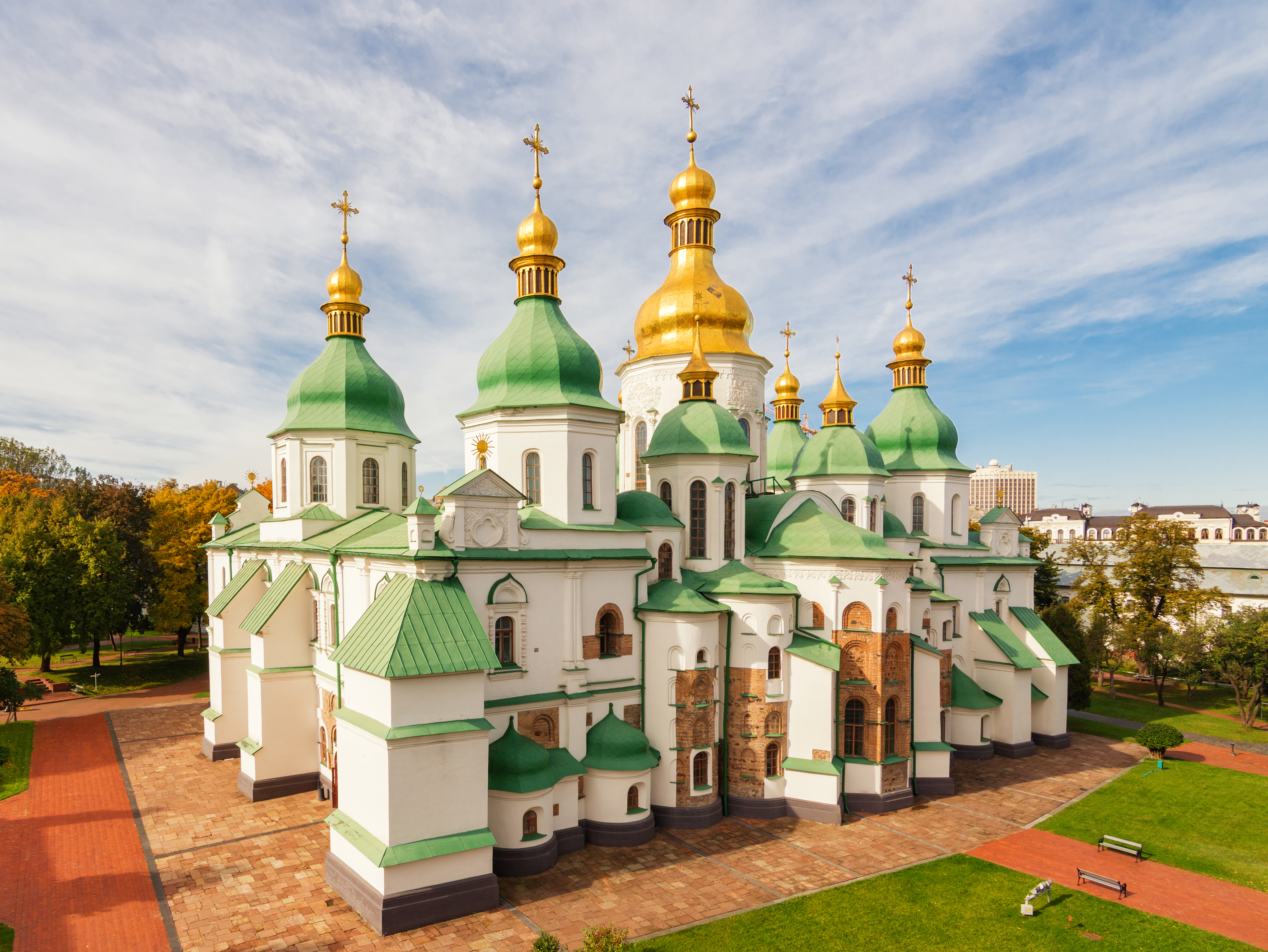
Софія Київська у формах українського бароко
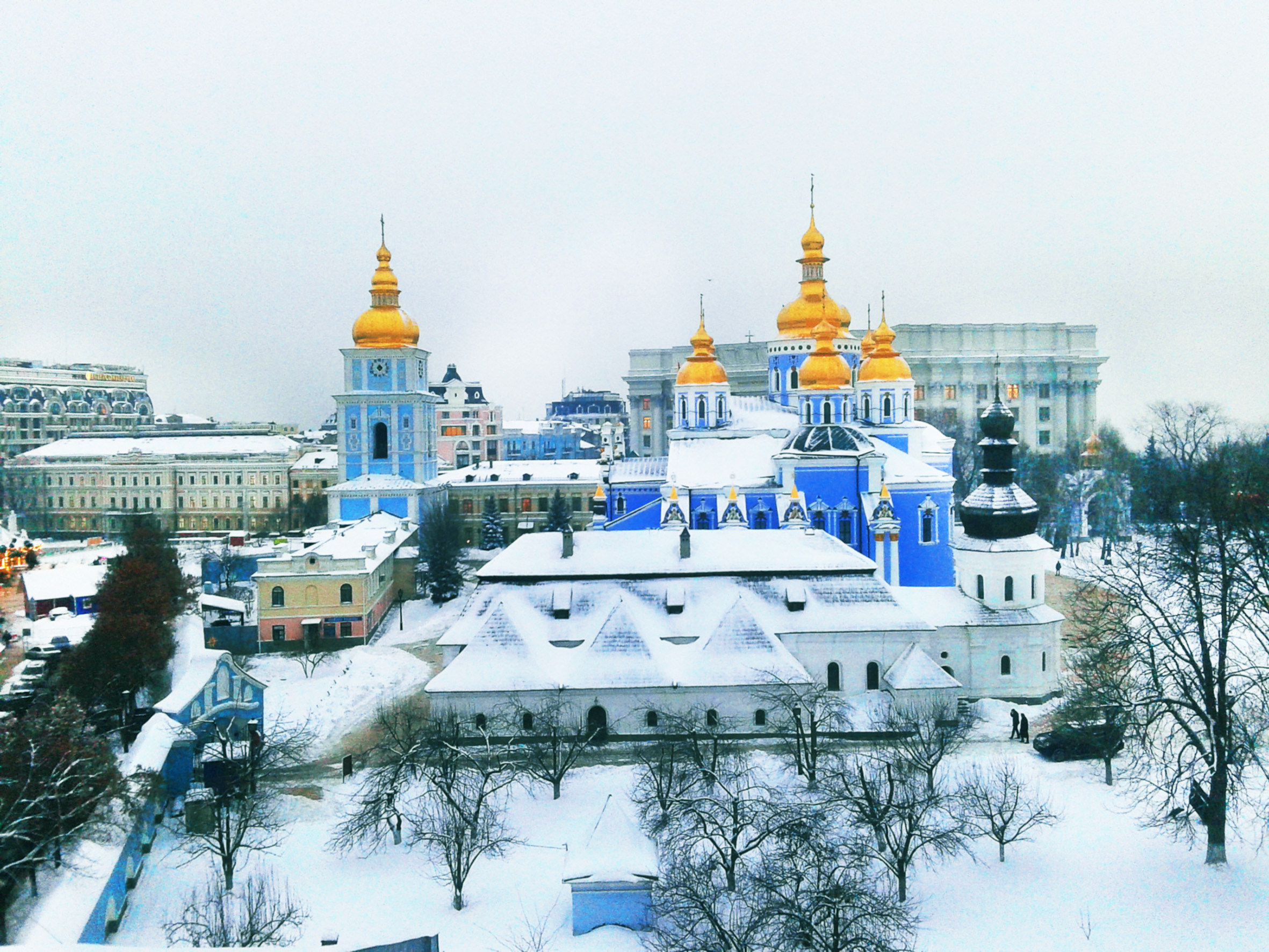
Михайлівський Золотоверхий монастир
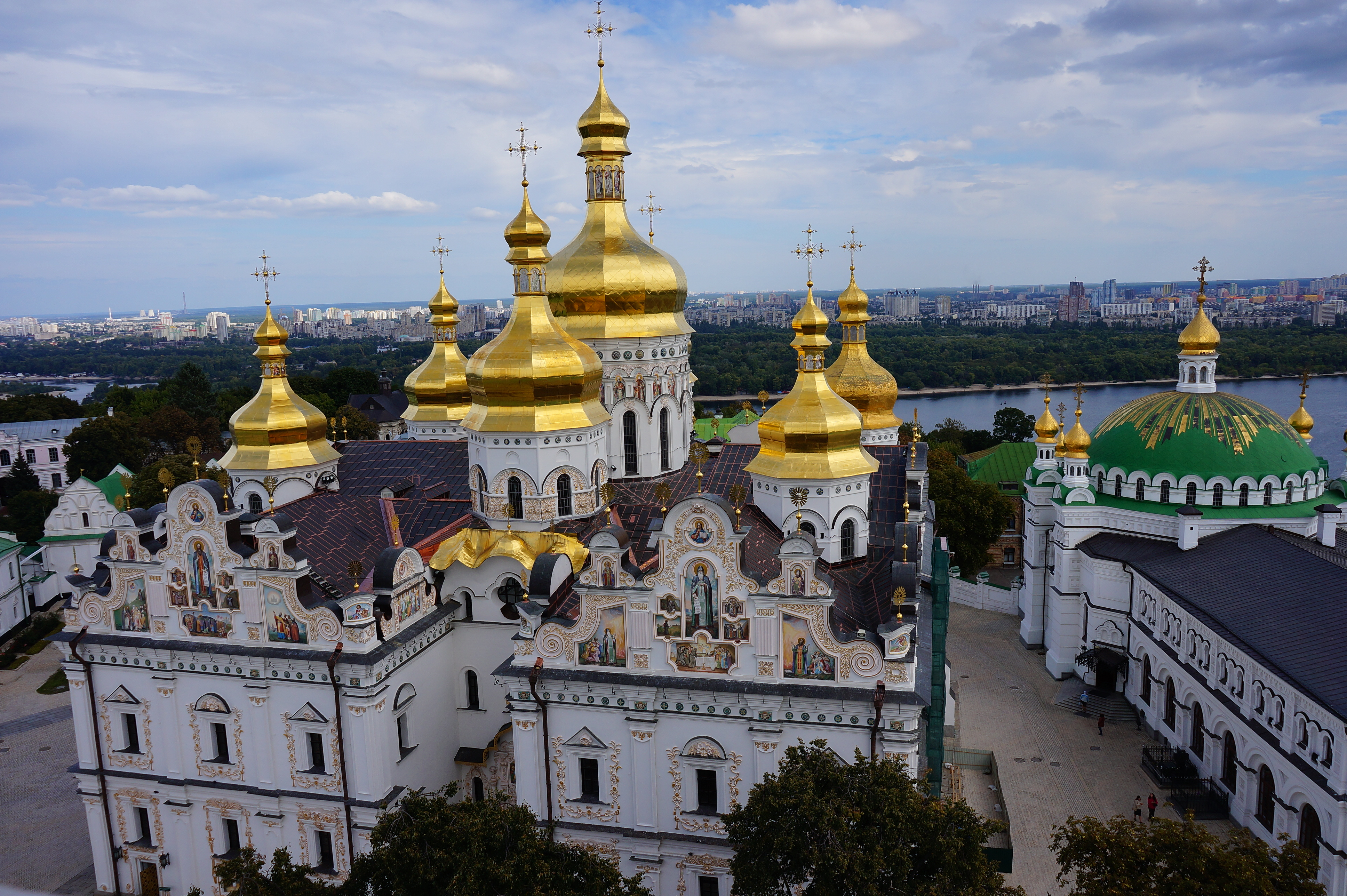
Успенський собор Києво-Печерської лаври

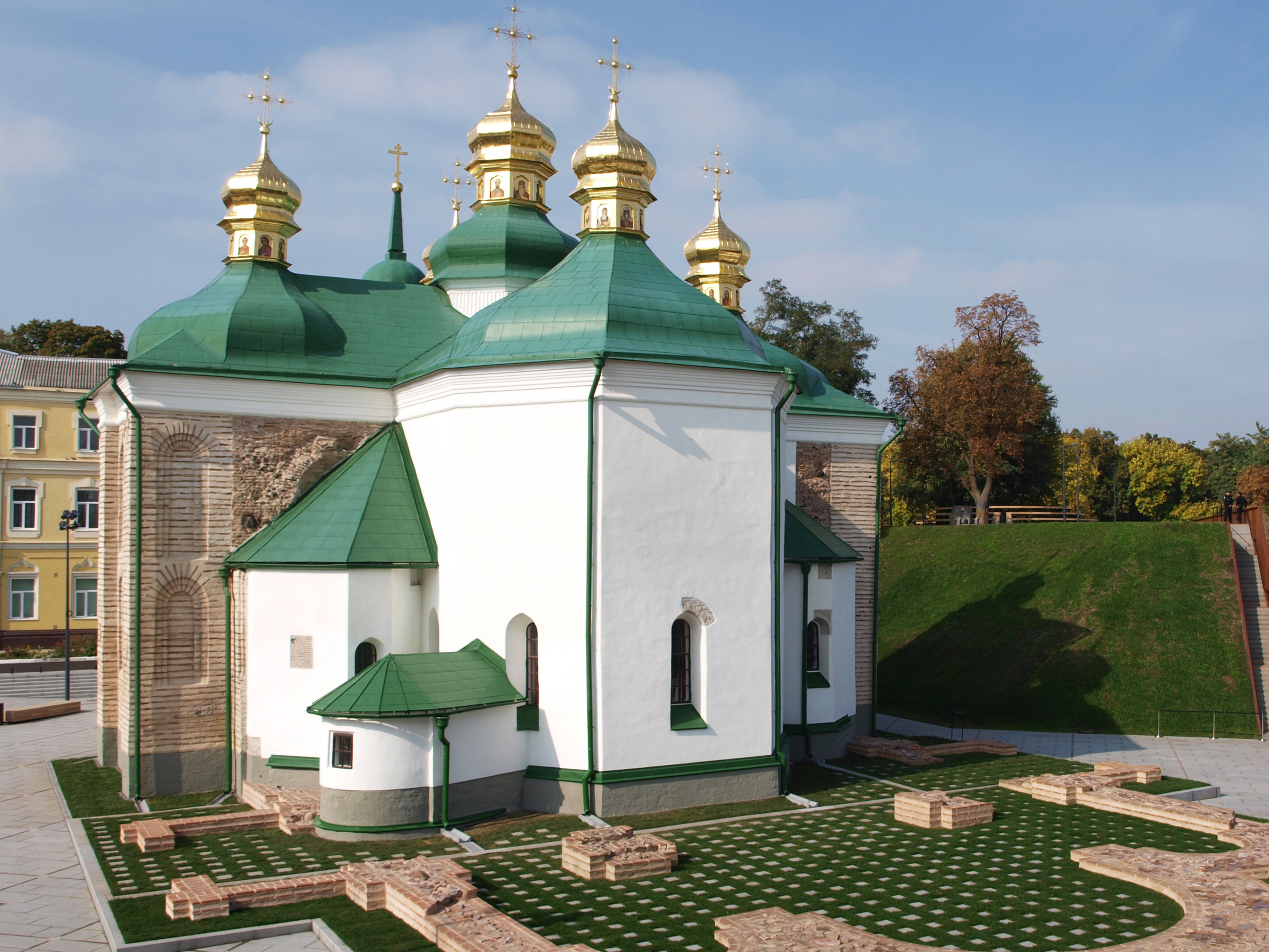
Церква Спаса на Берестові
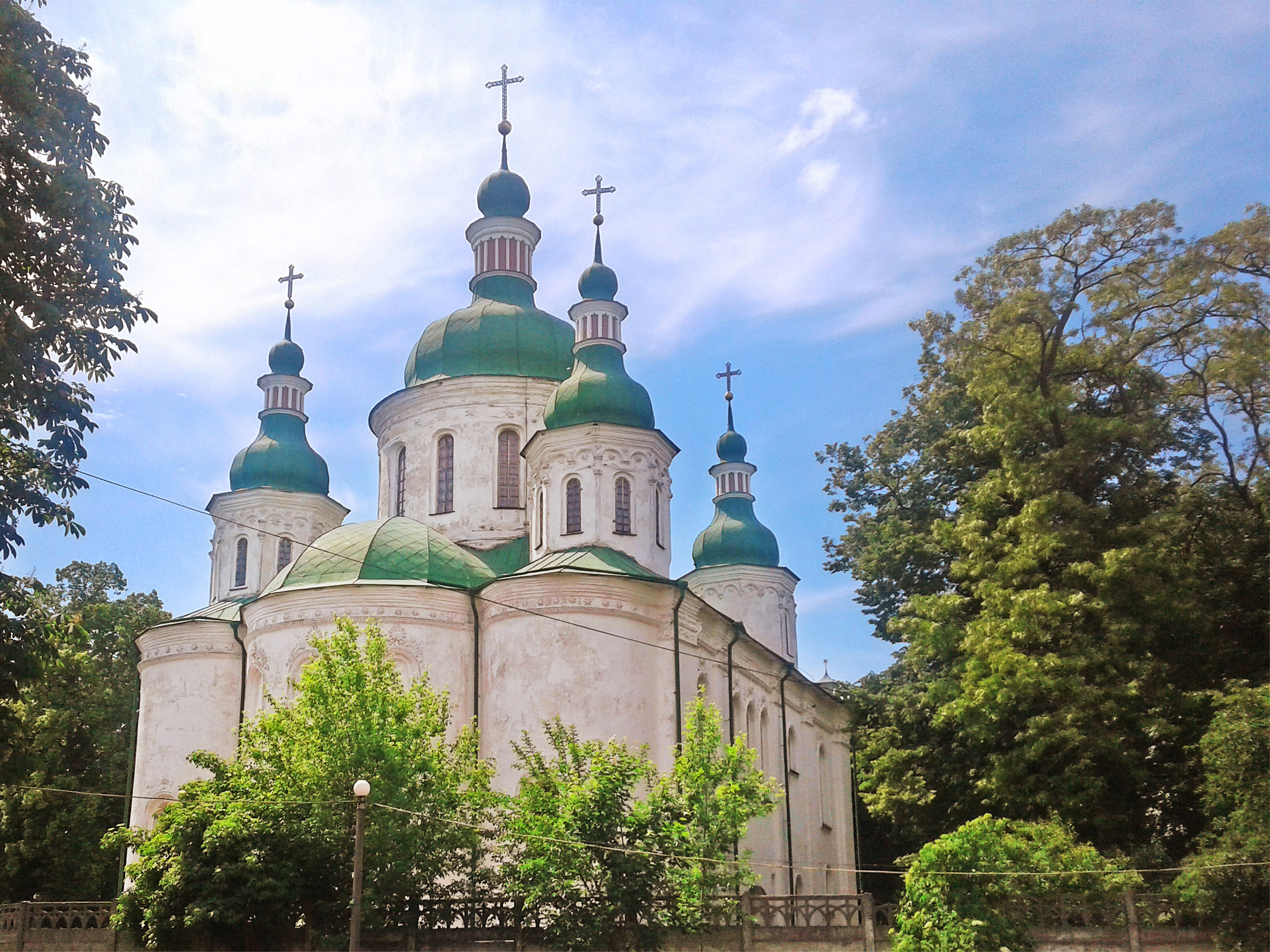
Кирилівська церква

### Могилянський ренесанс

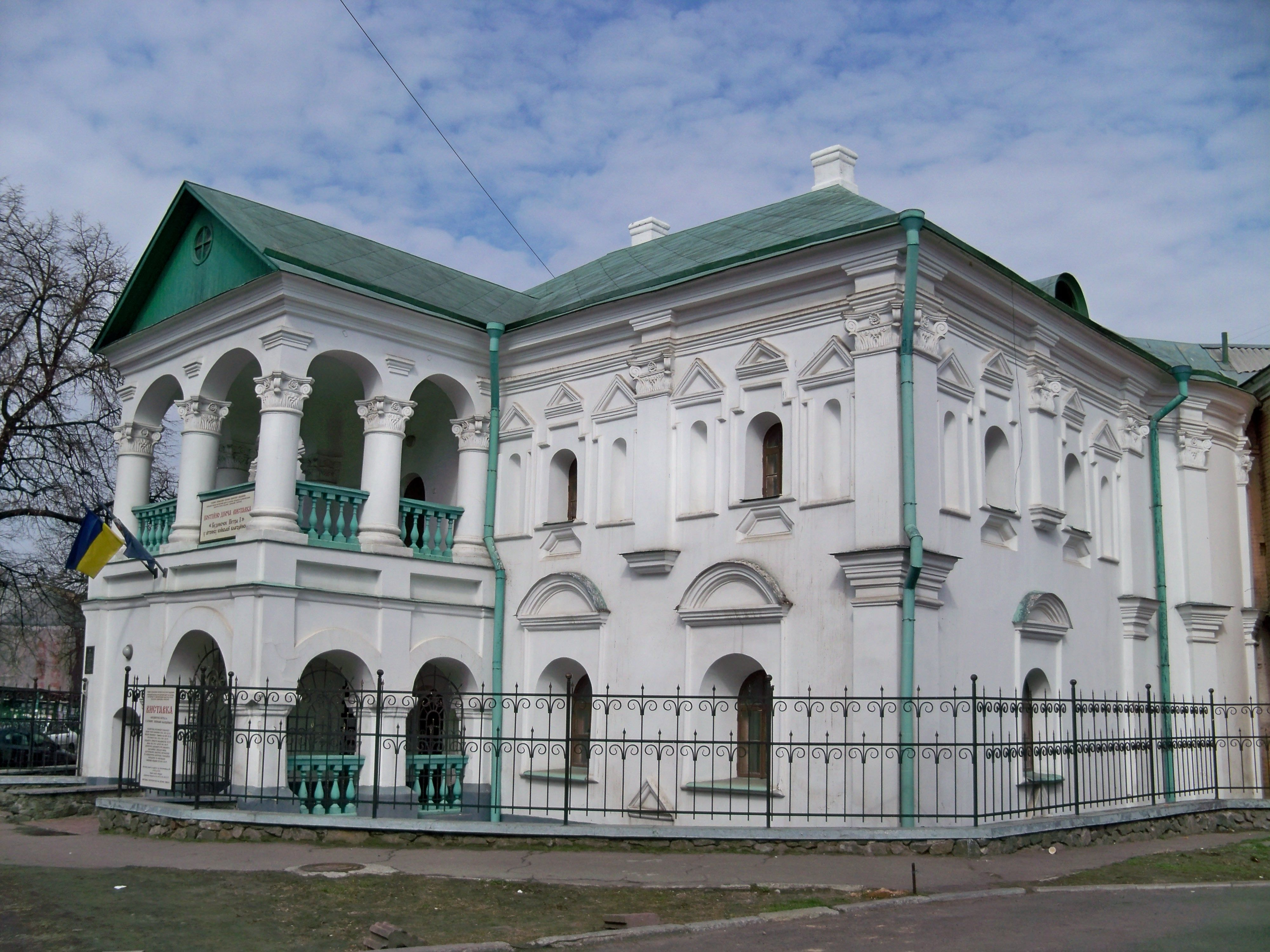
Кам'яниця київського війта (після 1696 року)

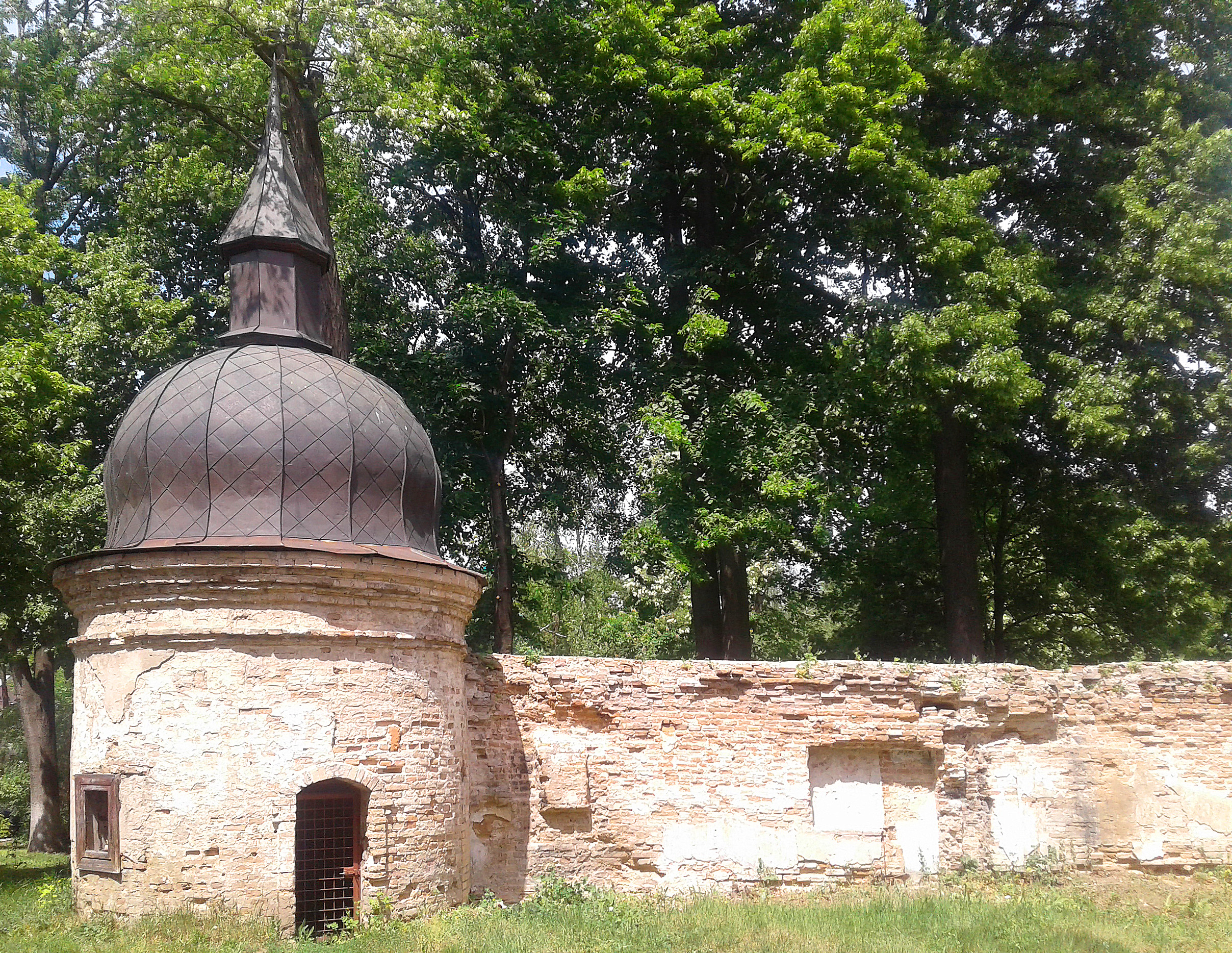
Наріжна вежа Кирилівського монастиря

Українське бароко з'явилося у XVII столітті. Цей мистецький стиль набув поширення на землях Війська Запорозького у XVII—XVIII століттях. Виник унаслідок поєднання місцевих архітектурних традицій та європейського бароко. На відміну від західноєвропейського має стриманіші орнаменти та спрощені форми.
У післямонгольську добу у місті залишалося багато руїн. До відновлення найвидатніших сакральних пам'яток, збудованих у давньоруську добу, долучився видатний церковний й освітній діяч України, митрополит Петро Могила. За його ініціативою реставрували Софійський собор, споруди Києво-Печерського монастиря, Десятинний храм, церкву Спаса на Берестові. Петро Могила до реставраційних робіт залучив італійського архітектора Октавіано Манчіні.

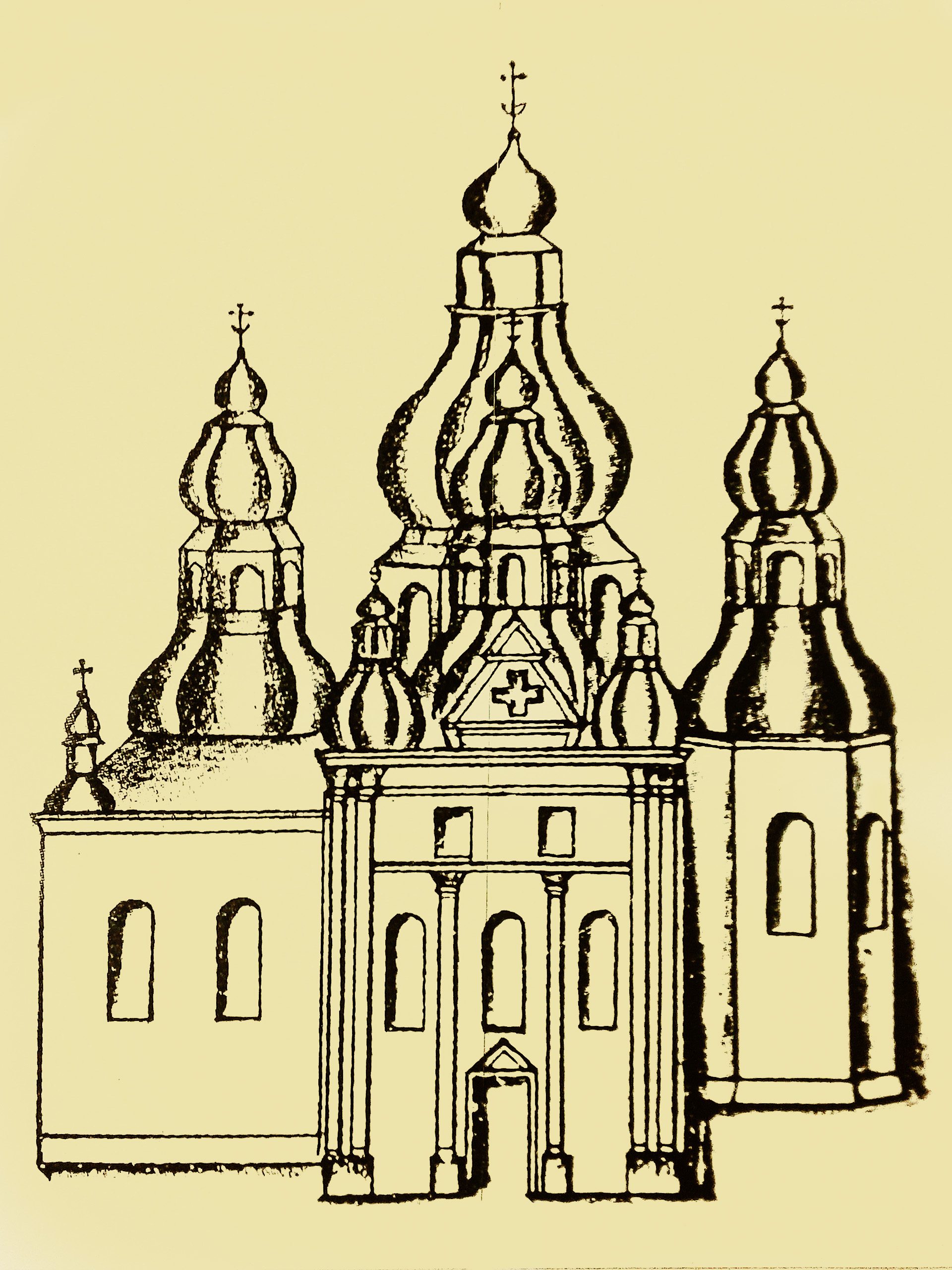
Мазепинська Вознесенська церква знищена за наказом російського царя Петра І

В українській архітектурі бароковий стиль отримав ще назву козацького або мазепинського бароко, оскільки набув найвищого свого розвитку та завершення за гетьмана Івана Мазепи, видатного мецената тієї доби. Коштом гетьмана перебудовано багато давньоруських храмів. Реставровані споруди стали яскравими зразками мазепинського бароко. До них передовсім належать печерські Троїцька надбрамна церква, Успенський собор, Церква Всіх святих над Економічною брамою, Церква Різдва Богородиці, Микільська лікарняна церква, кам'яні мури, вежі Івана Кущника, Дзигарська, Малярна, Онуфрієвська; Трапезна Покрови Богородиці, Вознесенська церква, Троїцький собор Кирилівського монастиря, Військовий Микільський собор, Богоявленський собор, Софійський собор, дзвіниця, дзвін і мури Софіївського монастиря, дзвіниця Пустинно-Миколаївського монастиря.
В українському бароковому стилі працювали відомі українські майстри Іван Григорович-Барський, Степан Ковнір, Іван Зарудний та інші.
У 1766—1772 роках архітектор Іван Григорович-Барський збудував Покровську церкву на Подолі у стилі українського бароко. Під керівництвом цього архітектора провели ще одні відновлювальні роботи в Кирилівському монастирі. Територію обителі обнесено мурами із чотирма наріжними вежами, зведено муровані братські келії, корпус архімандрита і трапезну, споруджено надбрамну триярусну Благовіщенську церкву-дзвіницю, перлину українського бароко.
Втрати. Однією з найперших втрат із поміж барокових храмів стало знищення за наказом російського царя Петра І Вознесенського монастиря, ігуменею якого була Марія Магдалина Мазепа, мати опального гетьмана. У 1701—1705 роках коштом її сина Івана звели тут собор, дзвіницю і трапезну церкву у стилі мазепинського бароко. Формальним приводом для знесення комплексу послужило спорудження Київської фортеці.

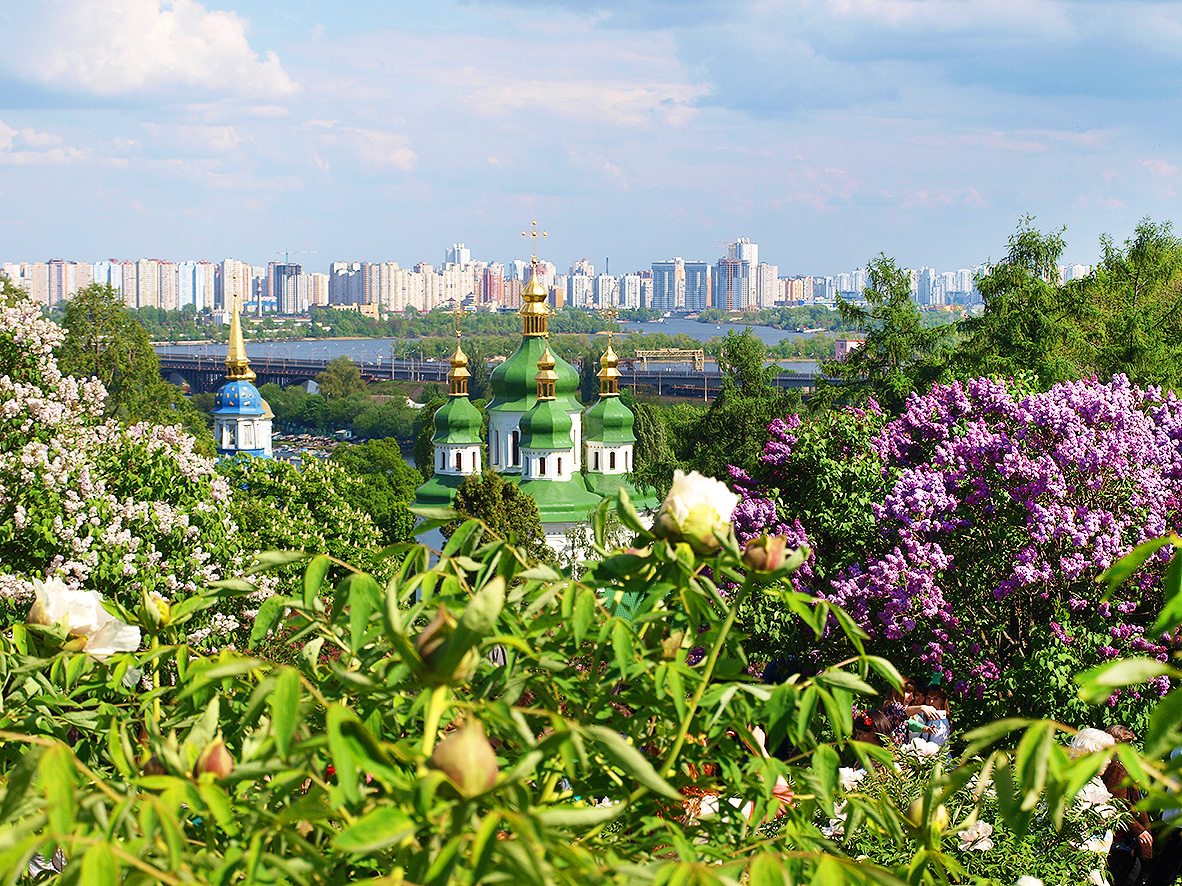
Георгіївська церква Видубицького монастиря (1696)
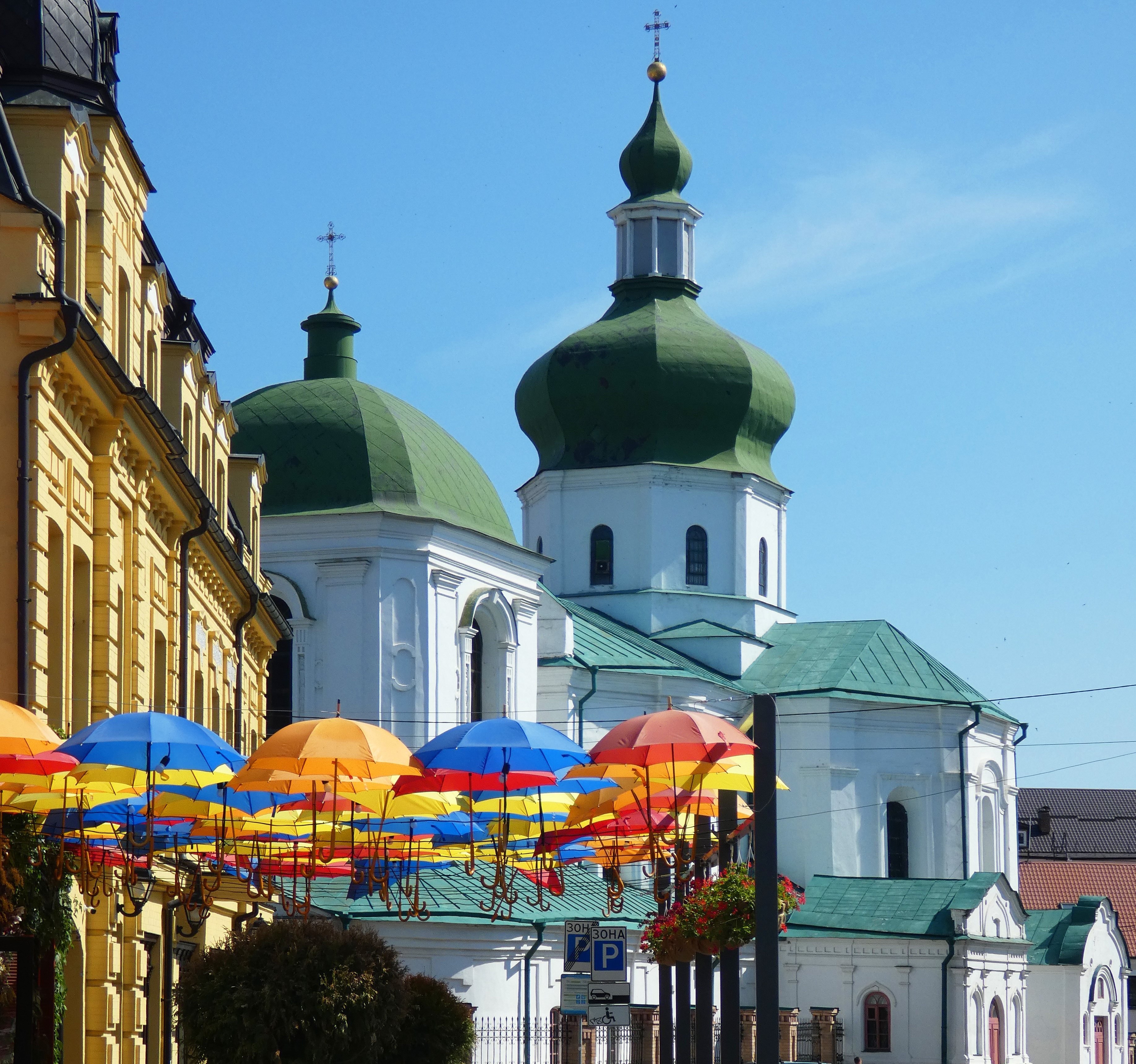
Церква Миколи Притиска (кінець XVII сторіччя)
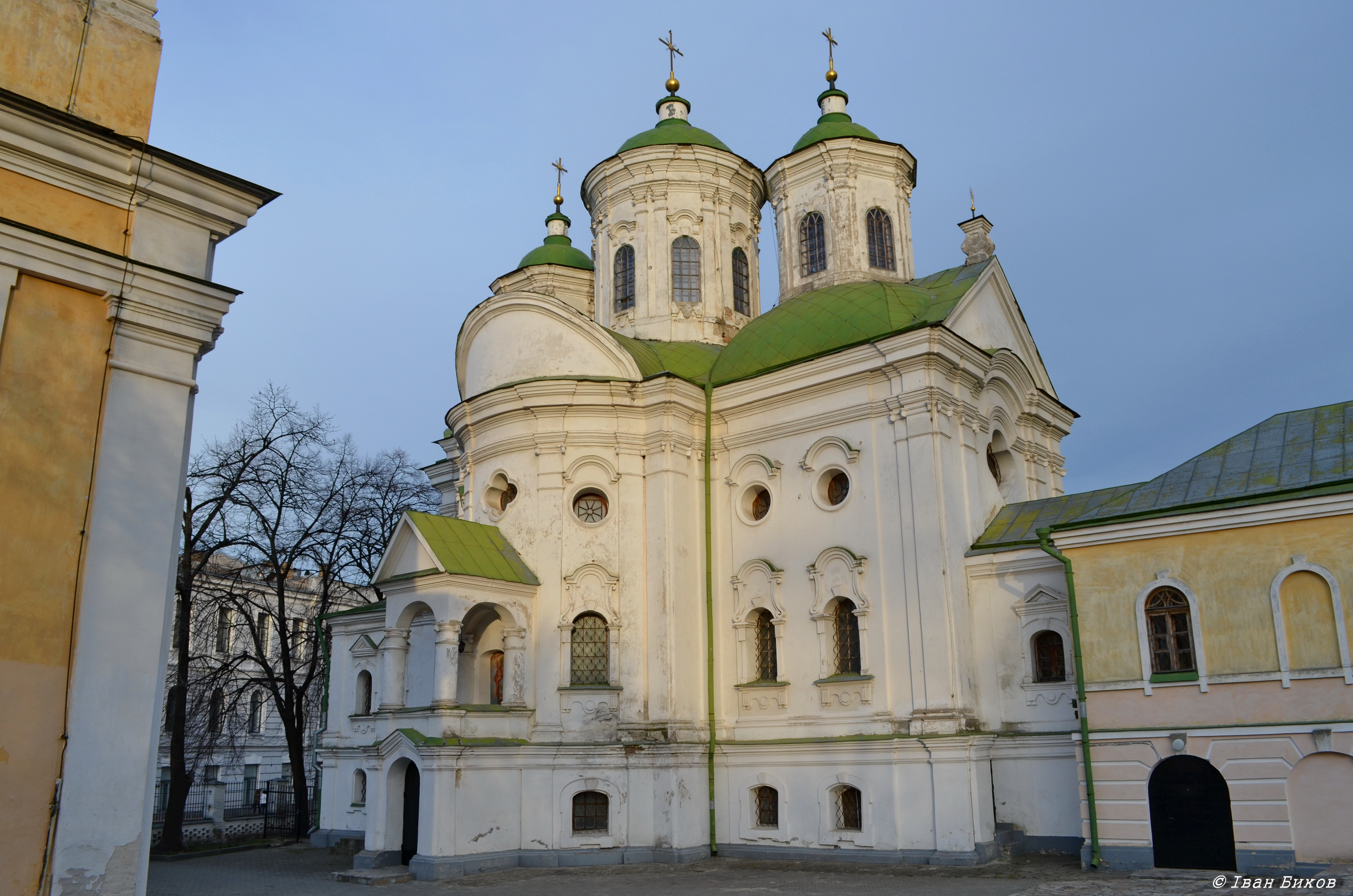
Покровська церква (1766)

## Архітектура у XVIII— першій половині ХІХ сторіччя

### Розвиток провінційного міста

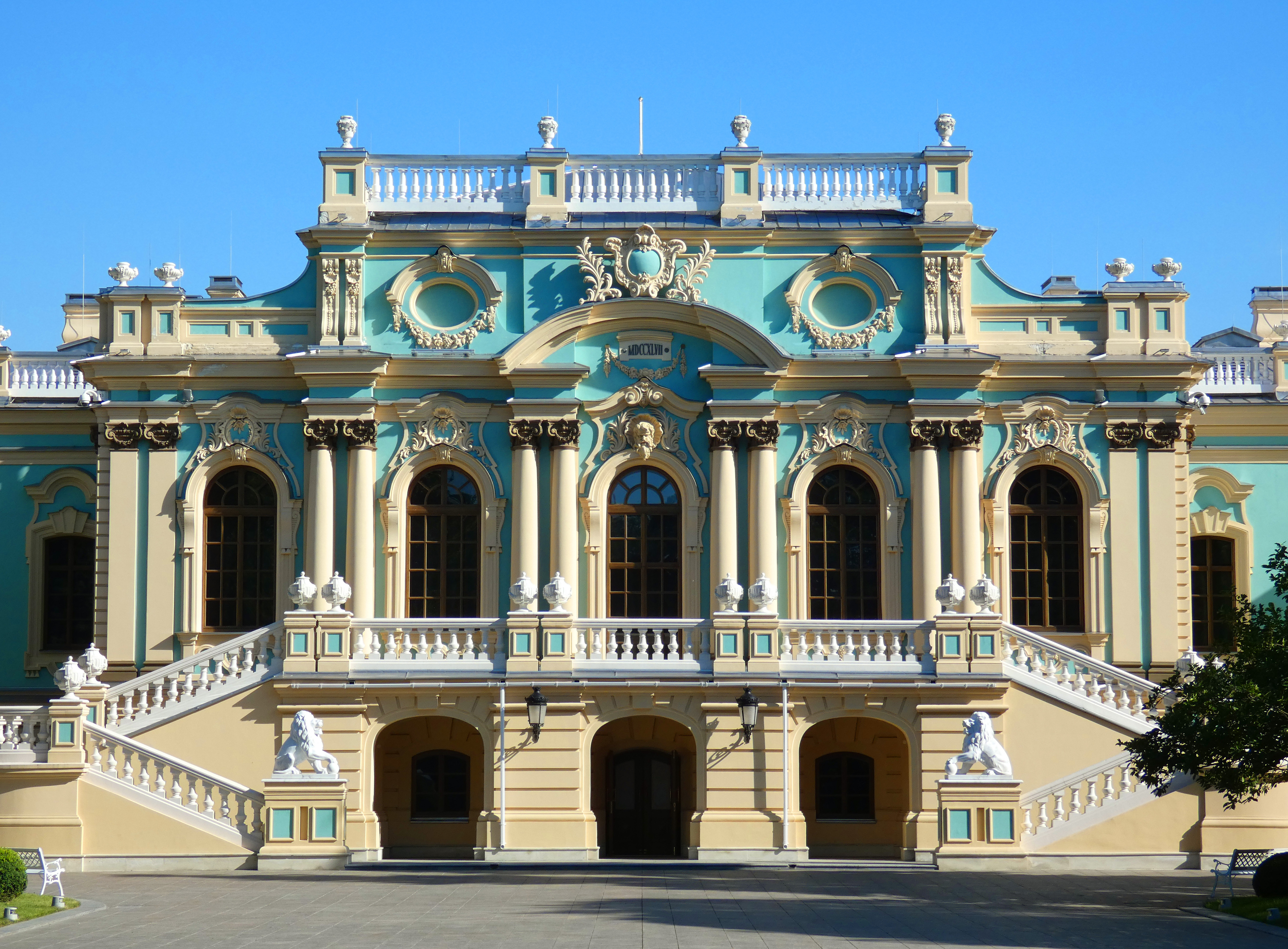
Маріїнський палац, 1755, 1870

У добу абсолютизму у XVII—XVIII сторіччях у Римі й Парижі, головних центрах відповідно барокового і класицистичного архітектурних напрямів, сформувались дві містобудівні моделі. Зокрема французька модель передбачала широке будівництво фортифікаційних укріплень і розвиток міст на основі регулярної прямокутно-сітчастої планувальної систем.
Цей європейський досвід містобудівництва активно запроваджували у Російській імперії.
У січні 1787 року до Києва прибула Катерина II. За її розпорядженням генерал-аншеф Іван Мєллєр і граф Андрєй Шувалов підготували план реконструкції Києва, яким передбачалось зміцнення оборонної системи у Старому місті і на Печерську, а також ліквідація Подолу. Перед тим, 1786 року, на Україну поширився ухвалений раніше указ про секуляризацію церковних земель. Відтак Київ розглядався вже не як духовний центр, а як пересічне укріплене місто на кордоні з Польщею й далі з Османською імперією. Реалізацію цього плану частково відклали. А Поділ не довелося зносити, оскільки його знищила Подільська пожежа 1811 року.

### Фортифікаційна система

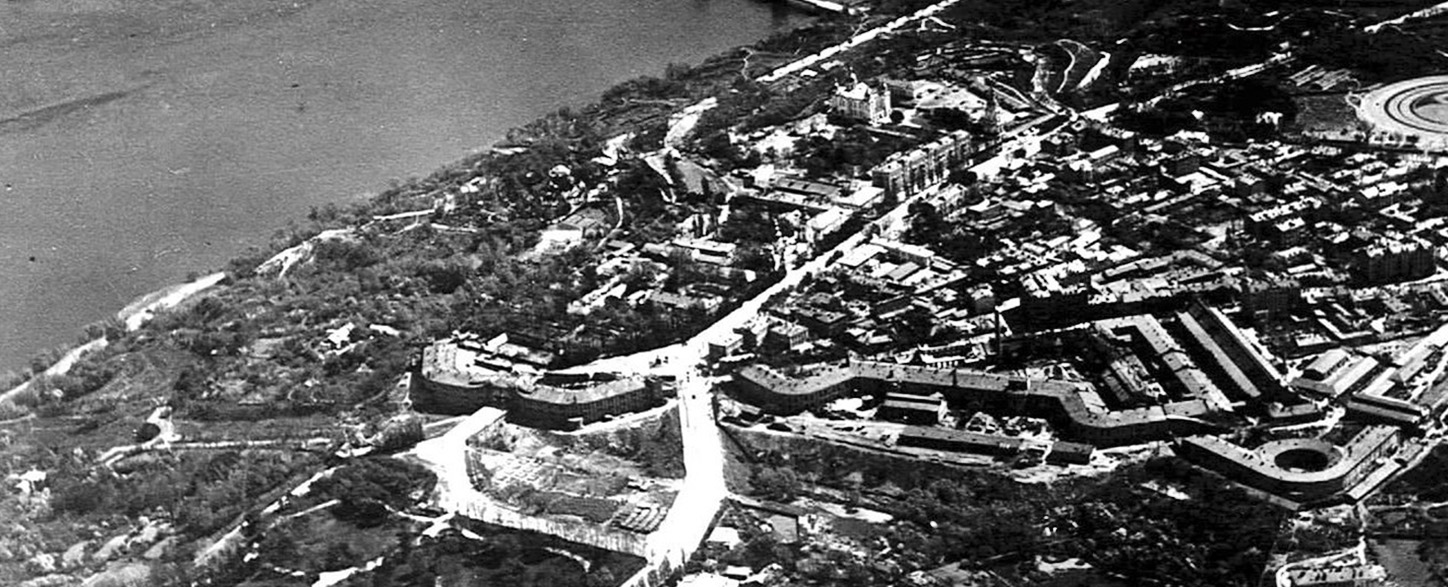
Панорама фортеці (аерофото 1918 року)

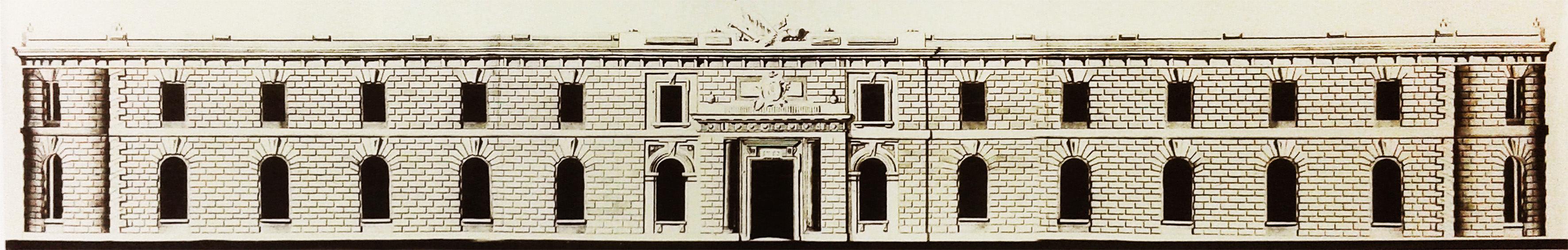
Фасад Київського арсеналу. Малюнок XVIII сторіччя

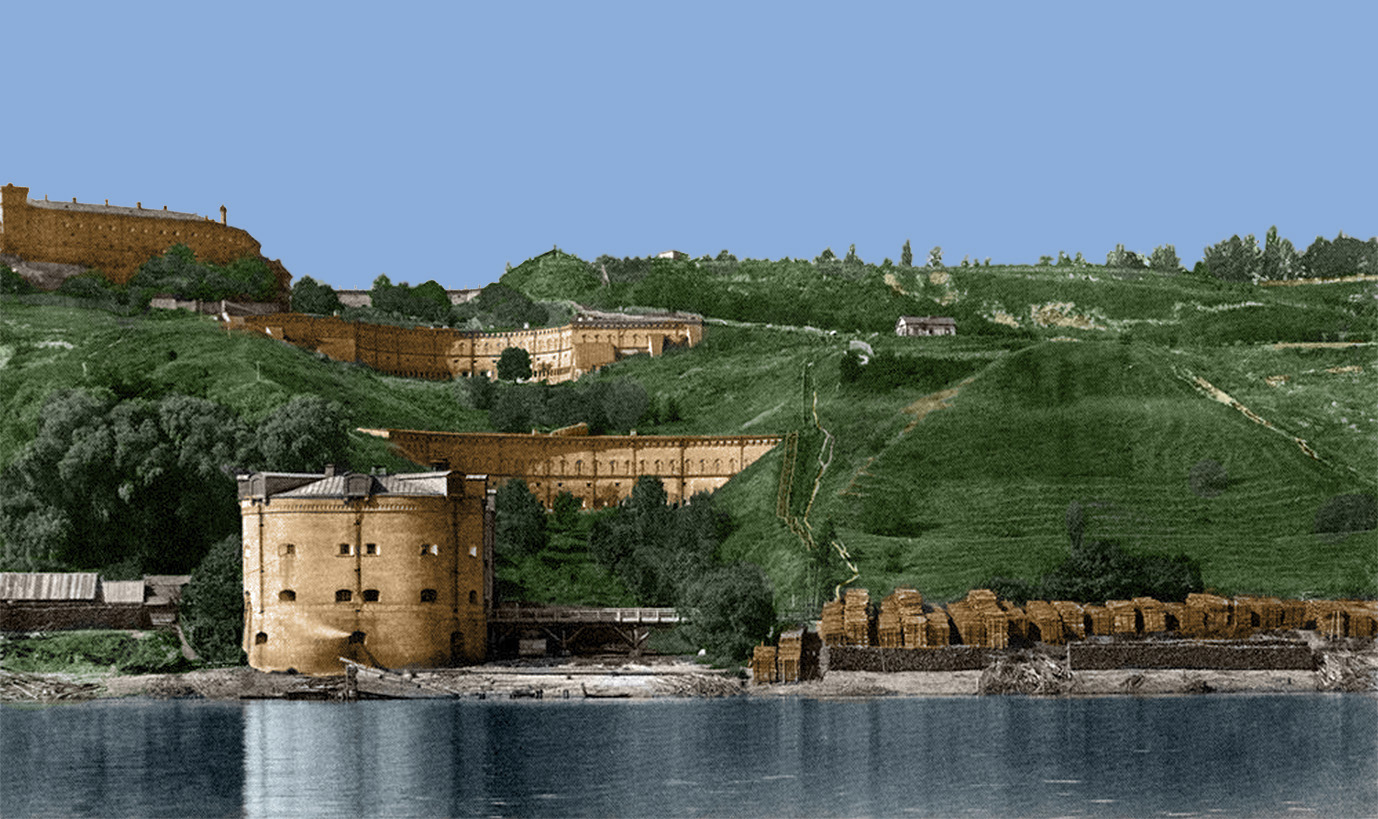
Подільська брама, верхні і нижні підпірні мури у Проваллі

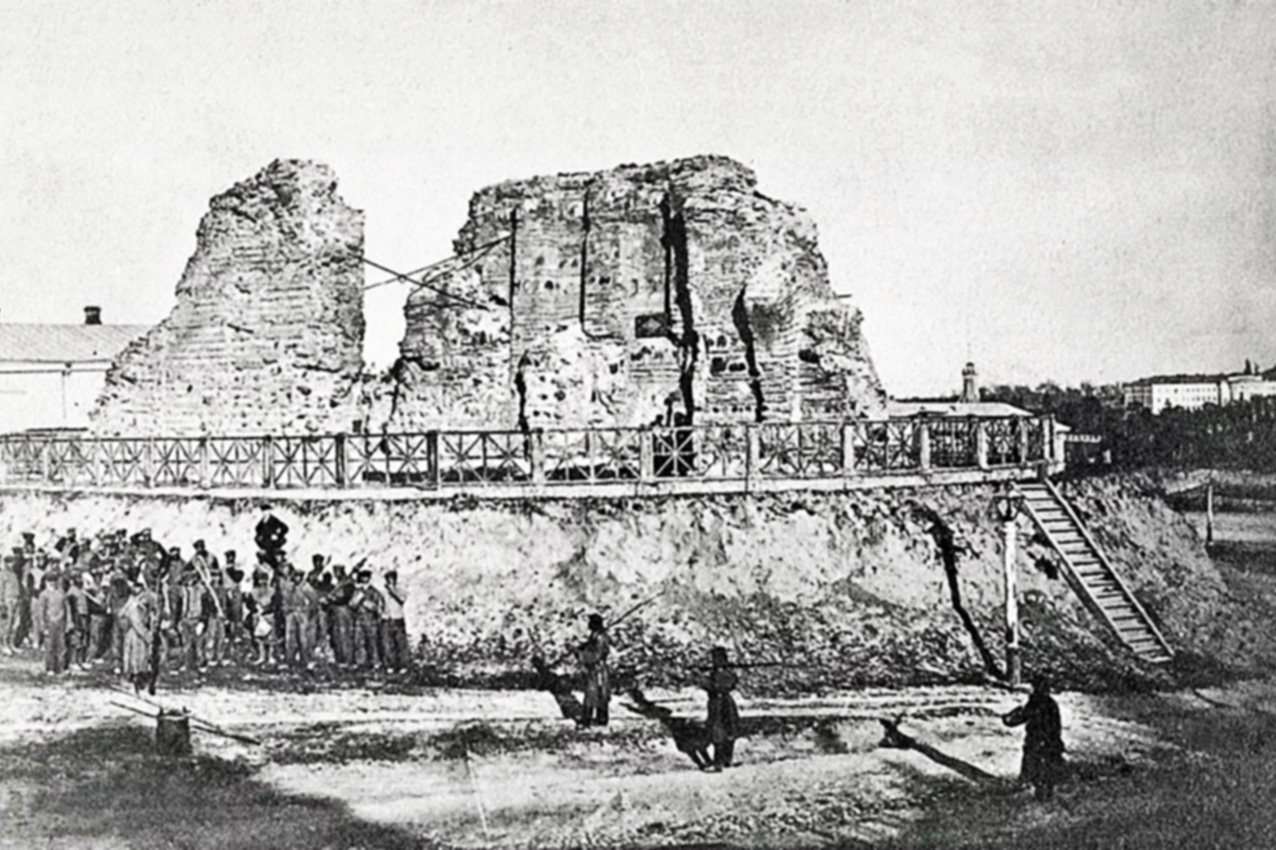
Залучення арештантської роти до будівельно-земляних робіт. Золоті ворота, 1860-ті

На зламі XVII—XVIII століть Російська імперія нарощувала свою міць на захоплених землях, створюючи плацдарми для нових загарбань. У Києві, який залишався у статусі прикордонного міста, активно велось фортифікаційне будівництво бастіонної системи. Через брак власних фахівців царат залучав на службу іноземних воєнних інженерів (Патріка Гордона, Геллерта, де Боскета, Карла Оппермана, Лямота де Тампія та інших). З другої чверті XVIII сторіччя фортифікації проводились силами Київської інженерної команди. Росіяни відновили старі вали і добудували нові. 1684 року під керівництвом генерала Патріка Гордона провели ремонт фортечних споруд і закінчили будівництво деяких верків Старокиївської фортеці. Усередині укріплення розмістили російських рейтарів, стрільців й Рильський стрілецький полк, які дали назви відповідно Рейтарській, Стрілецькій вулицям і Рильському провулку. Укріплення проіснувало до 1803 року. Військово-адміністративний центр цей час був у Верхньому місті.
1682 року козаки під проводом гетьмана Івана Самойловича звели чотирикутну Старопечерську фортецю. У 1696—1701 роках, за наказом Івана Мазепи, лавру обнесли великим муром. У наступні роки спорудили кам'яне укріплення фортеці, підпірний мур Дебоскета і три муровані брами — Київську (не збереглась), П'ятницьку (з XVIII ст. — Московська) та Васильківську.
У 1831—1856 роках збудували Новопечерську фортецю. Спорудження фортеці із земляним ретраншементом завдовжки понад 10 км перетворило Печерськ, що до того мав яскраво виражений сакральний характер, на важливий елемент просторового каркаса міста. Водночас будівництво фортеці тривало близько 20 років, а коли його завершили, то виявилась застарілою. Натомість царська влада у будівлях розмістила казарми, а у Косому капонірі — каземати для політичних в'язнів. Зокрема тут утримували учасників Січневого повстання (1863—1864), сімох з яких розстріляли.
У XVIII — першій половині XIX сторіччя Печерськ був адміністративно-військовим осередком Києва. Навколо фортеці виросло кілька слобідок. Московська вулиця, яка прокреслила слободу Хрести, виконувала роль головної вулиці міста, а печерські крамниці конкурували з подільськими. У зв'язку з будівництвом нової фортеці у 1830—1840-х роках 1180 будинків мешканців Хрестів і Ямок знесли, а людей переселили на схили долини Либеді, у місцевість, яка отримала назву «Нова Забудова».

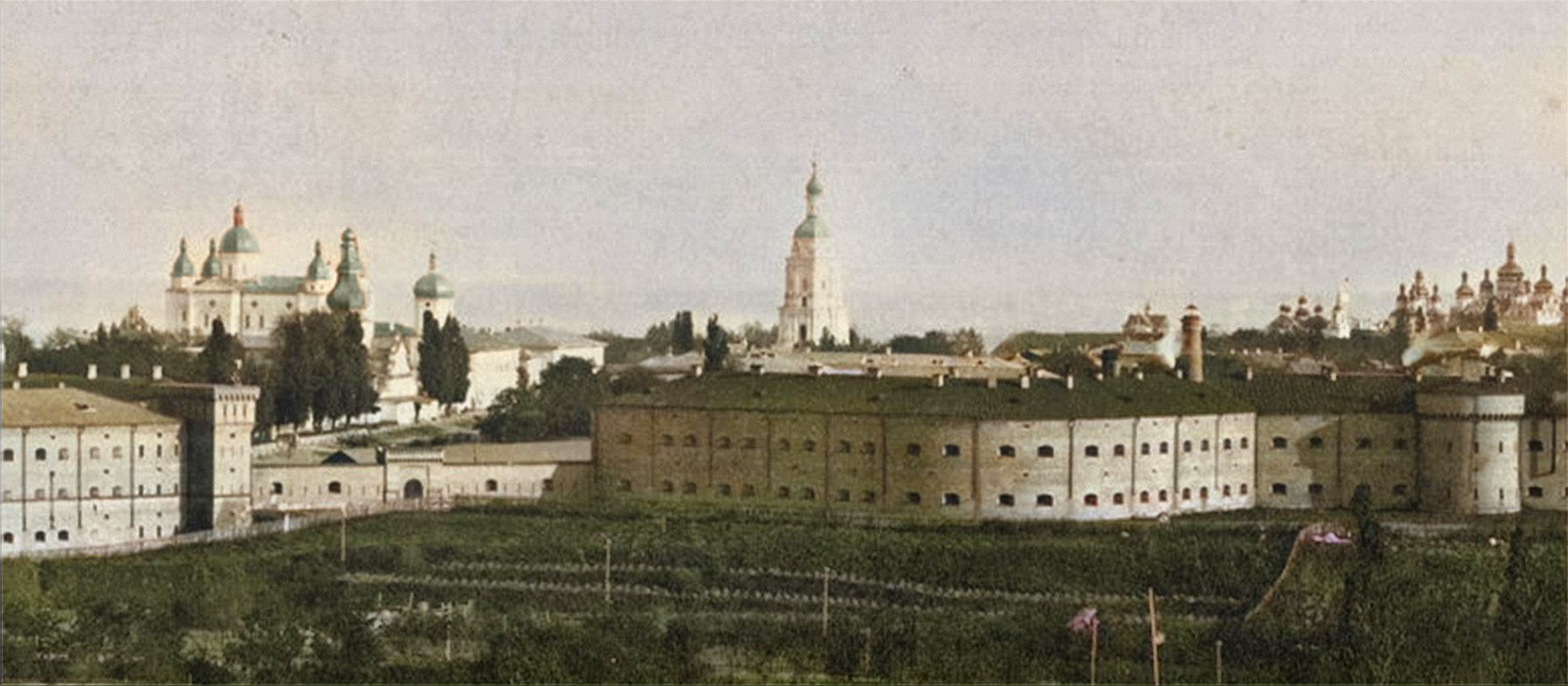
«Арсенал» (в центрі), Микільська брама (зліва). На задньому плані: Великий і малий Микільські собори, лавра (справа)
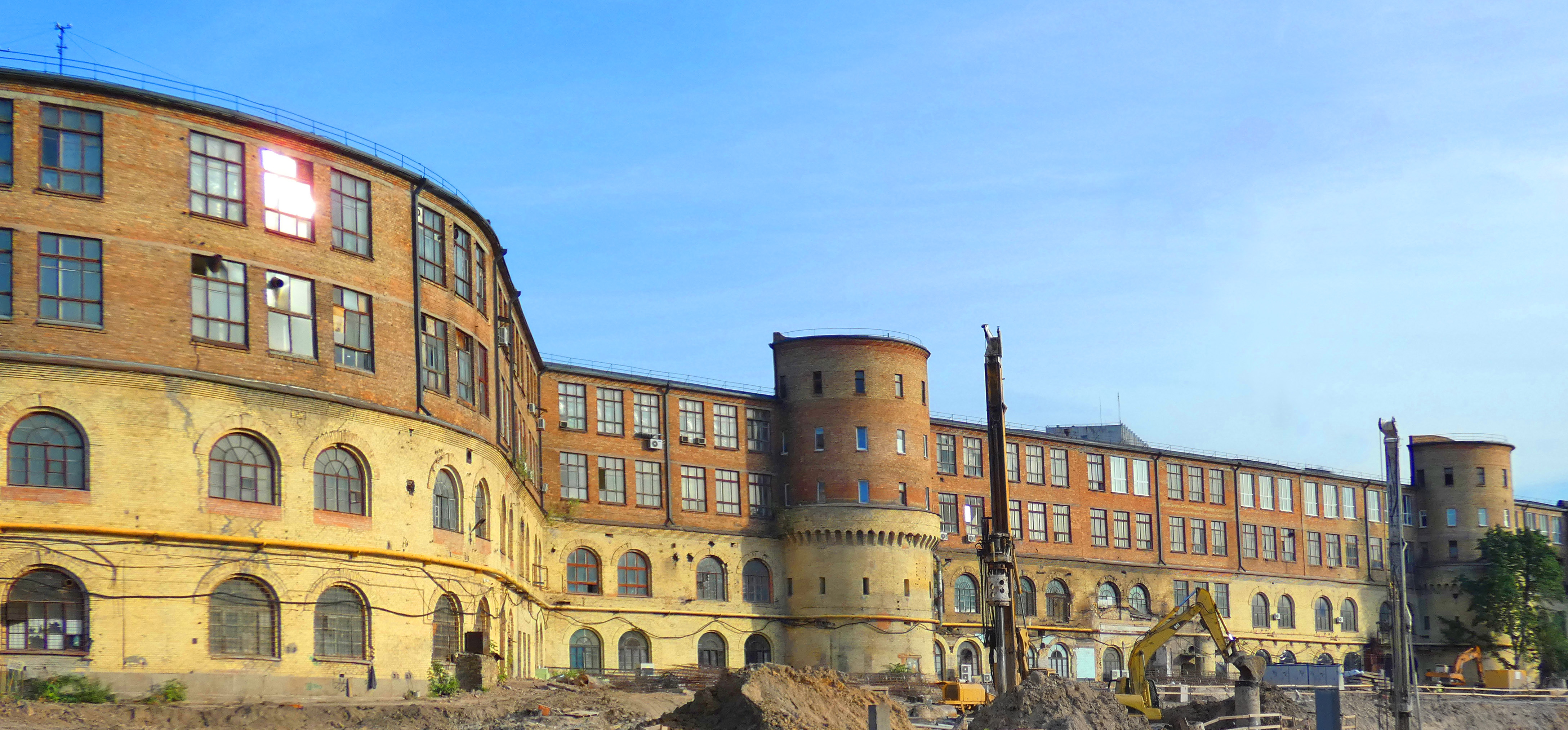
Оборонні мури і вежі заводу «Арсенал» із двоповерховою надбудовою 1950-х років

### Новий стильовий етап
Українські архітектори ще продовжували традиції, що склалися в Києві на зламі XVII—XVIII століть.
Вплив європейського бароко уже простежується на архітектурі збудованого 1727 року митрополичого будинку в Києво-Печерській лаврі, в якому застосований ордер на фасадах і барокові волюти у фронтонах. Однак посилення впливу західноєвропейської архітектури і зародження нового стильового етапу в архітектурі Києва починається з 1730-х років, із приїздом до Києва архітектора Йогана-Ґоттфріда Шеделя. Він будує Велику дзвіницю (1734—1744), інші споруди в лаврі й Софійському монастирі, надбудовує старий академічний корпус на Подолі.
Велике значення для архітектури Києва мало будівництво Андріївської церкви у 1747—1762 роках і Маріїнського палацу у 1750—1755 роках, збудованих архітектором Іваном Мічуріним за проєктом видатного зодчого Франческо Бартоломео Растреллі. Андріївська церква вважається перлиною київської архітектури й одним із найкращих творів Растреллі. Палац у первісному вигляді не зберігся. Його відбудував у 1870 році архітектор Карл Маєвський у формах архітектури Растреллі.
У 1752—1755 роках за проєктом Петра Нейолова збудовано Кловський палац у формах бароко, близьких до традицій архітектури першої половини XVIII століття. У його спорудженні брав участь талановитий український будівничий із Києво-Печерської лаври Степан Ковнір.

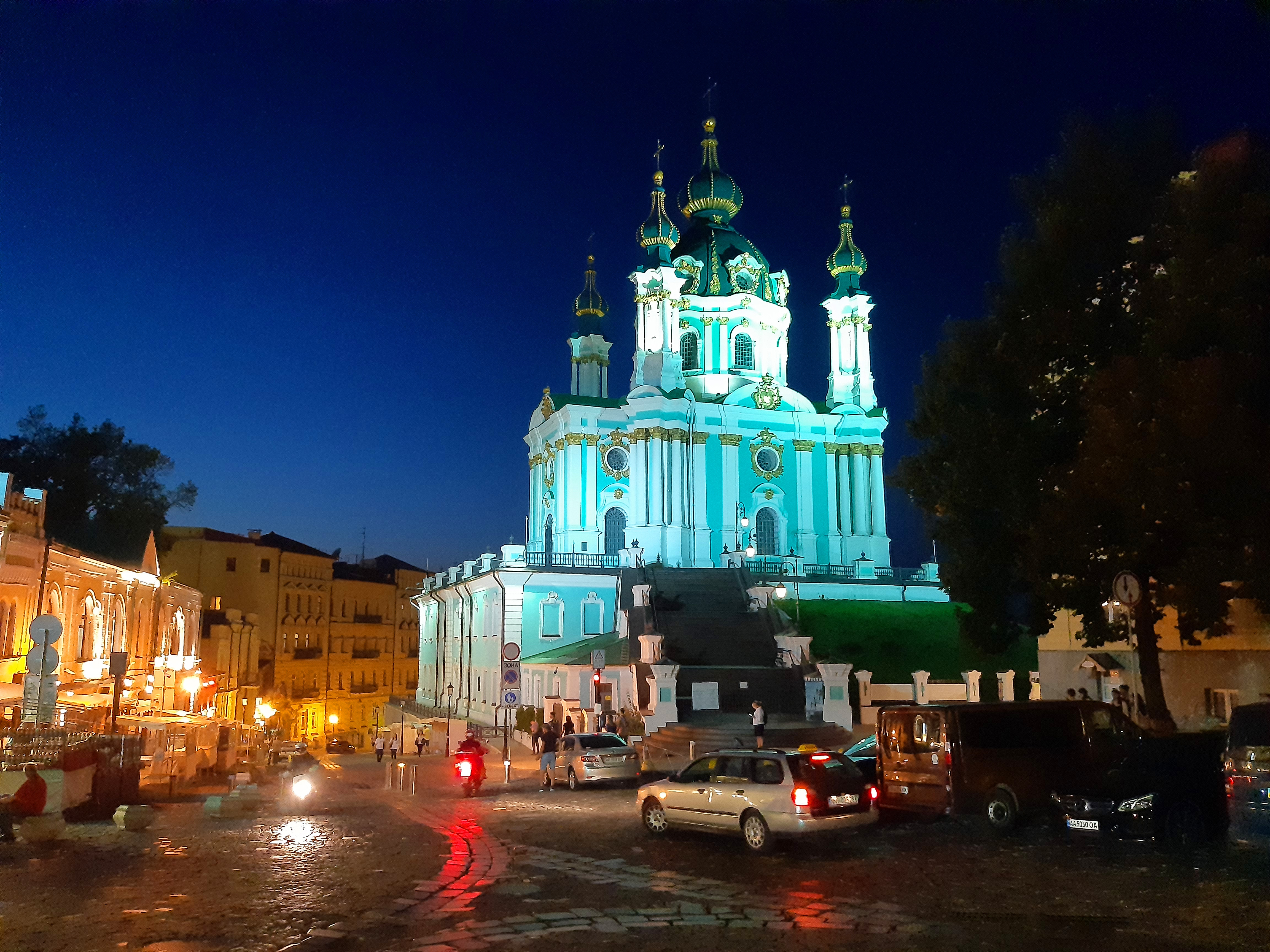
Андріївська церква за проєктом Бартоломео Растреллі (1762)
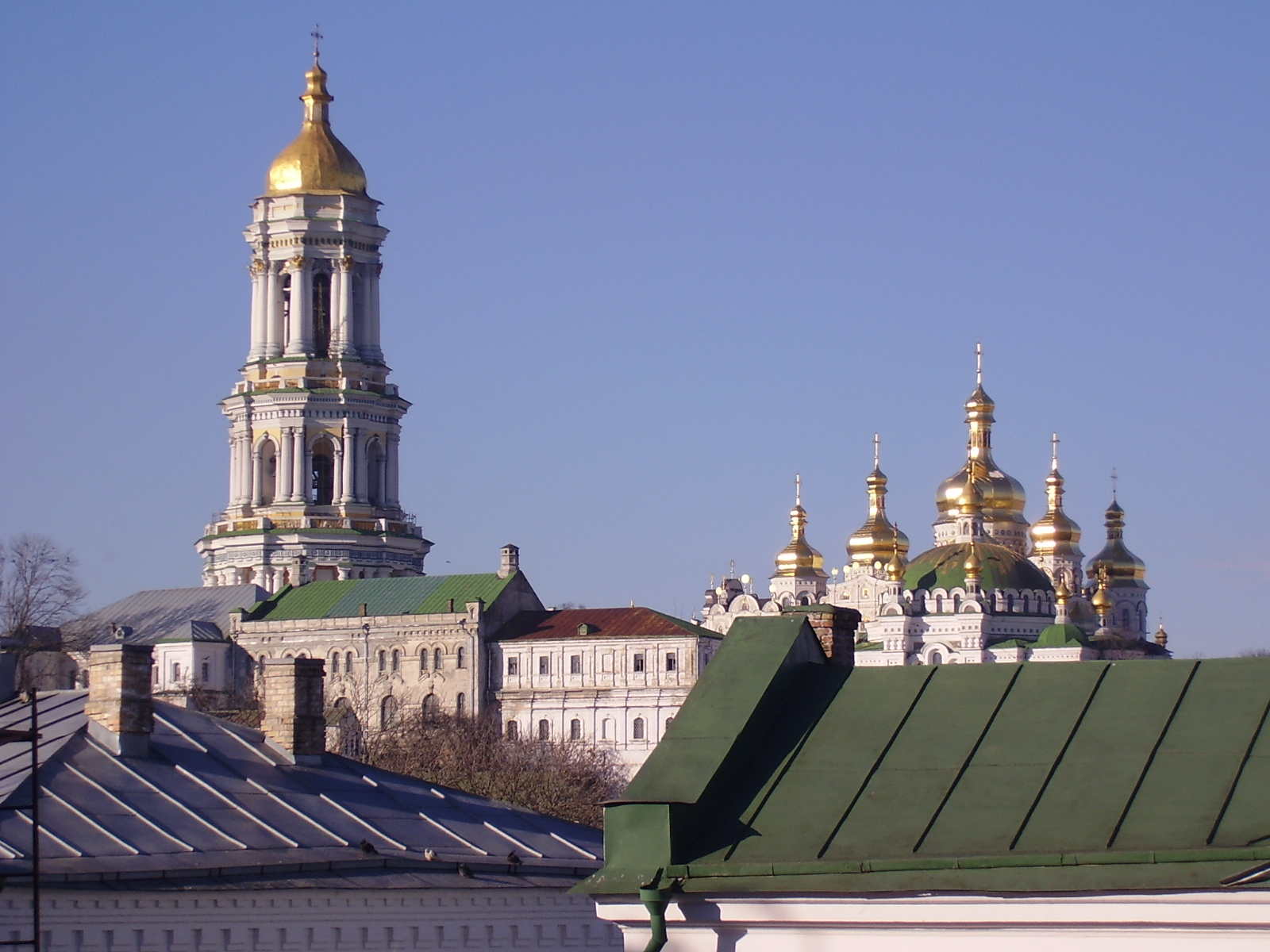
Велика лаврська дзвіниця (1745)
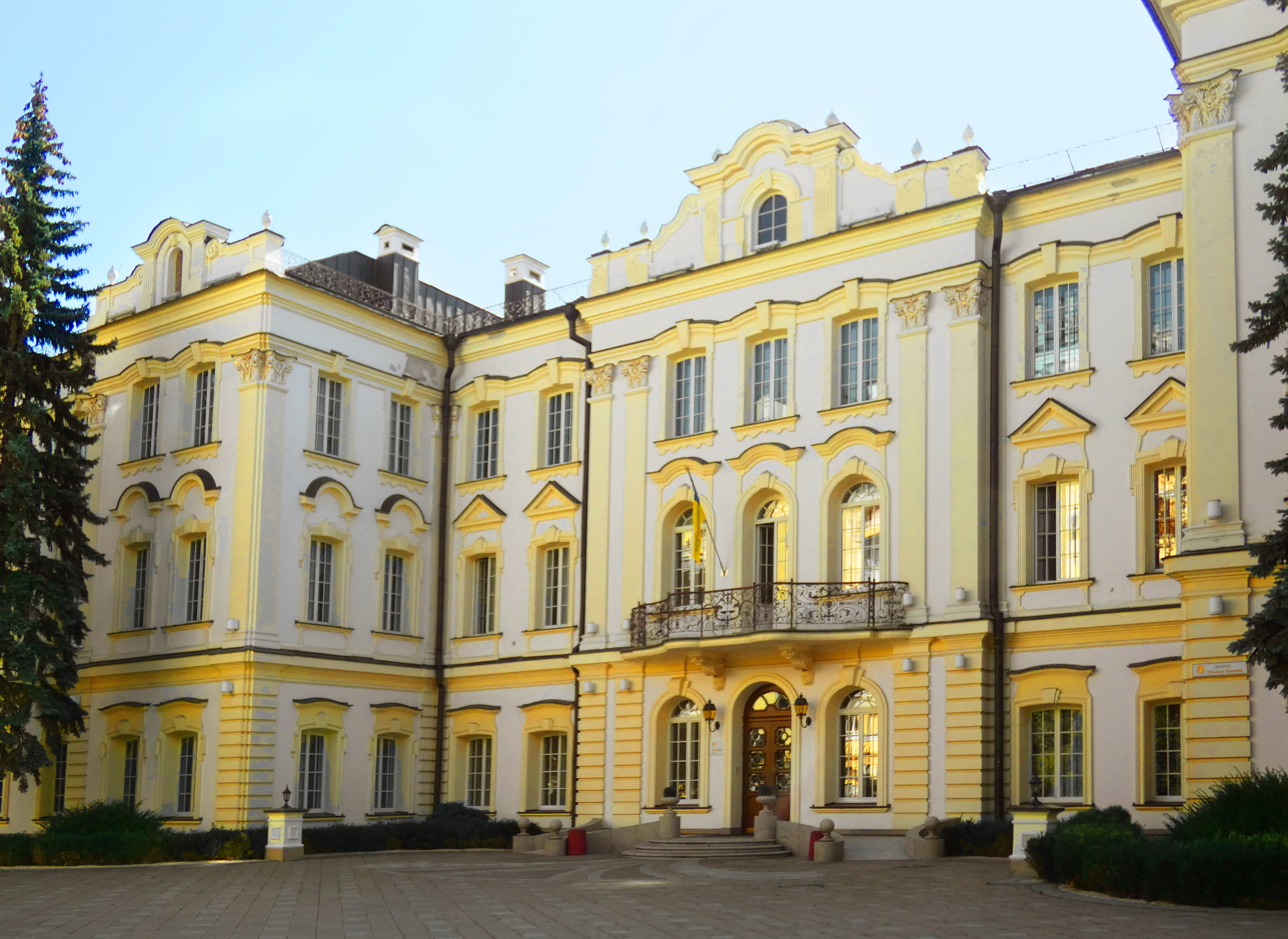
Кловський палац архітекторів Петра Нейолова і Степана Ковніра (1756)

### Класицистичний період
Стара феодальна система забудови міста з плутаною мережею вулиць і садибним характером житлових агломерацій не відповідала вимогам часу. Після секуляризації 1787 року майже припиняється монастирське будівництво. Намітилася тенденція поступового відходження на задній план церковного будівництва. Натомість починається зростання цивільної забудови. Розвиток торгівлі, промислового виробництва, нові умови суспільного життя поставили перед архітекторами інші завдання.
З 1780-х років панівним стилістичним напрямом в архітектурі Києва стає класицизм. Царська влада прихильно сприйняла класицистичний стиль і підживлювала його замовленнями і коштами, оскільки він відігравав неабияку роль у прославлянні абсолютизму. У першій третини ХІХ сторіччя російський класицизм набув форм ампіру, пафосного «стилю загарбників», спрямованого на звеличення військової еліти, яку очолював російський імператор.
Першою пам'яткою у цьому стилі в Києві стала будівля «Арсеналу» (архітектор Йоган Міллер), зведена у 1784—1803 роках на місці зруйнованого Вознесенського монастиря. Водночас в Україні, одній із провінцій військової імперії, ампір не мав підстав для сталого розвитку.
Період класицистичного розвитку київської архітектури завершується творчістю Вікентія Беретті (1781—1842). У творчості його сина Олександра Беретті та інших київських архітекторів у 1840—1850-х років ще помітні риси класицизму в композиціях і формах фасадів будівель, але вже зникають колонні портики й бічні ризаліти.
У 1780-х роках за проєктом англійського архітектора Адама Менеласа звели великий дерев'яний палац на кам'яному фундаменті для Кирила Розумовського. Маєток останнього гетьмана сусідував із Пустинно-Микільським монастирем.

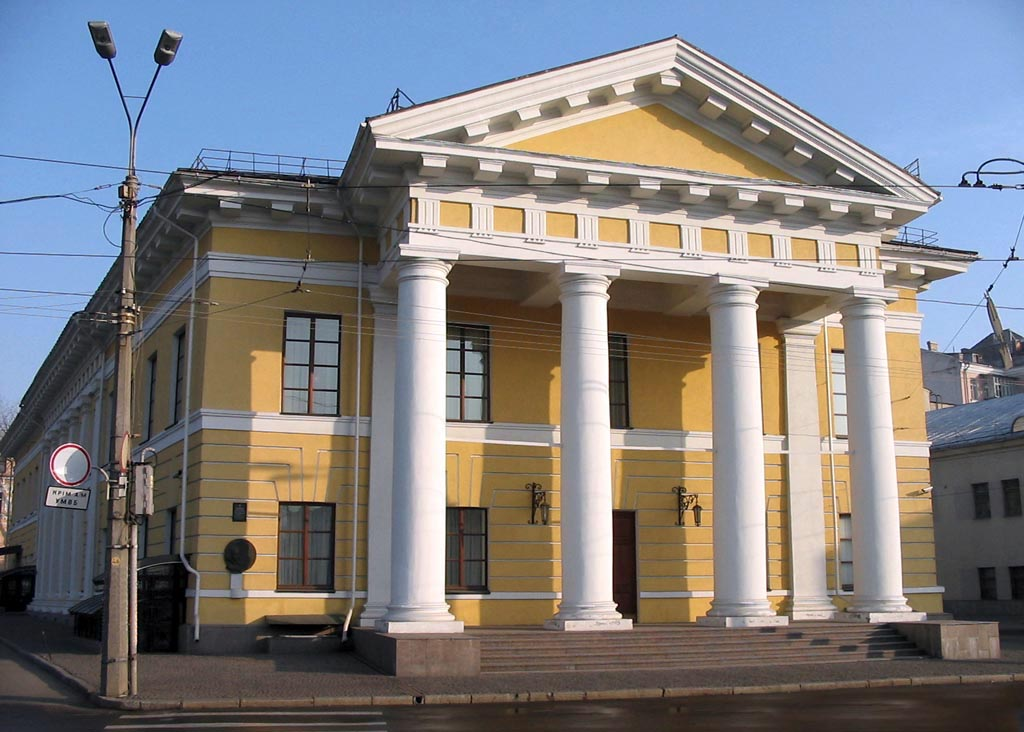
Контрактовий будинок
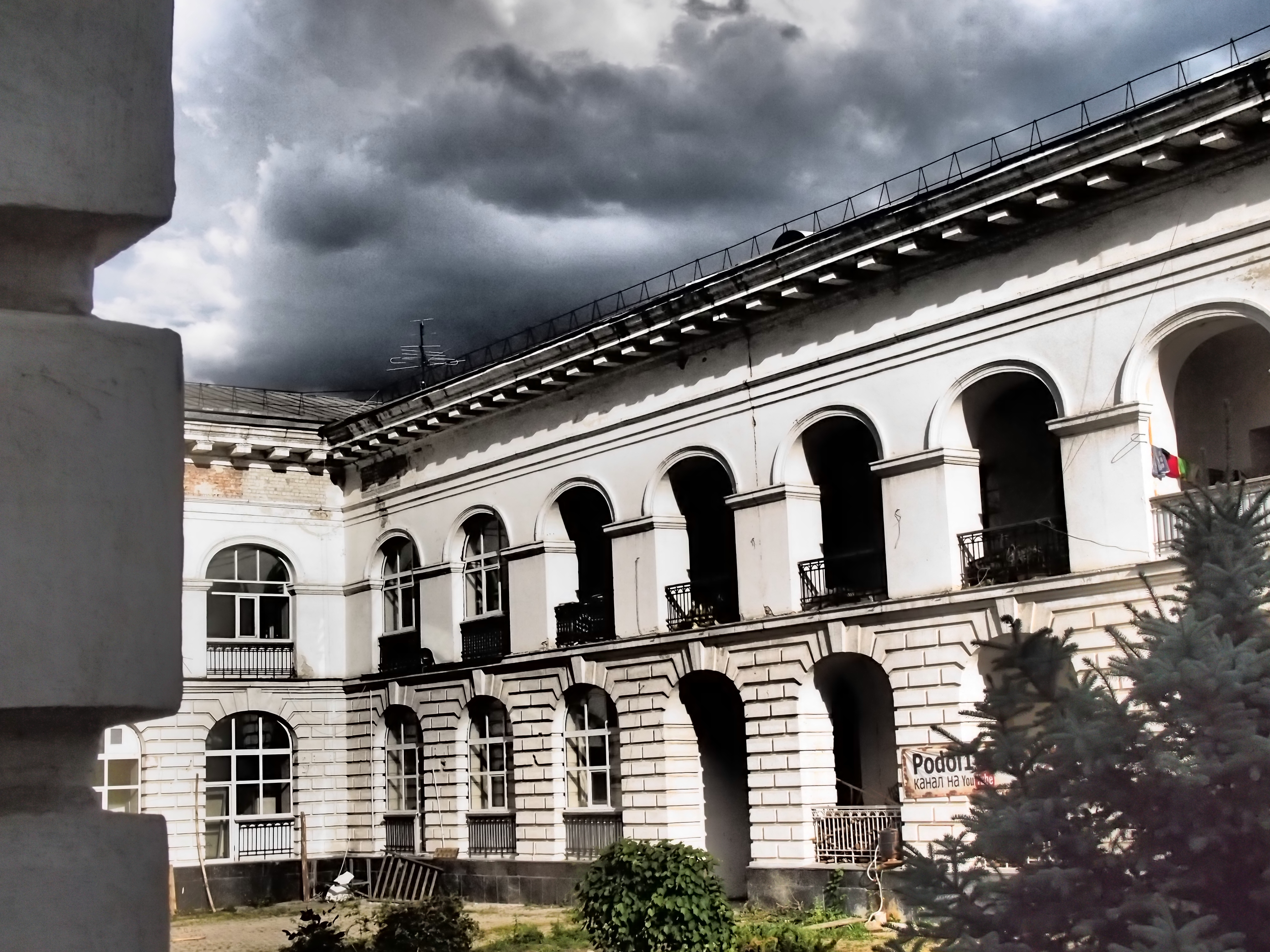
Гостиний двір, архітектор Луїджі Руска
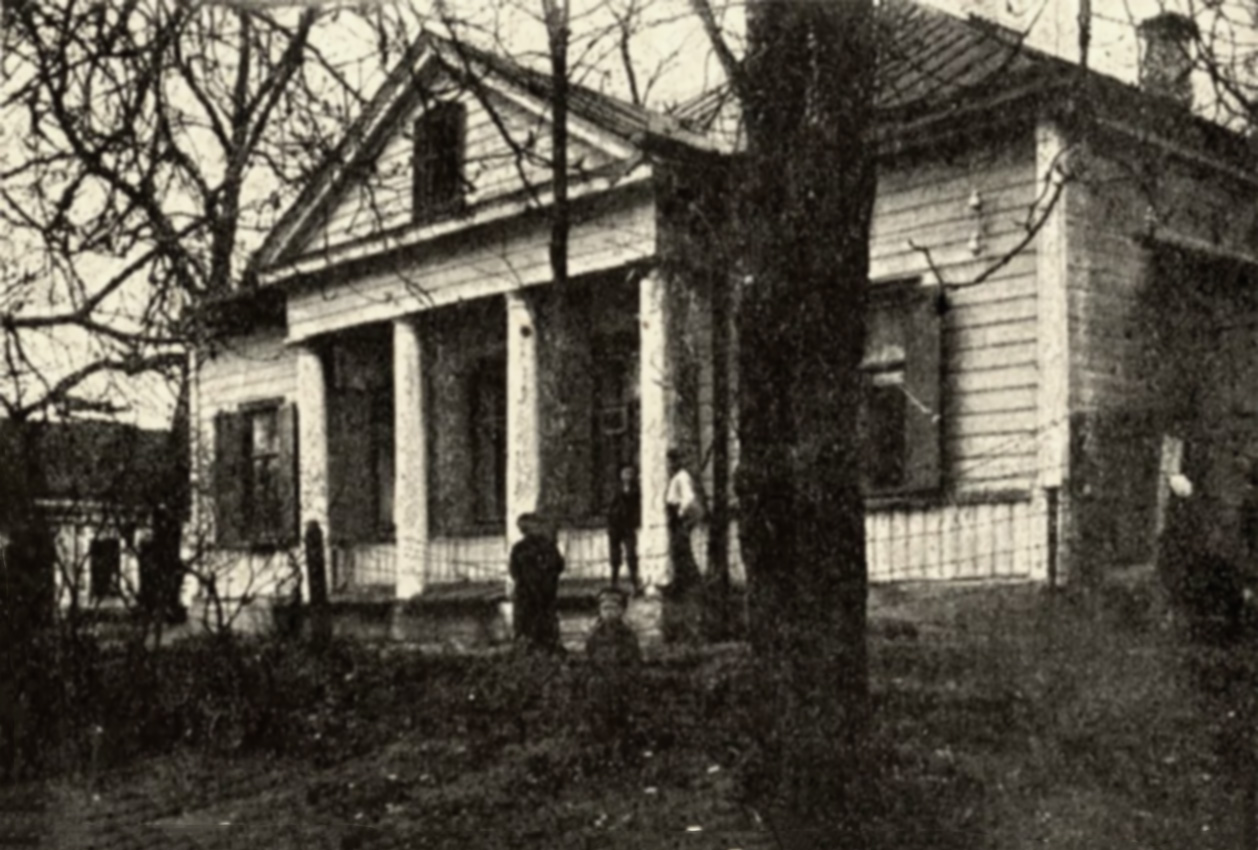
Флігель на території садиби Розумовського, 1930

Громадські і житлові будівлі. За проєктами і типовими кресленнями Андрія Меленського в Києві спорудили 437 цегляних будинків, будинок Назарія Сухоти, будинок бурси.
За проєктом Вільяма Гесте передбачалося спорудити на Контрактовій площі нову будівлю Київського магістрату, яка мала з'єднуватися галереями з Контрактовим будинком і міською поштою. Але в життя втілено лише Контрактовий будинок і перший поверх Гостинного двору за зразковим проєктом Луїджі Руски.
У 1837—1842 Вікентій Беретті зводить будівлі Київського університету, Інституту шляхетних панянок, астрономічної обсерваторії, завершених його сином, провідним архітектором Києва Олександром Беретті (1816—1895).

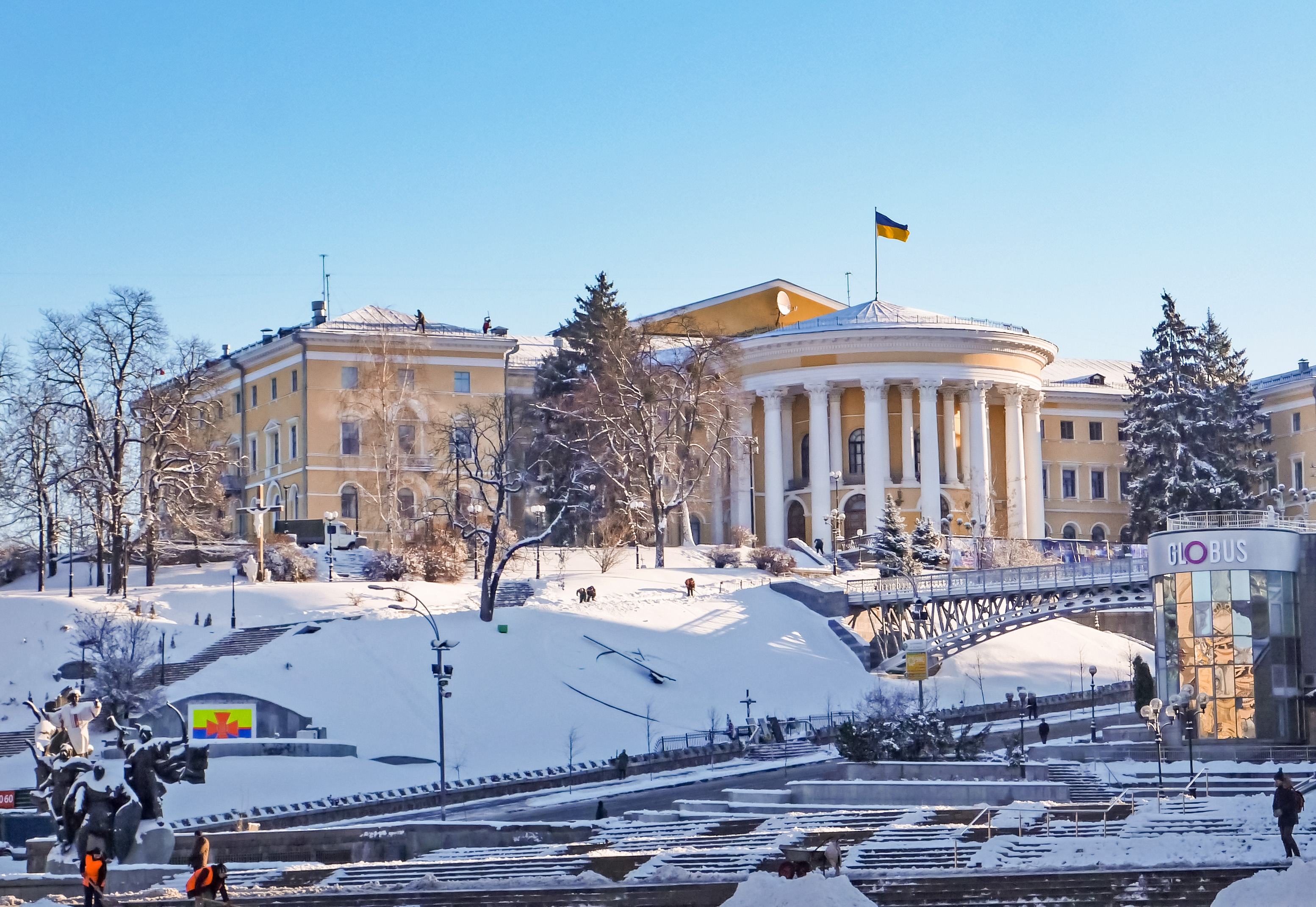
Інститут шляхетних панянок (1842)
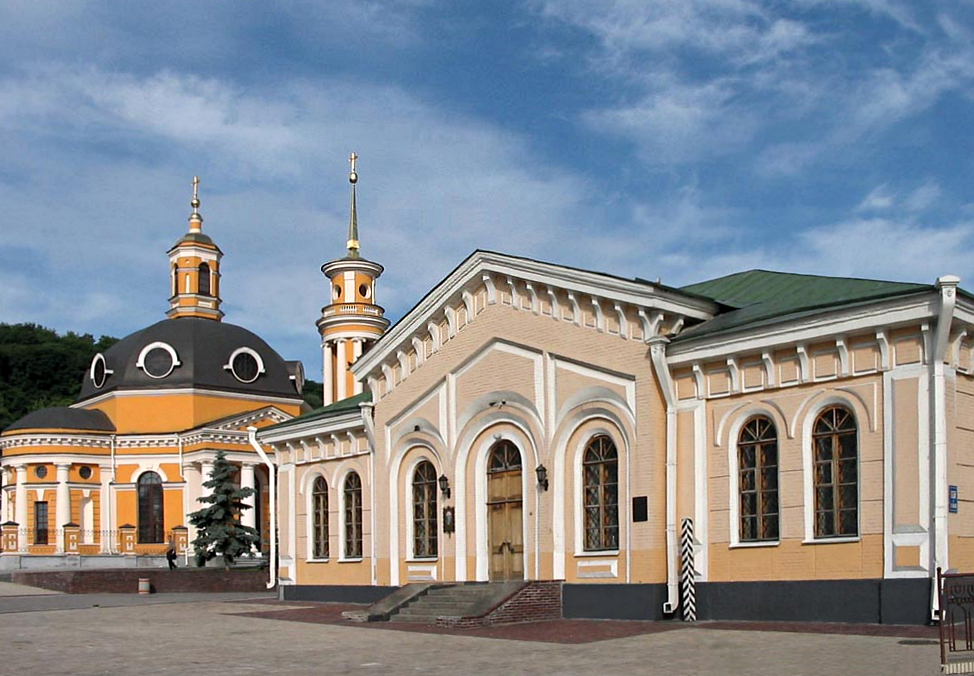
Поштовий будинок і церква Різдва Христового

До періоду пізнього класицизму належать будинки Першої київської гімназії (1850), реального училища (1858—1861), пансіону Лєвашової на Володимирській вулиці, 54 (1850-і роки) й Анатомічний театр (1851—1853) — всі за проєктом Олександра Беретті; будівля Присутствених місць (1854—1857, архітектори Ксаверш Скаржинський, Михайло Іконников, Іван Штром); поштова станція на Подолі (1853—1865) тощо.
У Києві збереглися особняки, зведені у стилі класицизму, наприклад, будинки на вулицях Набережно-Хрещатицькій, 4; Покровській, 5; Князів Острозьких, 40; Петра Сагайдачного, 27; Костянтинівській, 9/6; будинок на Крутому узвозі, 4.

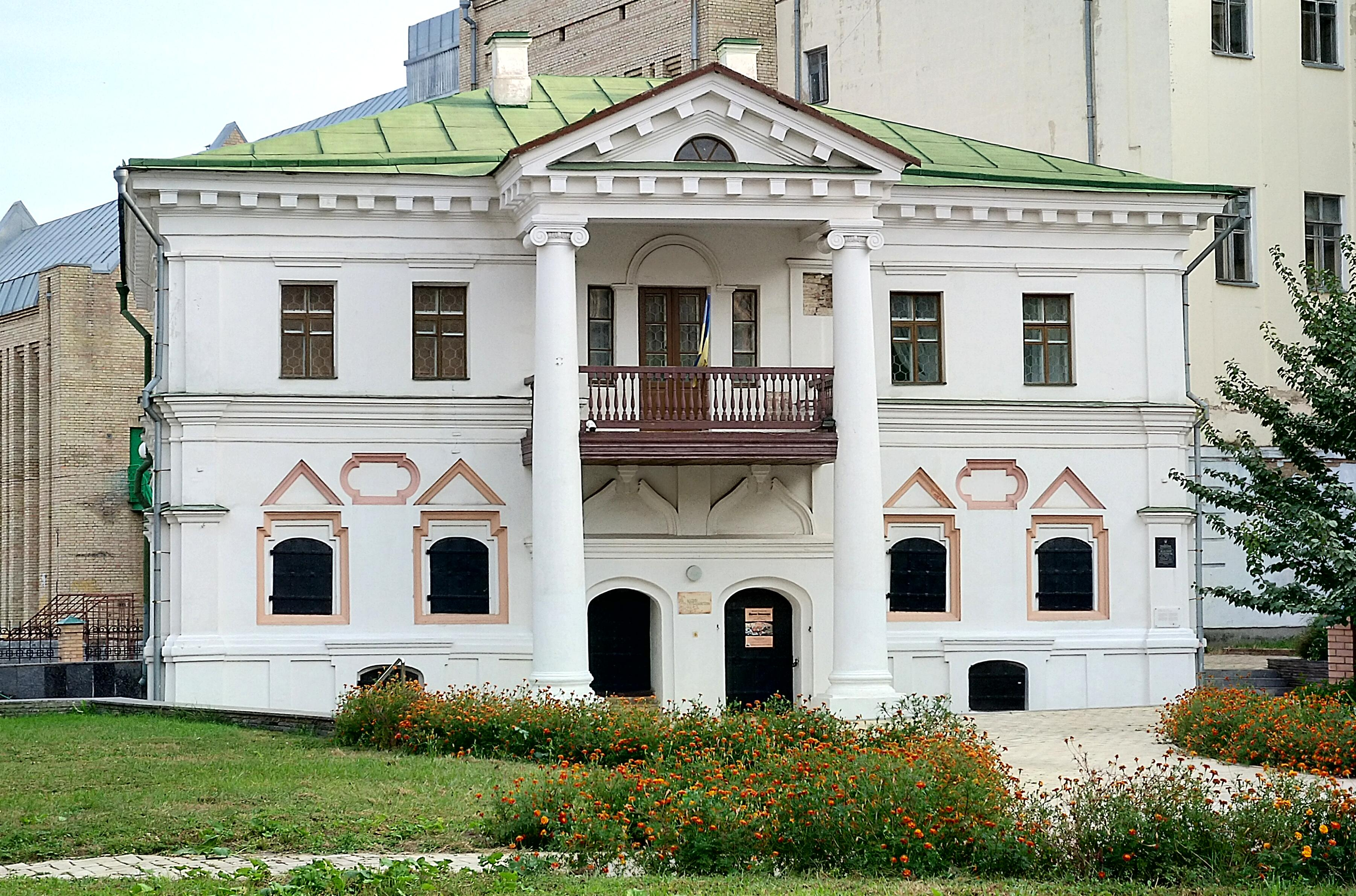
Будинок Мазепи (на зламі XVII—XVIII)
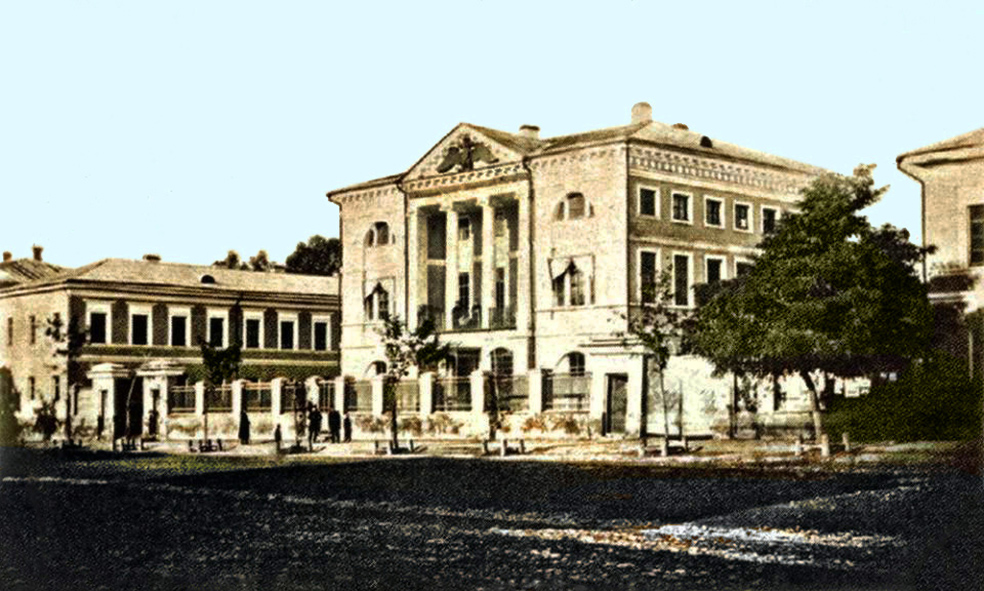
Палац Головинського, перша кам'яниця на Хрещатику

Церковні споруди. Андрій Меленський перебудував або збудував у класицистичних формах церкву Різдва Христового (1809—1814), Миколаївську церква на Аскольдовій могилі (1810).
У 1817 році у стилі класицизму розпочалося будівництво Олександрівського костелу. Проєкт для храму розробили архітектори Людвік Станзані і Франц Мехович.

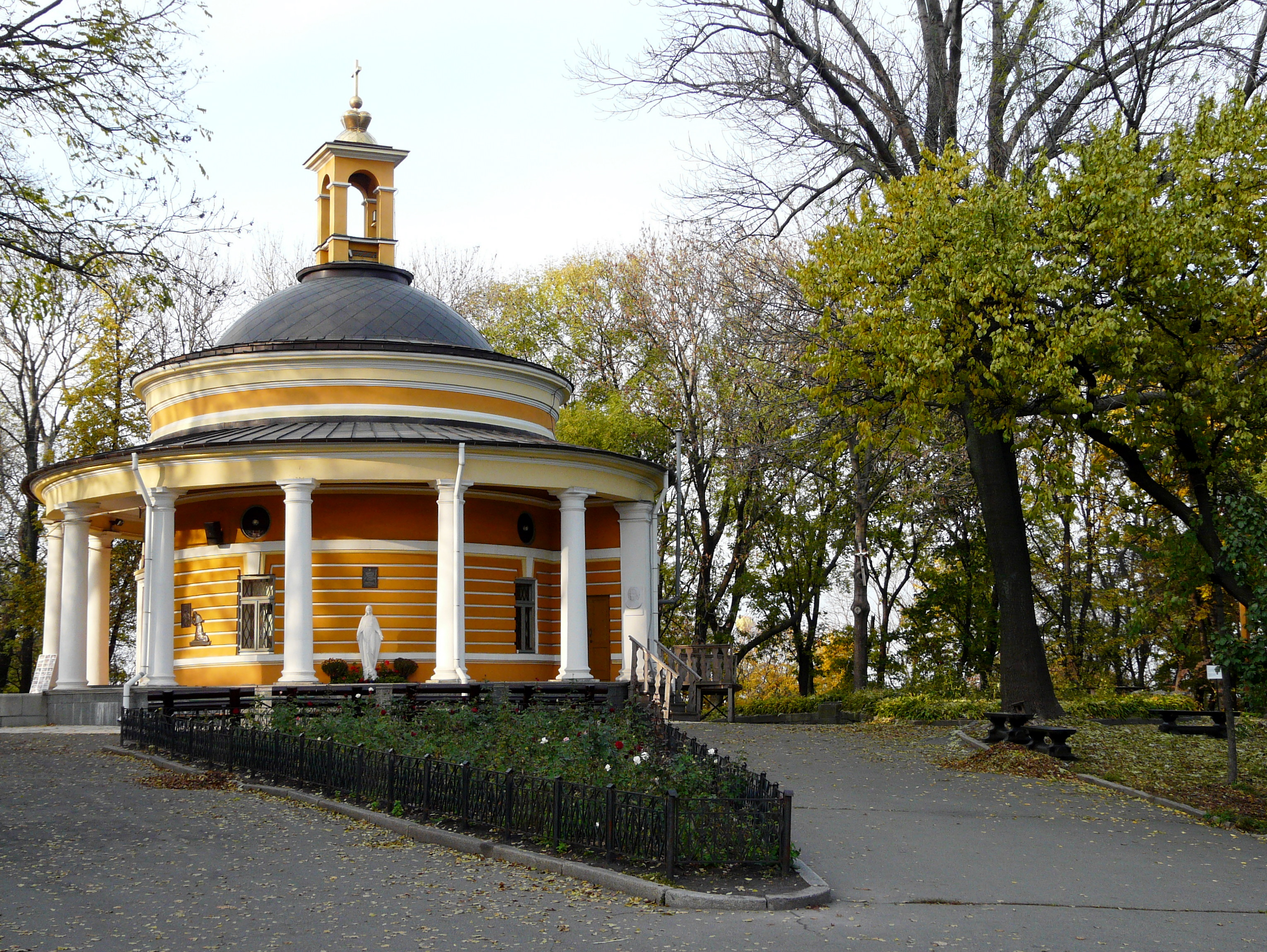
Андрій Меленський. Церква на Аскольдовій могилі
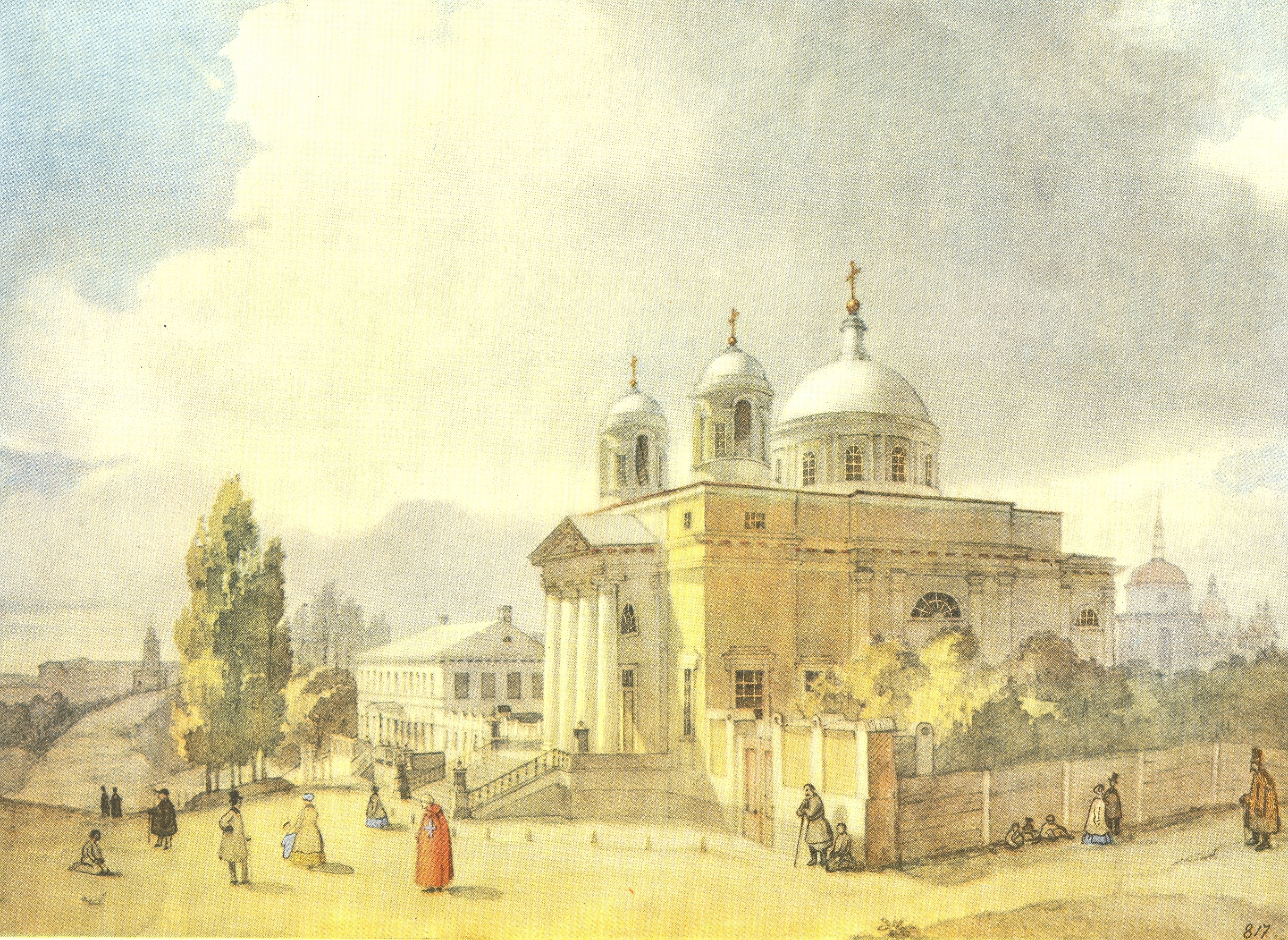
Олександрівський собор (картина Тараса Шевченка)

## Імперська ідеологія архітектури

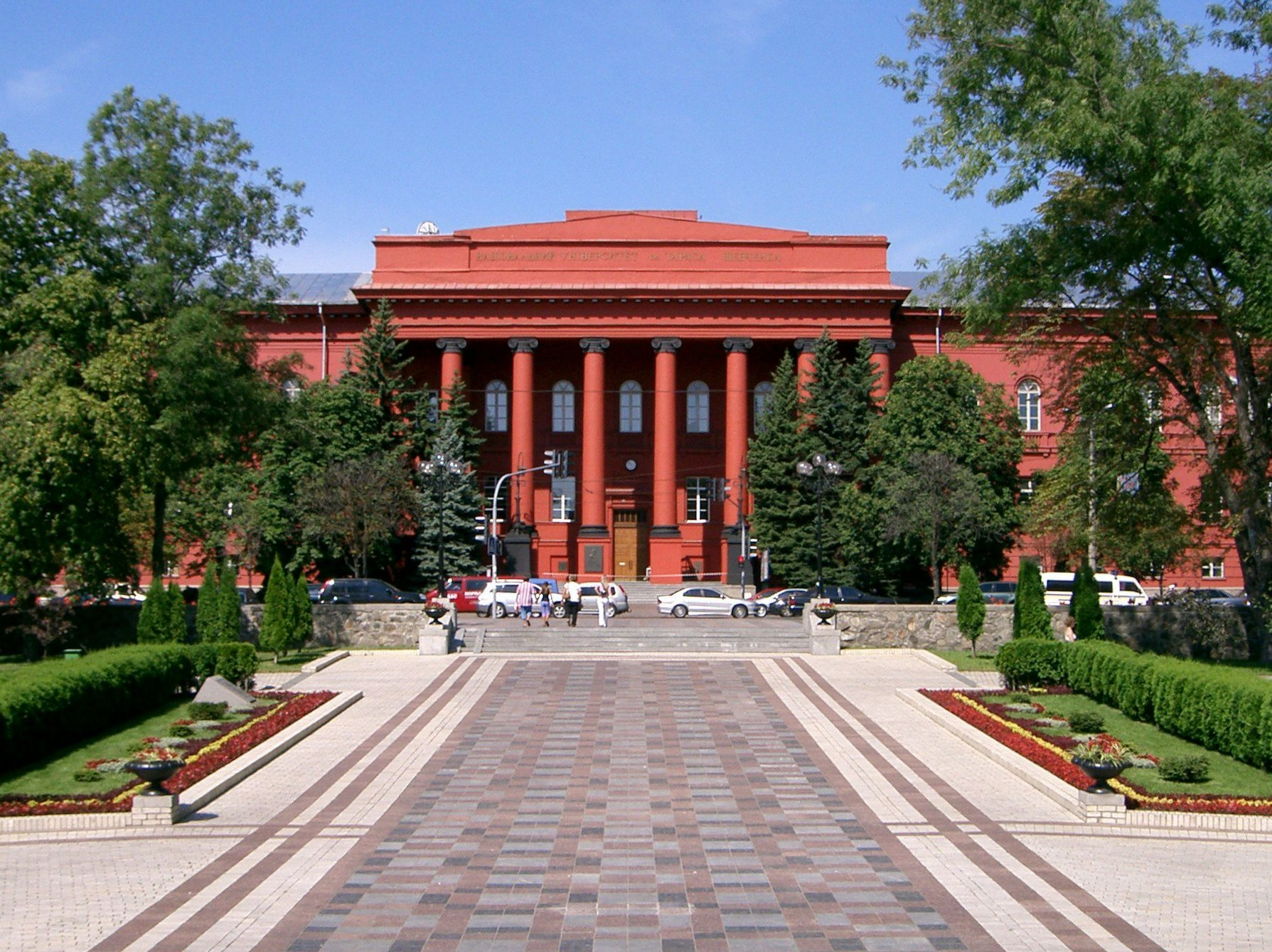
Київський університет (1837—1842)

У першій половині ХІХ сторіччя імперська влада паралельно з інтенсивним будівництвом на окупованих землях мережі фортець розгорнула широкомасштабну ідеологічну роботу. Оскільки Київ оголосили колискою святої віри Російської імперії, він мав відповідати цьому статусу.
У 1834 році відкрили Київський університет імені Володимира Великого. Міністр народної освіти Серґєй Уваров назвав заклад «розумовою фортецею», не менш важливою, ніж печерське укріплення.
Влада перед університетом поставила головну мету: якнайшвидше русифікувати полонофільську київську інтелігенцію, яка була вороже налаштована до імперії та співчувала Польському повстанню 1830—1831 років. Апеляція до імені князя Володимира, який отримав християнство від майбутньої православної Візантії, символізувала саме цей напрямок діяльності. Володимирською вулицею університет сполучався із Софійським монастирем, духовним центром міста. На цій же осі згодом поставили пам'ятник Богдану Хмельницькому, який повів українців на боротьбу проти польського панування. На вулиці сконцентрувалися й інші культурні центри — оперний театр, педагогічний музей, пансіон шляхетних панянок графині Левашової, Перша жіноча Ольгінська гімназія, згодом — Всеукраїнська Академія Наук.

## Регулярне розпланування міста у ХІХ сторіччі

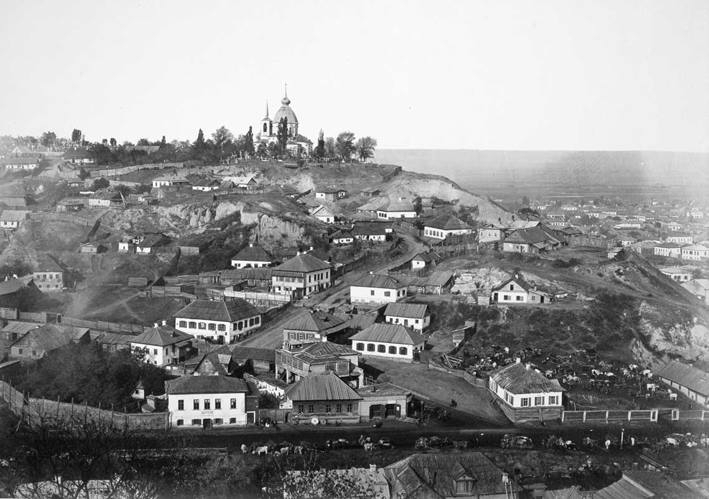
Церква і побілені за давнім українським звичаєм хати — типовий краєвид Києва ХІХ століття. Гора Щекавиця

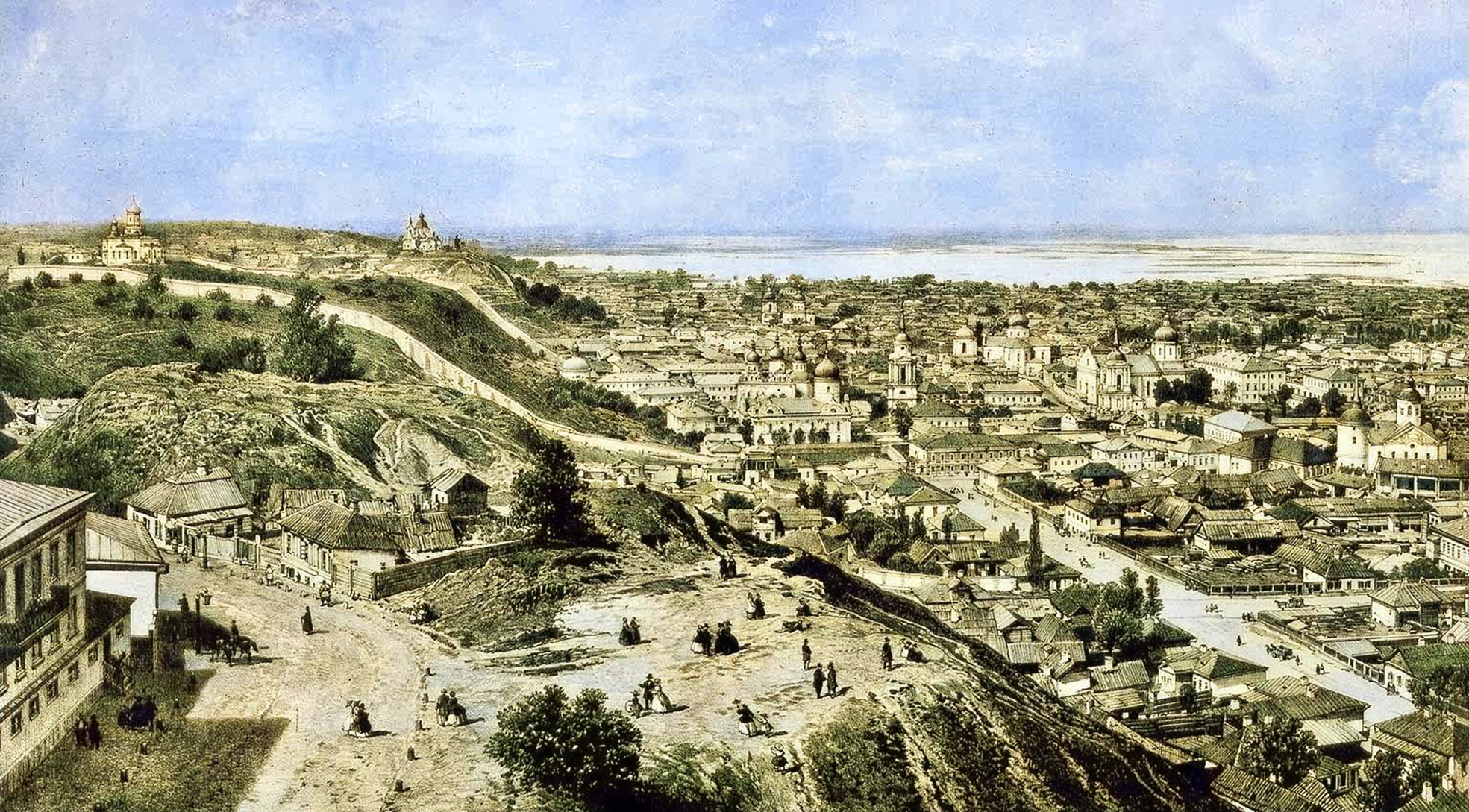
Відбудований після пожежі 1811 року Поділ. Малюнок 1862

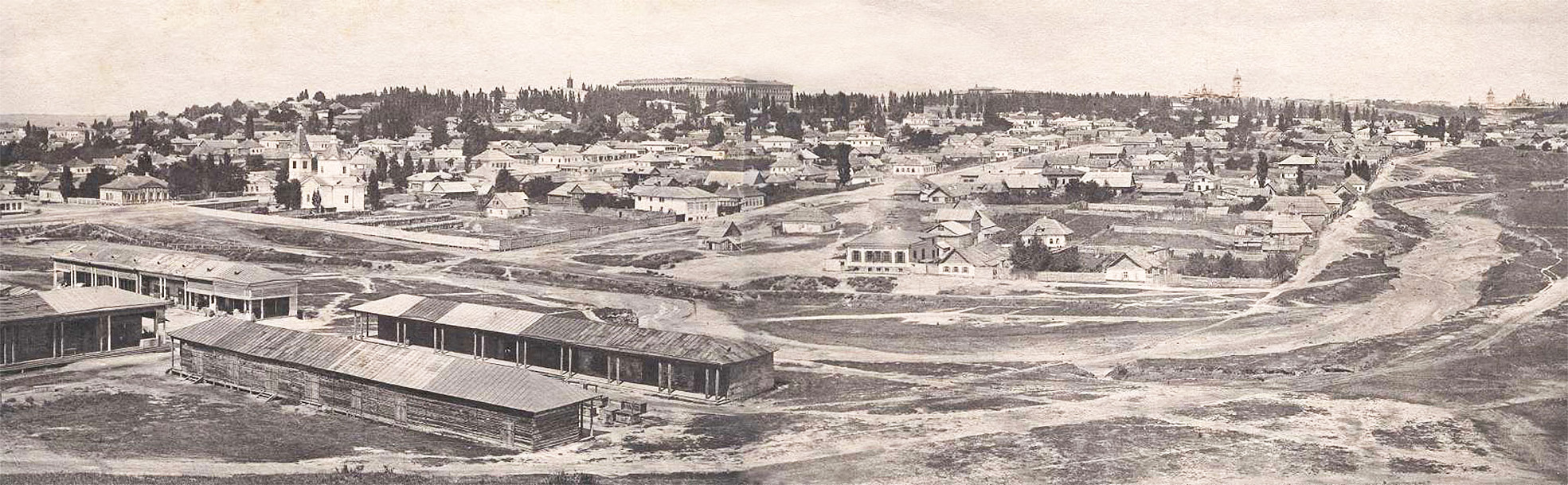
Нова Забудова 1870-ті роки

Загальний краєвид Києва формували церкви, монастирі й потиньковані та побілені за давнім українським звичаєм одно- або двоповерхові будинки. Дерев'яні будівлі переважну частину забудови становили аж до кінця ХІХ сторіччя.
Однак на зламі XVIII—XIX сторіч змінюється концепція розвитку Києва. Замість розширення міста по осі північ-південь уздовж Дніпра зростання території поступово спрямовується в західному напрямку.
Архітектурні зміни реалізував київський архітектор Андрій Меленський (1763—1833). За 30 років своєї діяльності йому вдалось провести масштабні містобудівні роботи, які здебільшого згодом визначили сучасний план Києва. Він прокладає теперішні вулиці Грушевського і Велику Васильківську.
1803 року Андрій Меленський склав план Києва, що передбачав об'єднання Верхнього міста й Печерська шляхом утворення нової вулиці вздовж Хрещатицького Яру. Він запропонував проводити розширення міста на південь в об'єднані Печерську й Либідську частини на продовженні Хрещатика по лінії Старого Васильківського шляху. Почалося зростання району Нової Забудови, куди переселили мешканців із меж еспланадної зони Київської цитаделі.
Велика пожежа 1811 року, яка майже повністю знищила Нижнє місто, сприяла розплануванню цієї частини за регулярною системою. План реконструкції Подолу архітектори Андрій Меленський і Вільям Гесте склали того ж року, а наступного його затвердили. Займатися відбудовою доручили Вільяму Гесте.
Затвердження 1830 року проєкту будівництва Новопечерської фортеці та заснування 1833 року університету святого Володимира прискорило розроблення об'єднаного плану міста 1833 року.
1837 року архітектори Вікентій Беретті, Людвік Станзані й землемір Л. Шмегельський розробили новий план міста, поєднавши в одне містобудівне ціле колись три розрізнені частини Києва — Поділ, Старе (Верхнє) місто і Печерськ.
За новим генпланом реалізували ідею про основну містобудівну вісь міста — Хрещатик, в який із прилеглих з обох боків пагорбів вливалася система з 19 вулиць.

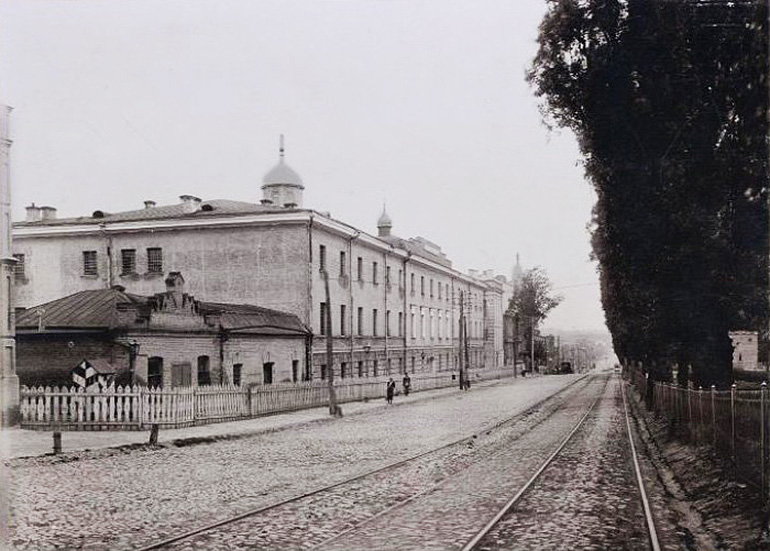
Будинок арештантських рот — перша кам'яниця на Бульварній вулиці (тепер — бульвар Шевченка)

Якщо на Хрещатику планувалося створити адміністративний й торговельний центр, то паралельну Володимирську вулицю пов'язали з духовними, культурними і навіть пропагандистськими функціями. На місці давньої артерії, що зв'язувала південні передмістя з Верхнім містом, Вікентій Беретті запропонував розмістити університет святого Володимира.
До відведеної для університету ділянки прив'язали ще кілька міських магістралей: вулиці Фундуклеївську (Богдана Хмельницького), Бульварну (бульвар Шевченка) і Шулявську (вулиця Гетьмана Павла Скоропадського), які сполучали Володимирську вулицю з Хрещатиком і старою Васильківською дорогою.
Першою кам'яницею на Бульварній вулиці став будинок київських арештантських рот (1845—1849). Якраз напередодні на будівництво дозволили залучати безкоштовну робочу силу — арештантські роти. Насамперед ув'язнені насипали потужні земляні укріплення навколо Новопечерської фортеці, вирівнювали стародавні вали і пробивали вулиці у Верхньому місті.
У першій половині ХІХ століття будівництво приватних споруд у містах проходило за проєктами із «Зібрання фасадів… для приватних будівель у містах Російської імперії». «Зразкові» проєкти створювали провідні архітектори Луїджі Руска, Вільям Гесте, Василь Стасов. До «Зібрання фасадів» входило кілька типів житлових будинків, від простих із трьома вікнами по фасаду до триповерхових будівель зі складним архітектурно-просторовим рішенням. Кількість вікон і поверховість будівлі визначалися фінансовим становищем власника. Внутрішнє планування й оформлення інтер'єрів залежало від додаткових побажань замовника. У 1830—1850-х роках вулиці забудовували особняками, зведеними за індивідуальними проєктами.

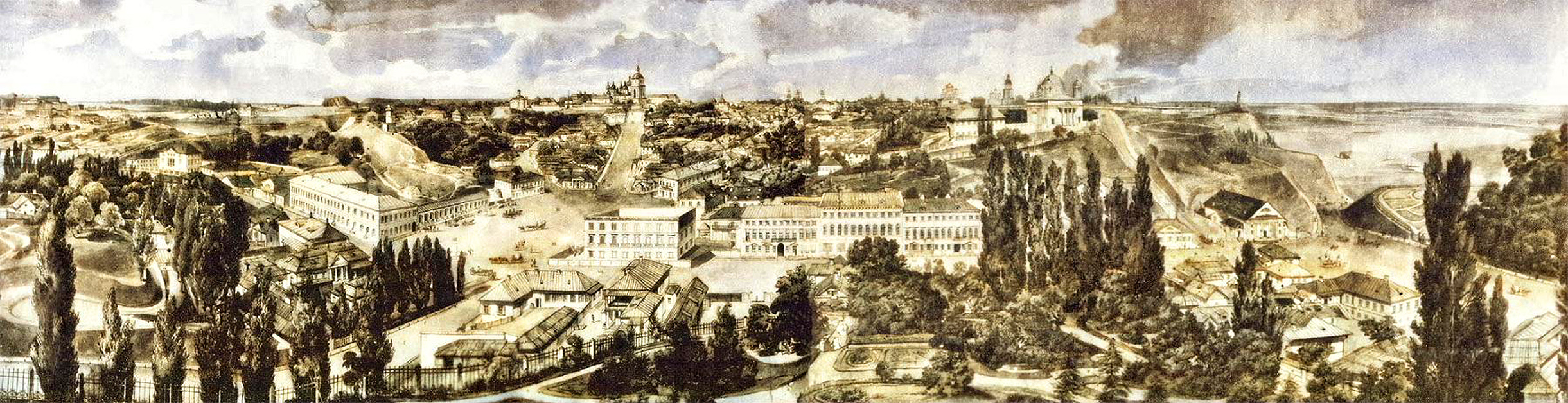
Панорама середмістя і Хрещатика з боку інституту шляхетних панянок (1850)

## «Будівельна лихоманка» на зламі ХІХ—ХХ сторіч

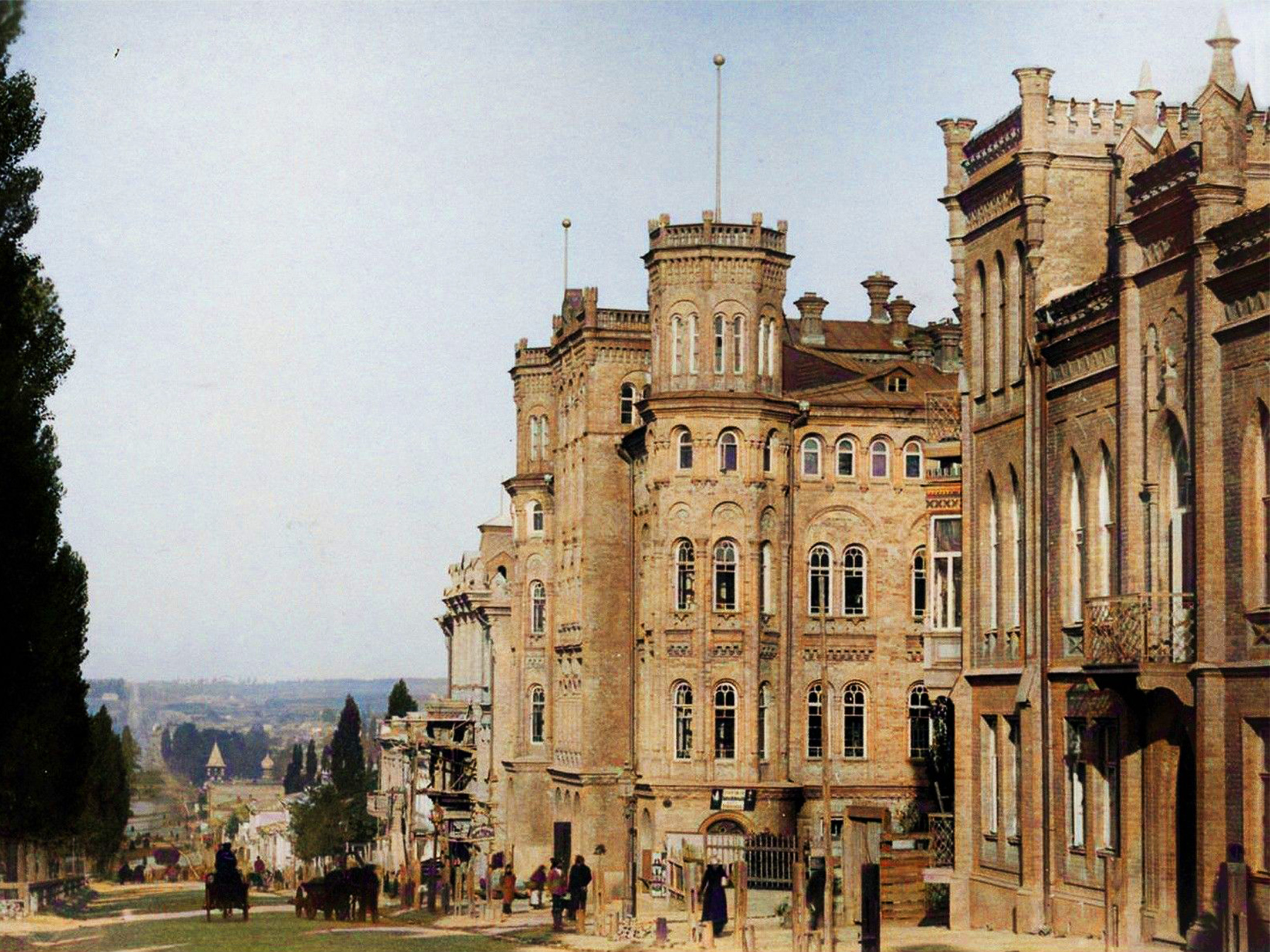
«Замок аптекаря Фроммета»

Із середини 1890-х років Київ охопила «будівельна лихоманка». Підприємці вкладали капітал у житлове будівництво. Створювалися будівельні акціонерні товариства. «Будівельній лихоманці» спричинили зміни концепції житла: індивідуальну садибну забудову заступають прибуткові будинки, великі багатоповерхові і багатоквартирні споруди, які стають добрим джерелом прибутку. Якщо на попередньому етапі ядро київської садиби становили розміщені з відступом від червоної лінії вулиці садибні будинки, перед якими розташовувалися двори й палісадники, у третій чверті ХІХ сторіччя починає формуватися нова структура садиби: перший ряд вздовж червоної лінії формують нові прибуткові будинки, натомість старі садибні будинки опиняються в тилу садиби й прибирають на себе функцію флігелів.
З 1870-х років багатоповерхова забудова відбувається по периметру кварталів. Вона разюче змінює візуальні зв'язки між монументальними спорудами, які раніше домінували в міському просторі.
Наприкінці ХІХ сторіччя місто змінює своє обличчя. Забудовуються старі вулиці, прокладаються нові, виникають цілі нові райони — так звані академічні квартали біля університету, Нова Забудова, аристократичний район Липки. Особливого розмаху будівництво в Києві набуває з 1880-х років. Крім житлових будинків, зводяться фабрики, заводи, громадські й торговельні споруди, театри. Засновуються численні будівельні контори.

### Забудова міста на зламі ХІХ—ХХ сторіч
Особняки. У Києві збереглося понад сто особняків, зведених наприкінці XIX — початку XX сторіч. Опрічні будинки найбільше зосереджувались на Липках, Старому Києві та Лук'янівці. Особняки будували в архітектурних стилях, які відповідали загально-європейським архітектурним течіям і смакам киян на зламі ХІХ-ХХ сторіч.
До найпомітніших зразків відносяться особняк Лібермана, особняк Олександра Терещенка (неоренесанс), «Замок барона Штейнгеля», особняк Івана Терещенка (неоготика), «Шоколадний будиночок» (стиль італійських палаццо), особняк Федора Терещенка (неокласицизм) та інші. Найбільшого поширення у Києві набув цегляний стиль, особливо у невеличких особнячках на Лук'янівці, де селилися переважно люди невисокого статку.

Садиби
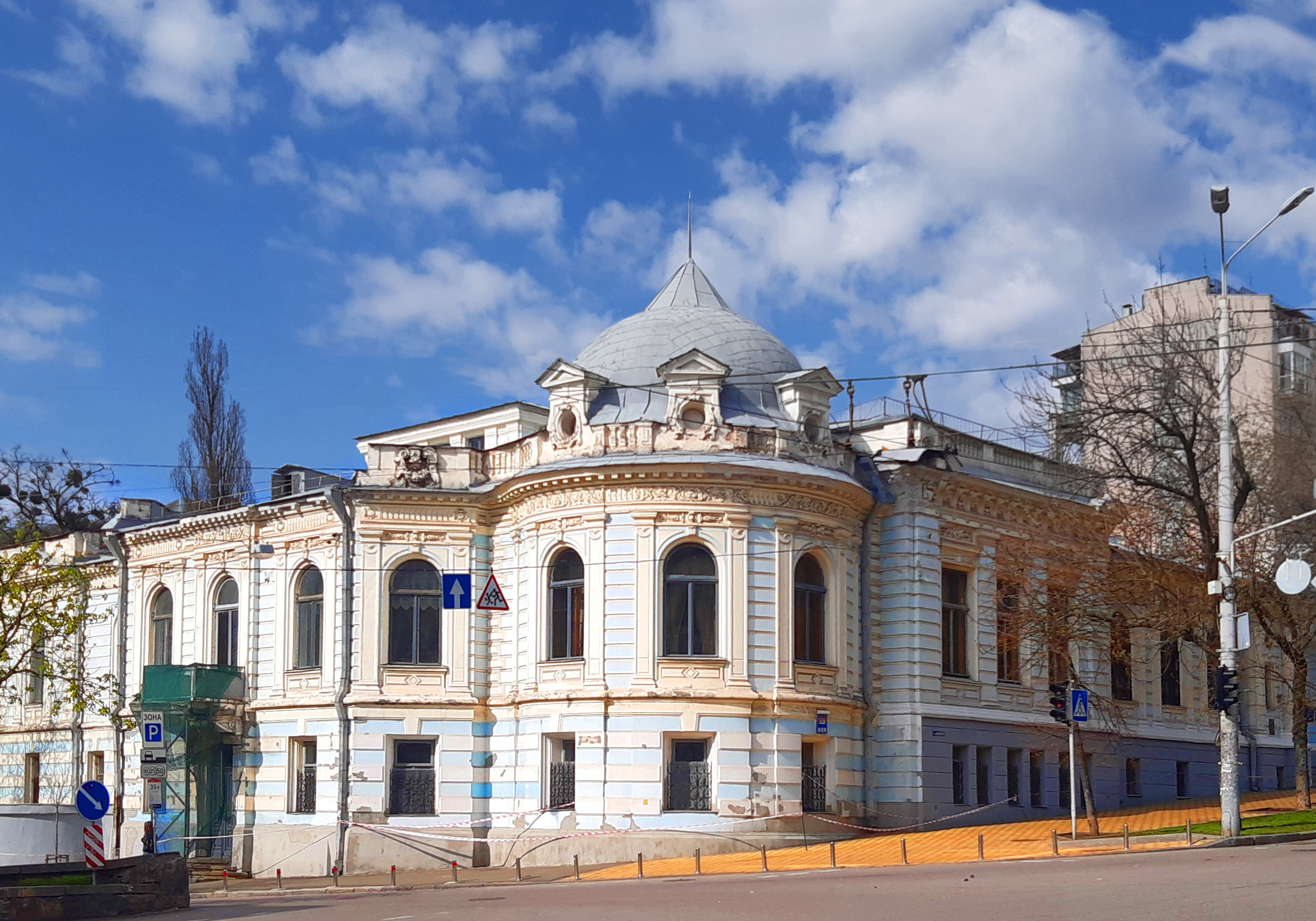
Маєток Олександра Терещенка
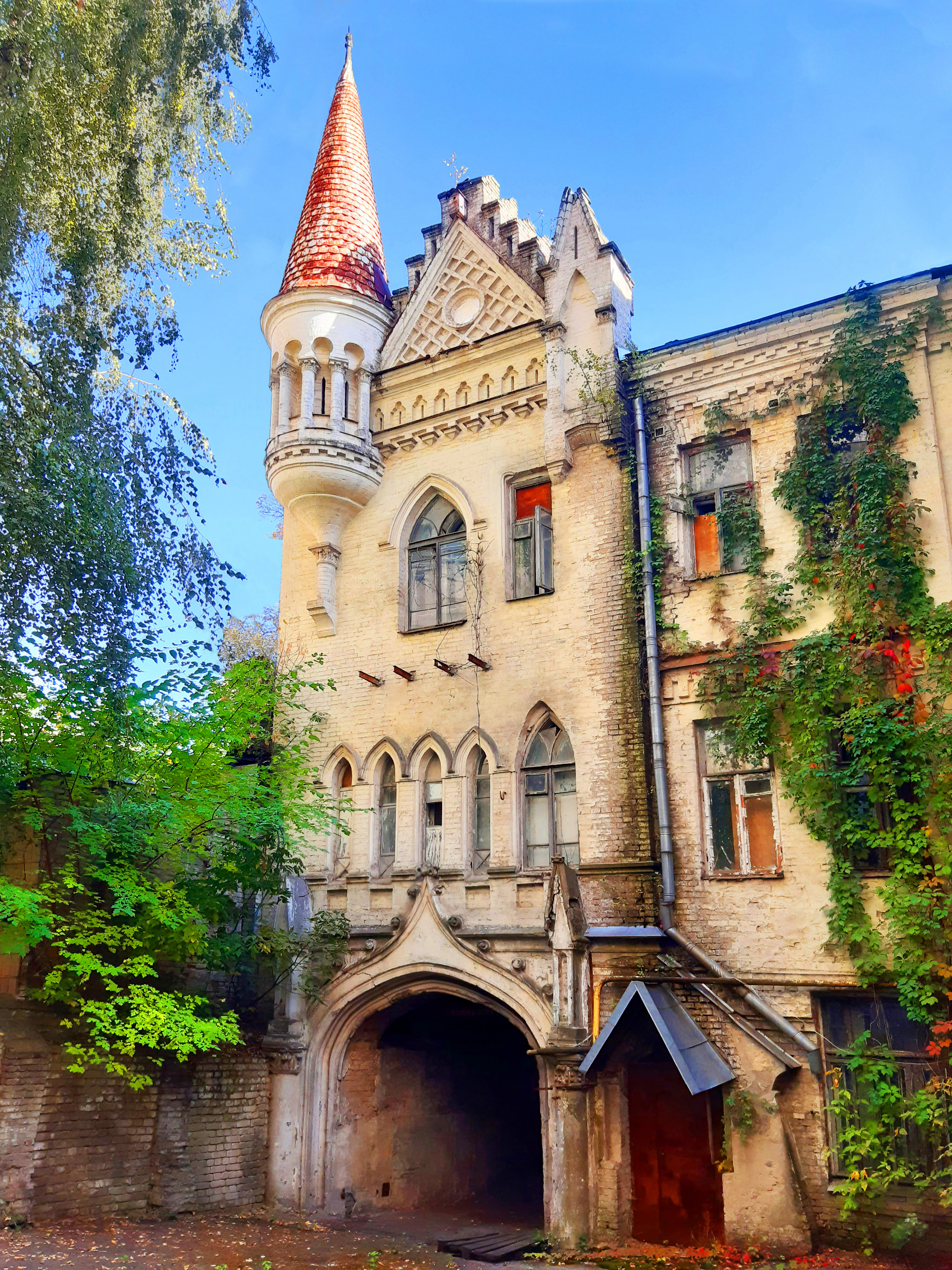
Замок барона Штейнгеля
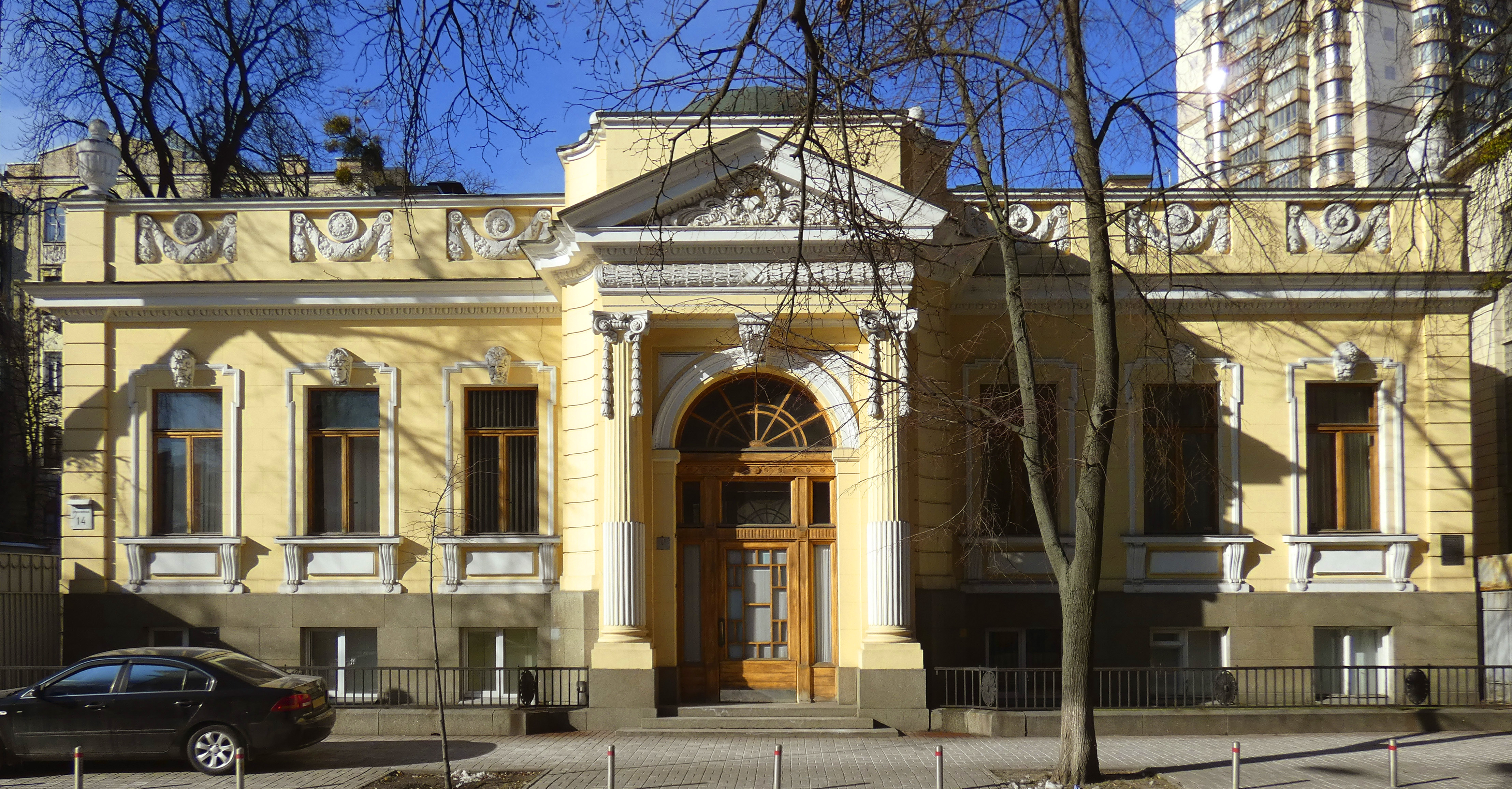
Палац на Липках (1912)

Прибуткові будинки Києва. На зламі ХІХ-ХХ сторіч у Києві звели близько 850 прибуткових будинків. З-поміж споруд тієї доби виділяються «Будинок із химерами», будинок Сироткіна, будинок Клуга, будинок Майкапар, будинок Підгорського, «Замок Річарда», будинок Ікскюль-Гільденбанда, будинок Грецького Катерининського монастиря, «Замок доктора», «Замок Фроммета», будинок Бендерського, будинок Кімаєра, будинок барона Гессельбейна та інші.

Прибуткові будинки
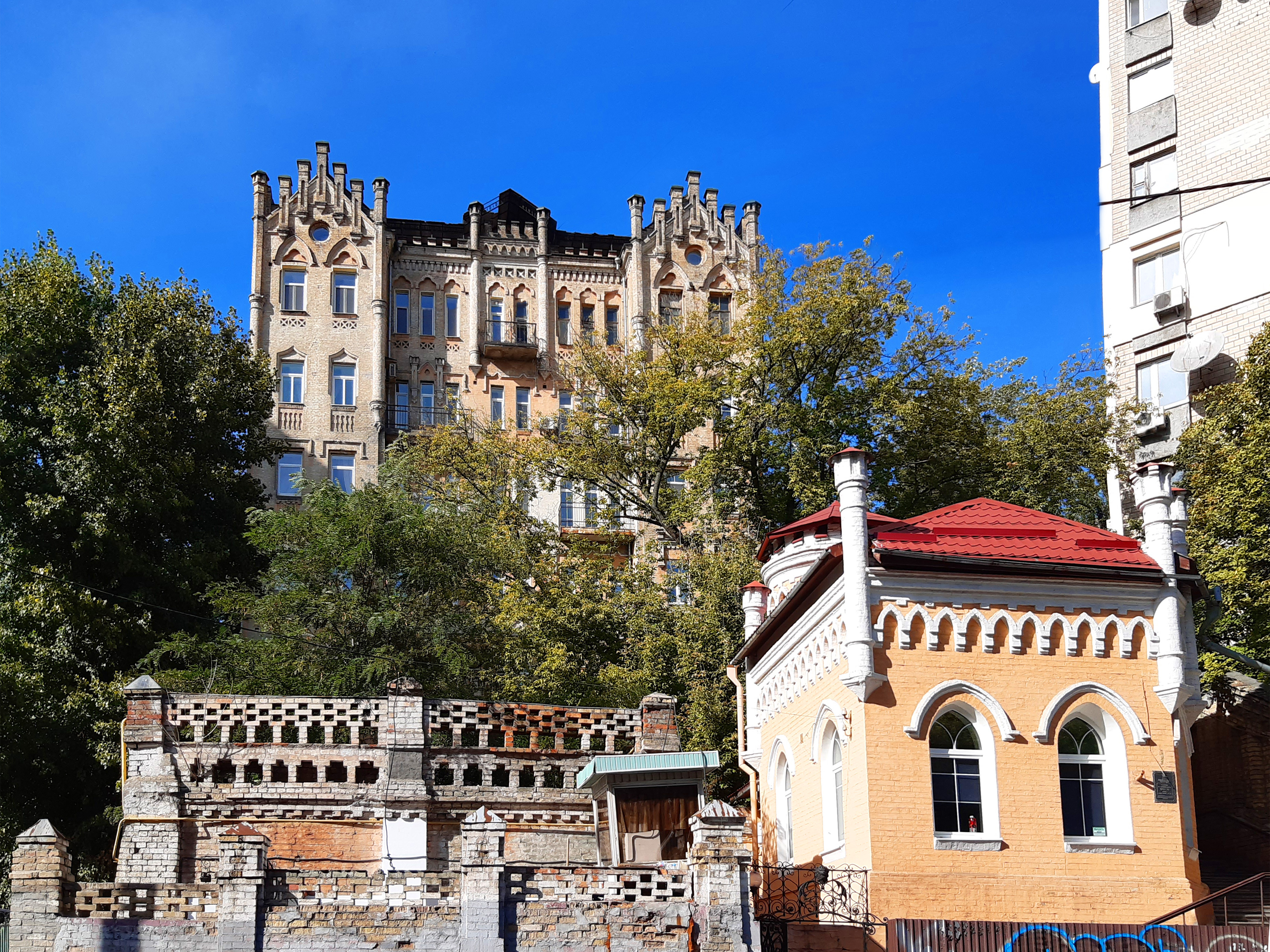
Замок доктора (Олеся Гончара, 60)
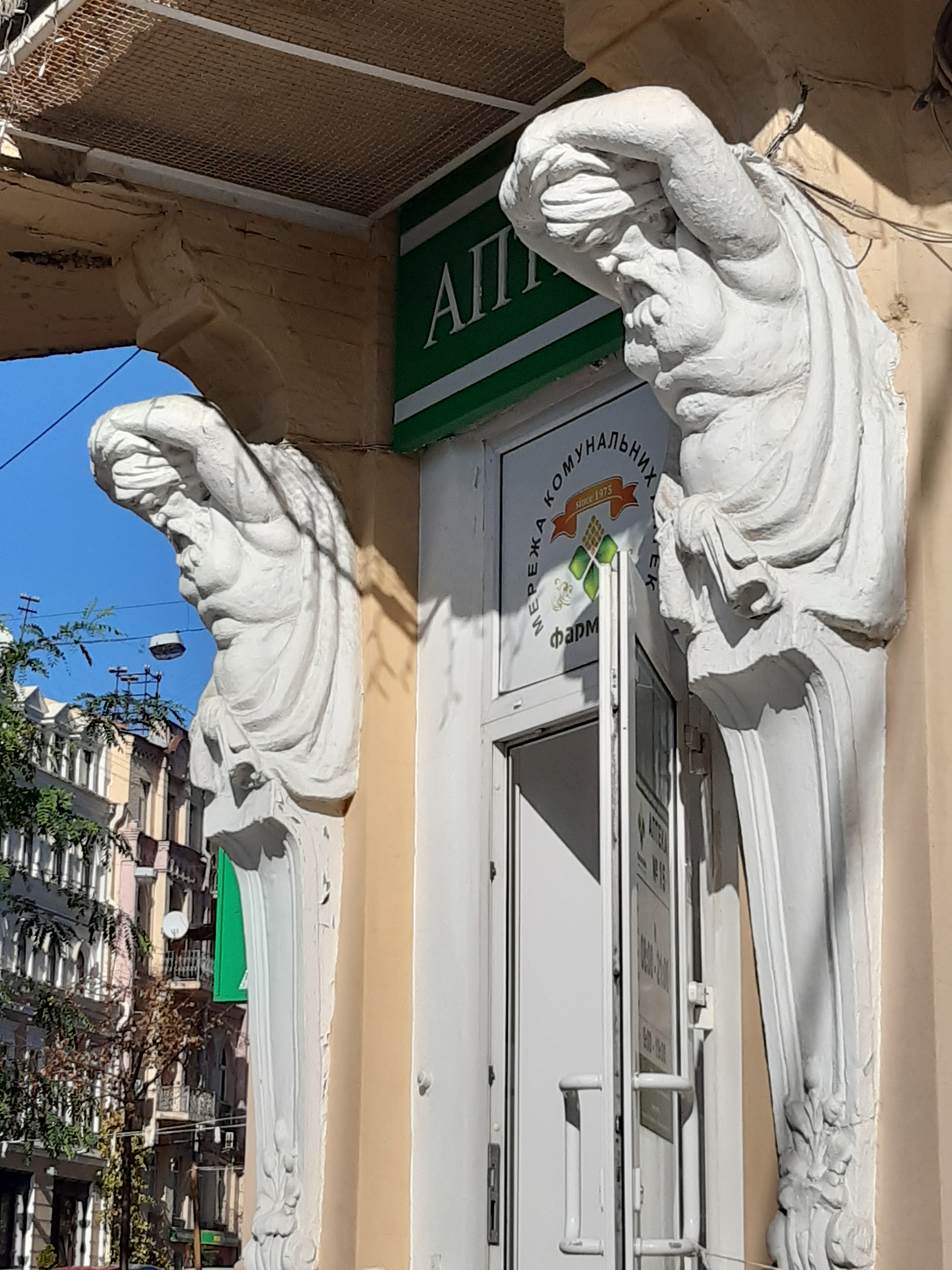
Будинок з іфритами (Симона Петлюри, 11/106)
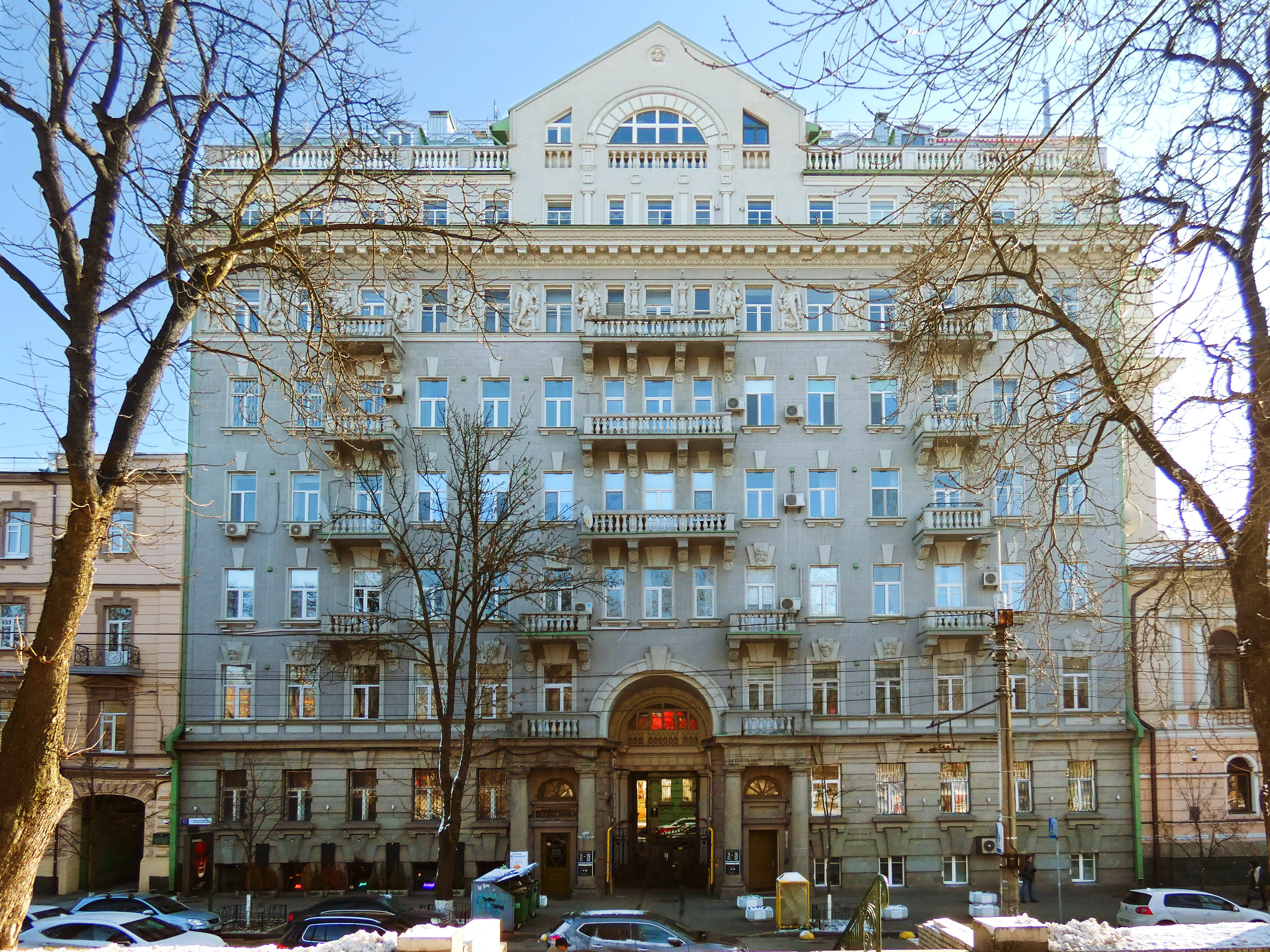
Садиба Ханенків

Київські дачі виникли у наслідок дачного буму у другій половині ХІХ — на початку ХХ сторіччя.
Дачні селища виросли у передмісті Києва (Лук'янівка, Сирець, Куренівка, Пріорка, Видубичі, Деміївка), поблизу Дніпра (Китаїв, Межигір'я, Трипілля), уздовж трамвайних ліній (Святошин, Пуща-Водиця) та уздовж залізниць (Боярка, Мотовилівка, Ірпінь, Буча, Ворзель, Тетерів, Дарниця).
Передмістя Києва забудували дачними будинками і садибами за зразками закордонних курортних вілл у формах історизму, еклектики й модерну. Для Святошина міські архітектори Олександр Кривошеєв й Олександр Хойнацький розробили 24 типи планів фасадів дачних споруд розміром від двох до восьми кімнат. За словами дослідників, будинки «оббудовувалися екзотичними башточками, балконами, верандами і декорувалися у вигадливих… стилях».

Київські дачі
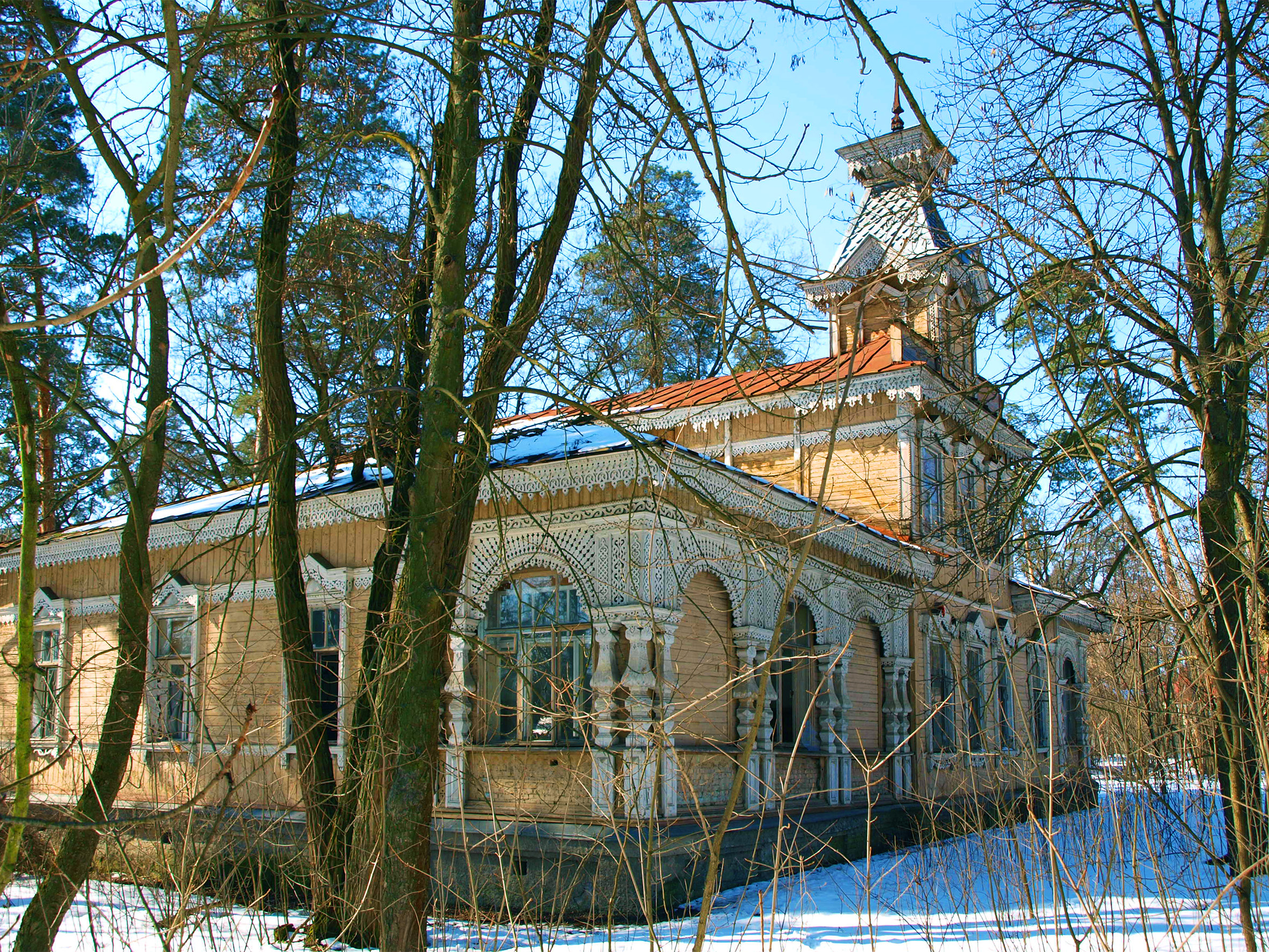
Дача на Юнкерова, 37-А, Пуща-Водиця
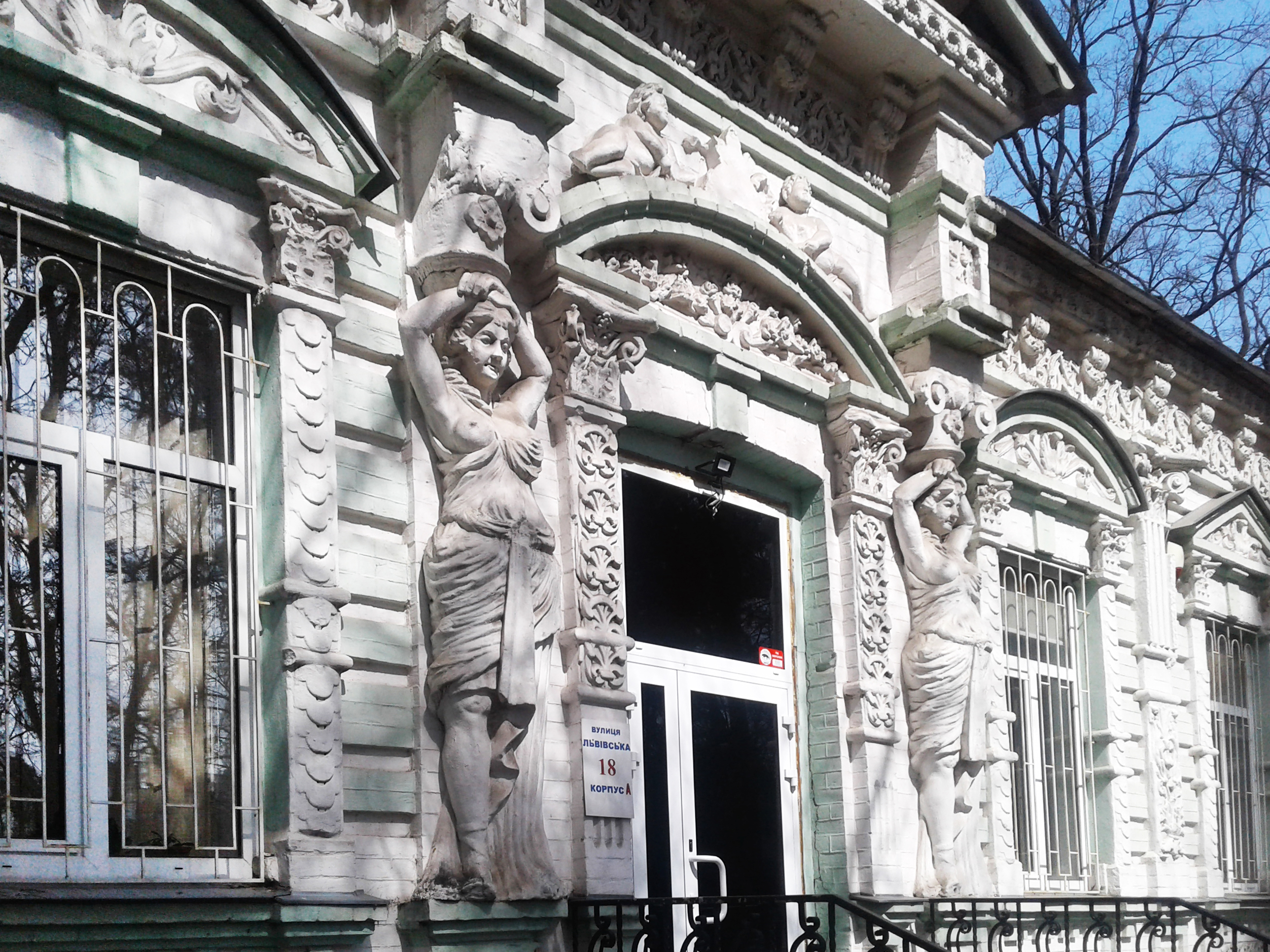
Дача з каріатидами (Львівська, 18-А)
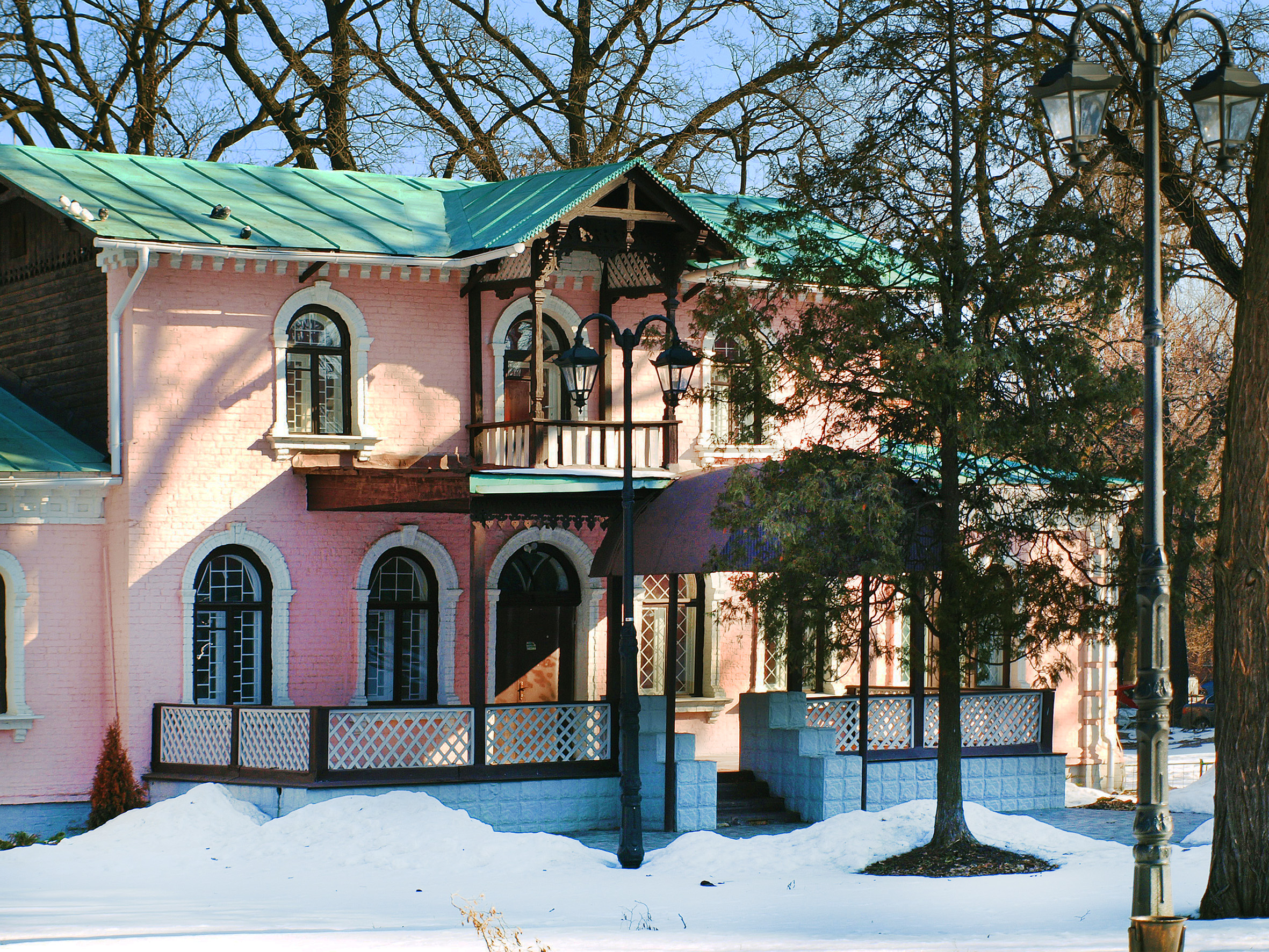
Святошинська дача (Берестейський проспект, 130)

Сакральні споруди. На початку XIX століття Російський Синод ухвалив рішення про обов'язкове спорудження храмів за російськими взірцями, які в народі прозвали «муравйовками». Масове будівництво типових «муравйовок», декорованих цибулястими банями, шатровим верхом, кокошниками, замінило український сакральний стиль в архітектурі церков на російсько-православний. Церква синодального типу перетворилася на один з ідеологічних чинників, скерованих на знищення матеріальної і духовної культури України, оскільки остаточною метою було впровадження зокрема і на українських землях державної ідеології Російської імперії, що базувалась на тріаді «православ'я-самодержав'я-народність».

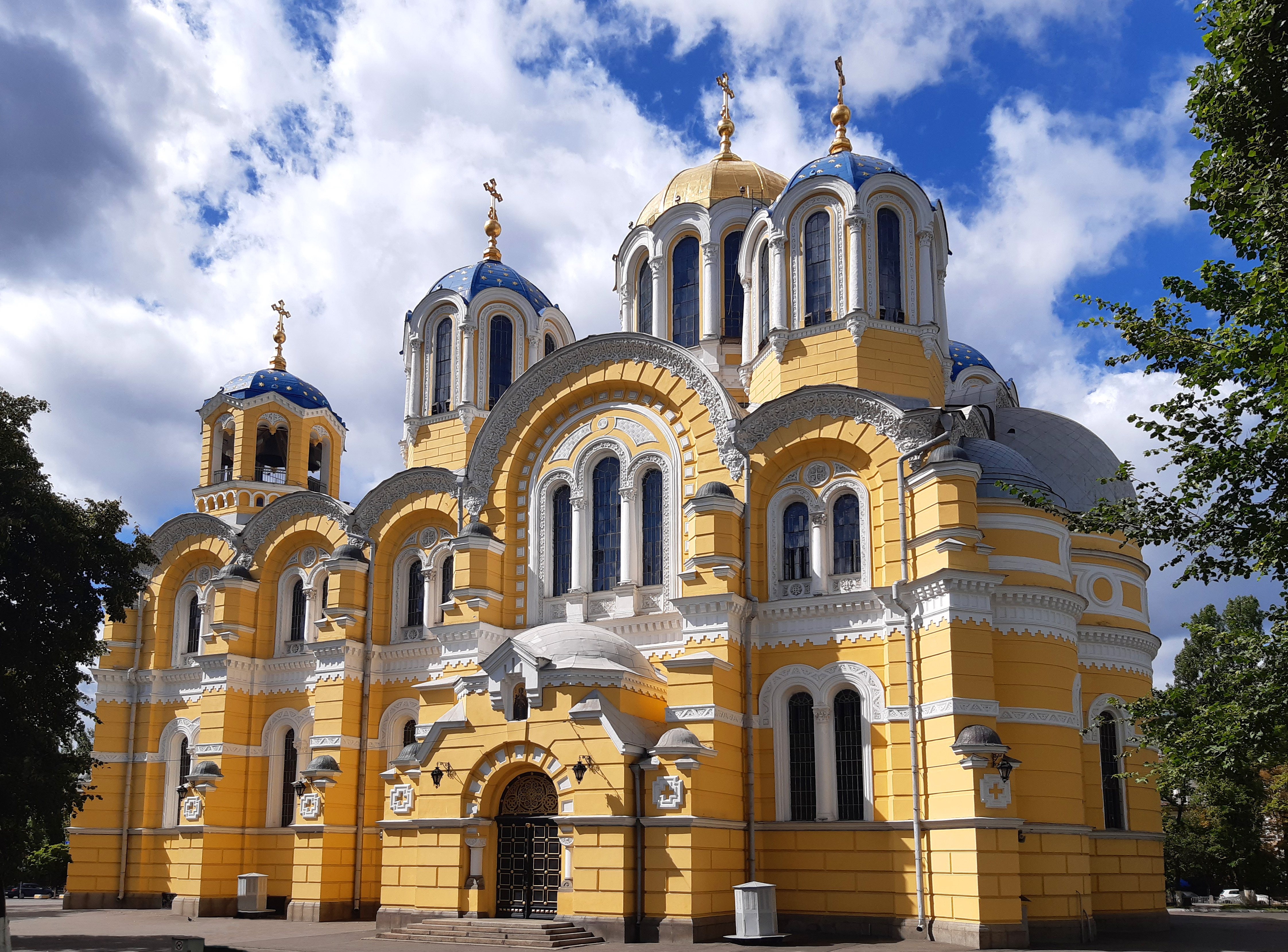
Володимирський собор (неовізантійський стиль)
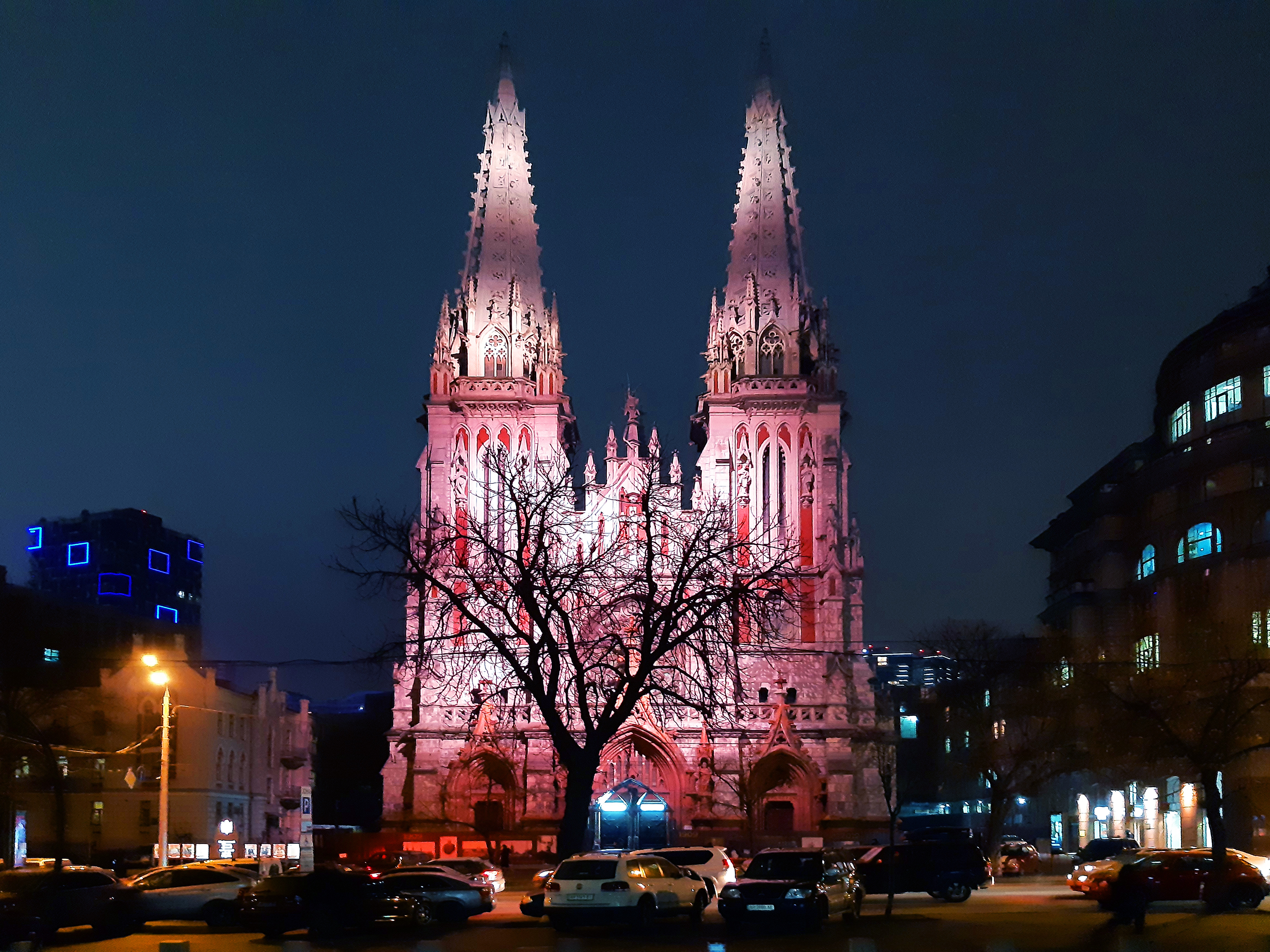
Миколаївський костел (неоготика)

Іншим дозволеним напрямом був неовізантійський напрям, оскільки звідти «бере початок російська національна архітектура». Форми цього стилю застосовували в архітектурі Володимирського собору (1862—1882), який набув великого значення в ансамблі академічних кварталів.
Найяскравішим прикладом неоготики став Миколаївський костел (1909) архітектора Владислава Городецького.
На вулиці Ярославів Вал розташований ще один твір Владислава Городецького — караїмська кенаса (1899—1901) у стилі мавританської архітектури.
Київська юдейська громада задовольняла свої релігійні потреби в синагогах Бродського, Великій хоральній, Галицькій.

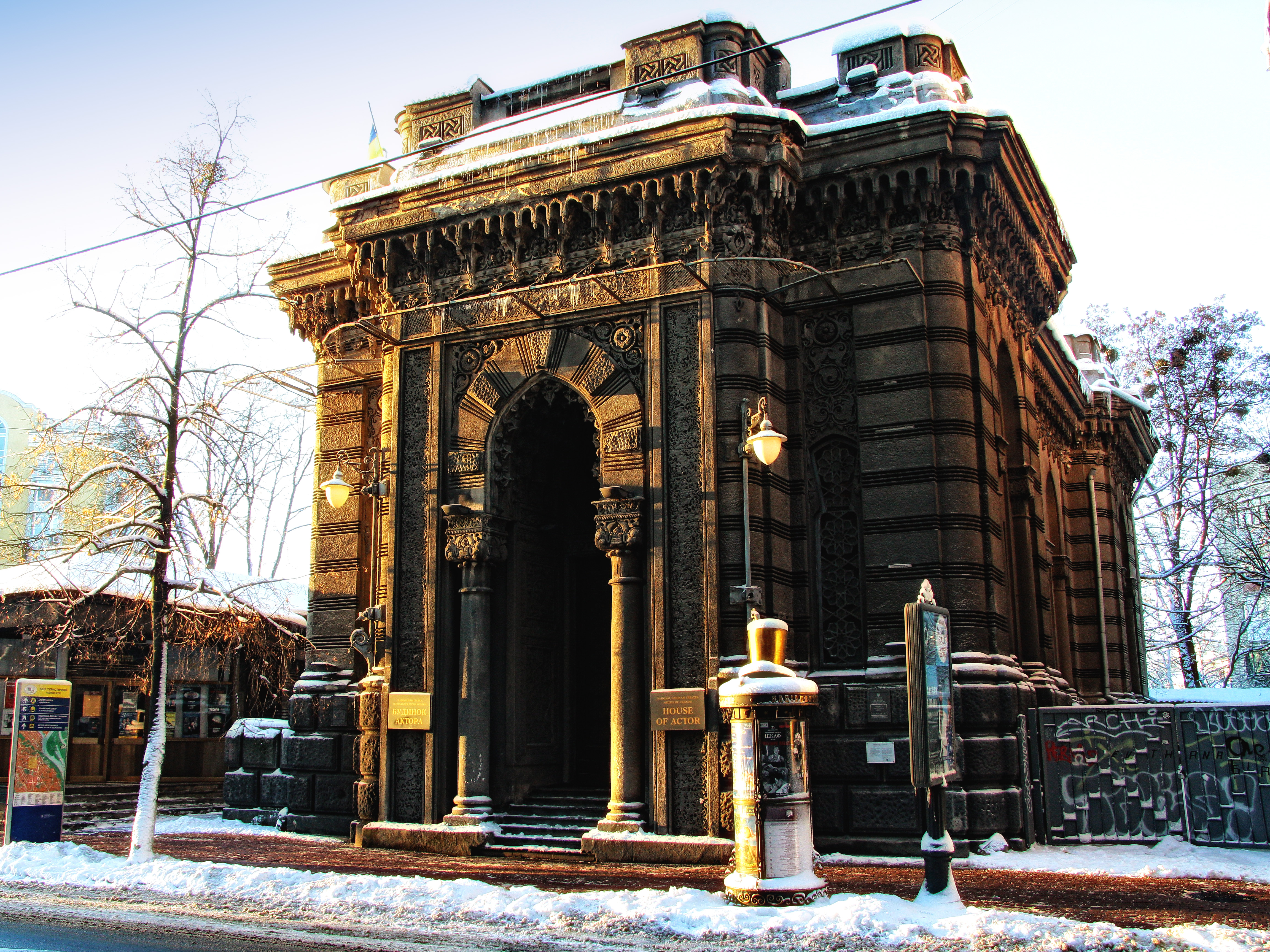
Кенаса (мавританський стиль)
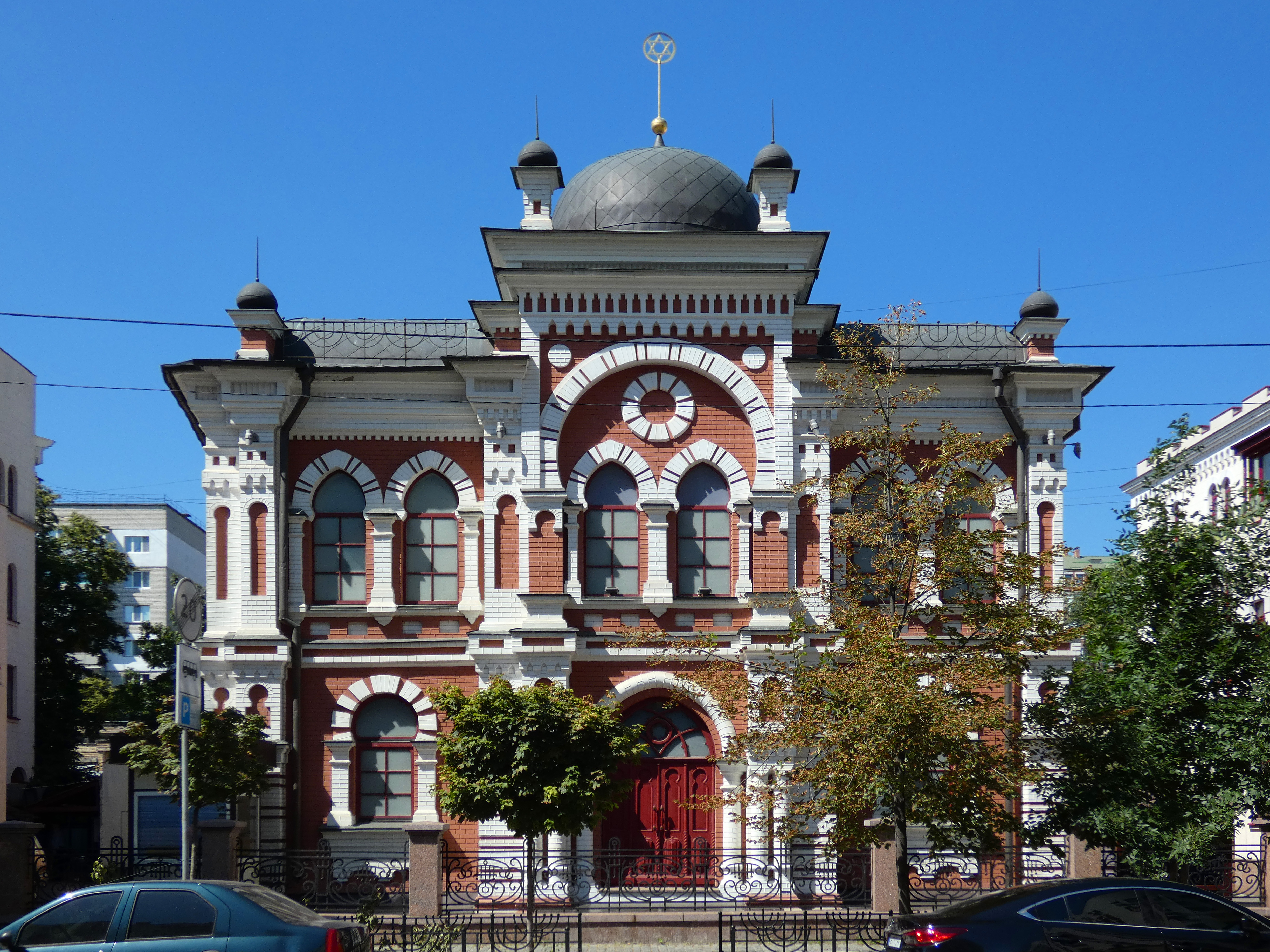
Велика хоральна синагога (мавританський стиль)

Втрати. Трапезну церкву Петра і Павла Києво-Печерського монастиря, зведену у класичних традиціях українського бароко у 1686—1694 роках, зруйнували 1893 року, щоб на її місці звести трапезний храм Антонія та Феодосія Печерських у дозволеному владою архітектурному стилі.

### Архітектурні неостилі

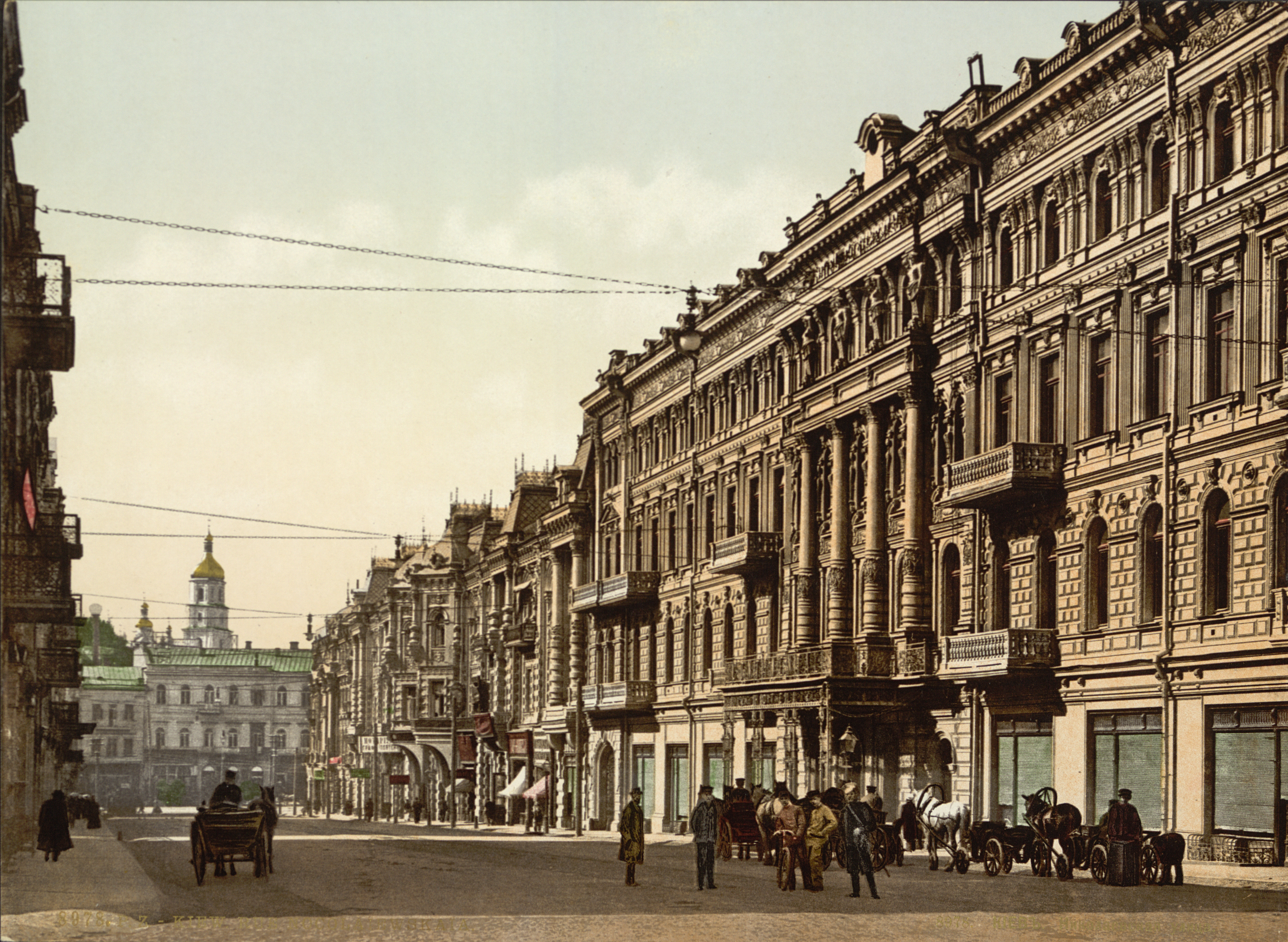
Київський Париж (неоренесанс)

Бурхливе зростання міст і їхнього населення, виникнення нових типів будівель (промислових, громадських, багатоповерхових прибуткових будинків), великі досягнення будівельної техніки, розвиток архітектурної науки змусили архітекторів розробляти відповідні виклику часу методи проєктування і будівництва, а також художні образні системи. Архітектори цього періоду вважали себе законними спадкоємцями всієї попередньої історії архітектури, що, на їхню думку, давало їм право звертатися до будь-яких форм історичних стилів минулого.
Це спричинило виникнення у другій половині ХІХ сторіччя нових архітектурних течій — неостилів (історичних стилів, неоренесансу, необароко, неоготики) та їхнього поєднання (еклектики). У цю добу народжується характерний для Києва «цегляний стиль». Реакцією на «неостилі» стала поява раціоналістичних течій, функціоналізму, модерну.
Над створенням нових проєктів працювали архітектори Едуард-Фердинанд Брадтман, Іван Беляєв, Владислав Городецький, Мартин Клуг, Володимир Ніколаєв, Василь Осьмак, Віктор Прохоров, Віктор Сичугов, Павло Спарро, Людвік Станзані, Олександр Хойнацький, Олександр Шіле, Георгій Шлейфер, Андрій-Фердінанд Краусс, Кароль Іваницький та інші.
Водночас тодішні стилі зазнали й гострої критики. Уся та «ліпнина» вважалась лише імітацією справжньої архітектури, запозиченням архітектурних елементів з імперської столиці або європейських міст, перемішаних із провінціними уявленнями про красу.

Неоренесанс
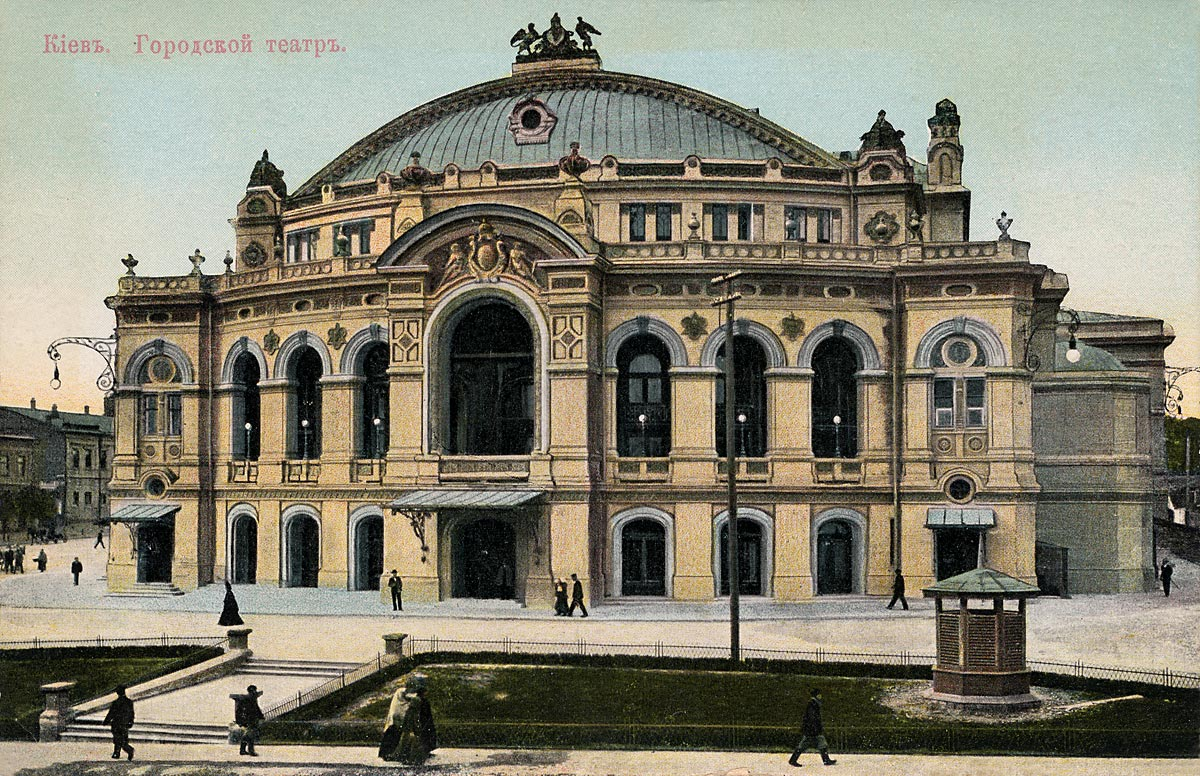
Будівля Київської опери (неоренесанс)
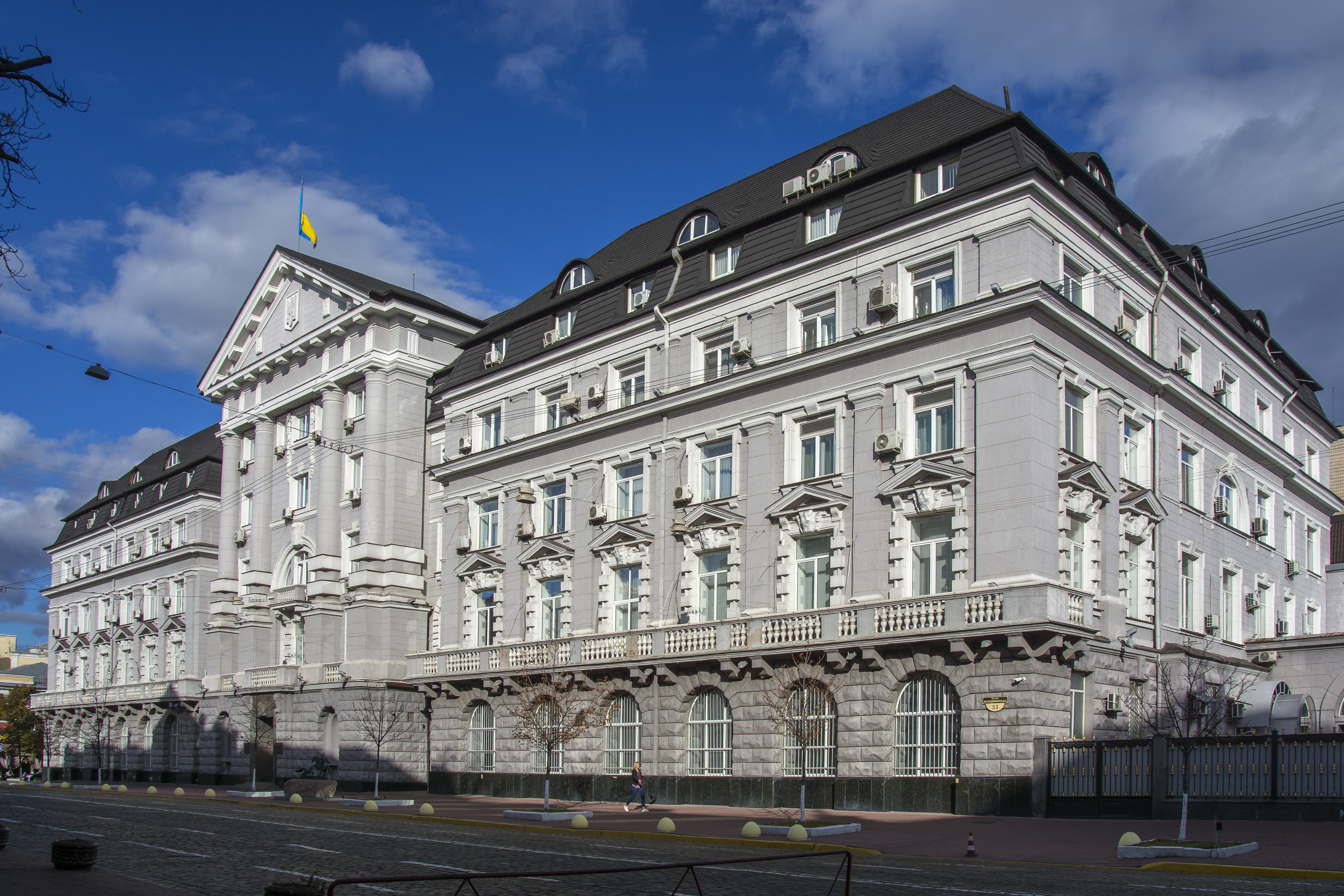
Будинок земської управи у стилі ломбардського ренесансу (тепер будівля СБУ)

Неоренесанс — одна з найпопулярніших форм архітектурної течії XIX століття. Відмінні риси — тяжіння до симетрії, раціональне членування фасадів, надавалась перевага прямокутним планам з внутрішніми двориками, широким використання таких архітектурних елементів, як рустика і пілястри. Поширеним стилем житлового будівництва був французький неоренесанс. Він імпонував смакам киян, які бажали створити в Києві «другий Париж». Ренесансні деталі виконувалися переважно з гіпсу і теракоти, а певної мальовничості будинкам надавали високі дахи, увінчані банями й вежами. Фасади будівель мали розкішний декор. Риси цього стилю набувають майже всі центральні вулиці Києва — вулиці Богдана Хмельницького), Прорізна, Володимирська і Хрещатик.

Неоренесанс
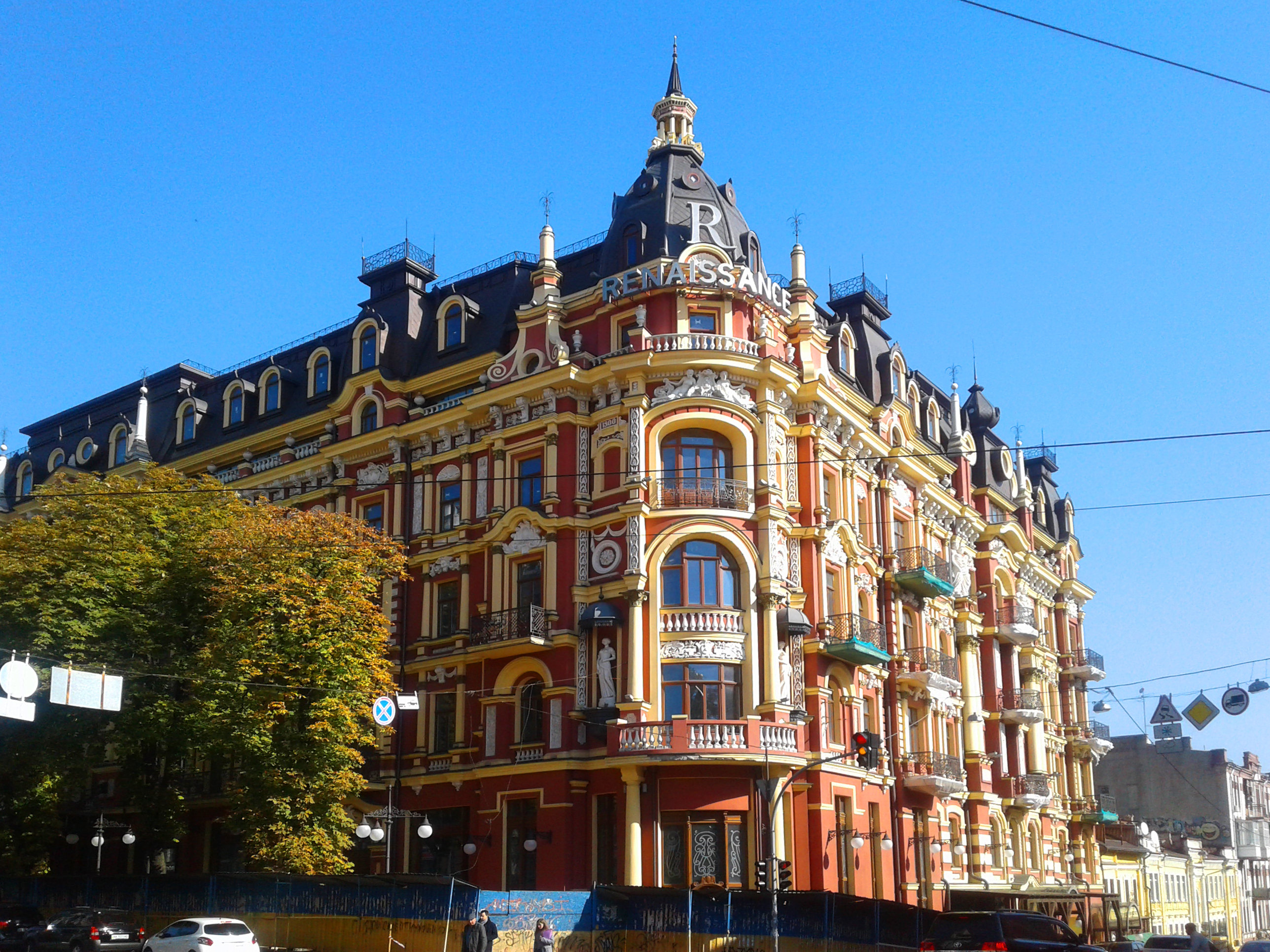
Будинок Сироткіна (неоренесанс)
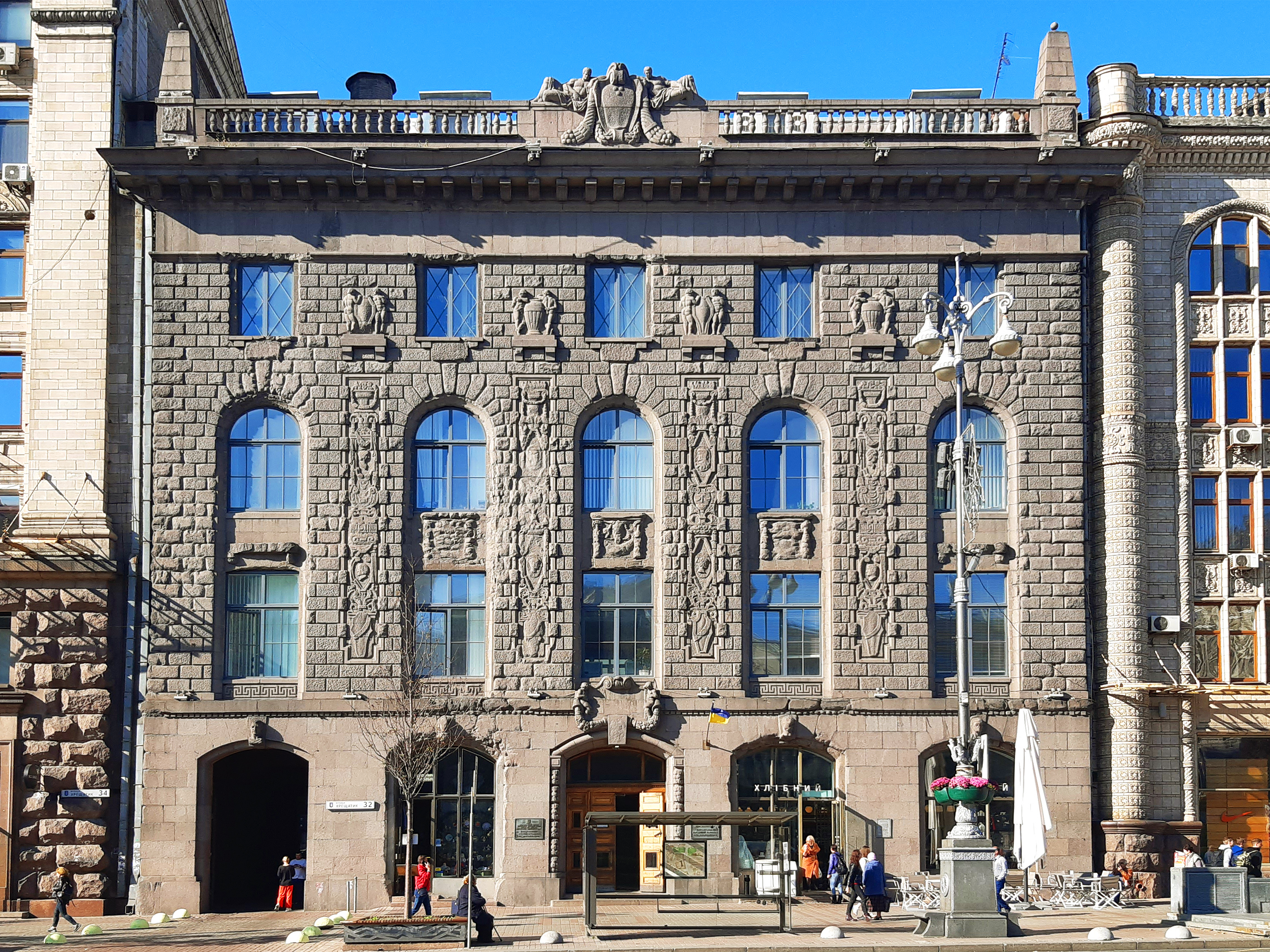
Банківська будівля на Хрещатику, 32 (стиль флорентійських палаццо, 1911)
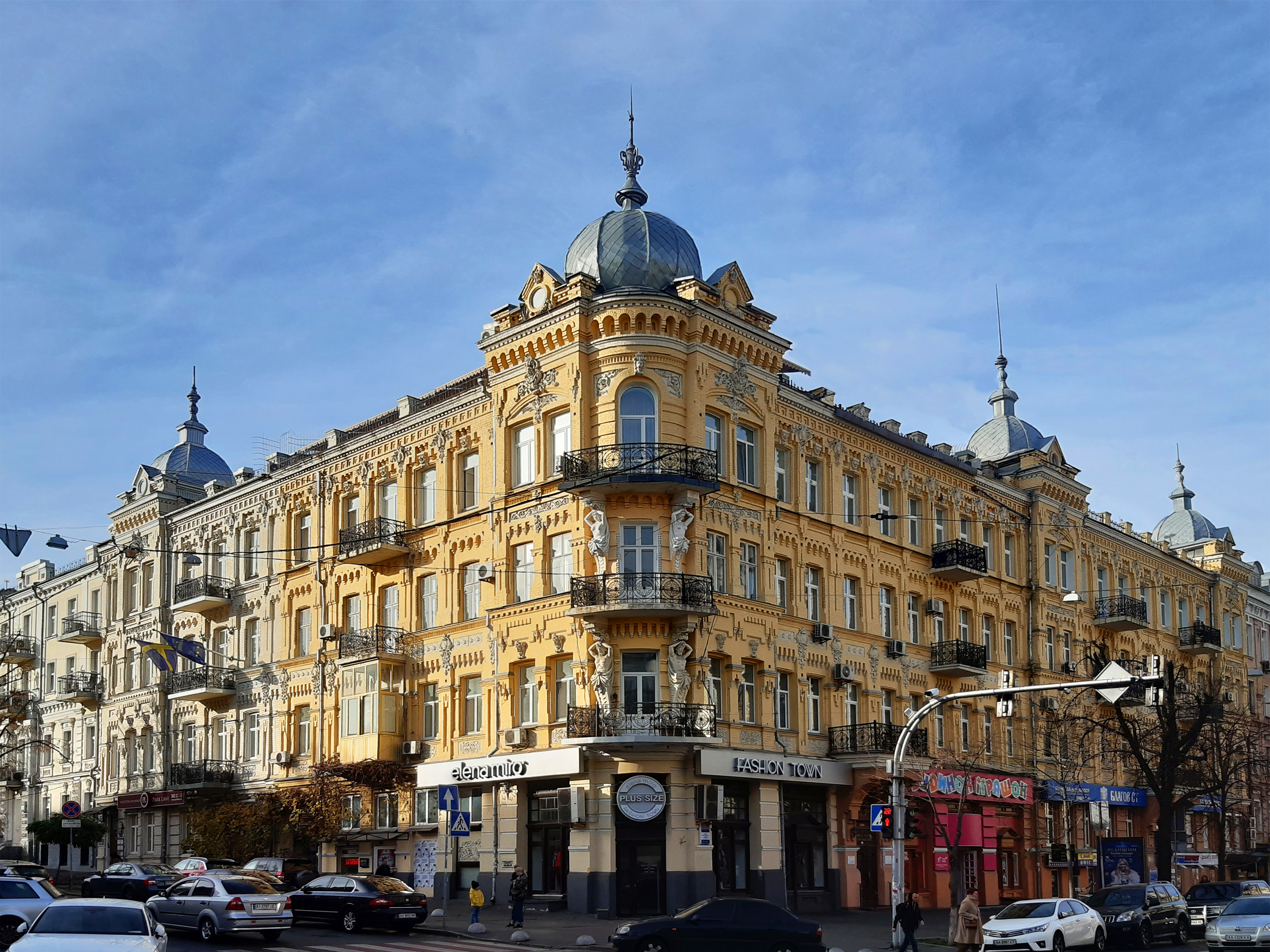
Будинок Гольденберга (Богдана Хмельницького, 33/34)

Поширенню неоготики сприяло захоплення киян архітектурою фортифікаційних споруд на Печерську і фасадами залізничного вокзалу. Вишуканий зразок неоготики — Миколаївський костел архітектора Владислава Городецького. У цей же час споруджують також низку прибуткових будинків з елементами готики в оздобленні чолових фасадів, якими захоплювалася публіка: Замок Річарда на Андріївському узвозі, 15 (1902); Будинок Ікскюль-Гільденбанда на Шовковичній вулиці, 19 (1901) та інші.

Неоготика
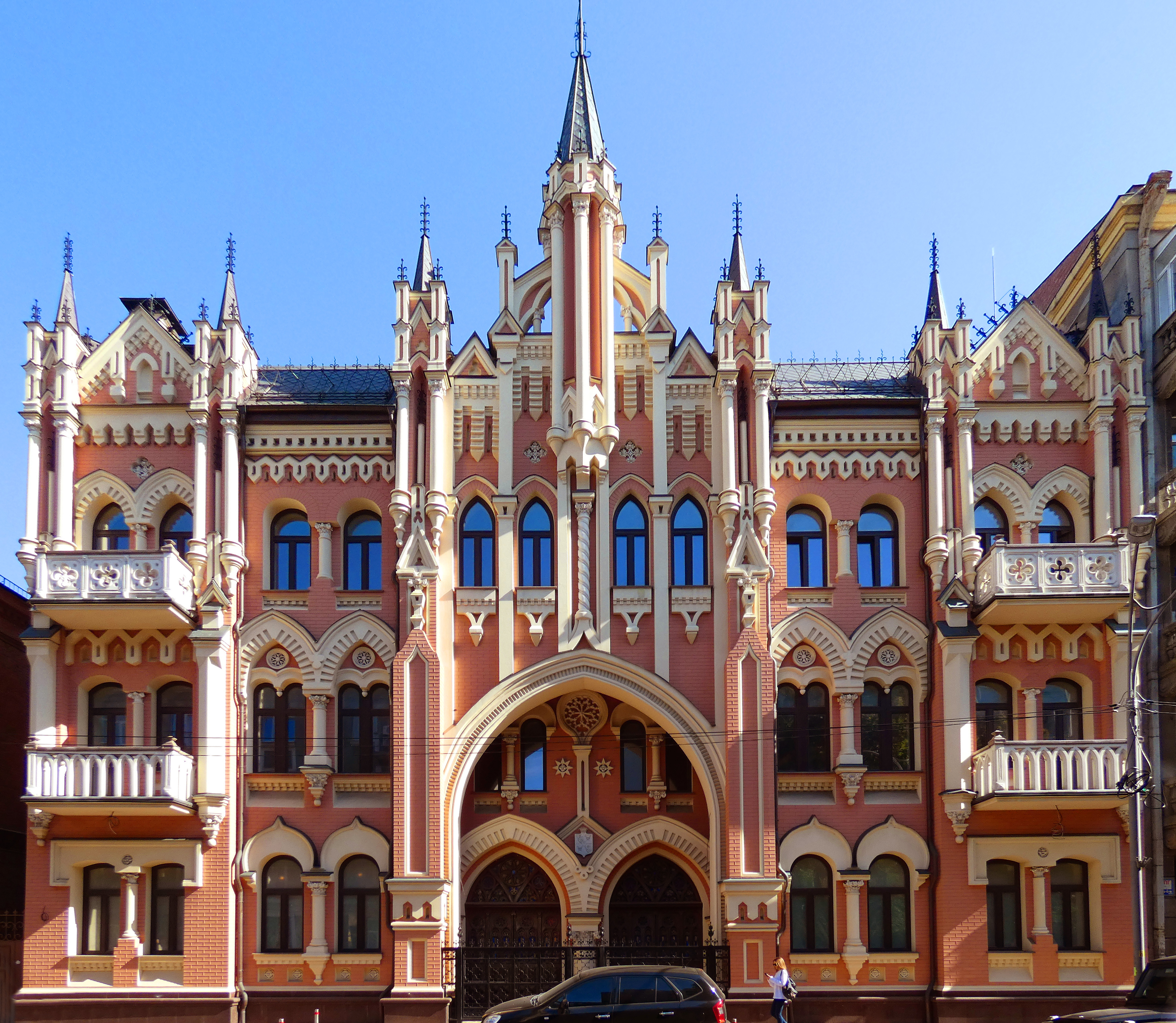
будинок Ікскюль-Гільденбанда (неоготика)
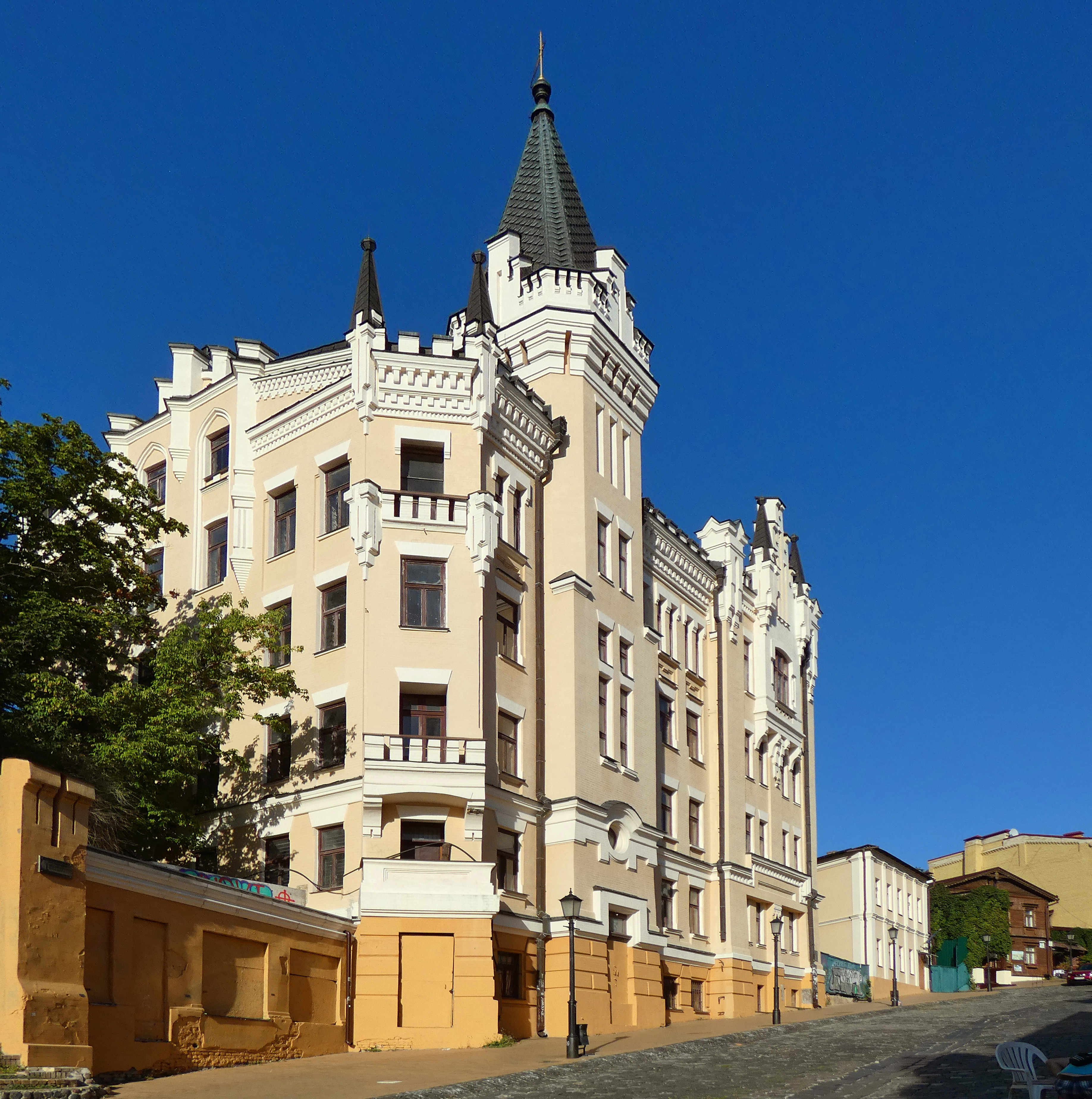
Замок Річарда (неоготика)
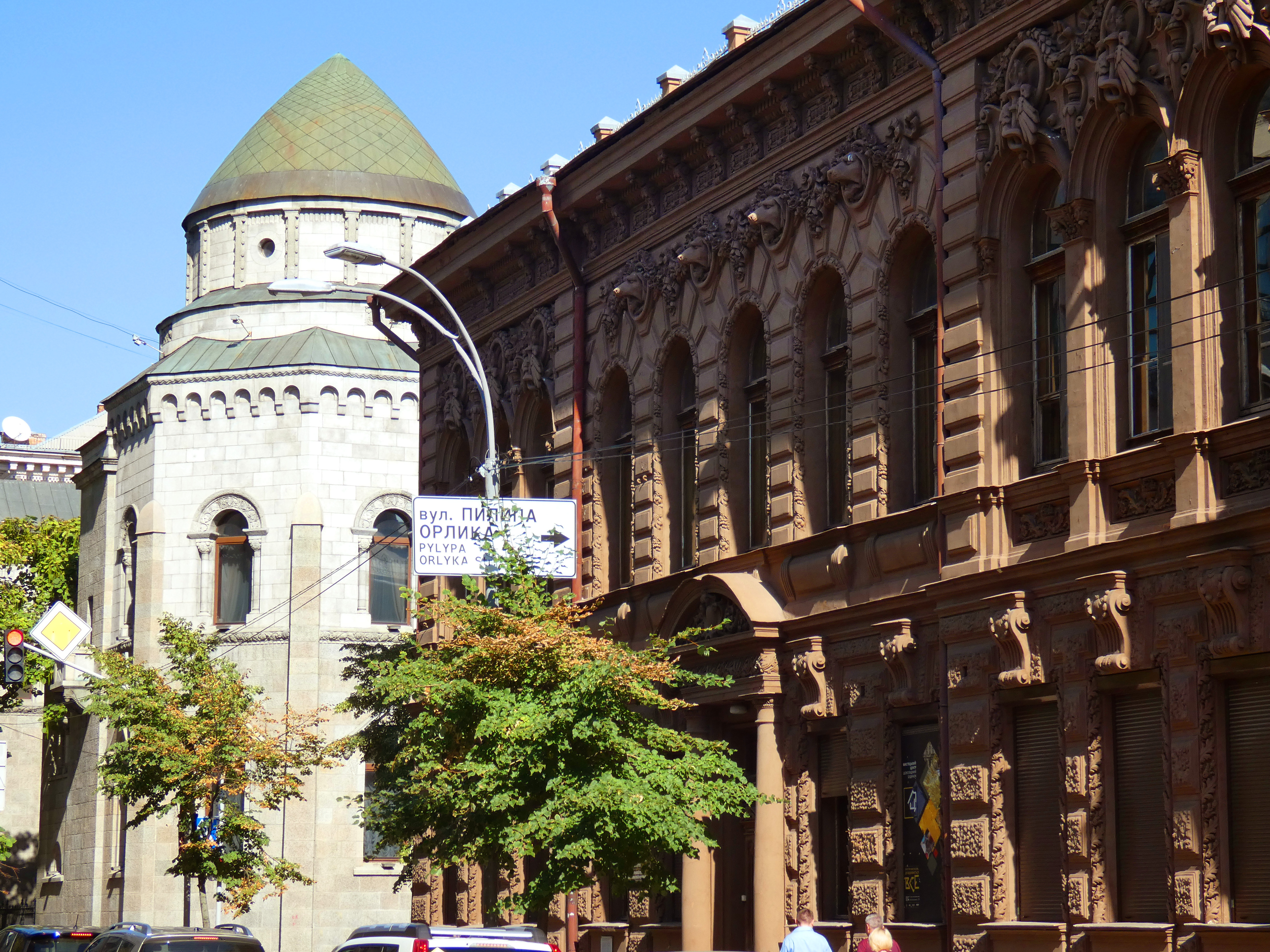
«Арабський замок» (ліворуч) і «Шоколадний будиночок»

У 1870-х роках набуває поширення цегляний стиль, який стає характерним для забудови Києва і його околиць. Перші будови були виконані ще у формах класицизму, але без застосування тиньку. Чудові якості світло-жовтої київської цегли з каолінової глини давали в муруванні стін сильний художній ефект. З фасадів будівель майже повсюдно зникає тиньк, і колорит міста багато в чому визначає колір цієї цегли. Цей стиль широко пропагував архітектор Ієронім Кітнер. За його проєктом побудовано комплекс Київського політехнічного інституту (1898—1902). Архітектура закладу вирішена у цегляному стилі з використанням мотивів романсько-готичної архітектури та стилю модерн. Єдність стилю й матеріалів надала різним за функціями корпусам рис ансамблевості. Завдяки включенню до композицій будівель виразних вінцевих елементів (вежок, щипців, ступінчастих аттиків, димарів) та розміщенню споруд на високих відмітках рельєфу інститутське містечко сприймалось як мальовничий архітектурний ансамбль, що панував над навколишньою місцевістю.

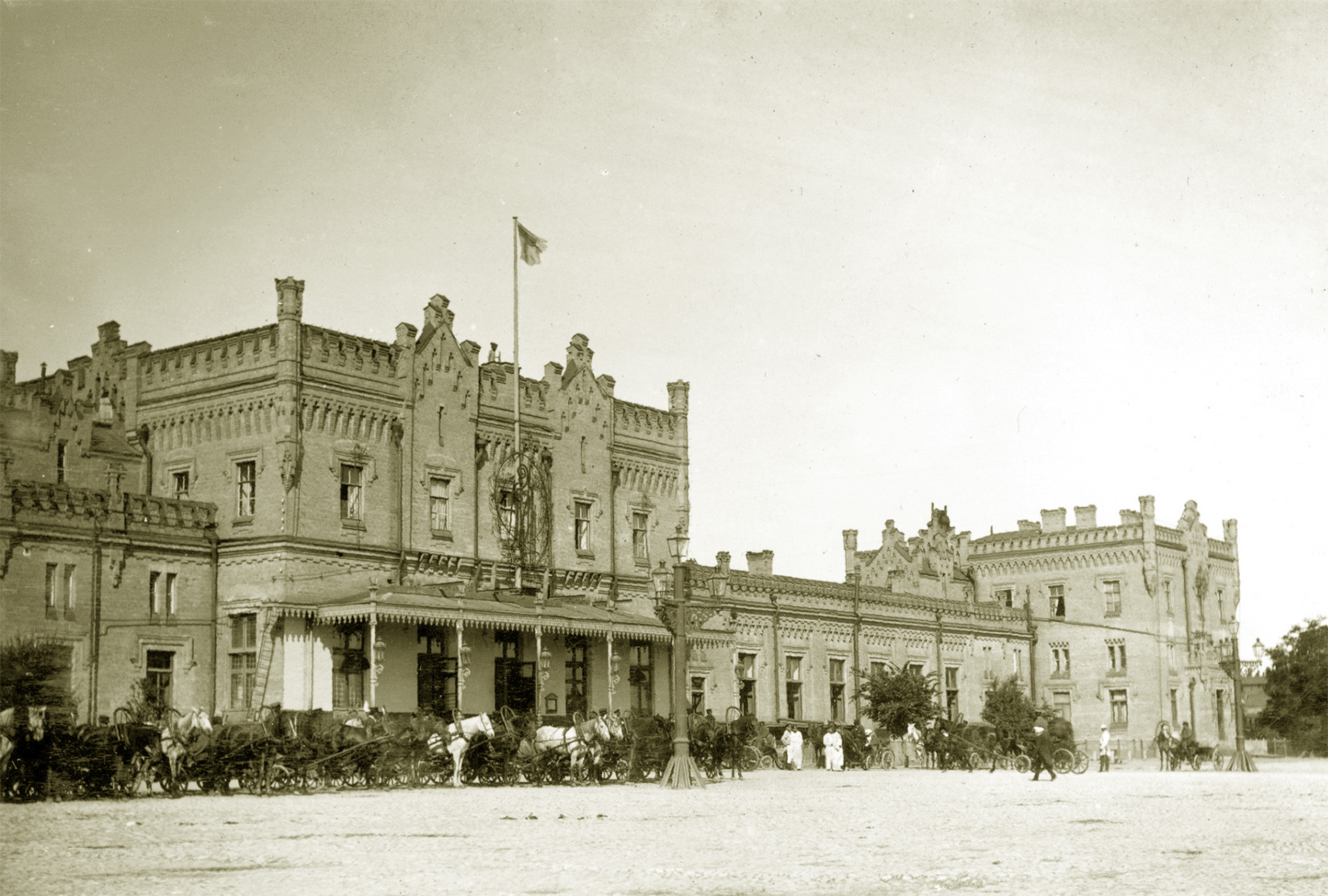
Залізничний вокзал (цегляний стиль)
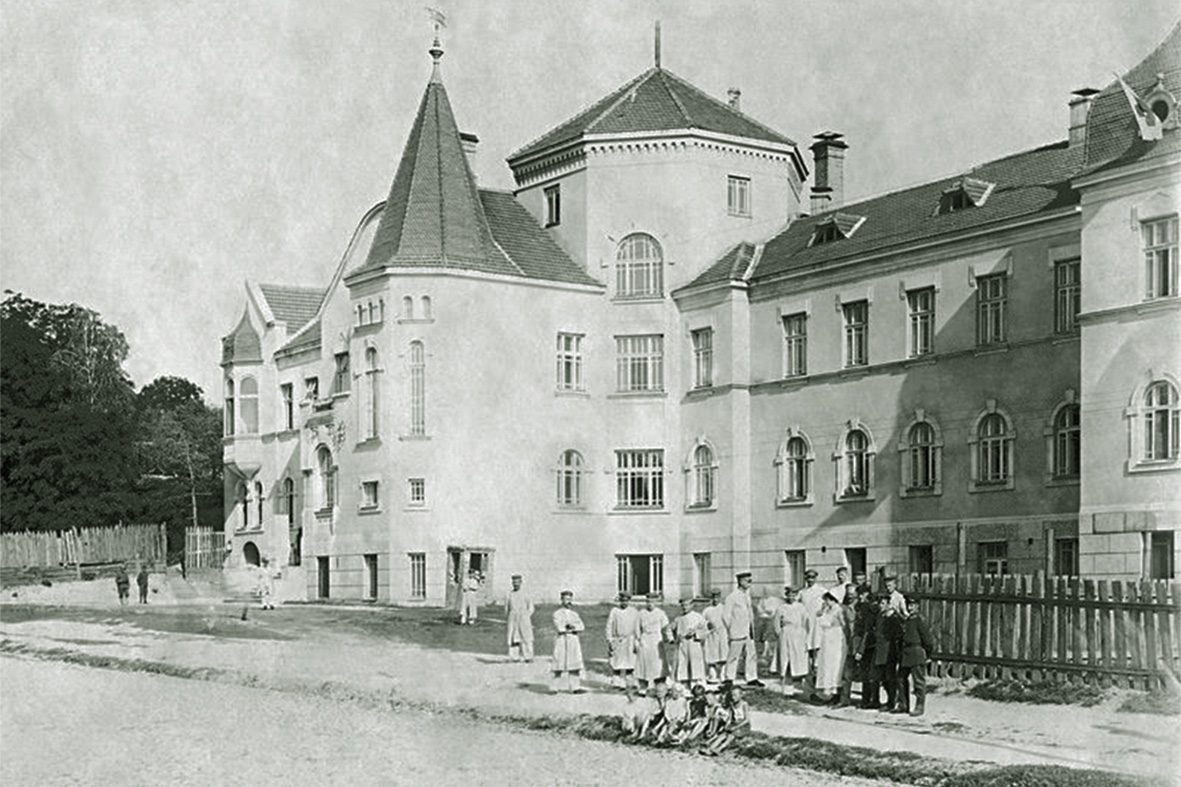
Лікарня лютеранської громади (модерн)

Український архітектурний стиль виник у рамках модерну. Романтизовані форми національного стилю застосували у будинку училища на Кирилівській вулиці, 164 (1911, В. Кричевський), у будинку училища в провулку Алли Горської, 3 (1912, В. Коробцов) у житлових будинках на Паньківській, 8 (1914, М. Шехонін), у Музейному провулку, 4 (1909, В. Риков).

Український стиль
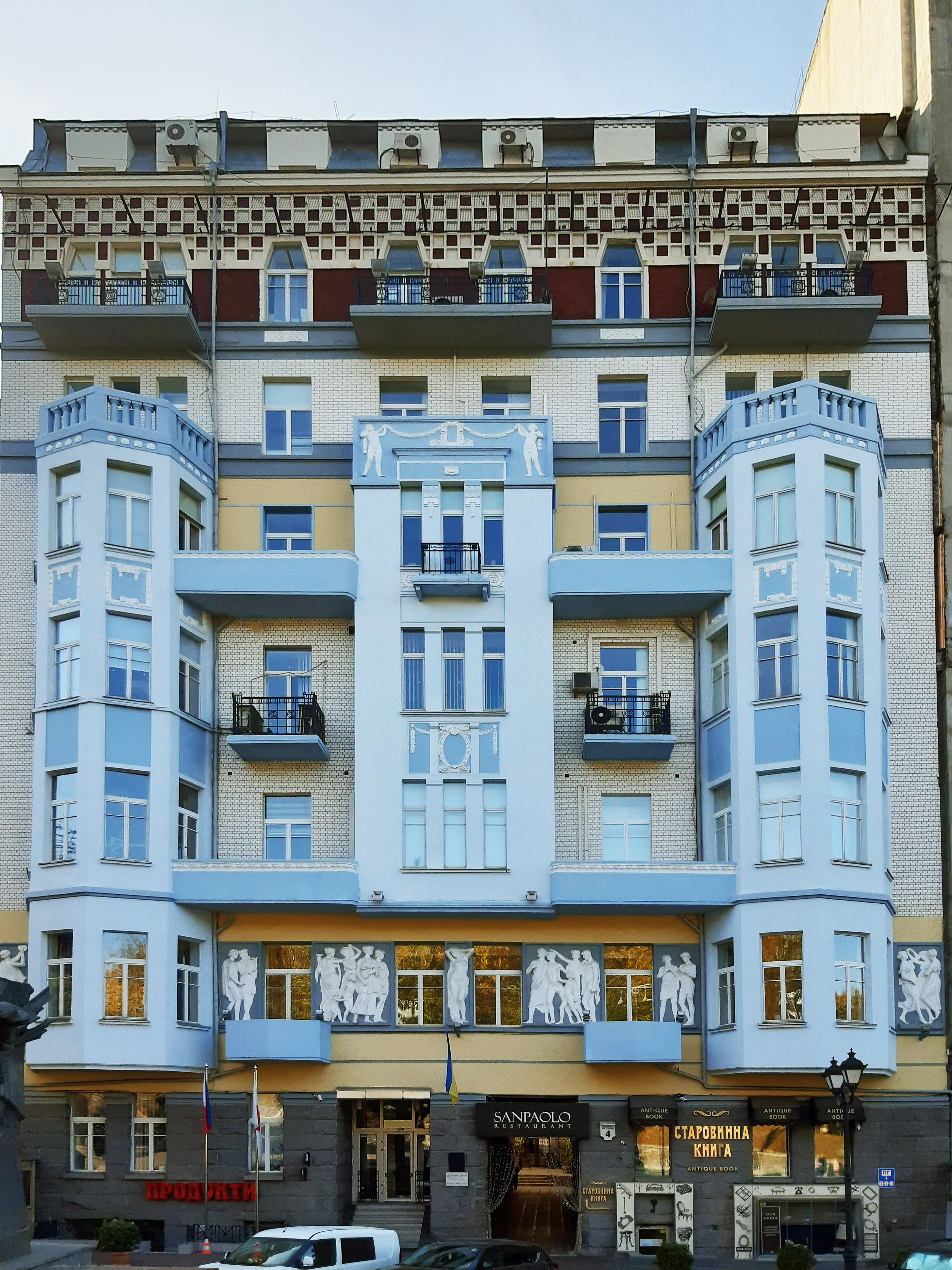
Музейний провулок, 4 (1909)
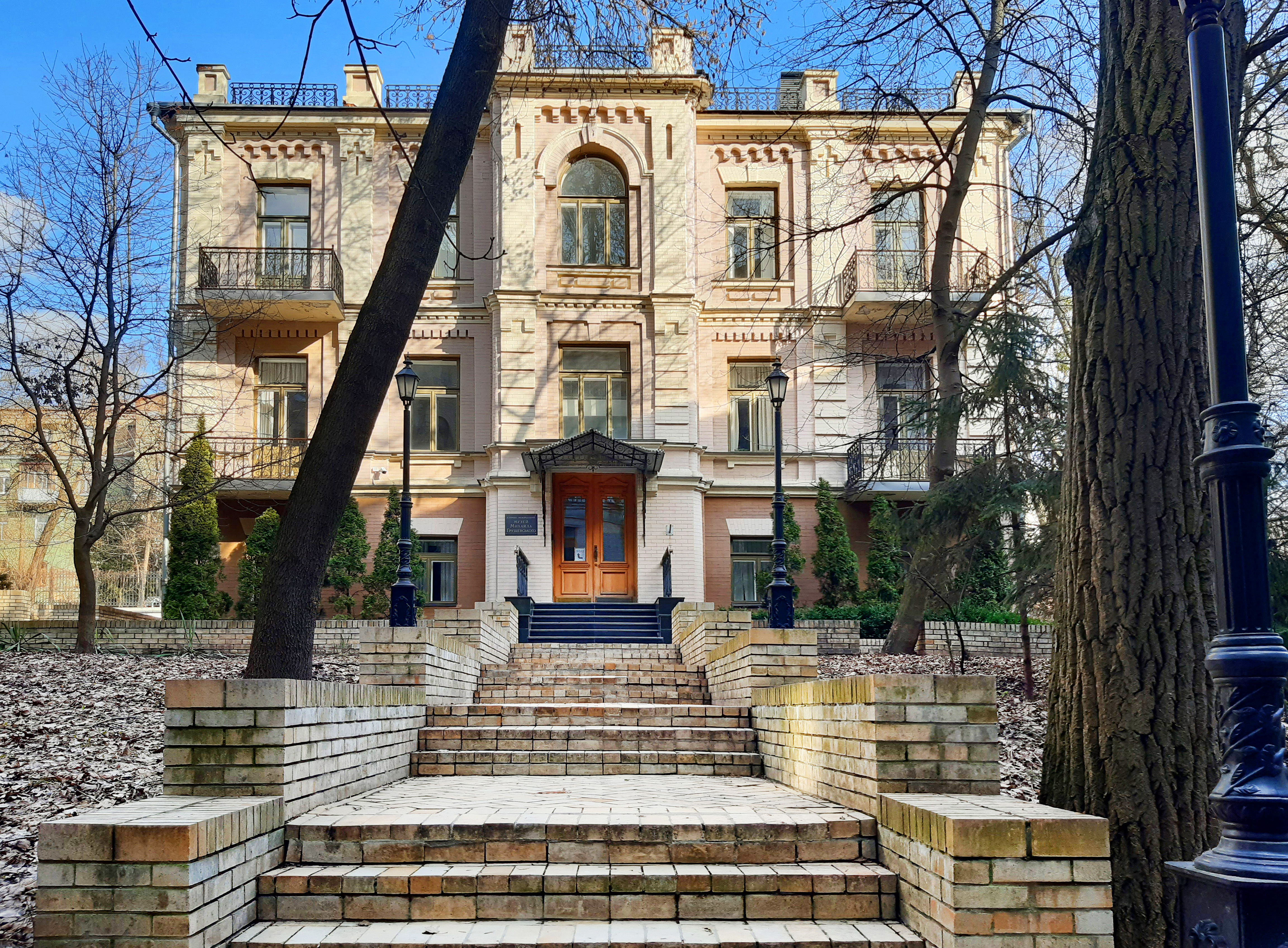
Паньківська, 9 (1907)
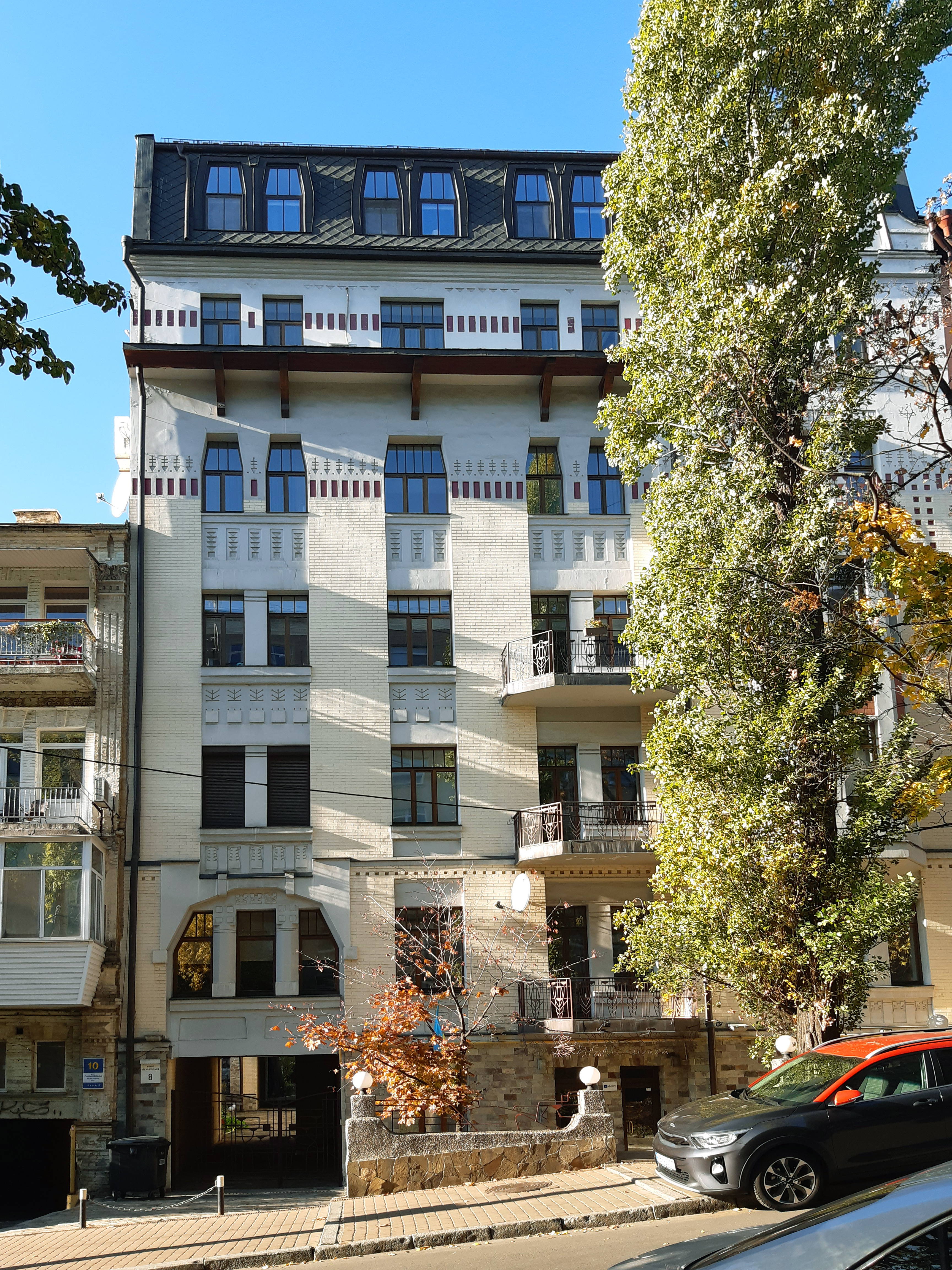
Паньківська, 8 (1910)

Історичний стиль. Майстри зверталися до різних епох історії архітектури. На відміну від еклектизму другої половини ХІХ сторіччя, коли архітектори прикрашали фасади елементами стилів минулого, архітектори на початку ХХ сторіччя прагнули відтворити композиційні й художні особливості історичних стилів. До споруд у цьому стилі належать: будівля Київської контори Державного банку на Інститутській вулиці, 9-А у формах венеційської готики (1905, архітектори О. Кобелєв, О. Вербицький; будівлі училища на Ярославовому Валу, 40 з рисами романської й давньоруської архітектури (1906, П. Голландський), «Арабський будиночок» на Шовковичній вулиці, 15/1 у формах романської архітектури (1912, П. Альошин), будинок Земської управи на Володимирській вулиці, 33 у формах ломбардського ренесансу (1914, В. Щуко), банківський будинок на Хрещатику, 32 в стилі флорентійських палаццо (1911, Ф. Лідваль).

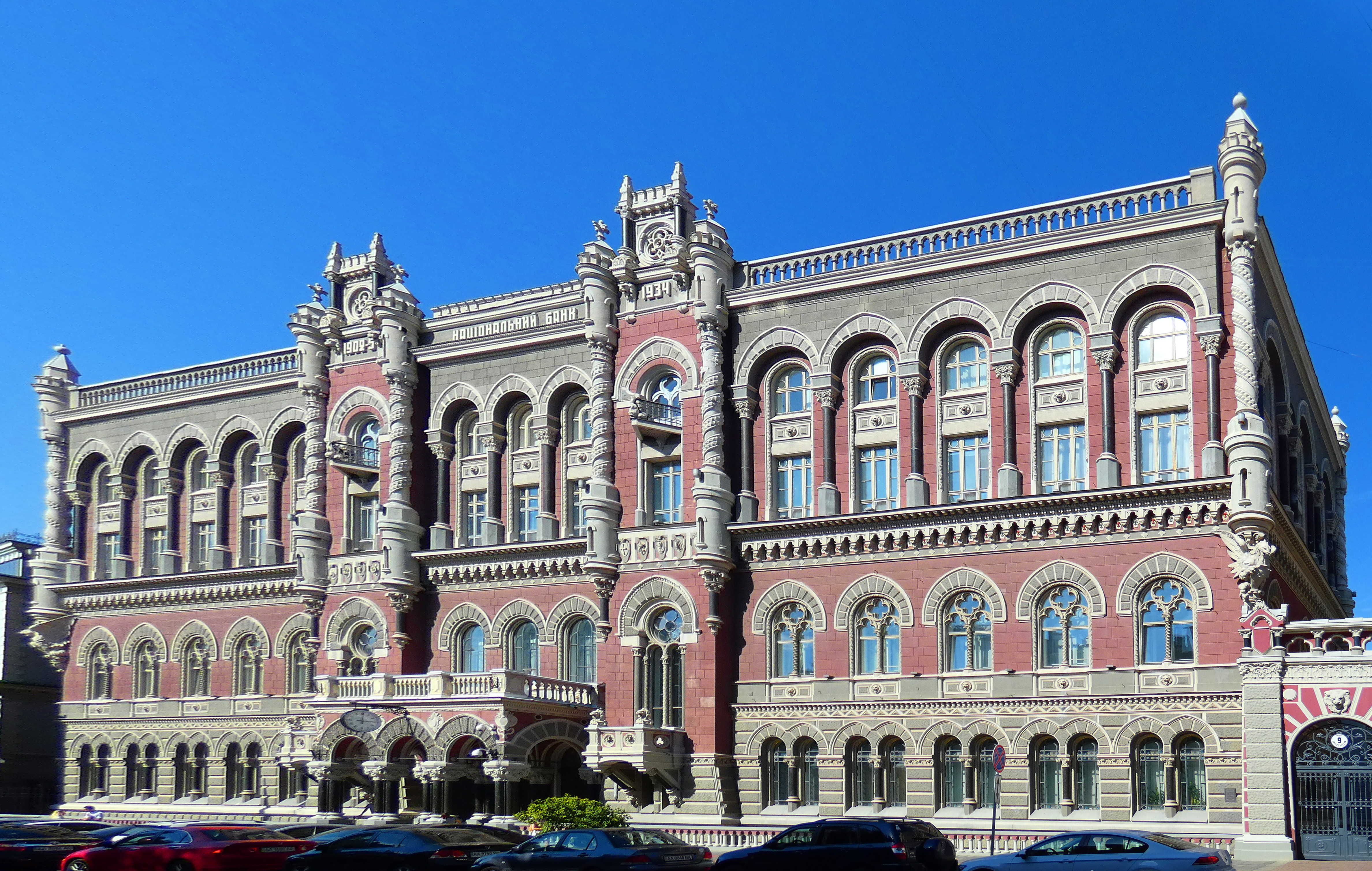
Державний банк (венеційська готика)
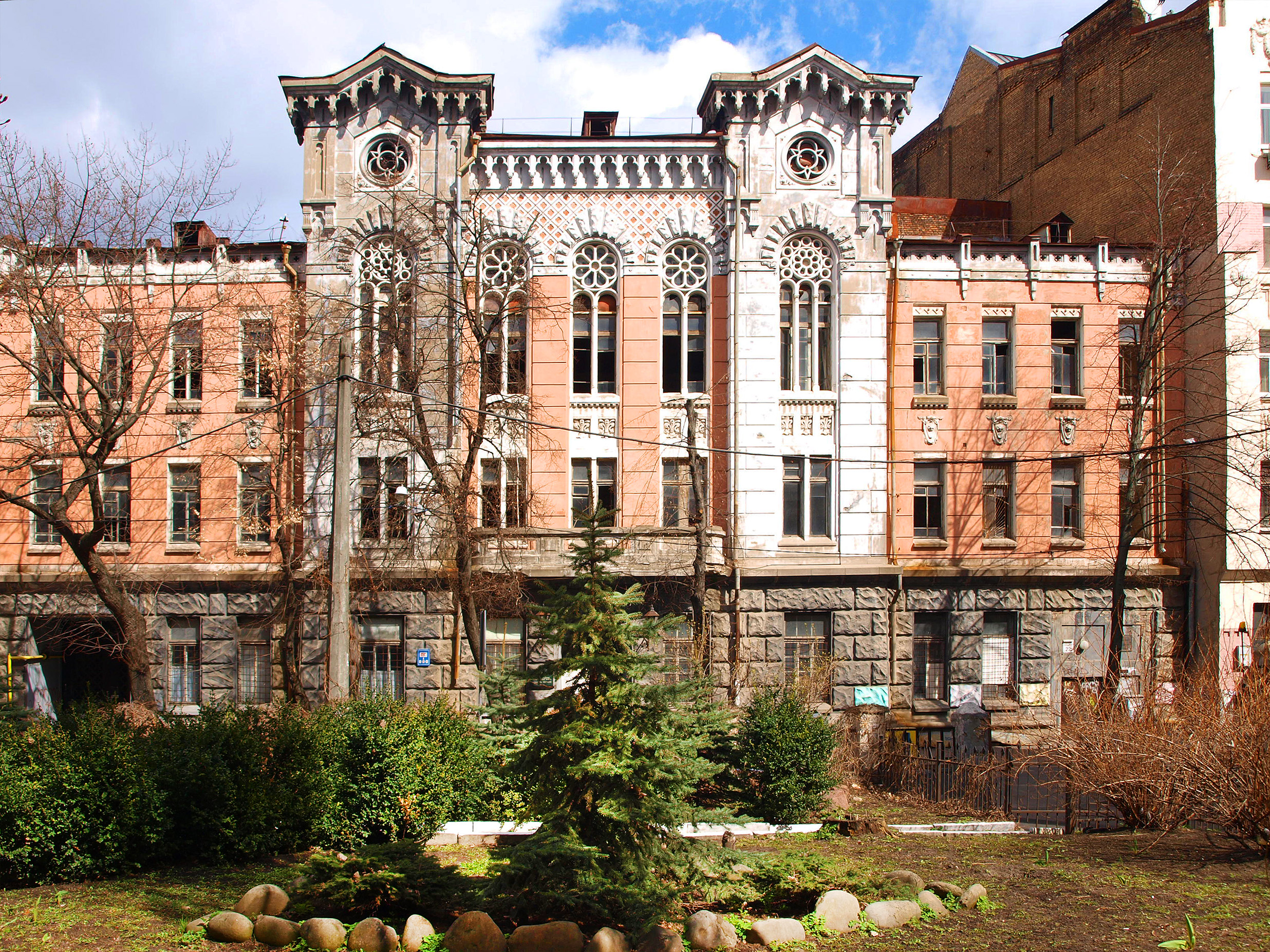
Будинок станції швидкої медичної допомоги (венеційська готика, 1913)

На початку ХХ сторіччя неокласицизм став важливим стильовим напрямом в архітектурі будівель банків й акціонерних товариств, які завдяки цьому стилю прагнули підкреслити свою вагомість, а також навчальних закладів, торговельних будинків. У цій стилістичній манері виконані: ансамбль будинків Пасажу на Хрещатику, 15 (1913—1914); будинки на Хрещатику, 8 (1912—1913) і 10-А (1912—1913), Будинок учителя на Володимирській вулиці, 57, будівлі університетської бібліотеки на Володимирській вулиці, 62 й Ольгинської жіночої гімназії.

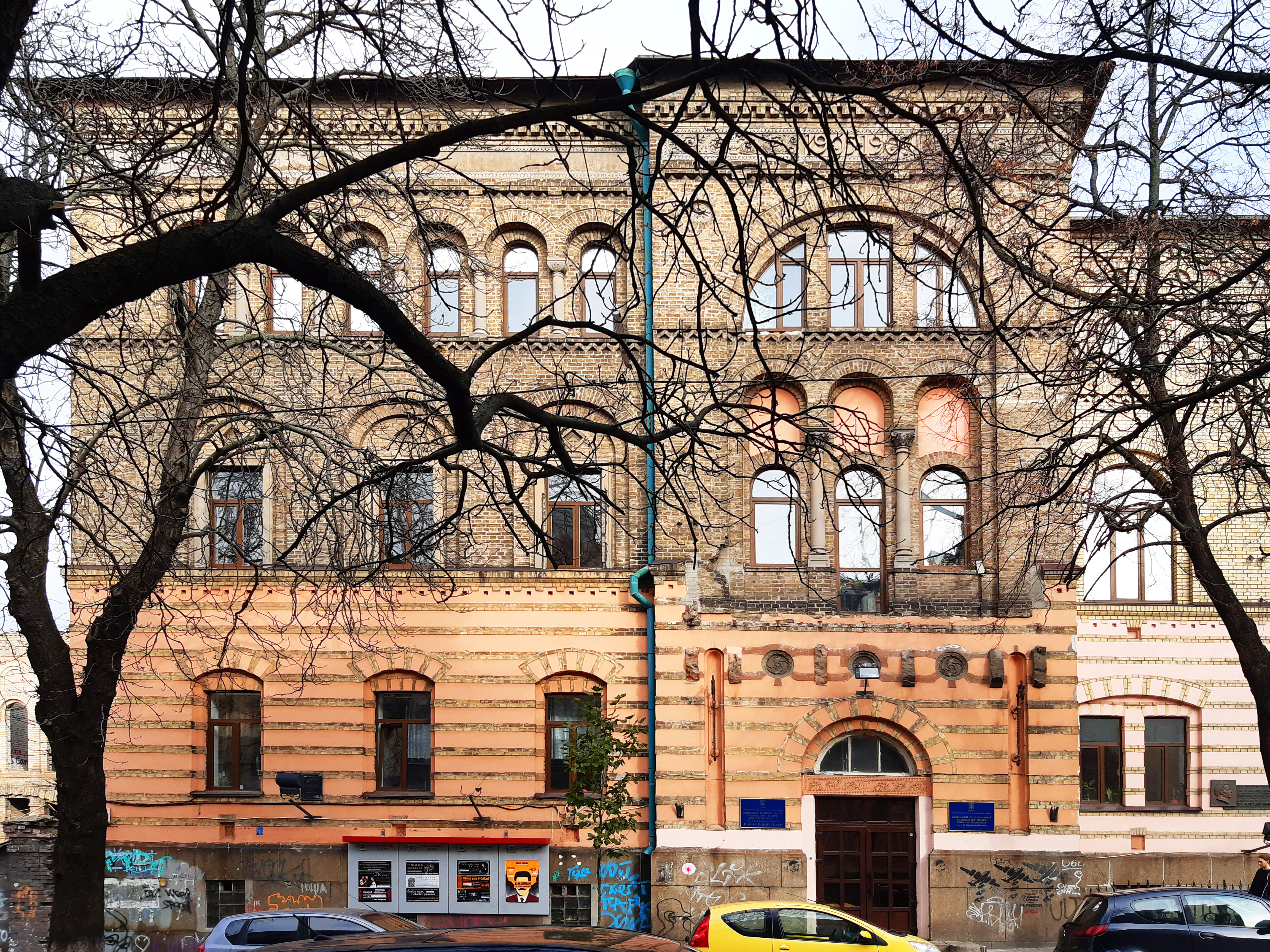
Міське парафіяльне училище (стилізація давньоруської архітектури)
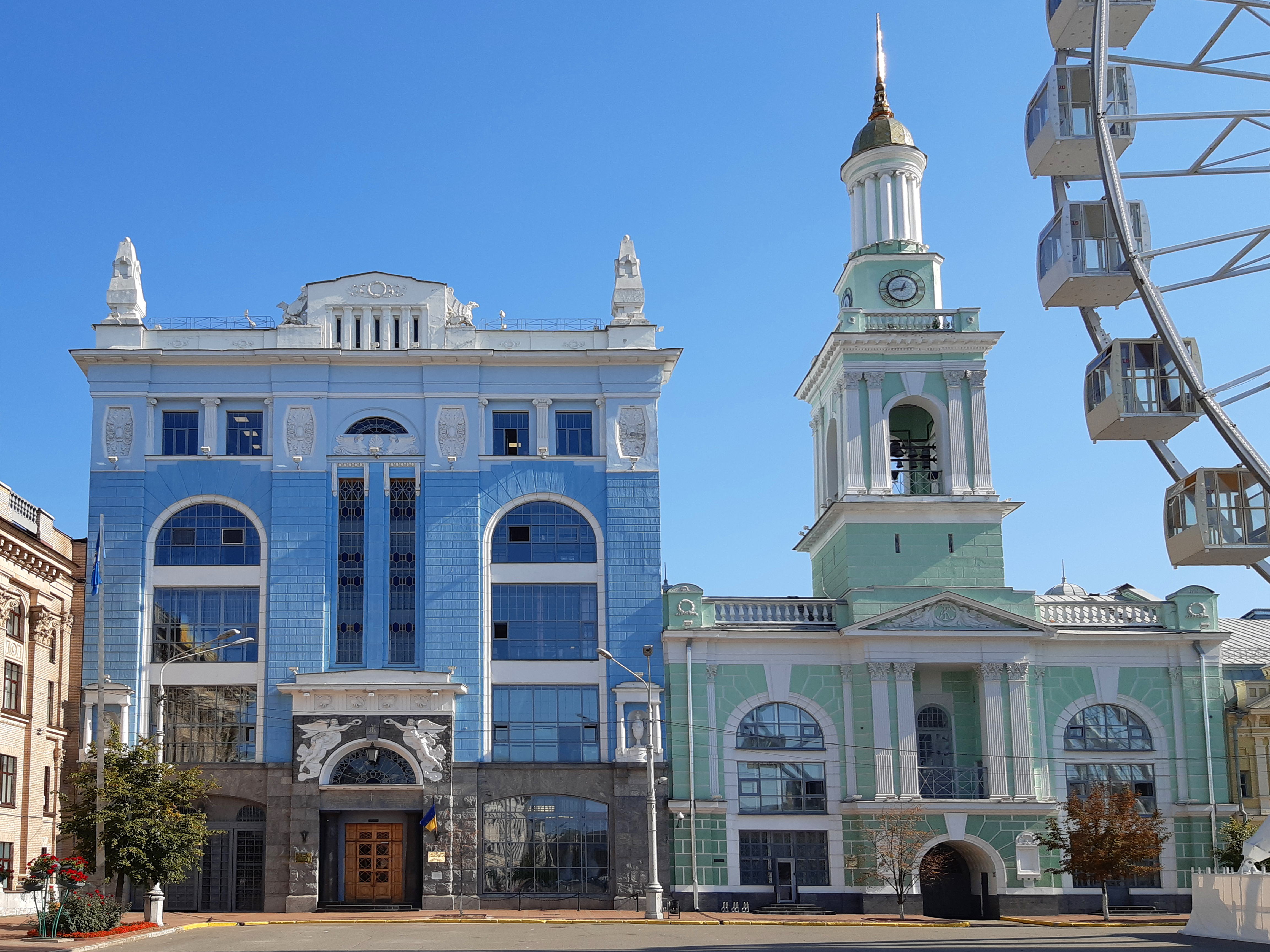
Дзвіниця Катерининської церкви (неокласицизм) і прибутковий будинок Грецького Катерининського монастиря (модерн)
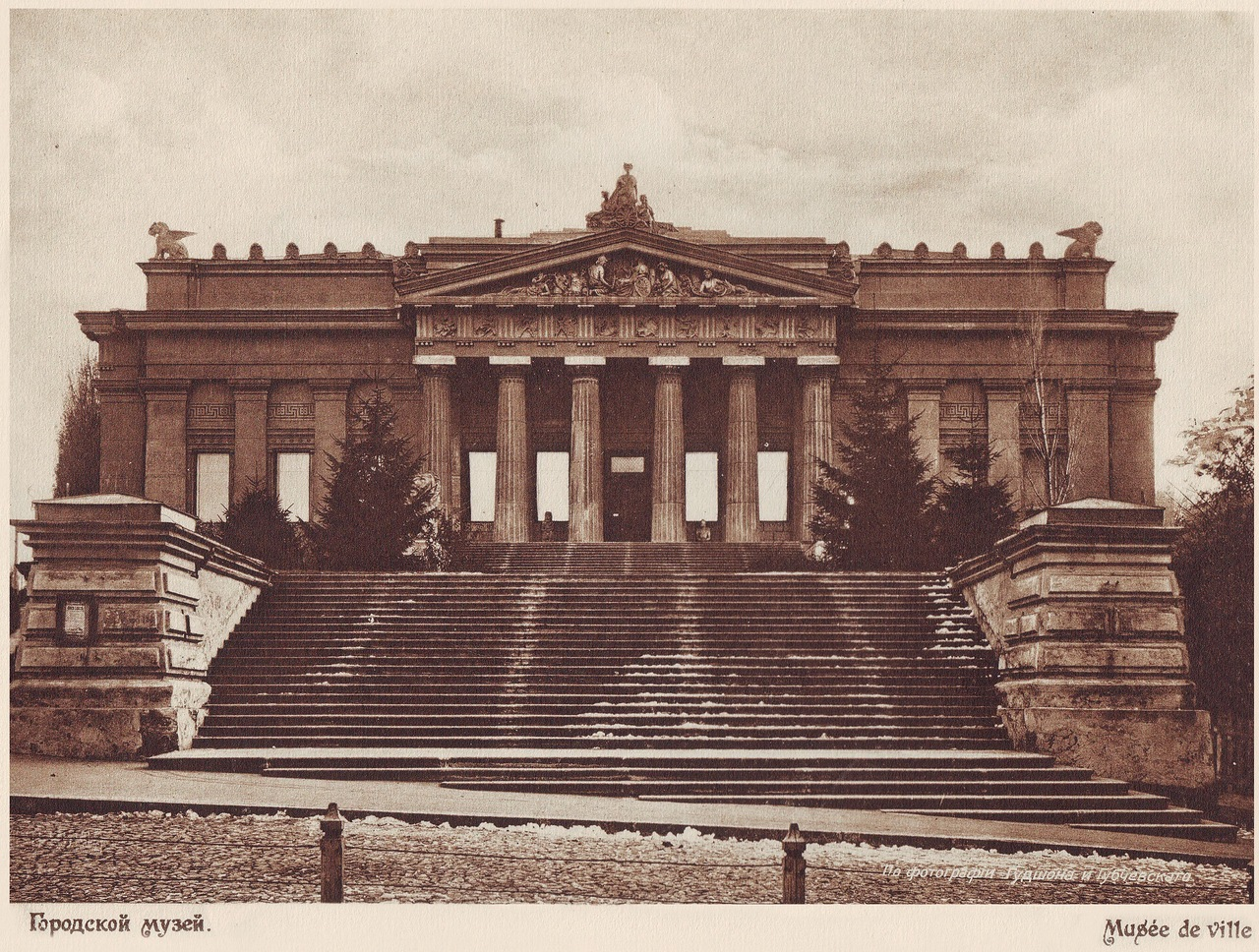
Національний художній музей України (неокласицизм)

У ХХ столітті як реакція на еклектизм набуває поширення модерн. Великого значення архітектори надають розробці функціональних питань. В архітектурі будівель набувають поширення залізобетон, метал і скло. У планах і фасадах переважають криволінійні форми, об'ємні композиції часто бувають асиметричними. Фасади прикрашаються ліпним декором і скульптурою, глазурованою керамікою. Найвідомішою пам'яткою стилю модерн у Києві можна вважати «Будинок із химерами» архітектора Владислава Городецького на Банковій вулиці, 10 (1901—1903). Ще одним яскравим представником стилю був Едуард Брадтман. Йому належить проєкт однієї з найхарактерніших будівель у цьому стилі — «Дім невтішної вдови» на Лютеранській вулиці, 23 (1907), а також майстерно виконаний у 1913 будинок лікарні лютеранської громади на вулиці Володимира Винниченка, 9. У стилі пізнього класицистичного модерну зведено будинок Крушевської архітектора Кароля Іваницького.

Модерн
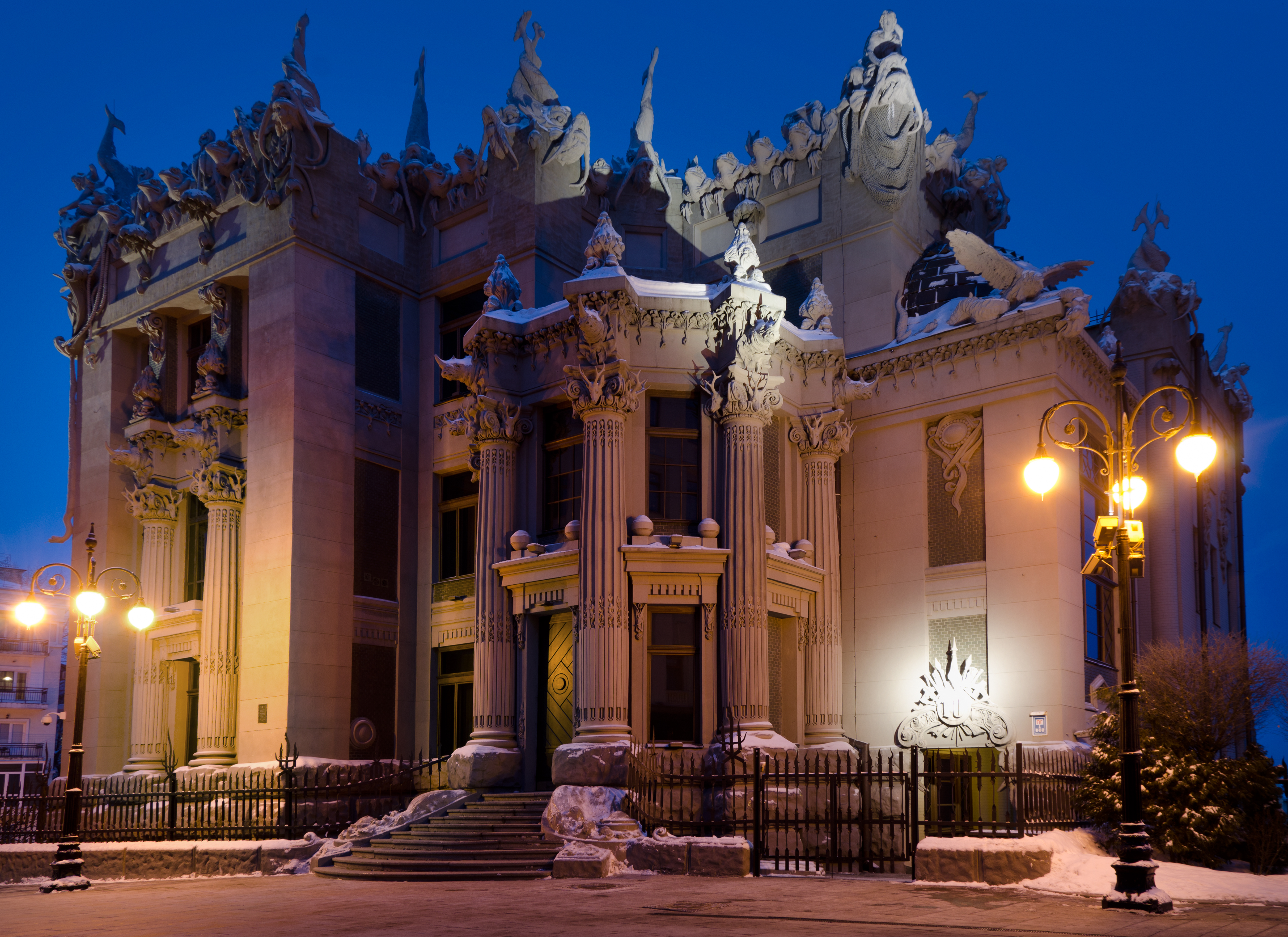
Будинок із химерами (модерн)
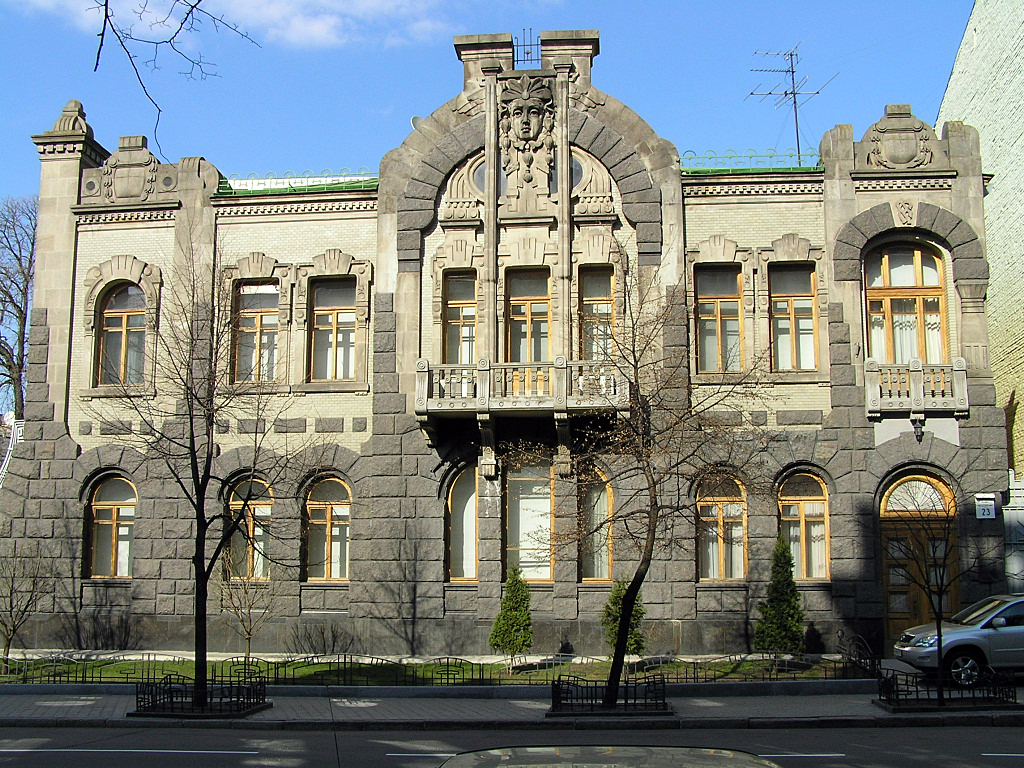
Дім невтішної вдови (модерн)

Раціоналізм, як архітектурний стиль, характеризується простотою форм, суворістю і підкресленим функціоналізмом, відмовою від декору. Основи «раціональної архітектури» в Україні розроблялися архітектором Олександром Кобелєвим. Раціоналістичні тенденції простежуються з кінця XIX століття у творчості архітекторів Олександра Беретті, Михайла Іконникова, Володимира Ніколаєва/
У цьому стилі в Києві побудований Бессарабський ринок (1908—1912, архітектори Генріх-Юліан Ґай, Михайло Бобрусов), Будинок Закса на Хрещатику, 6 (архітектори Йосип Зекцер і Дмитро Торов).

Раціоналізм
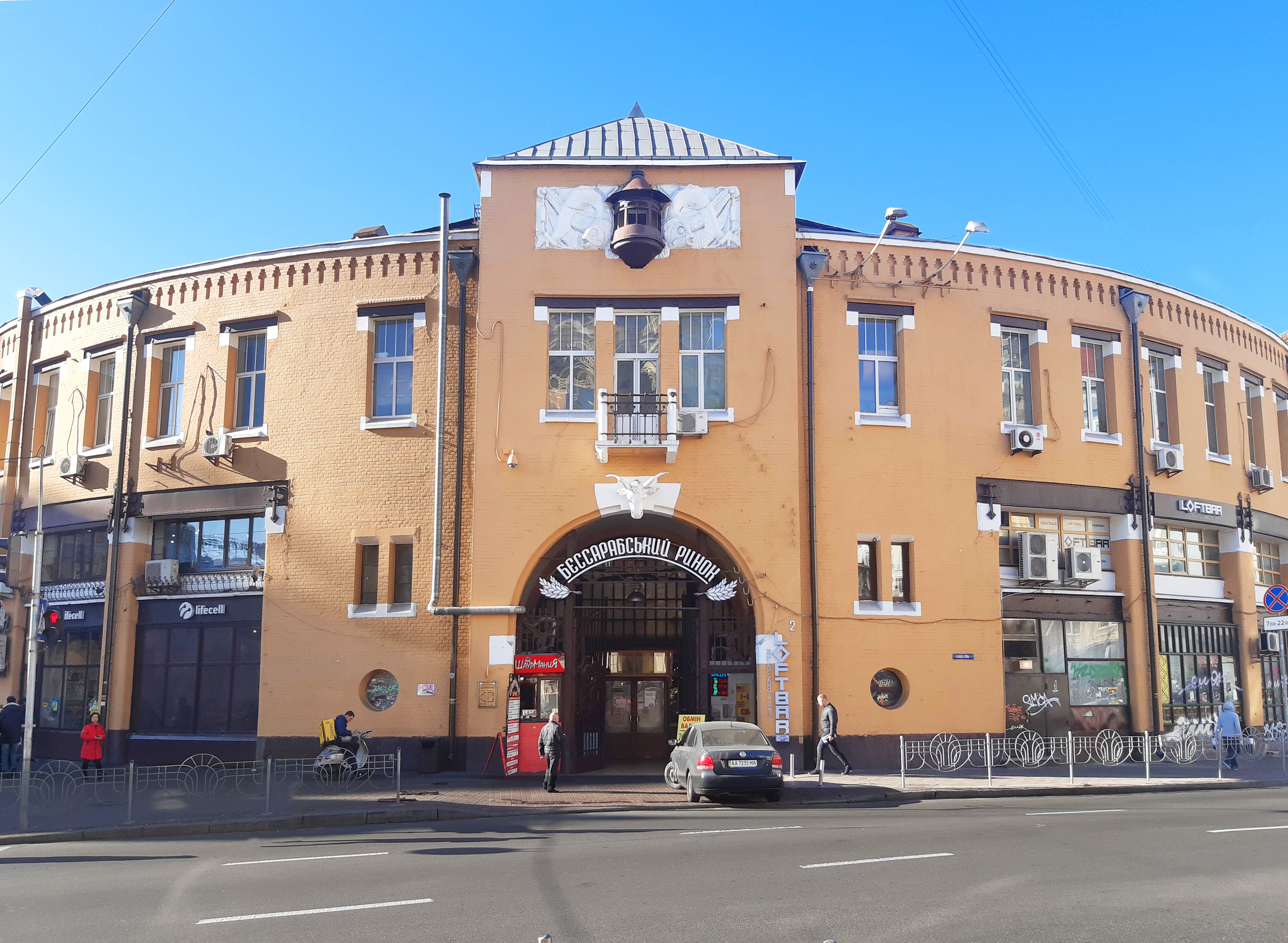
Бессарабський ринок
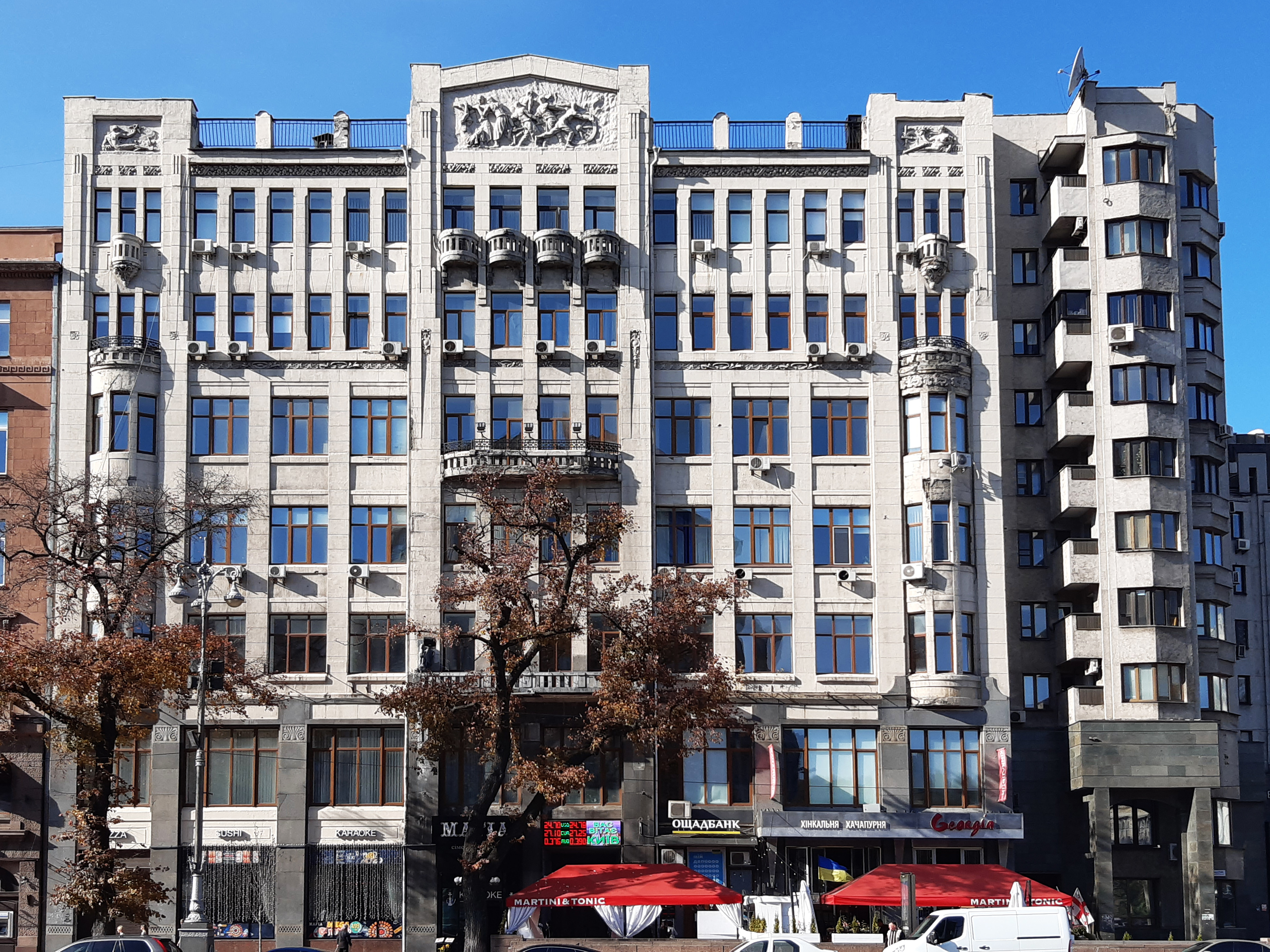
Будинок Закса, Хрещатик, 6

## Радянська доба: здобутки і втрати

### Ідеологізація радянської архітектури

Художня композиція «Квітуча Україна» (1946) у будівлі Верховної Ради

Як і в царську добу радянська влада ідеологізувала архітектуру. Партійне керівництво втручалось в архітектурну теорію і практику. Перед архітекторами ставилась вимога наповнювати їхні твори ідейно-художнім змістом. Мистецтво у цілому й архітектуру зокрема більшовики використовували як знаряддя пропагандистської політики і впливу на свідомість населення. Це стосувалось й урбанонімів. Назви вулиць повинні були створити простір, наповнений комуністичними символами, а отже, вплинути на формування радянської ідентичності.
Дослідники виділяють три періоди офіційної архітектури в СРСР: конструктивізм, сталінський неокласицизм і радянський модернізм. Перехід між ними санкціонувався владою. Попередній стиль оголошувався «чужим»  ідеалам пролетарської держави, а його представники часто зазнавали гонінь. Окрім того, в рамках боротьби з релігією так і зовсім знищували шедеври сакральної архітектури.

### Перше десятиліття радянської влади
У жовтні 1923 року до території Києва влилося 20 приміських населених пунктів: Микільська і Воскресенська Слобідки, Дарниця, Нивки, Біличі, хутір Відрадний, Совки, Теличка та інші. Освоювалися території на півночі міста — Оболонь, Пуща-Водиця, на півдні — в районі Мишоловки й Корчуватого, та на заході міста — Святошин.
Житлова забудова. У перші роки радянської влади всі будинки були націоналізовані.
На межі 1920—1930-х років більшовики оголосили про запровадження в життя «нового побуту», в умовах якого прагнули привчити людей до комуністичного способу життя і колективізму, «звільнити їх від домашньої праці й патріархальних сімейних тенет». У промислових містах із цією метою зводять будинки-комуни і житлокомбінати у стилі конструктивізму. У добу індустріалізації в 1930-х роках набувають поширення соцмістечка — робітничі селища, які забудовувалися за єдиним комплексним планом неподалік від великих заводів для проживання і дозвілля їхніх працівників. У містечках зводили бараки, згодом сталінки, палац культури сталінської архітектури, стадіон, парк, школи, дитсадки та інші об'єкти інфраструктури та життєзабезпечення.

### Розбудова столиці УРСР у 1934—1941 роках

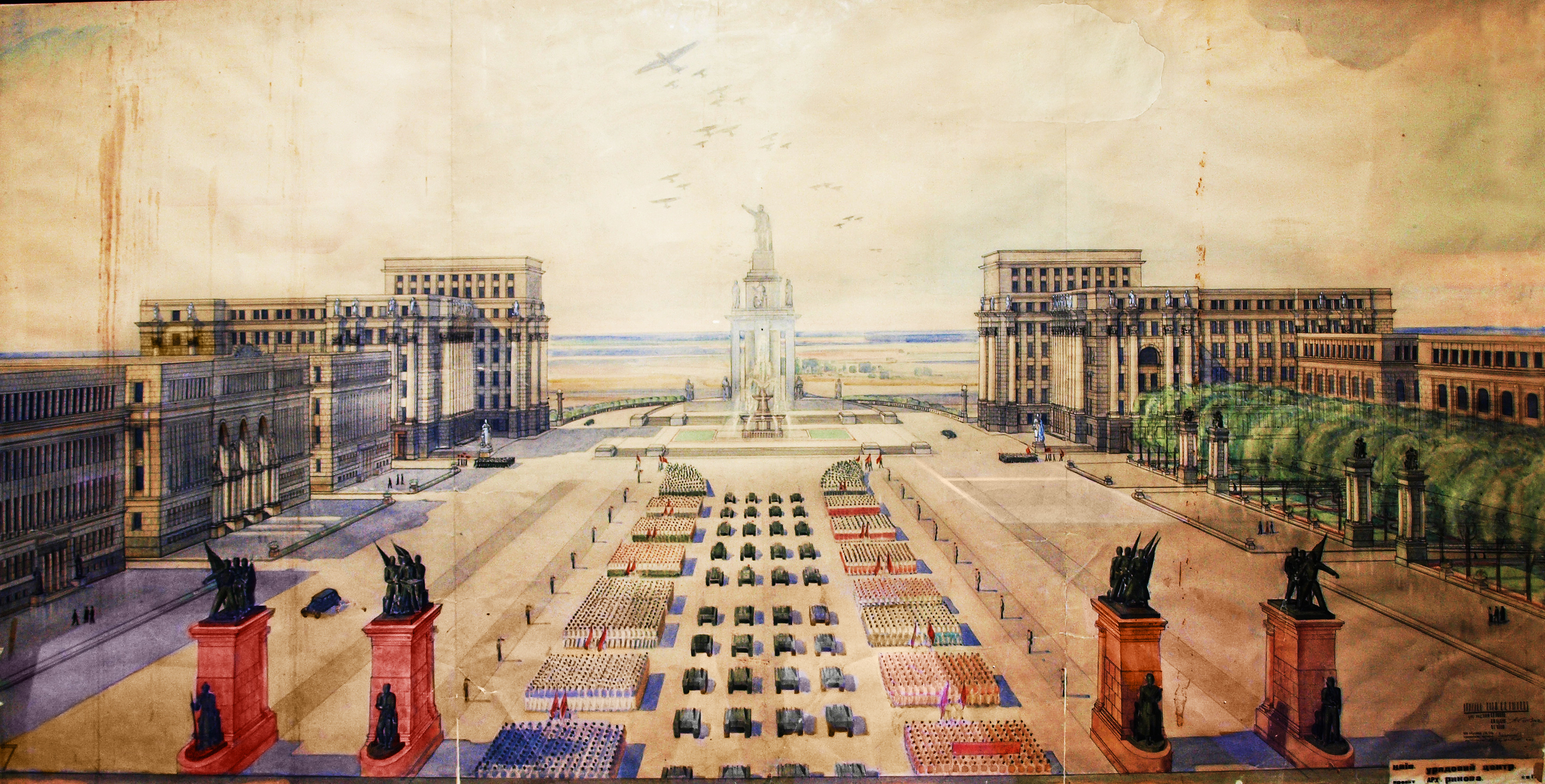
Проєкт Урядового центру, який владі не вдалось реалізувати

Оскільки більшовики в революційні роки в Києві не отримали значної підтримки, вони перенесли столицю радянської республіки до Харкова. Після придушення селянських повстань 1929—1932 років, ліквідації соціальної бази руху опору шляхом розкуркулення, антирелігійного терору і Голодомору, розгрому «українських буржуазних елементів» та інших каральних акцій лояльність Києва до Москви вже не викликала сумнівів у більшовицького керівництва, тому 21 січня 1934 року рішенням ХІІ з'їзду КП(б)У йому повернули статус столиці України.

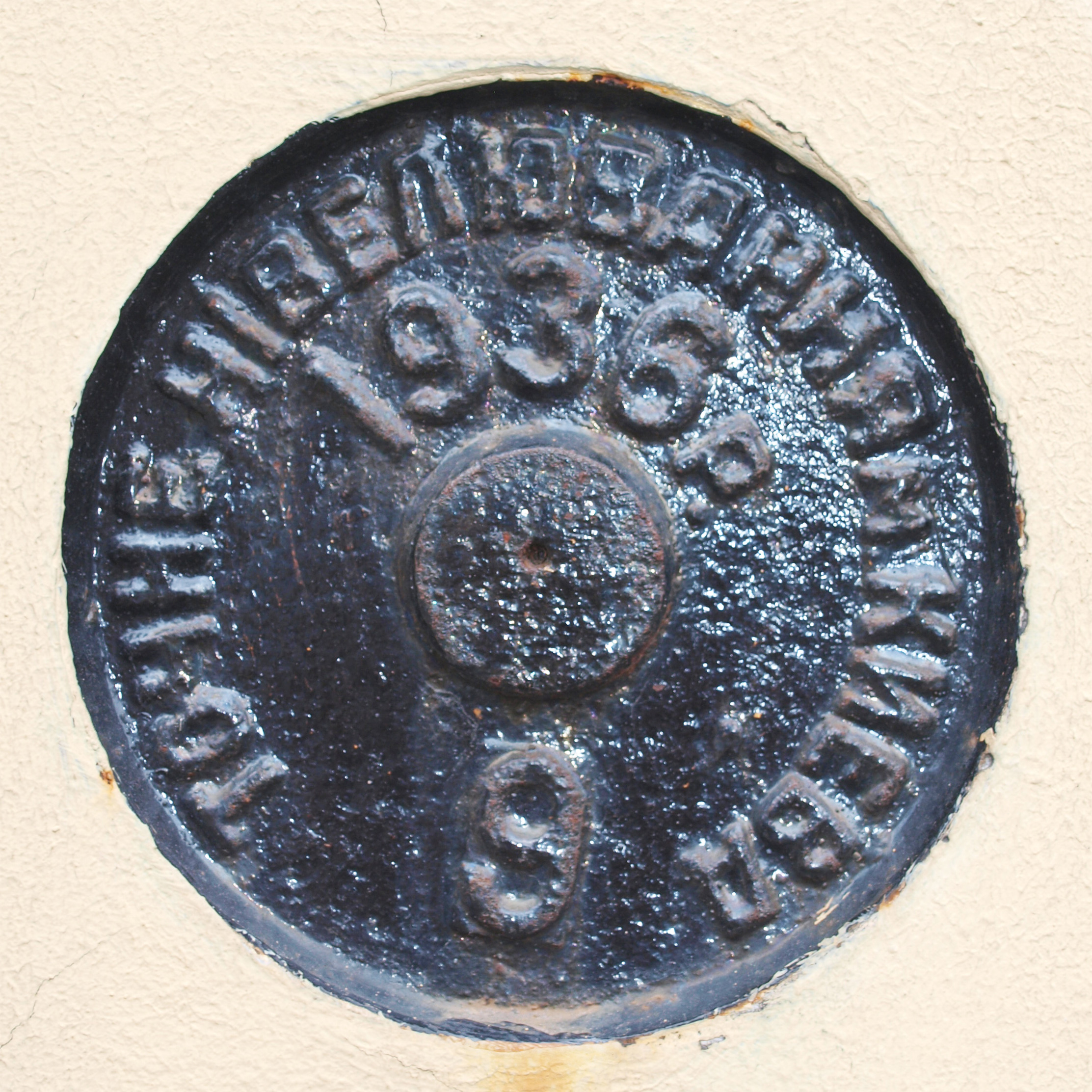
Знак про точне нівелювання 1936 року на Великій Васильківській, 98

Відтак почався новий етап в історії архітектури Києва. При Київській міськраді створили Архітектурно-планувальне управління (АПУ) на чолі з Павлом Хаустовим, яке з квітня 1936 року взялося до розроблення Генерального плану реконструкції Києва. До складу групи архітекторів залучили Василя Кричевського, Олександра Вербицького, Павла Альошина, Григорія Головка, Михайла Гречину, Петра Юрченка та інших. Того ж року в Києві провели точне нівелювання. А 1938 року остаточно затвердили генплан.
У ході урбанізації розгорнулося масове типове будівництво на околицях Києва.
На період до 1940 року підготували цілу низку заходів: реконструкцію систем водопостачання та каналізації, гідротехнічних споруд, розширення міського транспорту, газифікацію міста, забудову урядового кварталу, озеленення міста тощо. Генпланом вперше передбачалася забудова обох берегів Дніпра. У 1935—1938 роках упорядкували набережну (архітектор Василь Осьмак) і проклали вздовж неї шосе. Таким чином, Дніпро, головну водну вісь міста, включили до містобудівної схеми.
Проте найголовнішим завданням стало створення Урядового центру нової столиці радянської України. Згідно із затвердженим проєктом архітектора Йосипа Лангбарда окрім урядових будівель передбачалося поставити над Дніпром величезну фігуру Лєніна, а на місці фунікулера провести велетенські сходи до набережної. Однак реалізація проєкту провалилась. Із задуманого ансамблю спорудили лише будівлю ЦК КП(б)У (нині споруда Міністерства закордонних справ України). Реалізація цього варварського проєкту призвела до масштабних руйнувань архітектурних шедеврів. Київ втратив свій неповторний художньо-своєрідний абрис.

Архітектура урядових споруд
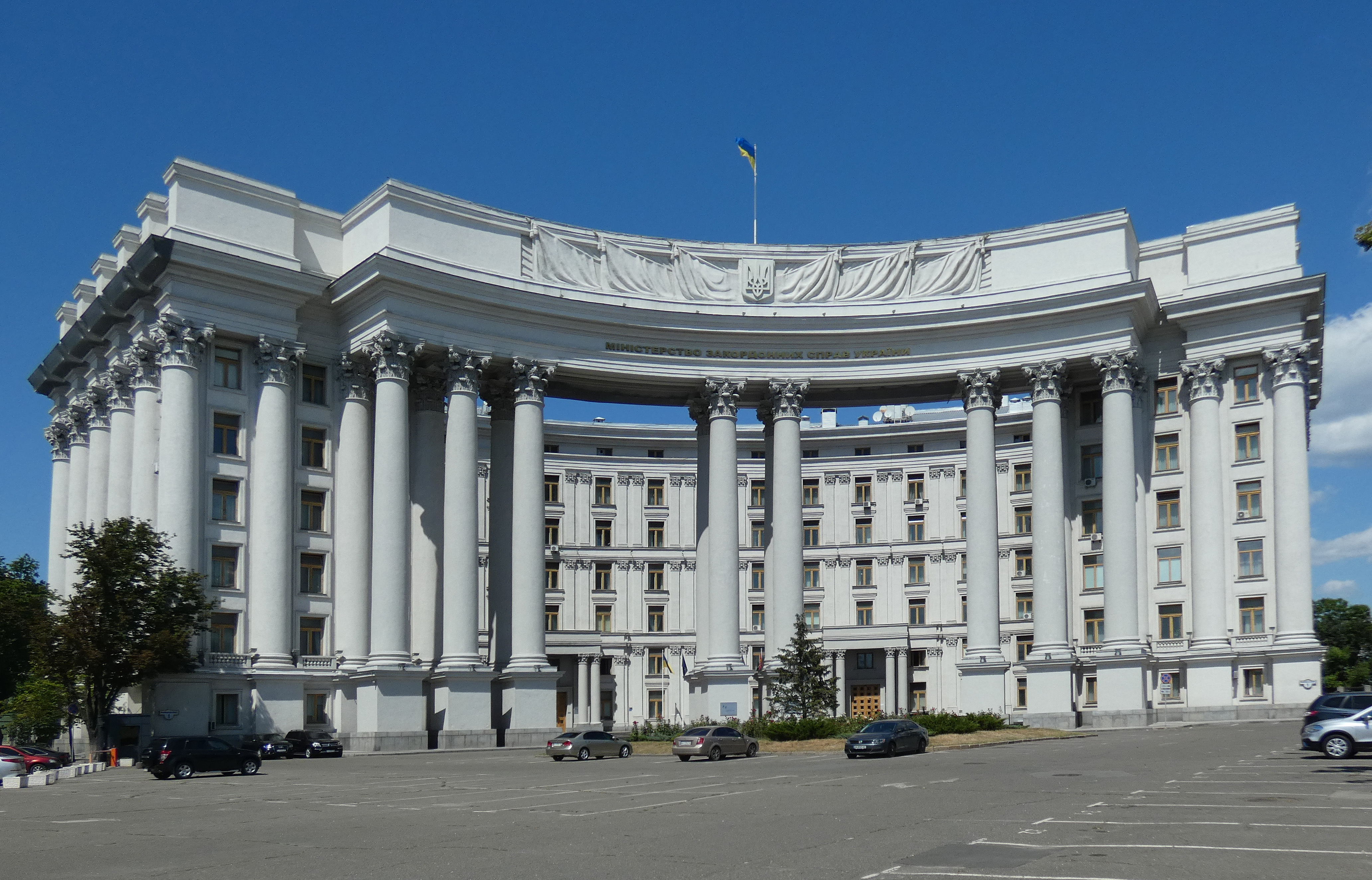
Урядовий комплекс на Михайлівській площі
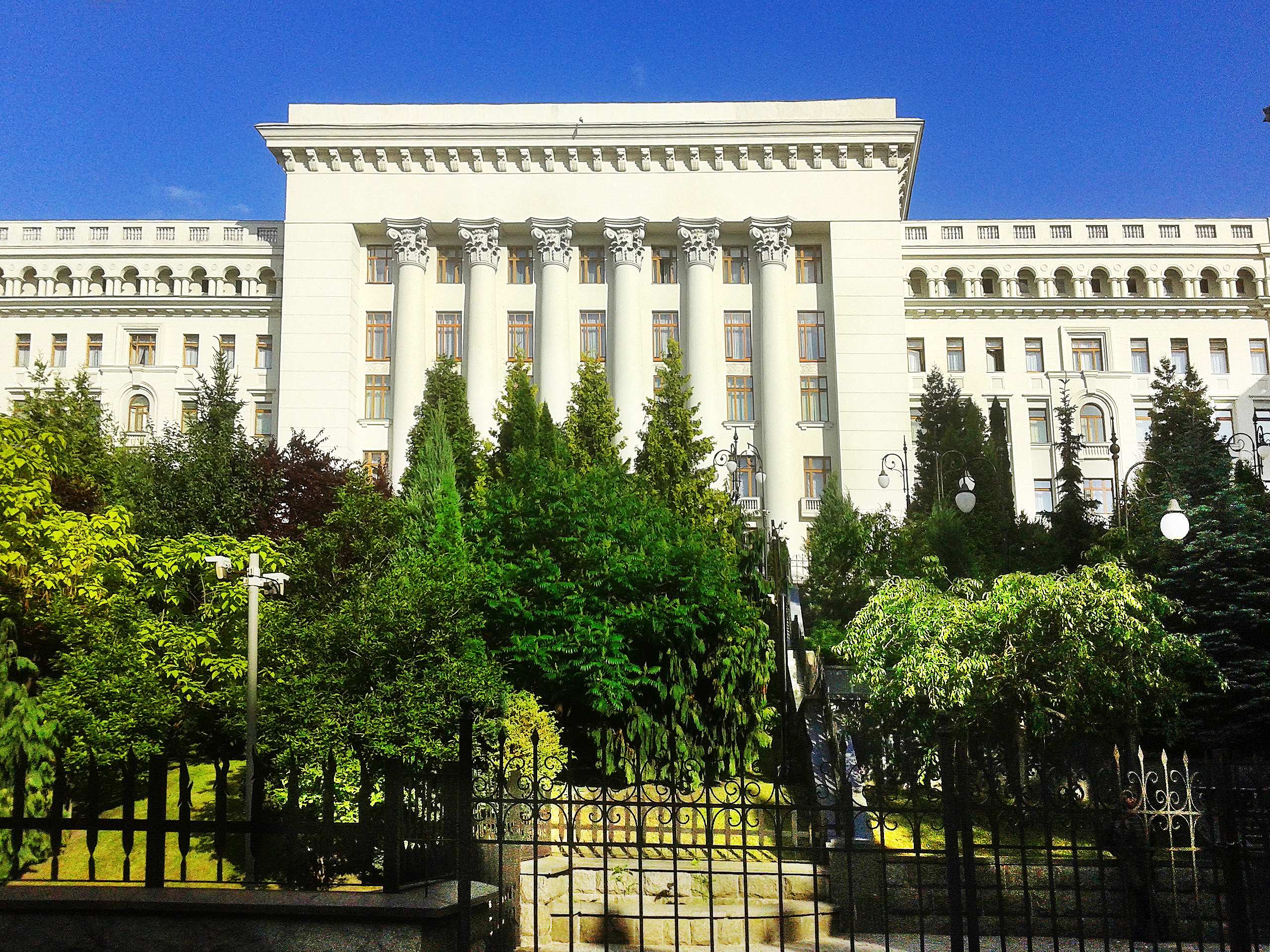
Будівля ЦК Компартії України (1939)
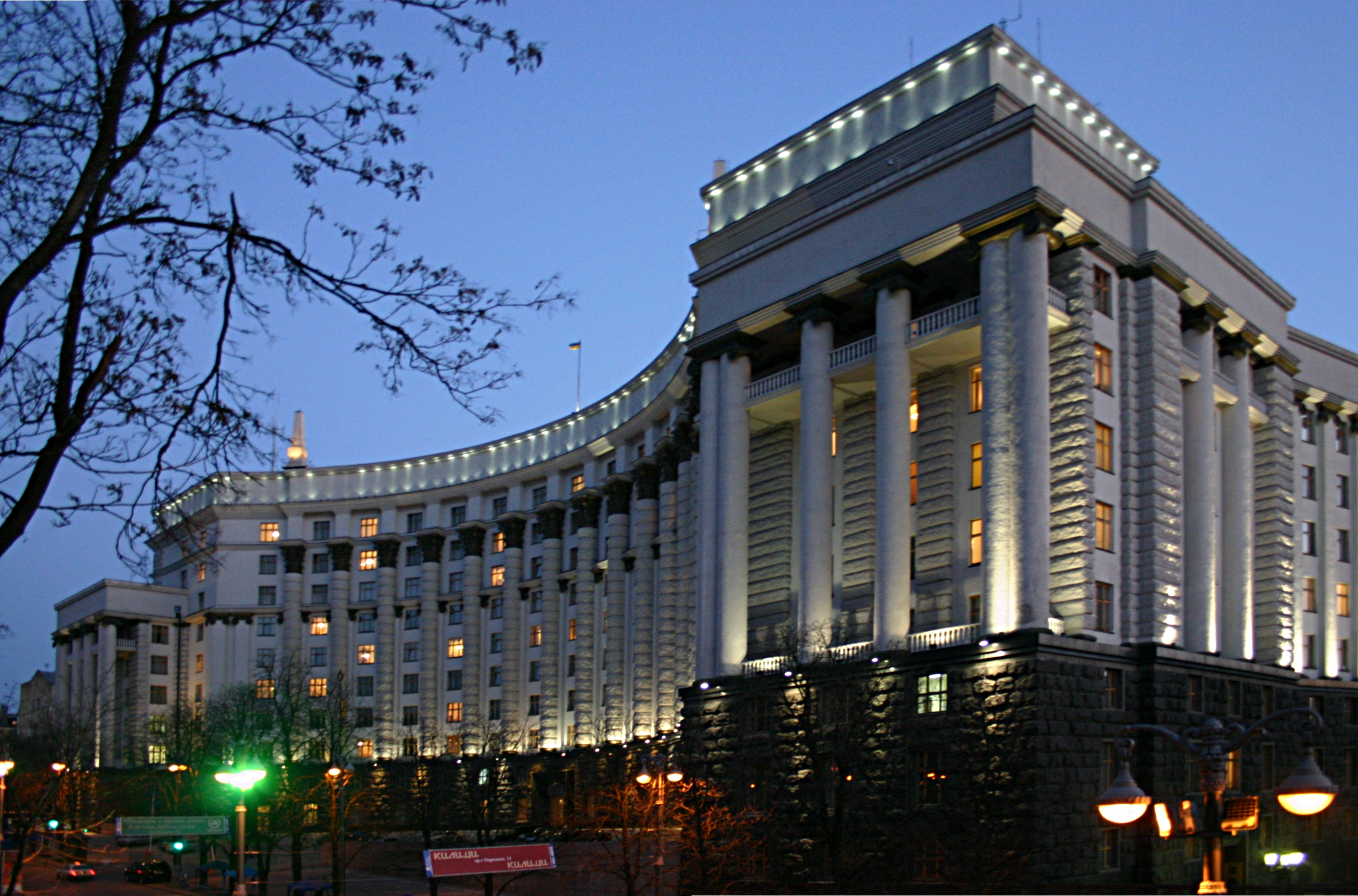
Будинок Ради Народних Комісарів (1937)

Згодом було вирішено перенести урядовий центр зі Старокиївської частини до Липок. Проте новий адміністративно-урядовий район не набув виразних містобудівних рис: урядові будівлі (будинки Ради Народних Комісарів (1937), Верховної Ради (1939), ЦК Компартії України) урбаністично не були пов'язані між собою, займаючи випадкове положення в містобудівній структурі.

Будинок із зіркою (1954)
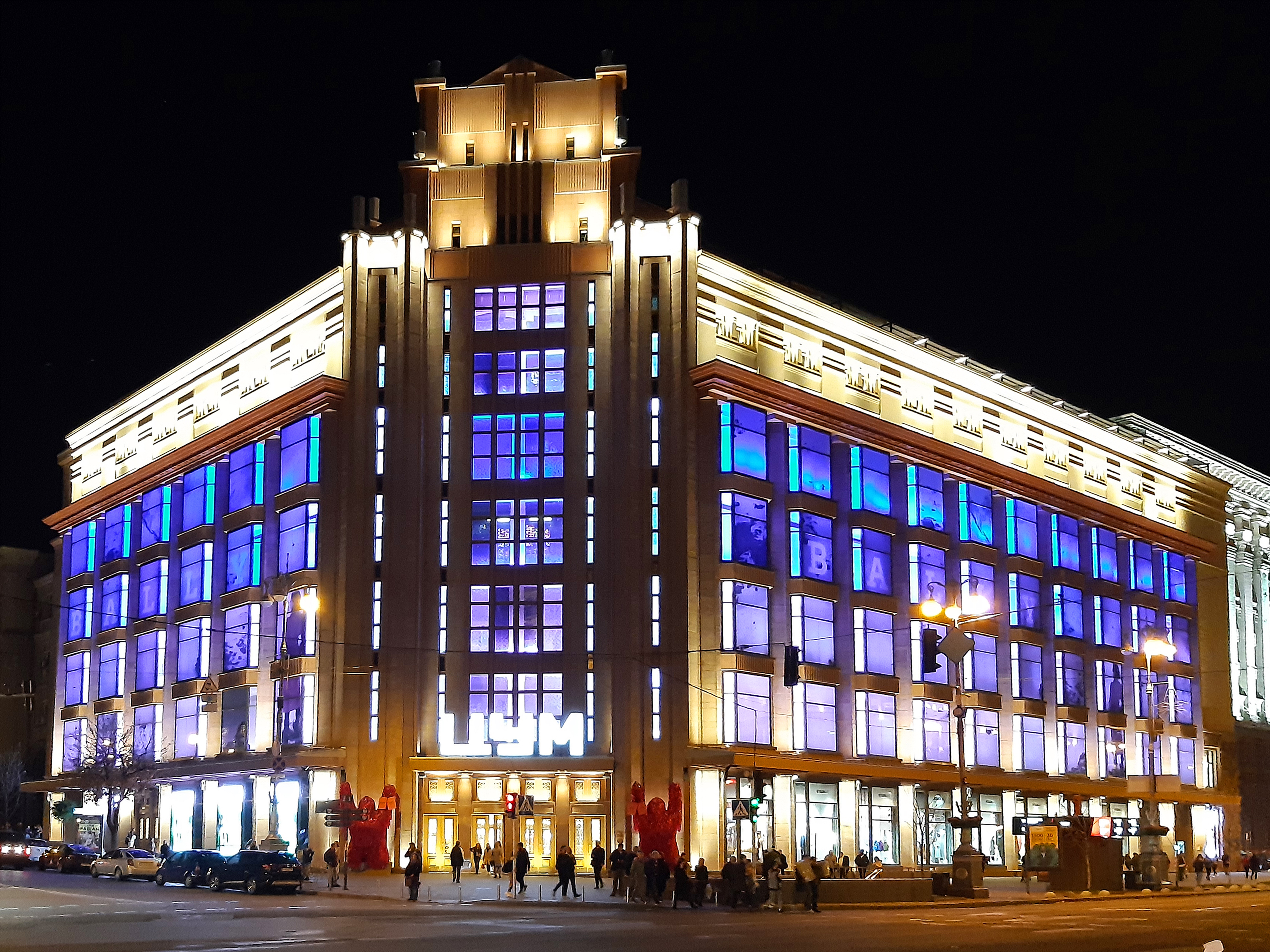
Центральний універмаг (ар деко)
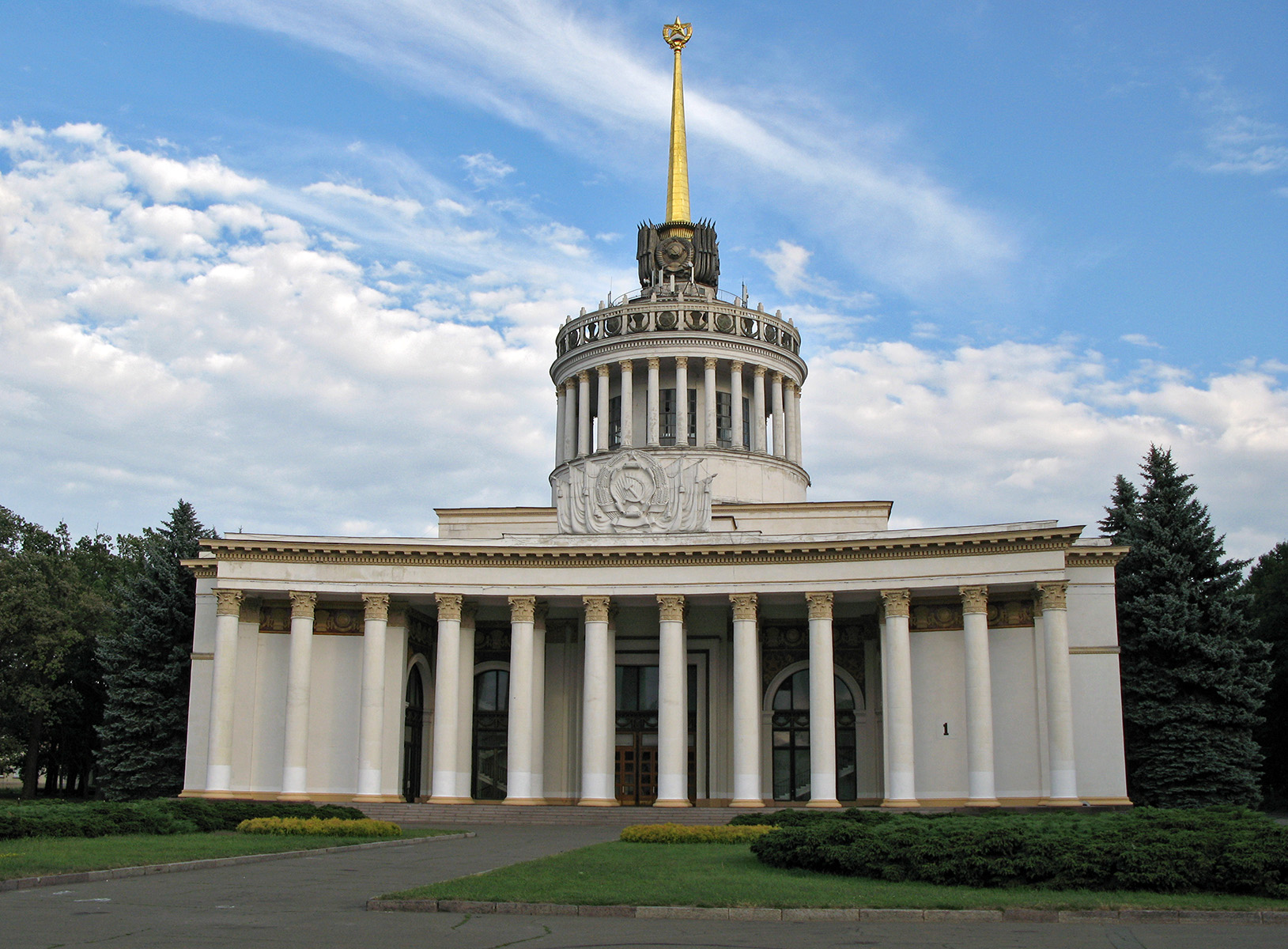
Головний павільйон ВДНГ

### Етап деструктивних змін історичного краєвиду

Будівництво військового об'єкту «Сталінське метро»

У період войовничого атеїзму Київ зазнав катастрофічних втрат сакральної спадщини.
У 1930-х роках і наступні десятиріччя радянська влада під гаслом боротьби з релігією по-варварськи знищила в Києві близько 40 шедеврів архітектури — пам'яток XI—XVIII сторіч. Руйнування Михайлівського собору стало значною містобудівною втратою для панорами Києва. Більшовики також знесли собор Успіння Богородиці Пирогощі — пам'ятку XII—XVIII сторіч; Богоявленський храм і дзвіницю кінця XVII сторіччя Братського монастиря і Київської академії; Військовий Микільський собор — пам'ятку XVII сторіччя у стилі українського бароко; і низку інших безцінних творінь архітектури. У цілому в результаті «соціалістичної реконструкції» столиці Радянської України знесли понад сто найкращих споруд ХІІ—ХХ століть.
Спроби окремих мистецтвознавців зберегти бодай домонгольську частину Михайлівського собору виявились марними. Влада погодилася лише зняти зі стін будівлі давні мозаїки і фрески. Згодом захисників собору — Миколу Макаренка, Дмитра Айналова — комуністи розстріляли. Водночас частина тодішньої інтелігенції відкрито висловлювалася за знесення собору. Наприклад, Олександр Довженко одним із перших у 1932 році заявляв, що «при вирішенні проблеми будівництва парку культури Михайлівський монастир попроситься „піти“, він віджив свій вік. Абсолютно неприпустимо навіть думати, що ці стіни комусь потрібні. Я думаю, коли ми знесемо Михайлівський монастир, то будівництво парку дасть потрібний ефект».
Упродовж Другої світової війни місто продовжили руйнувати. Підрив середмістя радянськими диверсантами у вересні 1941 року спричинив масштабну пожежу на Хрещатику і суміжних вулицях, у наслідок якої суттєво постраждав так званий «Київський Париж». Тоді ж планувалося підірвати і Софійський собор. Однак пам'ятку від знищення врятував директор Софійського заповідника Олексій Повстенко, який повідомив мінерам, що в соборі немає підвалів, куди можна було б закласти вибухівку.
3 листопада висадили в повітря Успенський собор Києво-Печерської лаври. Вочевидь, радянські диверсанти прагнули убити президента Словаччини Йозефа Тисо та високопосадовців окупаційної влади, які мали оглянути лавру.
У цілому восени 1941 року були знищені одні з найпомітніших архітектурних зразків модерну, неоренесансу, неокласицизму і необароко в Києві.

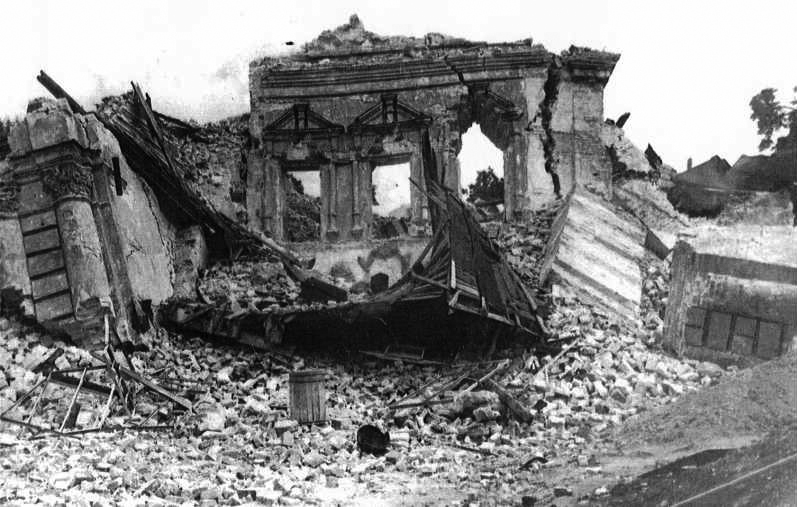
Румовища Михайлівського монастиря
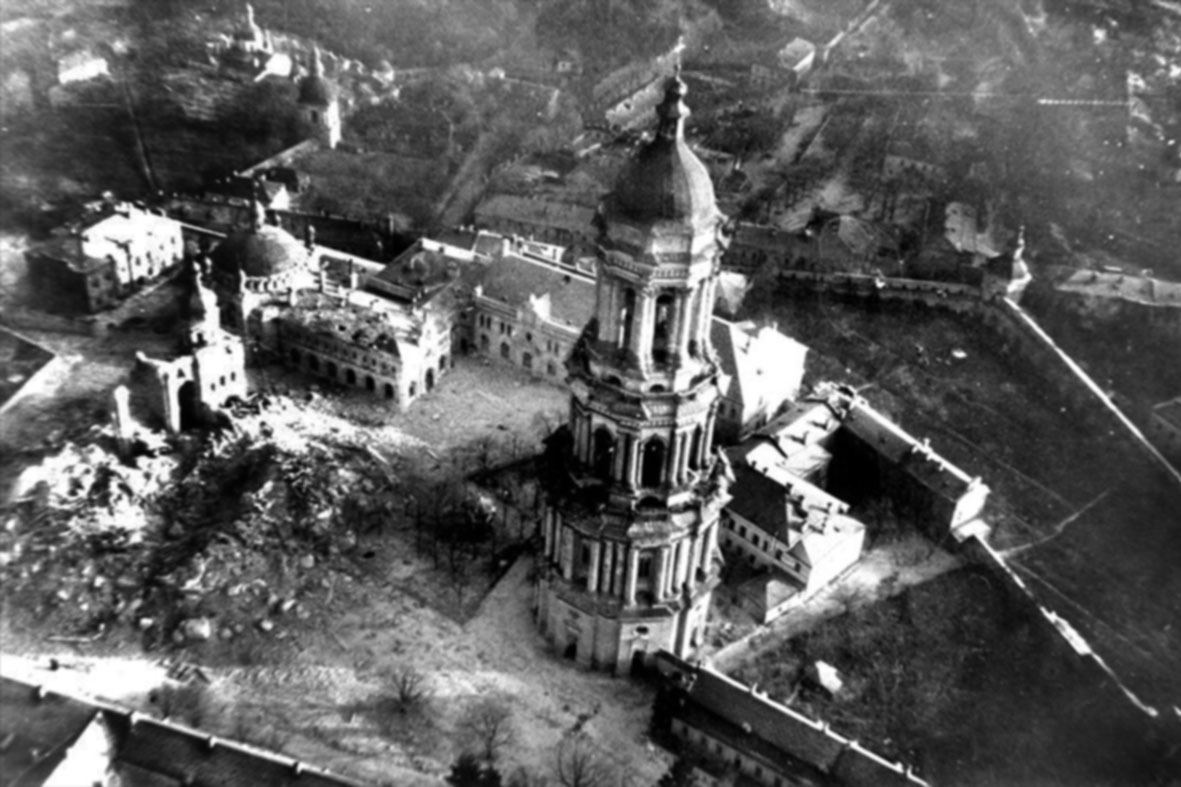
Зруйнований Успенський собор
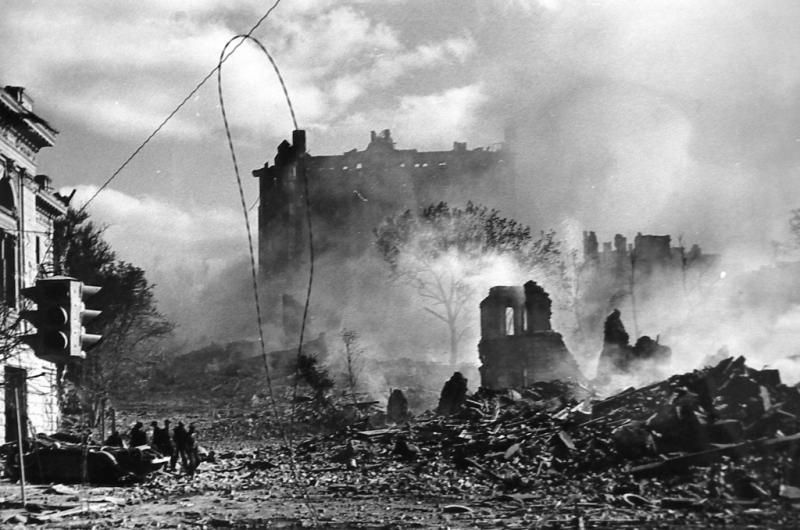
Руїни «Київського Парижу»

### Розвиток міста у 1950—1980-х роках

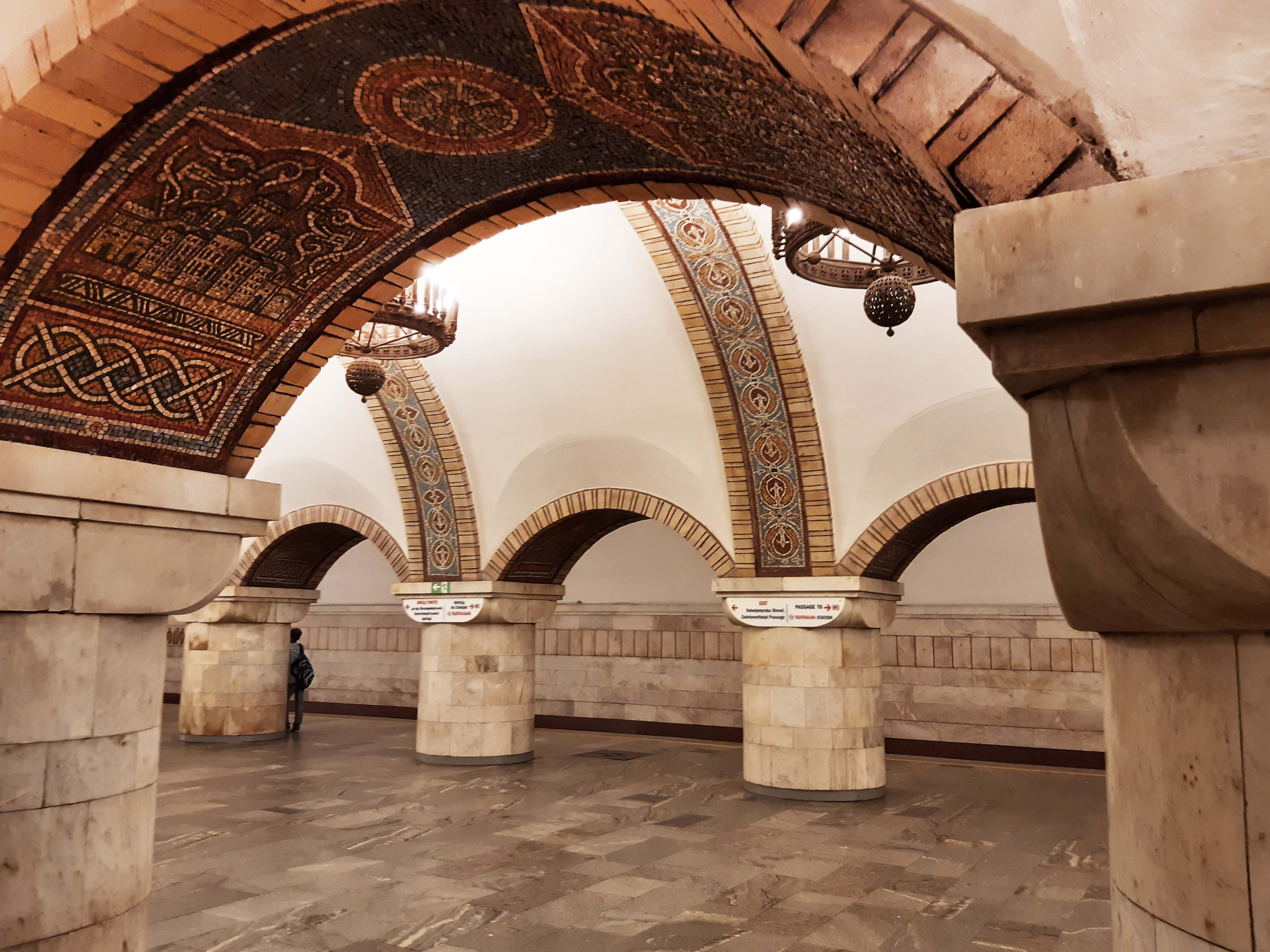
Інтер'єр станції «Золоті ворота»

Після Другої світової війни набула поширення ідея поділу території міста на окремі структурні одиниці — житлові масиви і мікрорайони, розвивалося масове типове будівництво на околицях Києва — в місцевостях Аварійне, Авіамістечко, Багринова гора, Батиєва гора, Биківня, Вітряні гори, Галагани, ДВРЗ, ДВС, Звіринець, Конча-Заспа, Куренівка, Монтажник, Нова Дарниця, Новокараваєві дачі, Олександрівська слобідка, Пріорка, Саперна слобідка, Селище будівельників, Сирець, Совки, Соцмісто, Чапаївка, Черепанова гора, Чоколівка, Шполянка, Шулявка.
У 1950—1960-х роках широко застосовувалась житлова забудова в п'ять поверхів. На межі 1960-1970-х років будуються дев'ятиповерхові житлові будинки. Окрім житлових будинків у мікрорайонах передбачались культурно-побутові установи, мережі магазинів, поліклінік, дитячих садків і ясел, шкіл, спортивних майданчиків і місць відпочинку.
У 1960—1970-х роках набуло масового характеру панельне будівництво. Містобудівники надавали перевагу панельним будинкам — збірним залізобетонним конструкціям із готових панелей, які виготовляли за типовими проєктами. Забудова велась здебільшого на намивних територіях на лівобережжі й Оболоні. Архітектура мікрорайонів була переважно невиразною. Частково виправили ситуацію за допомогою баштових житлових будинків в 12-16 поверхів, які урізноманітнили забудову і надали виразності її силуету.

Палац урочистих подій (1982)

У 1960-1980-х роках на тлі неякісної масової забудови зустрічаються поодинокі зразки модернізму, які формують міський культурний ландшафт.
Проведена реконструкція окремих кварталів у центрі міста, зокрема Хрещатику, майдану Незалежності, а також спорудження значних громадських будинків і споруд, таких як Палац спорту, палац культури «Україна» на Великій Васильківській вулиці, Будинок художника на Львівській площі, міжнародний аеропорт «Бориспіль», готелі, криті ринки, телевізійна вежа.

Будинок меблів на бульварі Миколи Міхновського, 23 (1984)

У 1960 році з'являється новий тип громадських споруд — Київський метрополітен. Метро зрештою вплинуло на подальше формування міста, оскільки згодом забудовники враховували розміщення його ліній і станцій. Деякі станції, декоровані монументальними композиціями, мають статус пам'яток архітектури, містобудування й монументального мистецтва. Архітектура станції «Золоті ворота», яка є алюзією на храмове зодчество Київської Русі, належить до найкращих станцій в Європі.
У 1970-ті роки на Хрещатику та майдані Незалежності з прилеглою територією сформували адміністративний центр міста.

Анатолій Домнич. Фрагмент металевого панно «Із варяг у греки» на фасаді Житнього ринку (1980)

На архітектурне обличчя столиці вплинуло святкування 1500-річчя Києва. У рамках заходів до відзначення ювілею передбачалось будівництво сучасних споруд і реставрація стародавніх пам'яток. Упродовж 1980—1982 року відтворили Золоті ворота і фонтан «Самсон» з ротондою. Відреставрували церкву Спаса на Берестові, Миколаївський костел, поштову станцію на Подолі, кам'яницю Балабухи тощо. Спорудили, наприклад, Палац реєстрації шлюбів та новонароджених і Будинок меблів. Оздобили будинки на проспекті Перемоги мозаїчною композицією «Історія Києва», а також фасад Житнього ринку металевим панно «Із варяг у греки» і «1500-річчя Києва».
Святкування ювілею перетворило Київ, на той час одне з провінційних міст СРСР, якому комуністичний режим надав статус «столиці квітучої України», на сакральну стародавню столицю.
З 1960 років Київ активно забудовують панельними типовими багатоповерховими будинками.

### Архітектурні стилі в радянський період

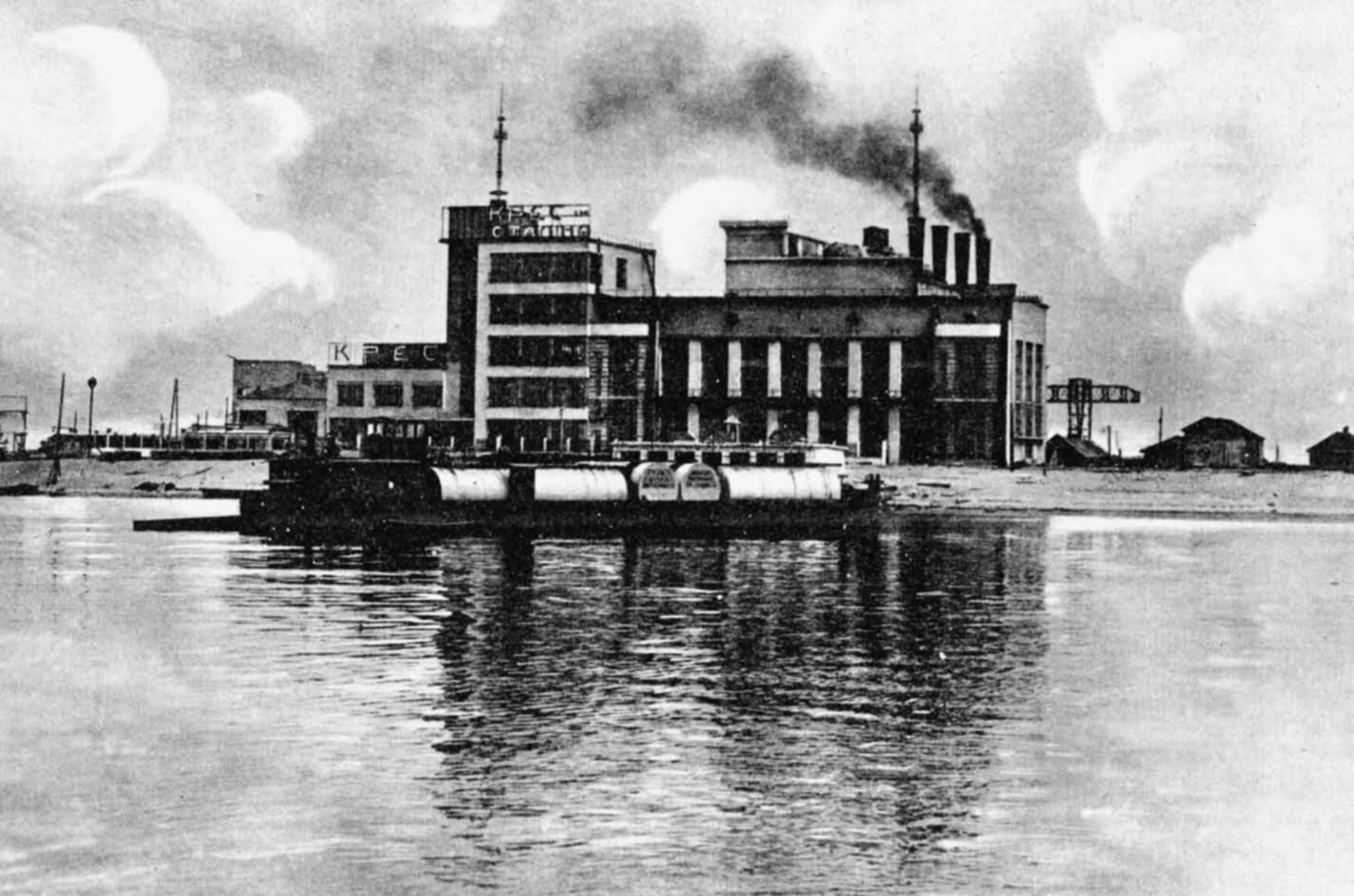
Київська районна електростанція (конструктивізм, 1930)

#### Конструктивізм та інші архітектурні напрямки у 1920-х роках
У перші післяреволюційні роки розвивалися три принципово відмінні архітектурні напрями, частина з яких зародилася у попередню добу: українське бароко, неокласицизм і конструктивізм.
Українське бароко проявилося у творчості архітекторів Дмитра Дяченка, Олександра Вербицького, Миколи Даміловського та інших. Серед найкращих архітектурних ансамблів можна назвати комплекс будівель Української сільськогосподарської академії (тепер Національний університет біоресурсів і природокористування України) у Голосієві, зведений за проєктом Дмитра Дяченка. Іншим помітним проєктом став залізничний вокзал (1927—1932, архітектор О. Вербицький). На відміну від Дмитра Дяченка Олександр Вербицький намагався спростити барокові елементи й надати споруді сучасних форм стилю конструктивізму. Цей напрям більшовики оголосили проявом «українського буржуазного націоналізму» і брутально обірвали. Окрім влади, до цькування представників національного стилю долучилися й їхні колеги. Безжальними критиками були радянські архітектори, зокрема Микола Холостенко. У формах вокзалу вони навіть побачили тризуб. Тому талановиті архітектори, такі як Олександр Вербицький, зазнали переслідувань.

Українське бароко 1920-х
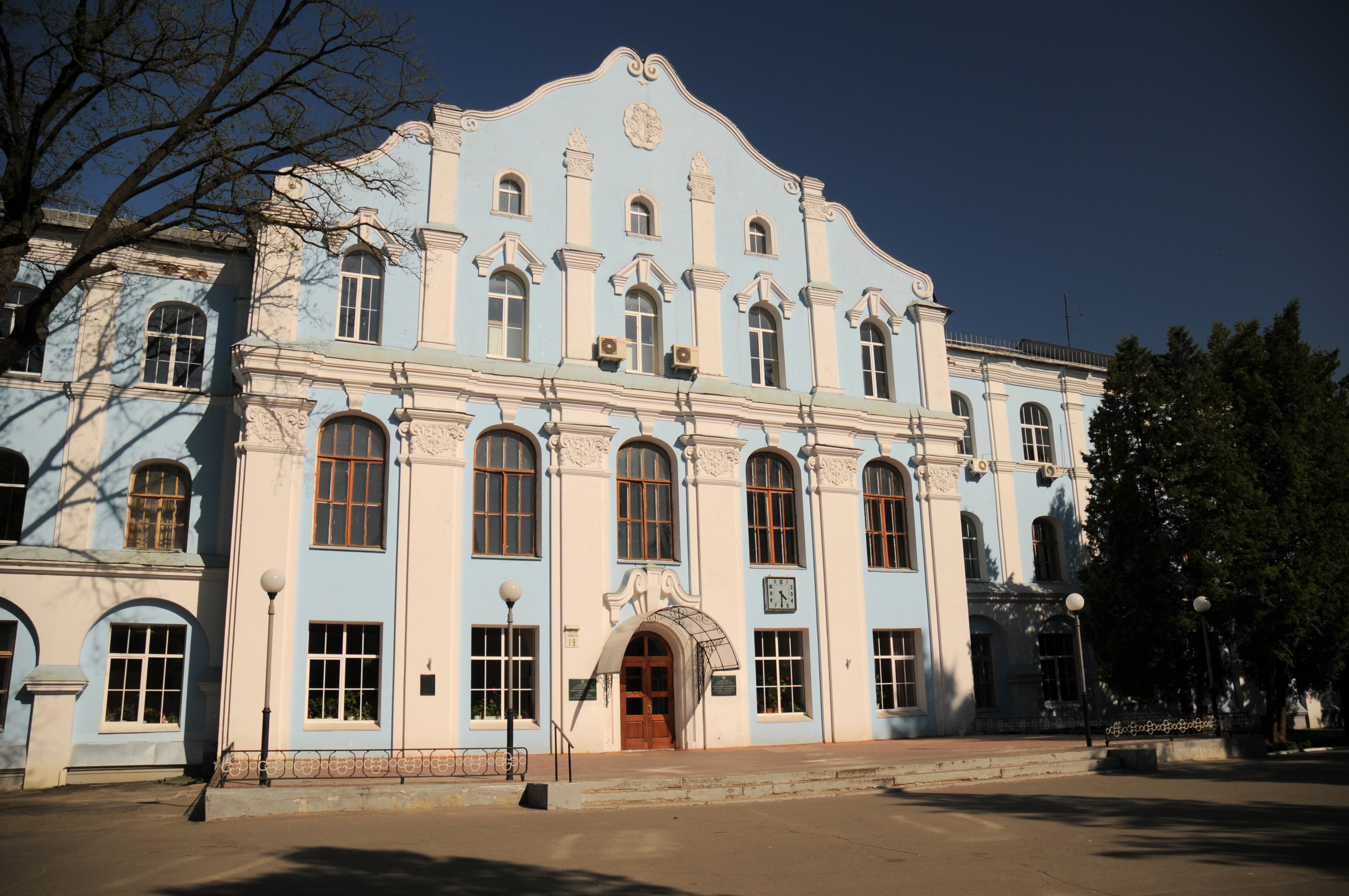
Українська сільськогосподарська академія в стилі українського бароко (1927)
Залізничний вокзал,  (елементи українського бароко і конструктивізму, 1927—1932)

До українського бароко повернулись лише після Другої світової війни. У 1950-х роках головний архітектор Києва академік Анатолій Добровольський розробив типовий проєкт житлових будинків з використанням мотивів цього стилю. Будівлі на вулицях Михайла Бойчука, 3, Бастіонній, 6, Алматинській, 97/1, 101 і Парково-Сирецькій, 15 прикрашались ліпниною, колонами зі своєрідними капітелями на вході й поясом із декоративних розеток над віконними прорізами останніх поверхів. Осі входів закріплено щипцями з бароковими рисами.

Українське бароко 1950-х
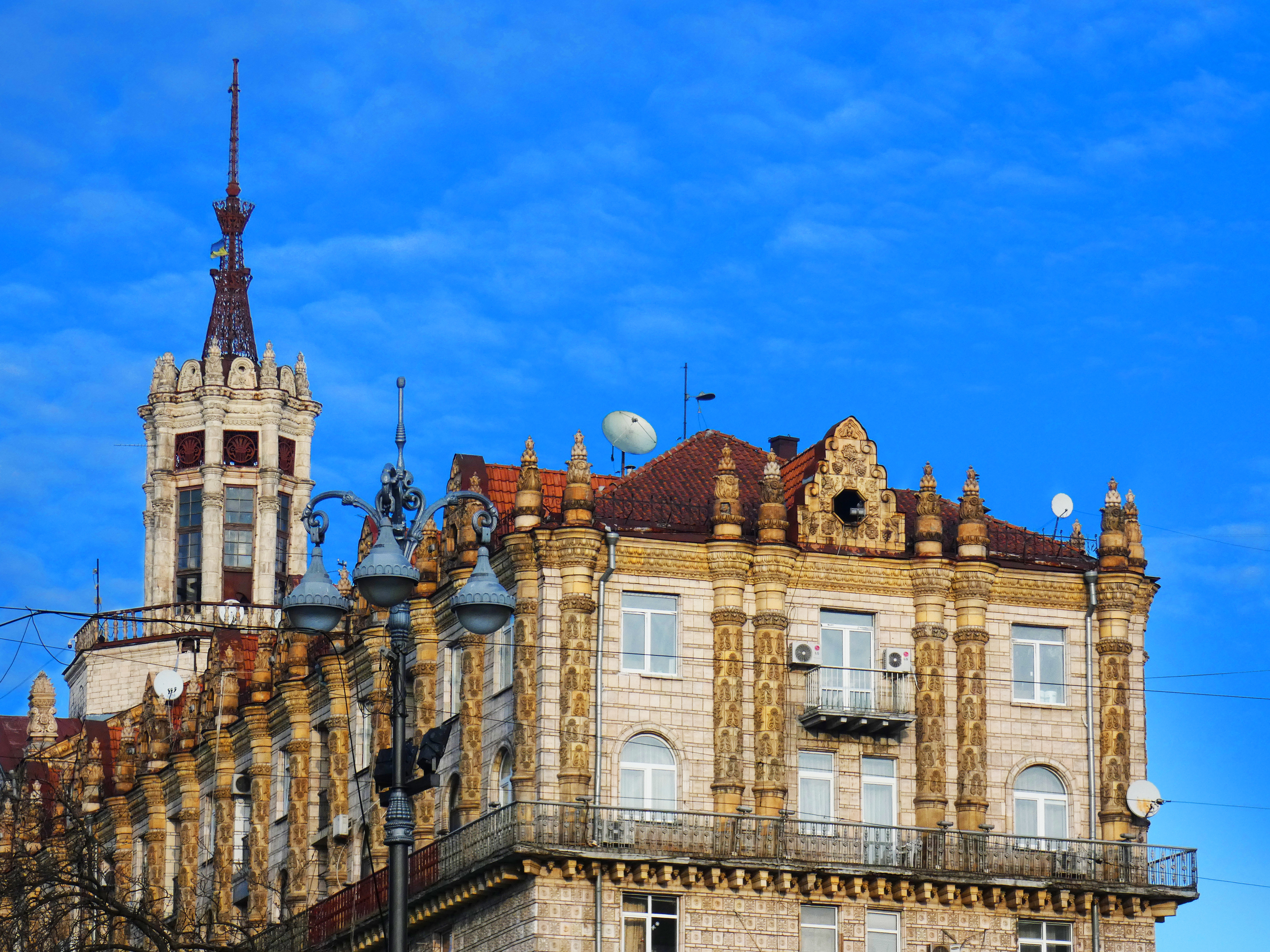
Будинок зі шпилем на Хрещатику (українське необароко, 1951)
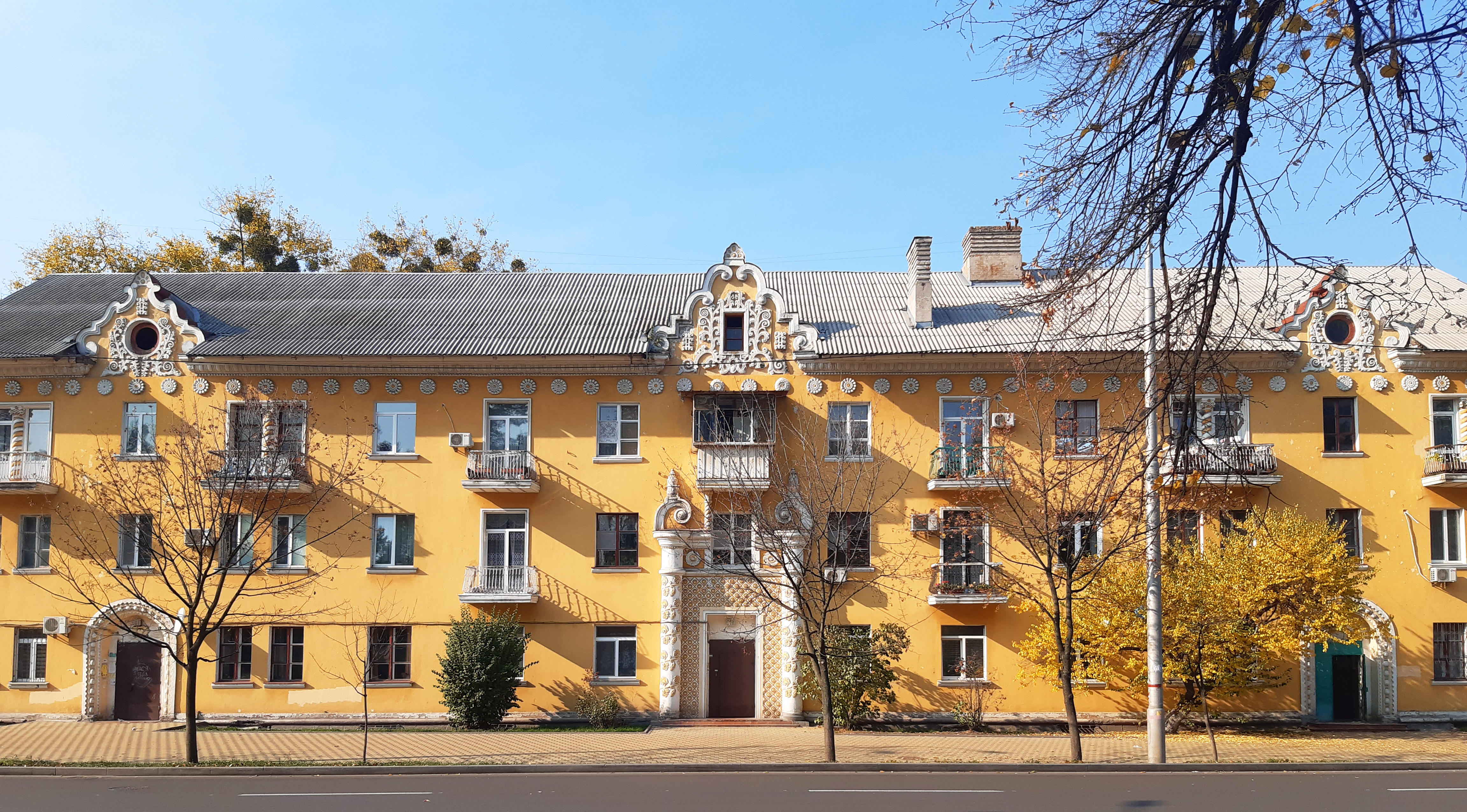
Будинок за типовим проєктом А. Добровольського, Алматинська вул., 101 (українське необароко, 1950-ті)

У формах класики працювали Олександр Кобелєв, Василь Осьмак, Павло Альошин, Валеріян Риков. У ці роки було завершено розпочате ще до революції будівництво бібліотеки (1914—1930) і корпусу гуманітарних наук університету (1940).
Індустріалізація країн Європи і процес їх урбанізації, розвиток нових конструкцій і будівельних матеріалів, культурні та соціальні перетворення спонукали архітекторів до творчих пошуків та експериментів. Як наслідок, на Заході зародився авангардний модернізм (функціоналізм, італійський раціоналізм, архітектура школи Баугауз, архітектура голландської групи «Де Стиль» тощо). Під впливом цієї течії у СРСР виник конструктивізм, який отримав розвиток на зламі 1920—1930-х років. Характеризується суворістю, геометризмом, лаконічністю форм і монолітністю зовнішнього вигляду.

Архітектура 1930-х років
Клуб «Харчовик» (конструктивізм, 1933)
«Будинок-літак» (пізній конструктивізм)

На засади конструктивізму орієнтувалися Микола Шехонін, Йосип Каракіс, Михайло Парусніков та інші. Новації конструктивізму притаманні клубу «Харчовик» архітектора Миколи Шехоніна (1931—1933) на Межигірській вулиці, 2, житловим будинкам робітників заводу «Арсенал» на вулиці Грушевського, 28/2 (1929—1930, інженери М. Анічкін, Л. Толтус), кооперативам «Радянський лікар» Павла Альошина на Великій Житомирській, 17/2 (1928—1930) і «Сяйво» Миколи Холостенка на Костельній, 6 (1927), клубу заводу «Більшовик» і комплексу кінофабрики Валеріяна Рикова (1926—1928). Водночас на розі теперішніх вулиць Хрещатика і Богдана Хмельницького заборонили реалізувати проєкт «Будинку установ № 2» у конструктивістських формах (1930). Натомість за проєктом Олексія Щусєва збудували ЦУМ у стилі ар деко.
У формах конструктивізму витримано стилістику архітектурних деталей Київської районної електростанції, збудованої у 1930 році за проєктом Б. Доманського та М. Паруснікова. До пізнього конструктивізму належить архітектура «Будинку ІТП» архітектора Георгія Любченка, «Будинку-літака» (1934—1938) Йосипа Каракіса, «Будинку міліції» (1933—1935) Павла Савича.

#### Радянський монументальний класицизм
У добу правління Йосипа Сталіна в СРСР сформувався монументальний стиль, близький до ампіру, еклектики й ар деко, відомий як сталінський ампір. У сталінській архітектурі простежується схожість із неокласичним архітектурним напрямком, наприклад, із північноєвропейським неокласицизмом. У цьому стилі в 1939 році в Києві зведено Будівлю Верховної Ради України (архітектор Володимир Заболотний) з куполом і колонами коринфського ордера. Класичний монументальний стиль будівлі проявляється в його поєднанні з навколишнім середовищем, в трактуванні фасадів й особливо в обробці інтер'єрів.

Сталінська архітектура
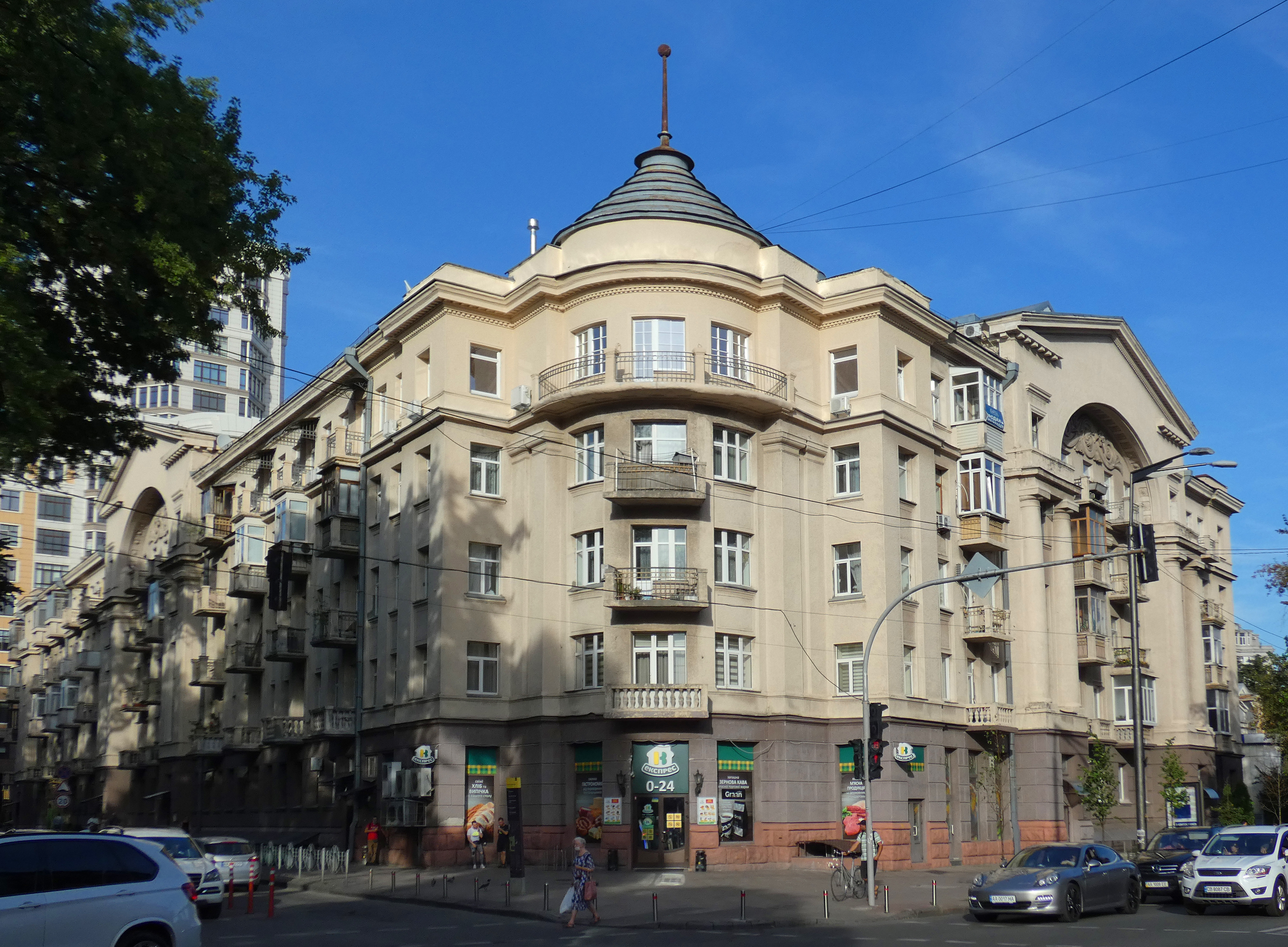
Будинок на Грушевського, 9 (1935)
Будівлі на Хрещатику (1948—1951)
Круглоуніверситетська, 13 (1950-ті)

#### Бруталізм і радянський модернізм
Радянська модерна архітектура прийшла на зміну сталінському ампіру, у добу боротьби з «надмірностями» в архітектурі та будівництві.
Бруталізм є однією з гілок післявоєнного архітектурного модернізму. Стиль характеризується уявною міццю конструкцій й об'ємів, великорозмірними композиційними рішеннями. Вплив бруталізму помітно проявилося в київській архітектурі 1970-х — початку 1980-х років. У цьому стилі були побудовані Національний музей історії України у Другій світовій війні (Євген Вучетич, Євген Стамо, Віктор Єлізаров, 1981), актовий зал Київського медичного інституту (1980-ті), Національна бібліотека України імені В. І. Вернадського (1989).

Будинок «Літальна тарілка» — найвідоміша пам'ятка неомодернізму
Крематорій
Готель «Салют»
Національна бібліотека України імені В. І. Вернадського

Бруталізм ліг в основу радянського архітектурного модернізму. Для цього архітектурного стилю, переважно на стадії розвитку, характерна зокрема декоративність, наявність мозаїчних панно та інших модерністських елементів прикраси. До головних зразків цього стилю в Києві відносяться: Будинок «Літальна тарілка» Флоріана Юр'єва (1978), Київський річковий вокзал Вадима Гопкало, Вадима Ладного, Григорія Слуцького (1961), Київський крематорій Авраама Милецького із Стіною Пам'яті на Байковій горі Володимира Мельниченка й Ади Рибачук (1968—1981), Київський центральний автовокзал із декоративним мозаїчним панно в інтер'єрі, готель «Салют» Авраама Мілецького (1984), Київський палац дітей та юнацтва, з мозаїчним оздобленням Ади Рибачук і Володимира Мельниченка, Житній ринок Валентина Штолька з панно «Із варяг у греки» художника Анатолія Домнича (1980), Будинок меблів на бульварі Миколи Міхновського Наталі Чмутіної (1984).

Монументальне мистецтво
Мозаїчне панно «Ковалі сучасності», Інститут ядерних досліджень НАН України (1972—1974)
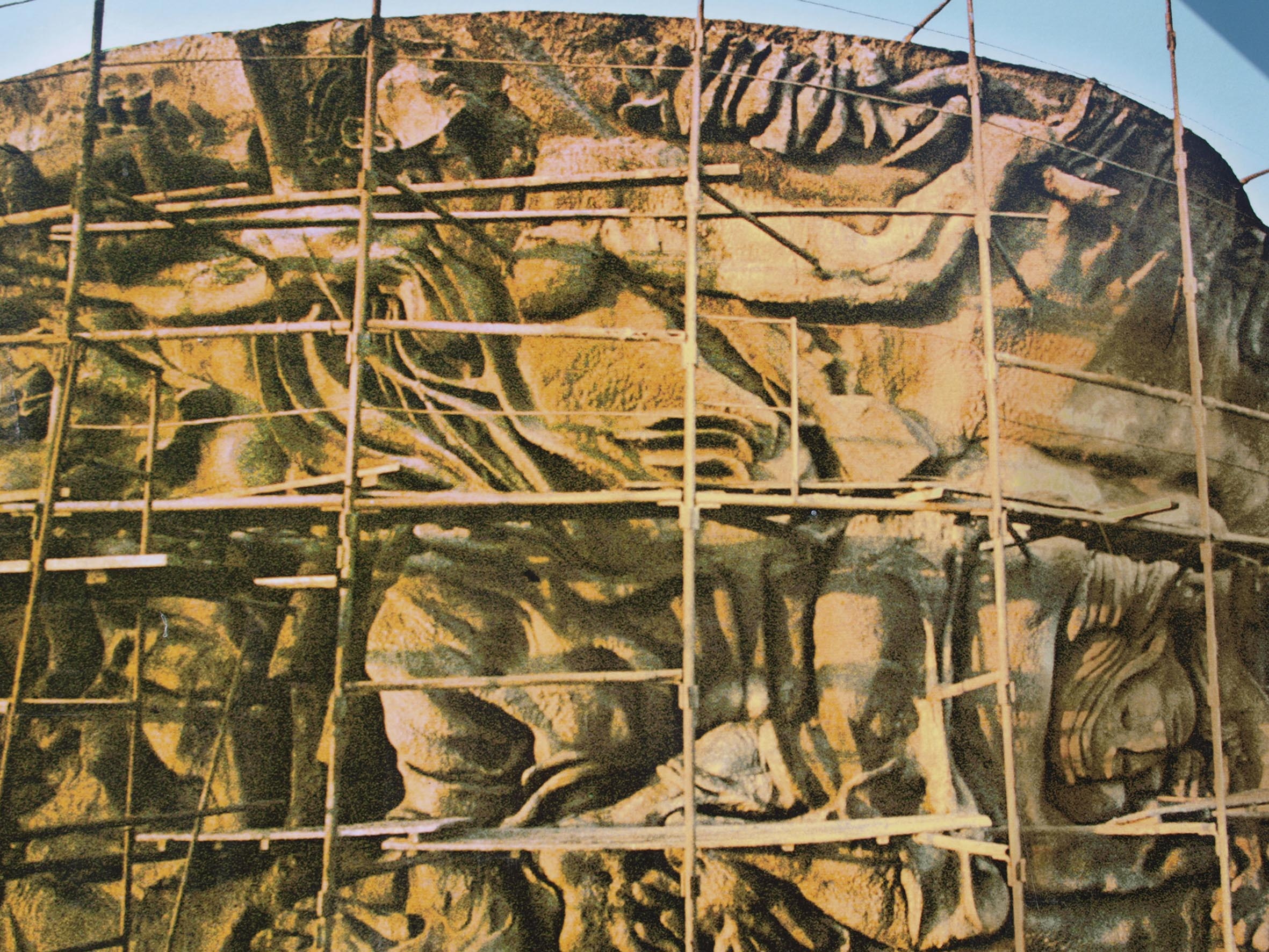
Стіна Пам'яті

Наприкінці 1970-х — початку 1990-х років у Києві з'явились зразки постмодерної архітектури. Одна з його чільних рис, за словами Чарльза Дженкса, — радикальний еклектизм. У цьому стилі забудували житлові квартали у північно-східній частині Подолу, окресленій вулицями Кирилівською, Костянтинівською, Межигірською, Оболонською, Оленівською і Юрківською. Проєкти будинків підготували київські архітектори Георгій Духовічний, Леонід Мороз, Тетяна Лазаренко, Юрій Шалацький, Ігор Шпара та інші. На авторів вплинула архітектура київських прибуткових будинків, зокрема зведених у цегляному стилі, й атмосфера старих подільських двориків. Водночас містобудівники були добре обізнані із закордонним досвідом. З цією метою технічний відділ Київпроєкту готував переклади іноземної фахової літератури. А 1985 року в СРСР вийшов переклад книги Чарльза Дженкса «Мова постмодерної архітектури».

Пізньорадянський постмодерн
Квартал між Кирилівською, Юрківською, Оболонською і Костянтинівською вулицями
Житловий будинок на Костянтинівській вулиці, 59

## Громадські, промислові, рекреаційні та інші об'єкти
Навчальні заклади. У столиці широко представлені пам'ятки, які відображають розвиток освіти, науки, культури XVIII—XX сторіч. Це передусім архітектурні пам'ятки Києво-Могилянської академії, будинки університету святого Володимира, політехнічного інституту, гімназій, астрономічної обсерваторії, перших у світі технічних і хімічних лабораторій, які обслуговували залізничний транспорт, будівля старого корпусу Бактеріологічного інституту та інші об'єкти.
У стилі радянського модернізму зведені корпуси Інститутів міжнародних відносин і журналістики, факультетів кібернетики, соціології та механіко-математичного факультету КНУ.

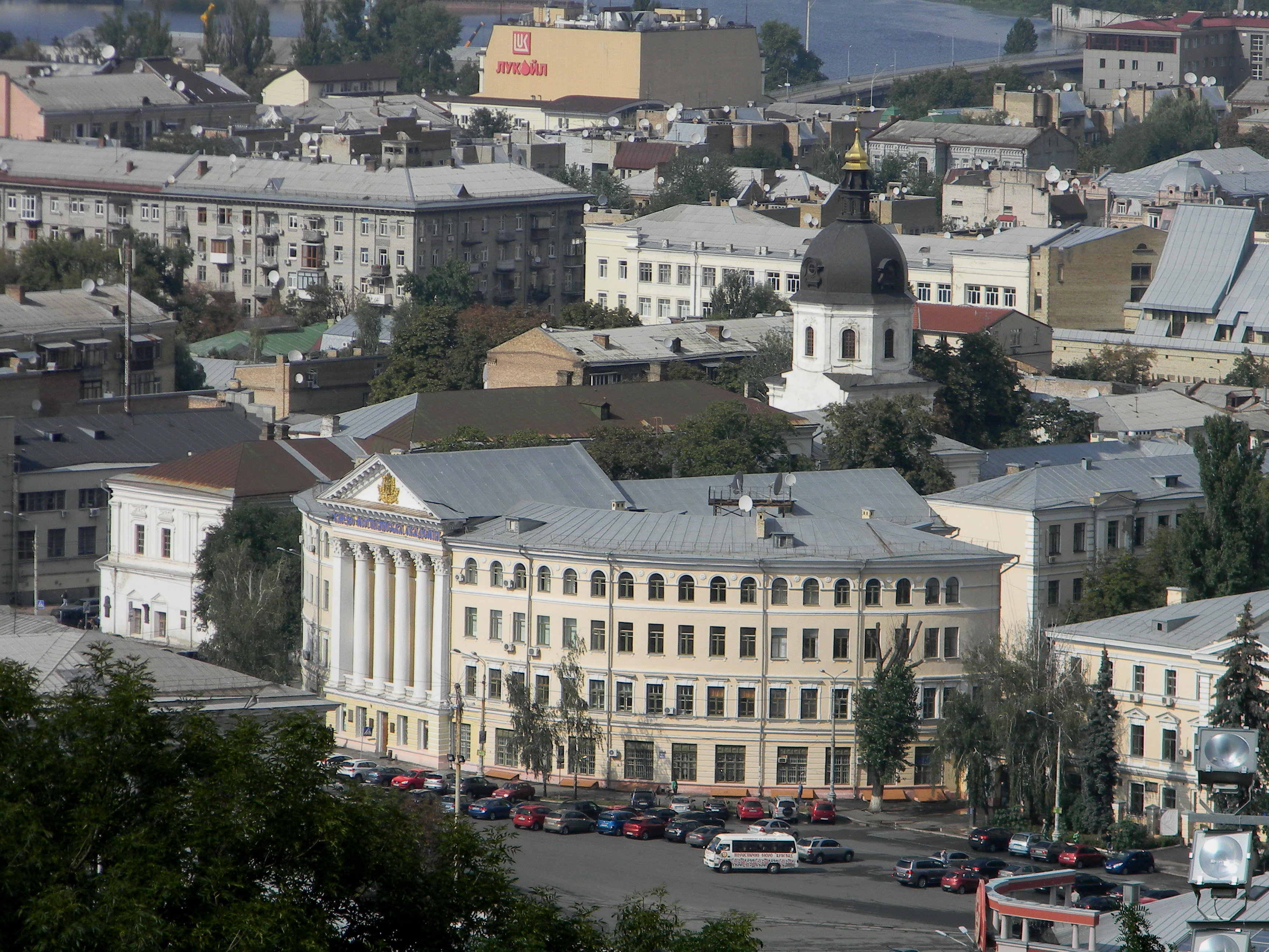
Ансамбль Києво-Могилянської академії
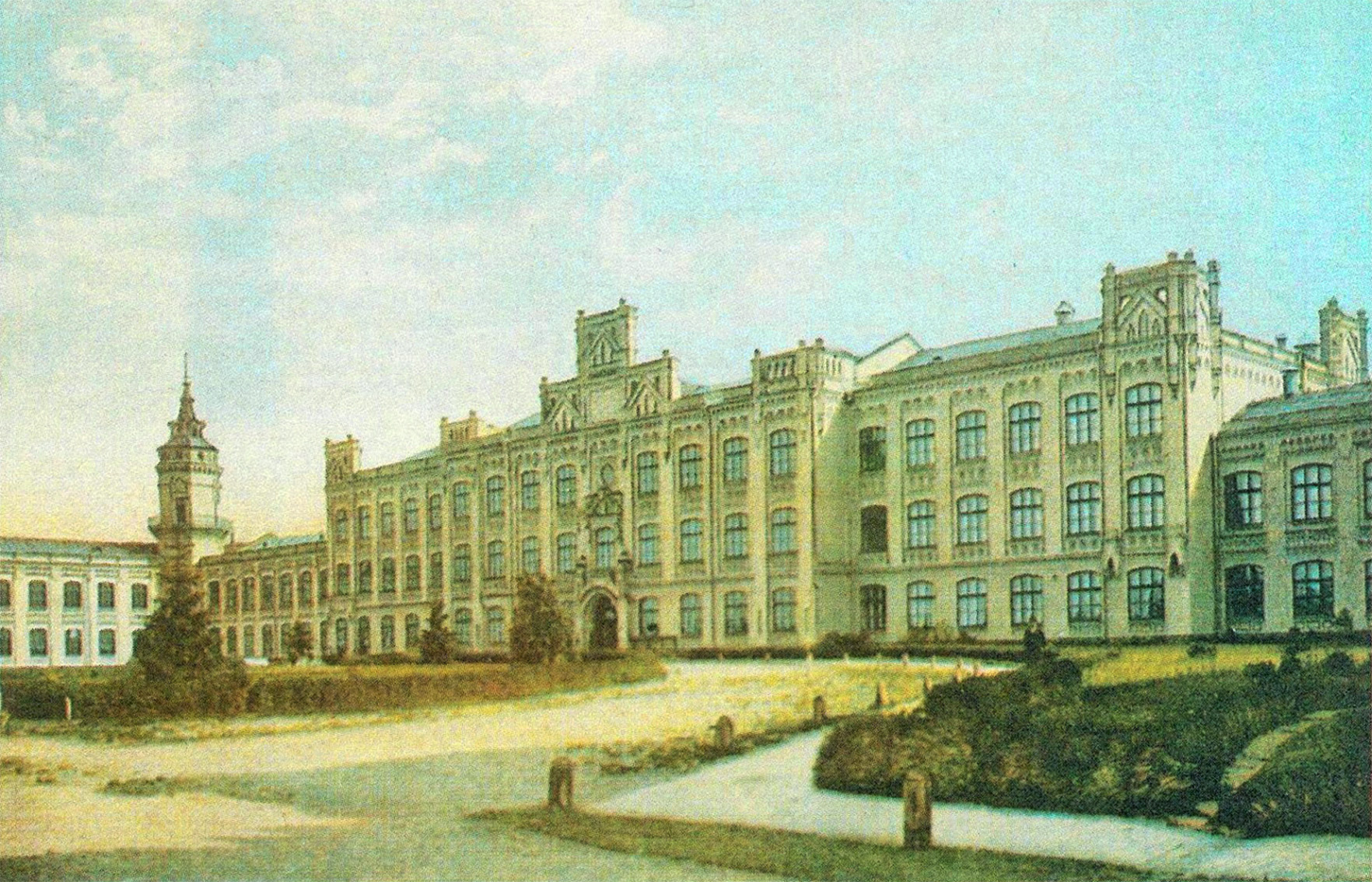
Київський політехнічний інститут (цегляний стиль)
Корпуси факультетів кібернетики, соціології та механіко-математичного факультету Київського університету в Голосієві (модернізм)
Інститут міжнародних відносин (модернізм)

Індустріальна архітектура. У Києві збудовано багато промислових підприємств. З плином часу в промислових об'єктах проявлялись стилістичні зміни. Збереглися споруди у стилях модерн, конструктивізм, сталінський ампір, неомодернізм тощо.
Київські мости. У Києві діє понад шістдесяти мостів та шляхопроводів, зокрема вісім мостових переходів через Дніпро. Також невеликі мости споруджені над протоками Дніпра.

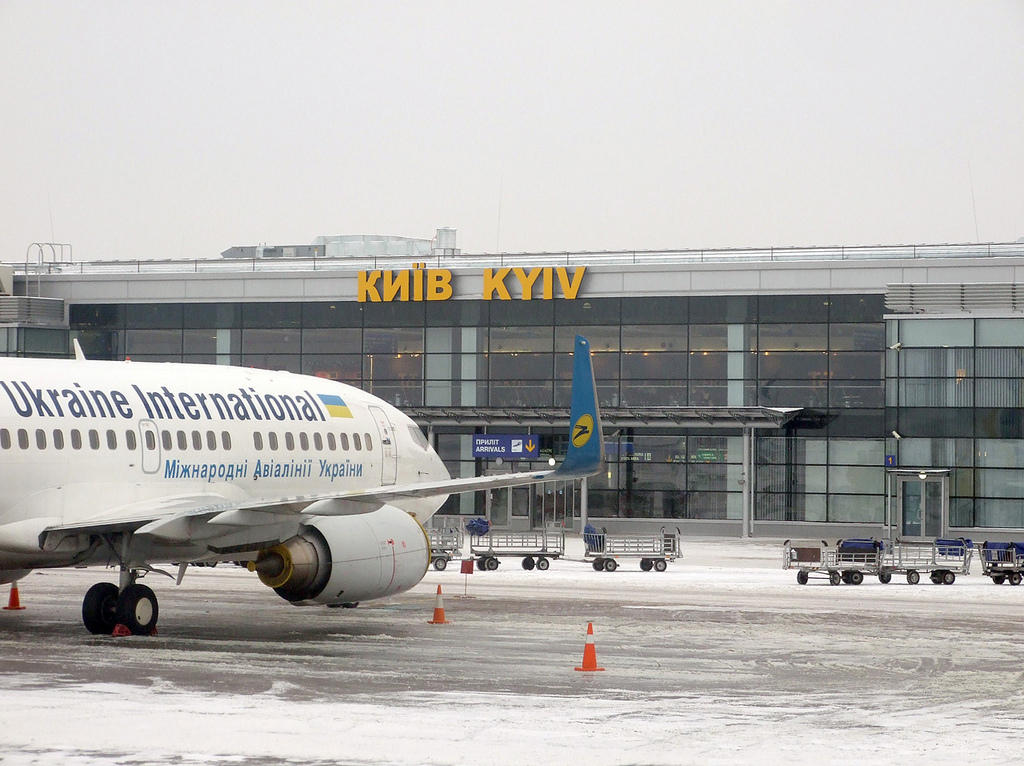
Міжнародний аеропорт «Бориспіль»
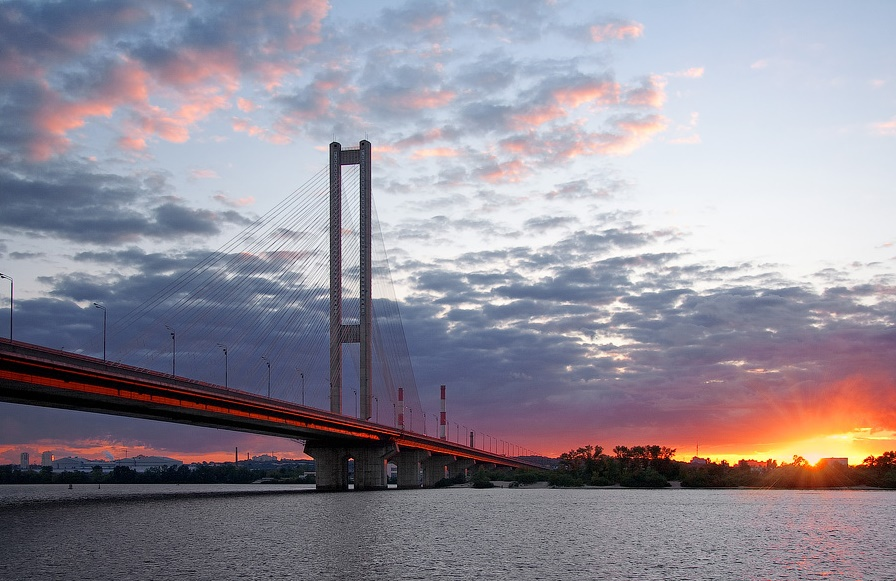
Південний міст
Південний залізничний вокзал

Спортивні споруди. У місті були побудовані Олімпійський стадіон, Стадіон «Локомотив», іподром, велотрек, Палац спорту та інші.
Парки Києва. Станом на початок ХХІ сторіччя у Києві налічується 127 парків і 500 скверів.

Ресторан «Вітряк» із мозаїкою «Вітер»
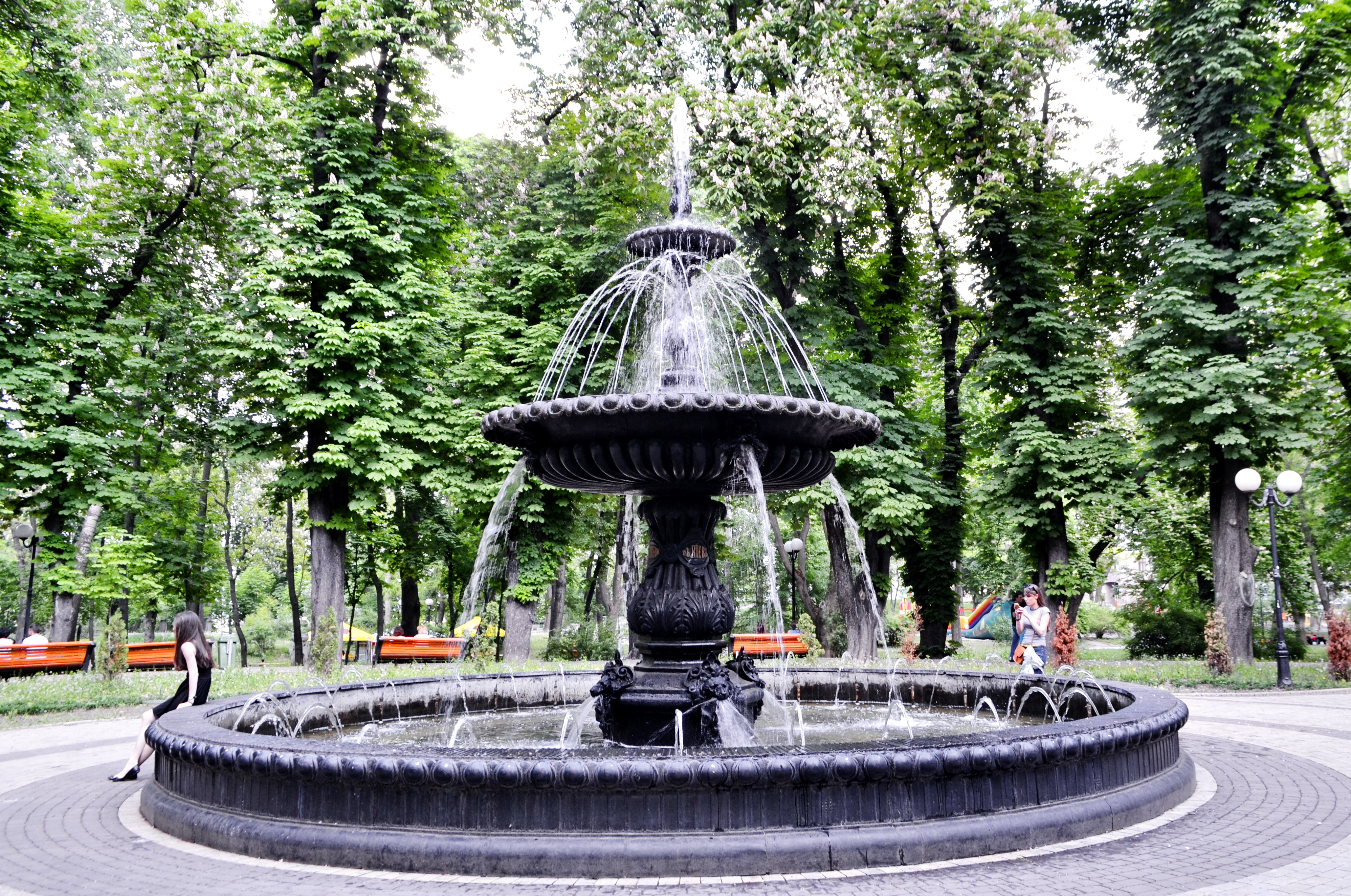
Маріїнський парк

## Архітектура доби Незалежності

### Загальна характеристика
Об'ємно-просторову композицію забудови сучасної столиці формують житлові (понад 80 %) та громадські будівлі: адміністративні, ділові, сакральні, культурно-просвітницькі, спортивні, торговельно-розважальні тощо. Житлові будинки становлять тло забудови. А офісні, готельні, торговельні будівлі виступають акцентами.
У творчості українських архітекторів дедалі частіше зустрічаються прояви постмодерну та хай-тека, як відображення глобалізації світової архітектури. У нових будівлях використовуються сучасні конструктивні та художньо-пластичні можливості й матеріали.
З-поміж об'єктів сучасної архітектури критеріям містобудування відповідають, наприклад, будівля Південного вокзалу, реконструйований НСК «Олімпійський». На вільній території з'являються принципово нові цілісні житлові композиції з будинками та інфраструктурою. Забудовуються житлові комплекси нової якості, як наприклад, «Паркове місто» і «Комфорт Таун».

Сучасна архітектура
«Реактор». Будівля Театру на Подолі на Андріївському узвозу, 20-Б (2016)
Вписаний в архітектурний ландшафт новобуд Посольства Нідерландів в Україні
«Цегляна вуаль» фасаду ЖК «Saga City Space» (2020) у межах історичного ареалу Подолу на Сагайдачного, 18

- Ocean Plaza
- НСК «Олімпійський»

2012 року на вулиці Антоновича, 176 відкрили Ocean Plaza (майстерня Андрія Пашенька), що відрізняється від інших київських торгових центрів-ангарів. Його фасад — це світлодіодний екран, накритий «лускою» із тригранних скелець.
На думку європейських архітекторів, які побували в Києві, з-поміж сучасних київських споруд до найкращих можна віднести будівлі посольства Нідерландів на Контрактовій площі (нідерландське архітектурне бюро «Atelier PRO») і посольства Німеччини на вулиці Богдана Хмельницького (німецьке архітектурне бюро «Мартіні та Гроссманн»).

Сучасна архітектура
Ocean Plaza
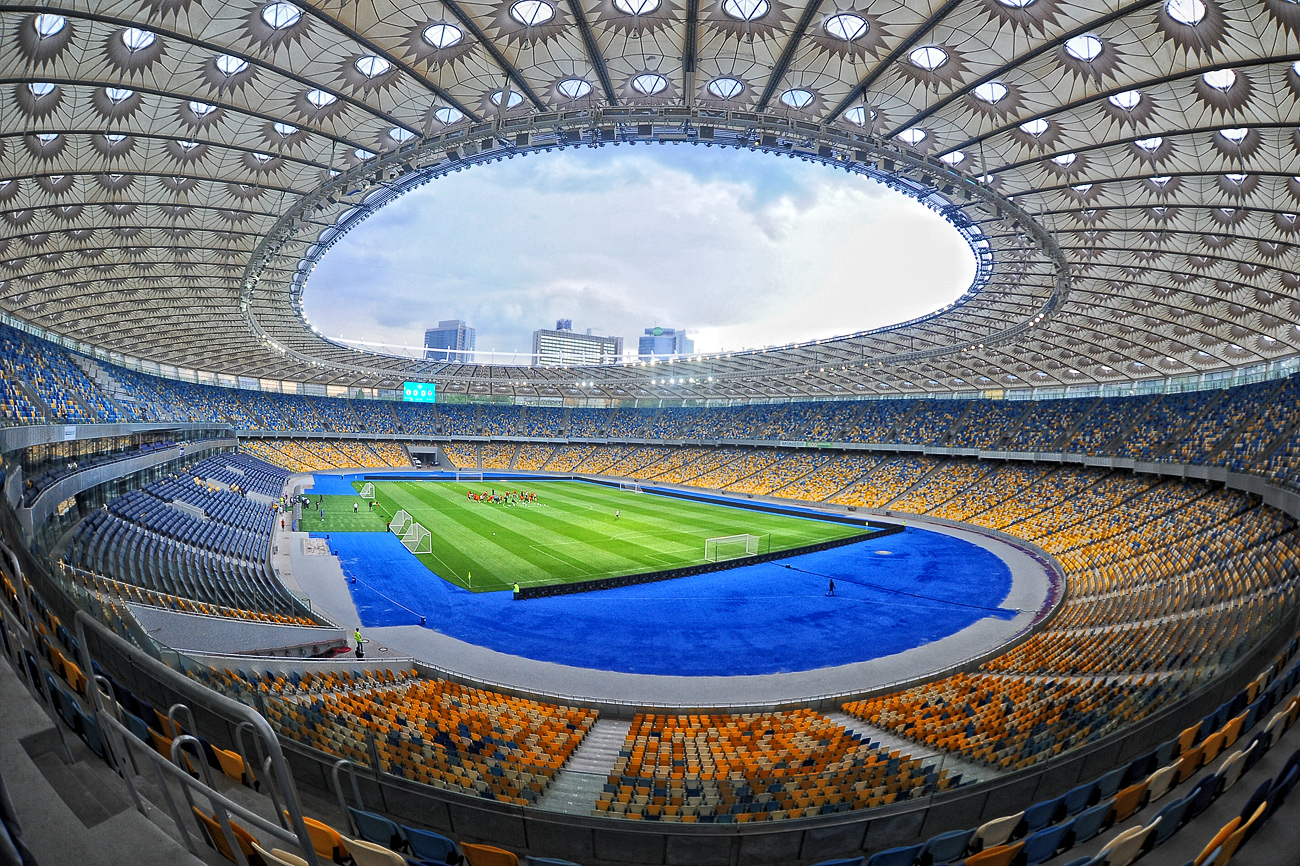
НСК «Олімпійський»

- «Реактор». Будівля Театру на Подолі на Андріївському узвозу, 20-Б (2016)
- Вписаний в архітектурний ландшафт  новобуд Посольства Нідерландів в Україні
- «Цегляна вуаль» фасаду ЖК «Saga City Space» (2020) у межах історичного ареалу Подолу на Сагайдачного, 18

Однією з найсуперечливіших споруд стала будівля Театру на Подолі, що на Андріївському узвозу, 20-Б, зведена за проєктом архітектора Олега Дроздова у 2016 році. Критики нарекли нову будівлю «коробкою», «крематорієм» і «реактором». Однак прихильники вважають будівлю гідним прикладом сучасної архітектури в Києві, однією з небагатьох будівель, схожих на європейські зразки. Не меншу бурхливу реакцію громадськості викликала інша будівля Дроздова — офісно-житловий комплекс «Saga City Space», який, на думку Міністерства культури України, звели без відповідних погоджень і дозволів на вулиці Сагайдачного, 18, у межах історичного ареалу Подолу.

### Хмарочоси

ЖК на Кловському узвозі, 7  (168 м)
БФК «H-Tower»
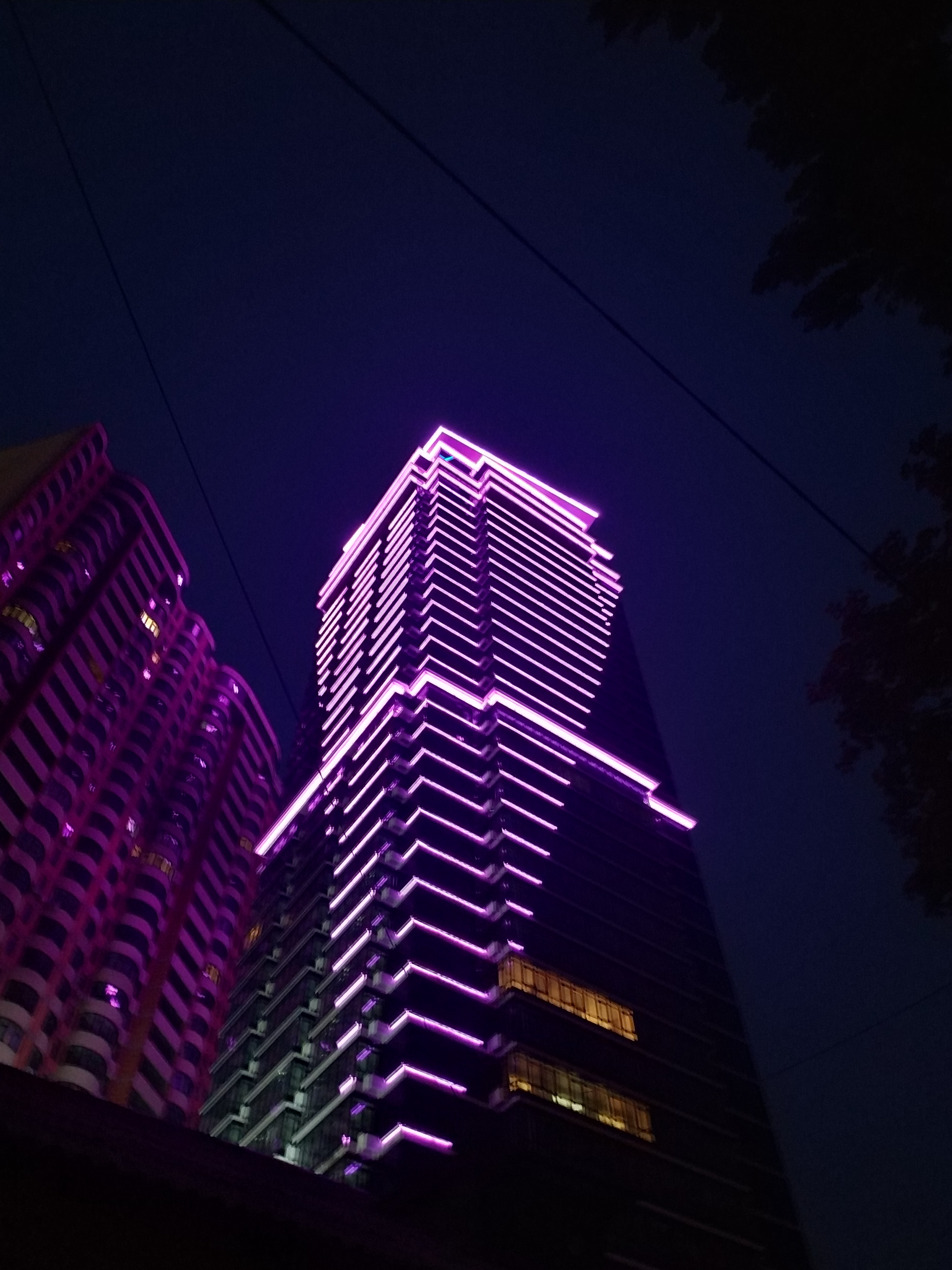
«Jack House» (141 м)

У новому тисячолітті в Києві дедалі більше зводять хмарочоси.
З урахуванням сучасних вимог і світової практики збудували Бізнес-центр «101 Tower» (2012). Вертикальні ламелі між смугами скла компенсують деяку присадкуватість 27-поверхового хмарочоса, а розбивка фасаду на чотири горизонтальні частини розбавляє монотонність.
На Болсуновській вулиці, 13-15 з 2014 року розташований Бізнес-центр IQ (майстерня Андрія Пашенька). Скляні смуги вежі-домінанти розділені на зміщені обсяги, що нависають один на одного.

### Екобудинки

Зведення сферичного будинку на Батиєвій Горі

Із хмарочосами контрастують будинки приватного сектору. З-поміж різних типів будівель у межах агресивного урбанізованого середовища виділяють екобудинки. На будівництві у місті використовуються традиційні будівельні матеріали: цегла, бетон, цемент, арматура, пінопласт, мінеральна вата тощо. Однак з 2014 року набувають дедалі більшої популярності екологічні матеріали без токсичних речовин. Екобудівельні компанії виготовляють їх із деревини, соломи, грибниці, бамбука, а також з костриці промислової коноплі, але на відміну від костробетону без додавання цементу. Один із реалізованих проєктів з використанням такого матеріалу — сферичний будинок на Громадській вулиці, що на Батиєвій горі. На створення такої композиції надихнули баневі споруди, популяризатором яких у ХХ столітті був архітектор і винахідник Річард Фуллер.

### Негативні тенденції і критика сучасної архітектури

ЖК «Мангеттен-Сіті»

У 1990—2020 роках Київ втратив десятки пам'яток архітектури у наслідок недбалого ставлення нових власників або навмисного знищення для звільнення земельної ділянки під нову забудову. Повсюдно спостерігається масове псування мешканцями фасадів історичних будинків супутниковими антенами, кондиціонерами, заскленими і покритими пластиком балконами. Критики вважають, що в оздобленні квартир і будинків панує кіч, несмак, а в місті в цілому — архітектурний безлад. Архітектори й активісти сучасний період іронічно прозвали «добою раннього бикоко», а стиль — «жлобським».

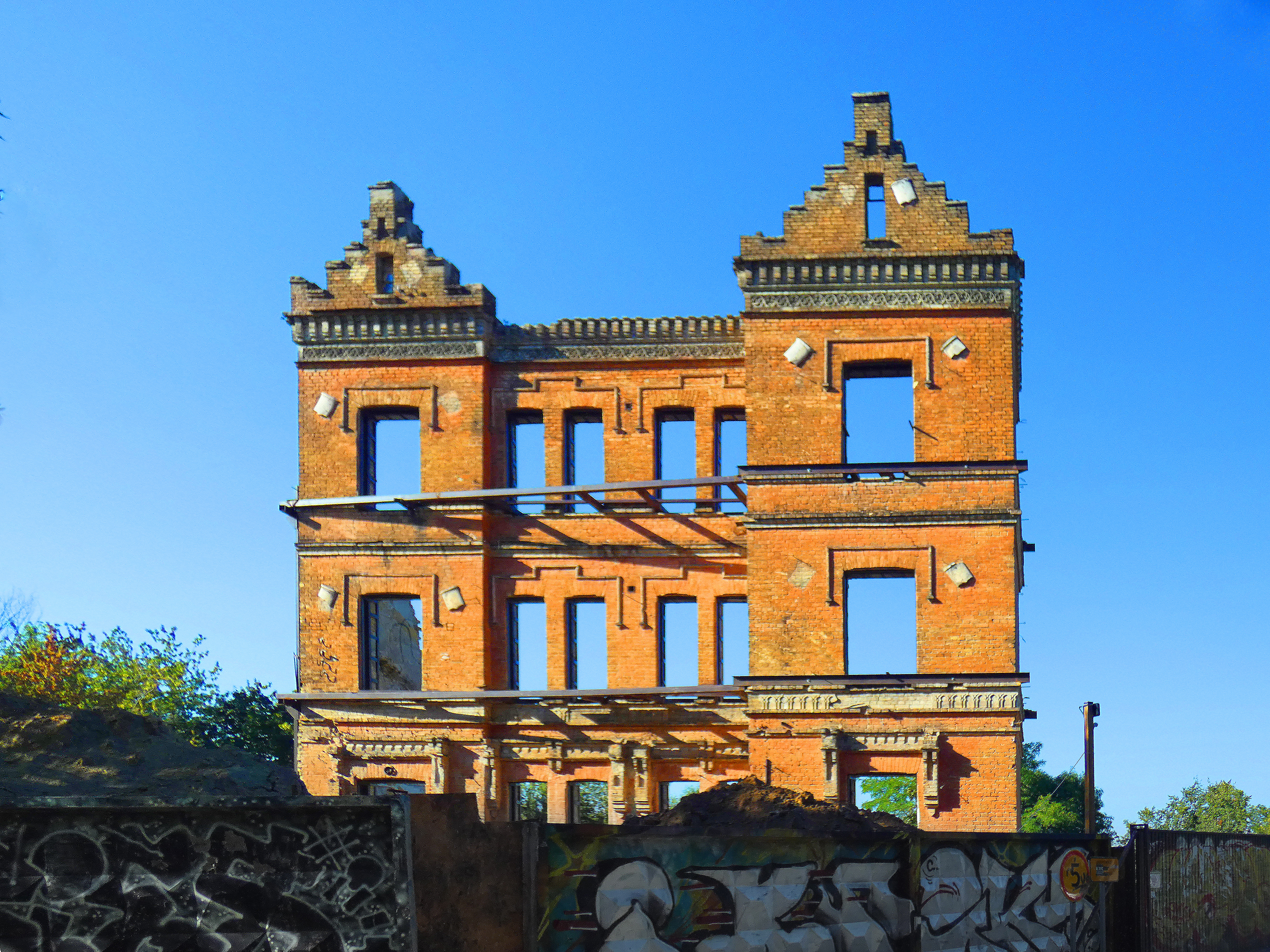
Фасадизм. Реконструкція будинку на Великій Житомирській, 34-А

Одним із шляхів збереження пам'яток є світова практика фасадизму, коли зберігається лише фасад старої будівлі, а поза ним зводиться нова. Однак у Києві забудовники, отримавши відповідний дозвіл, майже повністю знищують культурний об'єкт, як це сталось із кам'яницею Шпаковських на бульварі Тараса Шевченка, 8/26, або прибутковим будинком на Великій Васильківській вулиці, 98.

Бізнес-центр «Євразія» (псевдоісторичний стиль)

У громадських діячів викликає занепокоєння хаотична забудова Києва хмарочосами. Верхні позначки історичних домінант — Лаврської дзвіниці (висота 96,5 м), дзвіниці Софійського собору (76 м), Михайлівського монастиря (50 м), Андріївської церкви (60 м) — тривалий час вважалися критичними при розміщенні будівель на верхніх терасах пагорбів, звернутих у бік Дніпра. Поява після 2000 року десятків будівель заввишки понад 100 метрів (на Печерській площині) і близько 150 метрів (на Кловському узвозі) стали незворотним чинником активної зміни містобудівної панорами Києва. На думку деяких фахівців, це призвело до порушення історичної об'ємно-просторової композиції Києва. Поява численних випадкових у структурі міста хмарочосів знівелювала ідею урбаністичних домінант міської панорами.
Громадськість, яка бореться з незаконною забудовою, намагається виграти справи у судах. Судові процеси, як наприклад, у справах про «Будинок-монстр на Подолі» або ЖК «Фреско Софія» у буферній зоні Софії Київської, можуть тривати роками.
Консервативна частина активістів намагається чинити опір будь-яким спробам зведення нових будинків за рахунок знесених старих, незалежно від того, чи мають вони статус пам'ятки. Окремі міські чиновники не поділяють думки про необхідність збереження будівель лише на підставі їхнього віку. Директорка Департаменту культури КМДА Діана Попова після знищення «Будинку з ромашками» на Златоустівській, 35, заявила: «Все сараи и вполне милые избушки 100-летней давности, возможно, были уместны в XIX-м веке, а в XXI-м уже нет».
Водночас київська влада направила до міністерства культури подання про внесення 1542 пам'яток і щойновиявлених об'єктів культурної спадщини до Державного реєстру нерухомих пам'яток України. Щоправда, до переліку включили лише 73 об'єкти. Тому 31 серпня, за дорученням Віталія Кличка, Київська міська рада погодилася запровадити мораторій на реконструкцію та капітальний ремонт історичних будівель ХІХ-ХХ століття.

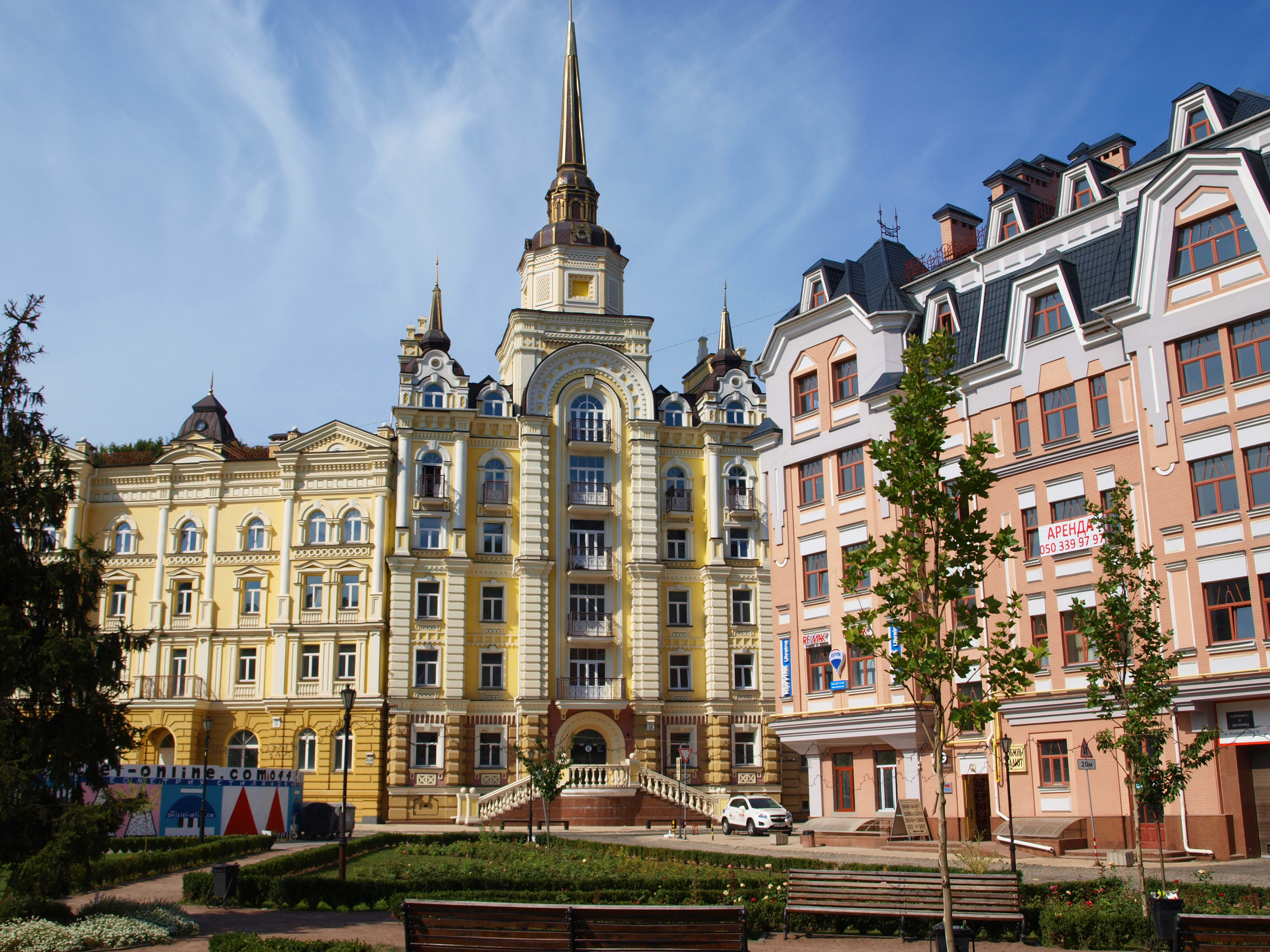
Імітація історичного стилю. Воздвиженка

Ще однією характерною особливістю сучасного столичного зодчества є псевдоісторичний стиль. Прихильники сучасної архітектури вважають, що спроба відтворення атмосфери старого Києва іноді породжує гротескні форми. Середмістя і Поділ забудували спорудами, в яких змішані старі архітектурні засоби і сучасні матеріали. Керамограніт, вентфасад, пінопласт ідуть поруч з гіпертрофованими еркерами й колонами. Водночас Венеціанська хартія з охорони й реставрації нерухомих пам'яток і визначних місць 1964 року застерігає від забудови європейських міст спорудами у псевдоісторичному стилі. У пункті 9 Хартії зазначено, що будь-які зміни і доповнення повинні «відрізнятися в архітектурній формі пам'ятки і нести ознаки нашого часу». У цьому стилі зведені, наприклад, Бізнес-центр «Євразія», ЖК на Грушевського, ЖК «Diamond Hill» на вулиці Івана Мазепи, 11-Б, житловий комплекс «Поділ Престиж», цілий квартал на Воздвиженці.

## Зруйновані та пошкоджені під час війни об'єкти культурної спадщини Києва

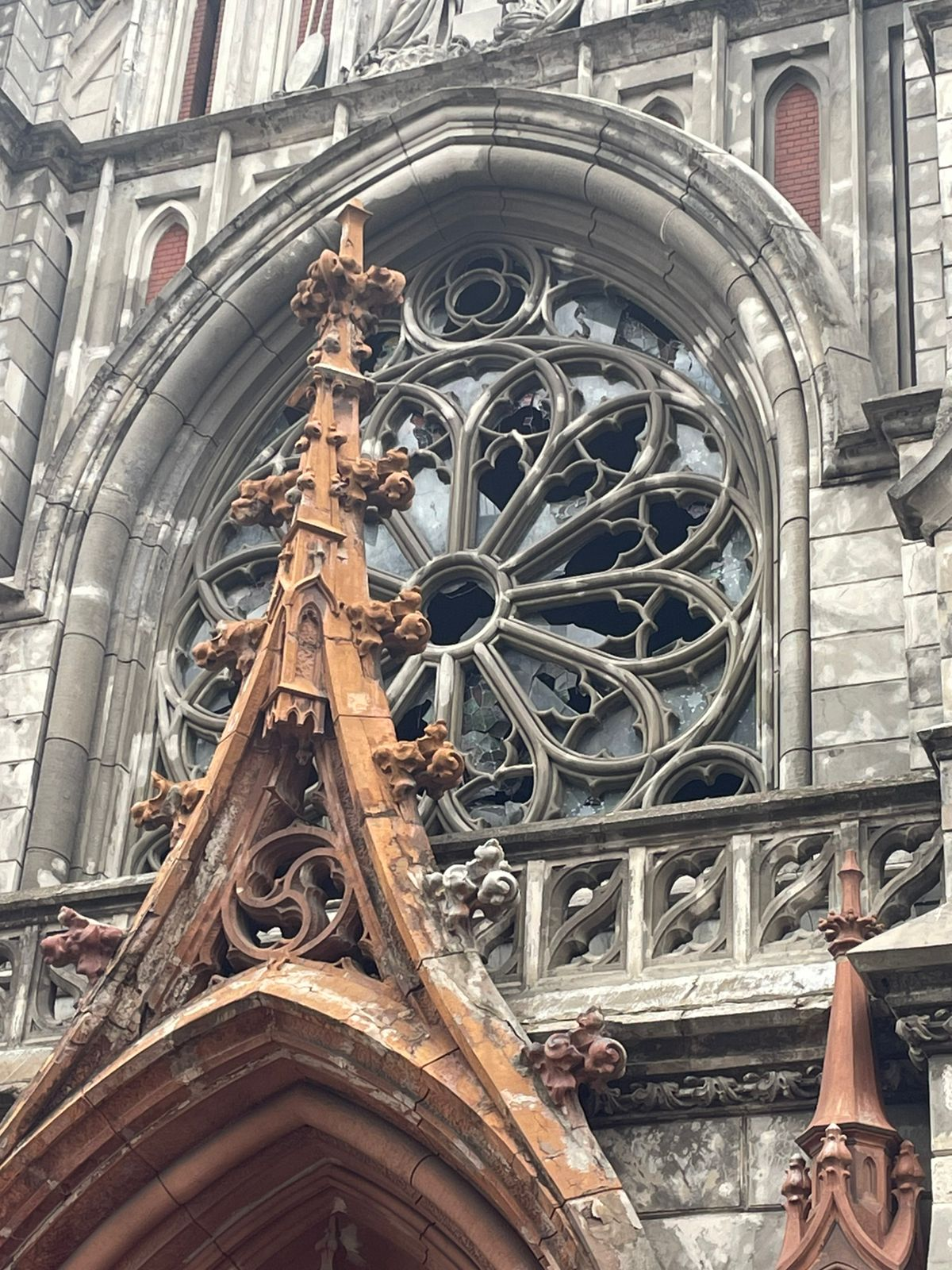
Пошкоджені після атаки вітражі Миколаївського костелу

Із початком російського вторгнення в Україну Київ постійно зазнавав із боку російських повітряно-космічних сил ракетних ударів та дронових атак. Їхніми цілями були переважно цивільні об'єкти. З 24 лютого 2022 до 2 січня 2025 року у столиці пролунало 1443 тривоги. Загальна тривалість небезпеки становила 1643 години 57 хвилин. За даними Київської міської військової адміністрації, 2022 року місто зазнало 52 російські повітряні атаки, 2023 року — 73 повітряних атак із застосуванням понад 800 засобів ураження, зокрема понад 50 балістичних та аеробалістичних ракет, понад 260 крилатих ракет різних типів та майже 500 ударних БпЛА. 2024 року по Києву завдали майже 200 ударів із застосуванням 1,6 тисяч засобів ураження різного типу, унаслідок чого було пошкоджено майже 550 житлових будинків.
Ворожі удари, окрім численних людських жертв, призводять до значних руйнувань архітектурних, культурних та історичних об'єктів столиці.
1 березня 2022 року під час обстрілу Київської телевежі зазнав пошкоджень Меморіальний центр Голокосту «Бабин Яр», пам'ятка XIX століття.
17 жовтня 2022 року дроном зруйнували історичну будівлю на Жилянській, 116-А.
Близько п'ятої ранку 21 березня 2024 року місто обстріляли 29 крилатими і двома балістичними ракетами. Одна з них упала перед спроєктованим архітектором Семеном Барзиловичем житловим будинком на Нагірній, 8/32, спричинивши пожежу у ньому.
20 грудня 2024 року зазнав пошкоджень Миколаївський костел.
1 січня 2025 року від уламків чотирьох ударних дронів, яким атакували урядовий квартал, зазнали пошкодження дев'ять пам'яток архітектури та дві пам'ятки історії: пам'ятка національного значення маєток Лібермана 1879 року на Банковій вулиці, 2, будівля НБУ 1840—1842 років на Інститутській, 9, будинок на Інститутській, 12 та інші. Також були зруйновані вежа і верхні поверхи житлового будинку, пам'ятки архітектури на Інститутській вулиці, 10/1. В одній із пошкоджених квартир після удару загинуло подружжя науковців.
24 квітня 2025 року Росія завдала чергового масованого ракетного удару по Києву. Загинуло 13 осіб. Ще понад 90 людей постраждали. За припущеннями експертів, північнокорейською балістичною ракетою KN-23 (KN-23A) росіяни знищили двоповерховий будинок у цегляному стилі, розташований у Кременецькому провулку, 5. Як повідомив начальник Київської міської військової адміністрації Тимур Ткаченко, загалом зазнали пошкодження 723 квартири у 54 багатоквартирних будинках. Рятувальники вивезли понад 2400 кубометрів зруйнованих будівельних конструкцій. 

Пошкоджені під час війни архітектурні об’єкти
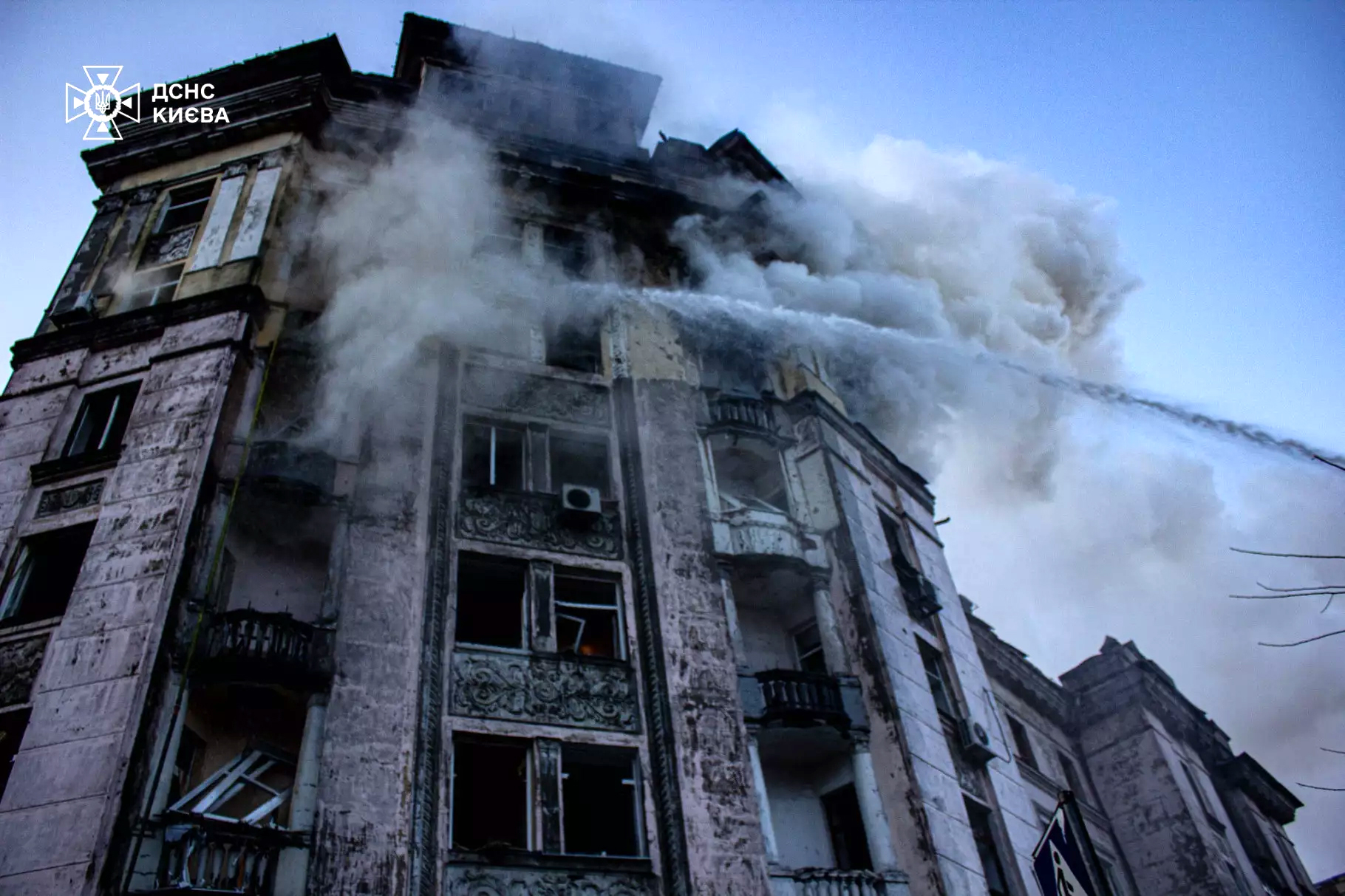
Житловий будинок на Нагірній, 8/32 (2024)
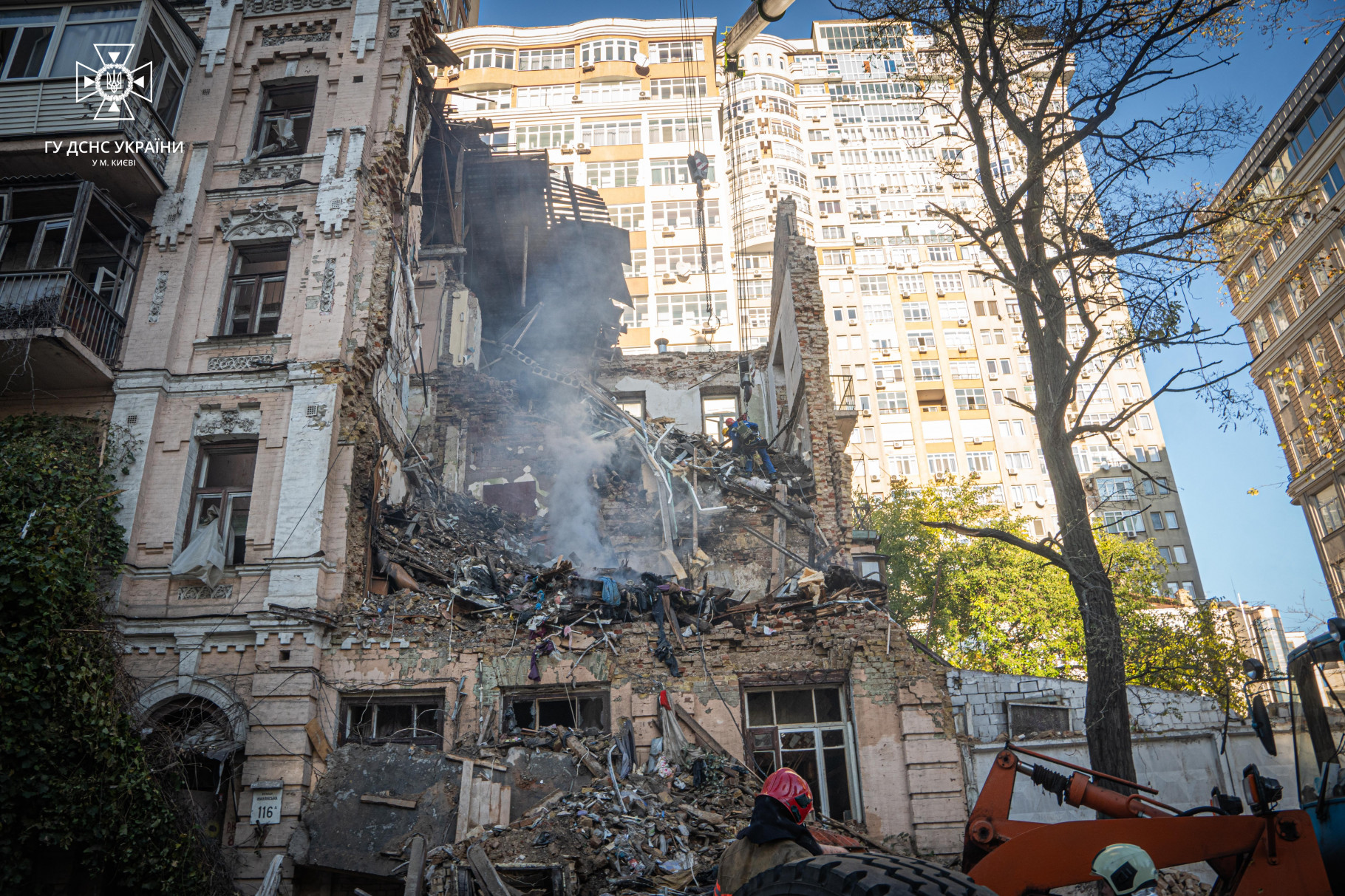
Історична будівля на Жилянській (2022)
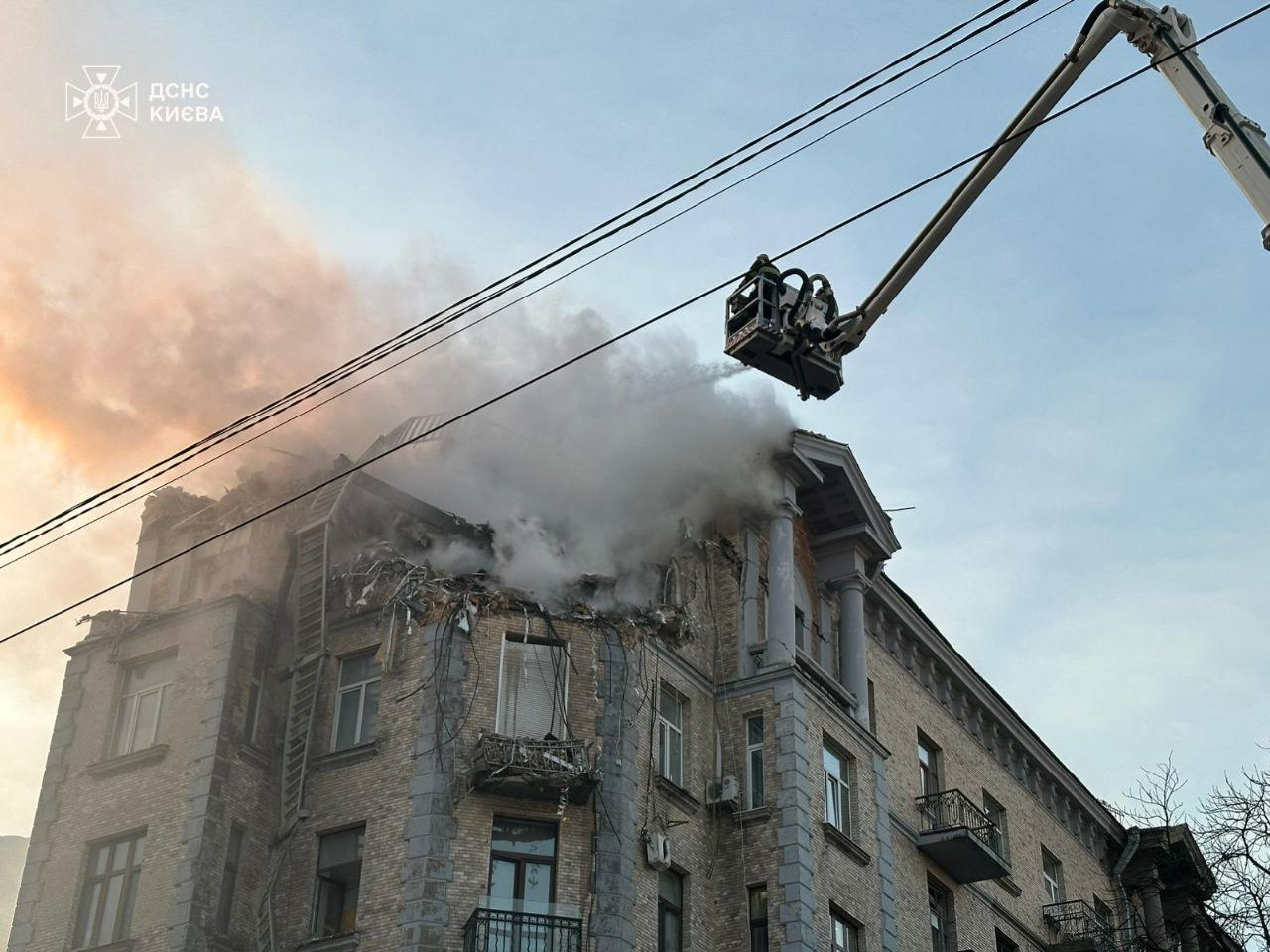
Пам’ятка архітектури на Інститутській, 10/1 (2025)
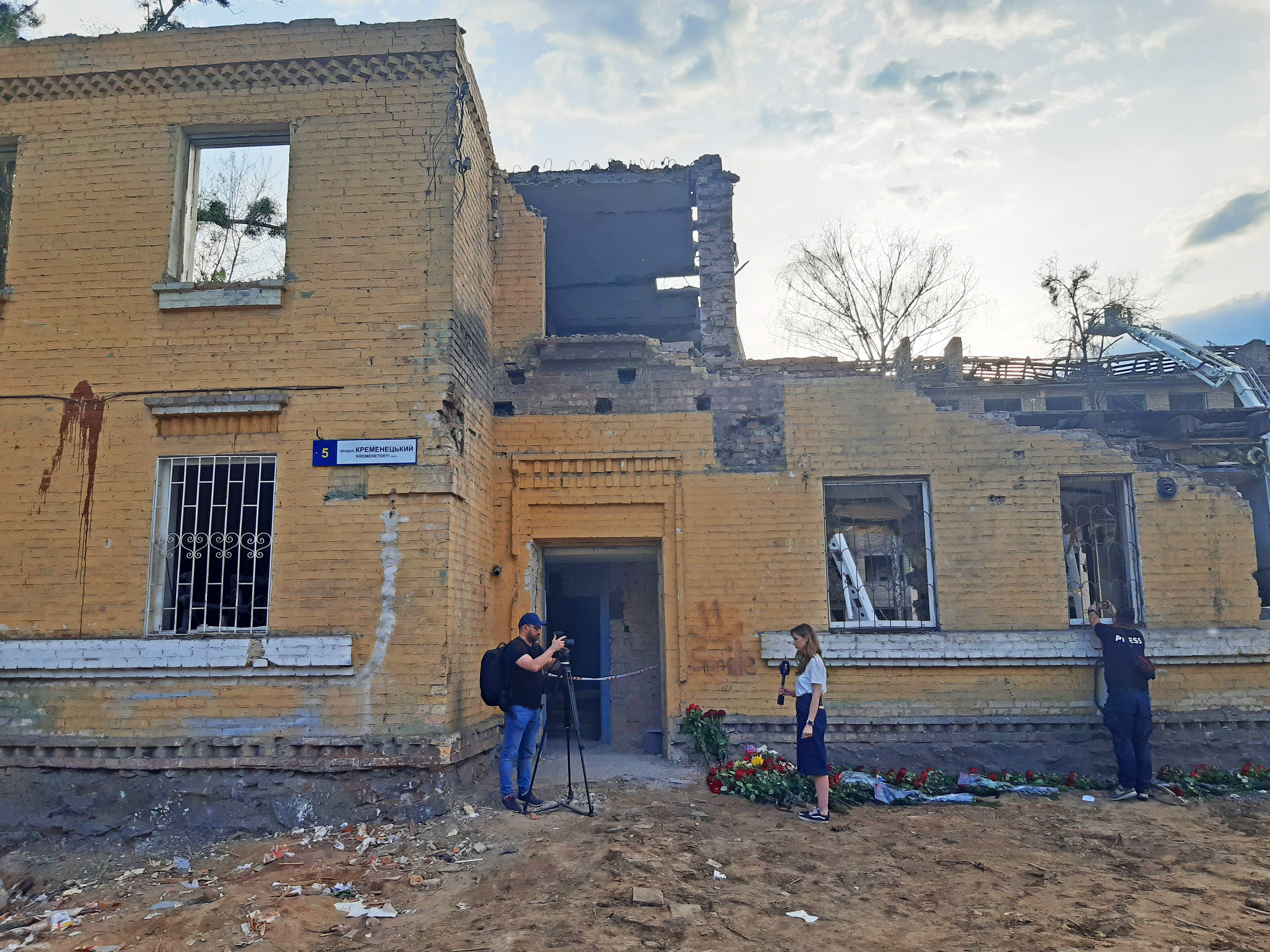
Руїни будинку у цегляному стилі, Кременецький провулок, 5 (2025)